# ドリフ大爆笑
『ドリフ大爆笑』（ドリフだいばくしょう）は、フジテレビ系列の日本のお笑い番組。日本のバラエティ番組のひとつ。新作については、フジテレビ系列で1977年から1998年まで放送された。新作の放送終了後も総集編等の特番が放送されている（2007年までに225本が製作された）。本番組の続編的番組である『ドリフに大挑戦スペシャル』についても記述する。

## 概要
渡辺プロダクション→イザワオフィスが制作し、フジテレビ系列にて放送。1977年2月8日から1998年4月16日まで『火曜ワイドスペシャル』→『強力!木スペ120分』で原則として月1回ペースでレギュラー放送されたが、1998年4月16日に新作コントを制作されたのを最後に、同年5月以降は総集編としての不定期放送に移行された。
『8時だョ!全員集合』（TBSテレビ）と並ぶザ・ドリフターズを代表するバラエティ番組のひとつであり、冠番組である。
番組の著作権はイザワオフィスが保有しているが、実際の番組制作を行っているのは『志村けんのバカ殿様』や『志村けんのだいじょうぶだぁ』（いずれも、志村けんが単独でメイン出演）と同様にフジテレビ及び外部の制作プロダクションのスタッフが行っている。
1998年4月を最後に新作については放送されていないが、CS放送のファミリー劇場（当該節参照）や、BS放送のBSフジ（当該節参照）で再放送されている。また、地上波フジテレビ系列でも時折スペシャル番組として総集編が放送されている。

## 番組の流れ
番組には各回ごとにテーマが設定されており、そのテーマに沿ったコントと各回4～5組程度のゲストの歌を交互に放送していく構成であった（レギュラー末期はゲストの歌が削減され、中にはコントとゲストトークの放送でゲストの歌が全く無い回もあった）。
オープニング（後述）の後、いかりやが全体の進行役として単独で登場してその回のテーマを紹介し、コントを数本流した後にゲストの歌を入れ、その後CMに入り、明けていかりやのその回のテーマに関する解説を流した後に、コント→歌というのが一般的な構成。後半のコントでは「もしもシリーズ」「雷様」「ばか兄弟」がメイン。そして最後にエンディングが流れて終了となる。
毎年年末は「年末特別総集編」として、その年のコントの中から傑作を選んで放送する趣向になっていた。また、1982年から1994年まで学校の夏休み時期には、「夏休みプレゼント傑作集」と題した総集編を組んでいた。後にそれ以外の月にも総集編を放送した。総集編ではいかりやの進行がない場合もあり、特に1977年12月13日に放送された番組初の総集編では当時ドリフターズが所属していた渡辺プロダクションの後輩であるキャンディーズが進行を務めた。また、総集編の回では基本的にゲストの歌は入らないが、前述の初の総集編の際にはキャンディーズの曲が幾つか放送されている。1980年12月23日に放送された｢ドリフ大爆笑'80 総決算｣はこの番組の最高視聴率である40.4%を記録した。

## 出演者

### レギュラー
ザ・ドリフターズ
（×は故人）
- いかりや長介×
- 高木ブー
- 仲本工事×
- 加藤茶
- 志村けん×
- 「見習い」だったすわしんじ（現：すわ親治）がピンポイント出演した回もある。なお、すわがコントに出た際に、しばしばメンバー等の他のエキストラから「ちかはる」と本名で呼ばれている。元メンバーの荒井注も2度ゲスト出演している。

### ゲスト
メイン
当時の女性アイドル歌手が多かった。由紀さおりはレギュラー格として1970年代末 - 1980年代前半までほぼ毎回登場し、以後も断続的に出演した。中原理恵も70年末- 1980年代前半までコントでメインの役柄で出演、石川秀美も1980年代中期 - 1990年まで、渡辺美奈代（1990・1991は皆勤）、松本伊代も1980年代後半から1993年までそれぞれレギュラー格として出演した。
初期は有名コメディアンも1 - 2名ゲスト出演しており、ドリフメンバー同様に、主役あるいはオチを任されるコントもあった。伊東四朗や小松政夫は1980年まで出演。
（×は故人）
- 荒井注×（元・ドリフメンバー。1974年3月末脱退）
- 由紀さおり（ゲストとして最多出演、1980年は皆勤）
- 伊東四朗
- 小松政夫×
- 玉川良一×
- 西川ひかる
- 左とん平×
- 由利徹×
- 東八郎×
- 谷啓×
- 春日三球・照代×（「鉄道」がテーマの時に漫才を披露）
- 沢田研二
- 小林幸子
- 小柳ルミ子
- 太田裕美
- テレサ・テン×
- せんだみつお
- 前川清（内山田洋とクール・ファイブもコントに出演（※注 内山田洋と、小林正樹は×））
- すわ親治
- 梓みちよ×
- 千昌夫
- 中尾ミエ
- 高田みづえ
- 榊原郁恵
- 水前寺清子
- 研ナオコ
- 桜田淳子
- 和田アキ子（雷様にも出演）
- 角川博
- 石川さゆり
- キャンディーズ
  - 田中好子×
  - 藤村美樹
  - 伊藤蘭
- ザ・リリーズ（※注　燕真由美は×）
- ピンク・レディー
- ビューティ・ペア（※注 ジャッキー佐藤は×）
- 小林旭
- 五月みどり
- 内田あかり
- 湯原昌幸
- 新沼謙治
- 森昌子
- 橋幸夫
- 布施明
- 細川たかし
- 今陽子
- 黛ジュン
- 西川峰子
- ありま双兵
- アグネス・ラム
- 山下敬二郎×(1977年、｢ブーム｣の回でロカビリーブームのコントに出演)
- 児島美ゆき
- エバ
- 岡田奈々
- 朝田のぼる
- 香坂みゆき
- 内藤やす子
- 大場久美子
- 高見知佳×
- 石野真子
- 岩崎良美
- 河合夕子
- 浜田朱里
- 中原理恵
- 柏原芳恵
- 河合奈保子
- 秋ひとみ
- 松田聖子
- 山川豊
- 竹本孝之
- 中島はるみ
- 倉田まり子
- 水越けいこ
- 石川ひとみ
- 小泉今日子
- 松本伊代
- 松本明子
- 堀ちえみ
- 石川秀美
- 大沢逸美
- 北原由紀
- 松居直美
- 尾形大作
- 早見優
- 少女隊
- 本田美奈子×
- 長山洋子
- 酒井法子
- 統乃さゆみ
- 麻生祐未
- 芳本美代子
- 井森美幸
- 奥村チヨ
- フローレンス芳賀
- 岡江久美子×
- 松本典子
- 相楽晴子
- 森口博子
- 森尾由美
- 志村香
- 森恵
- 渡辺美奈代
- 西村知美
- 西田ひかる
- 本田理沙
- 相川恵里
- 生稲晃子
- 川上麻衣子
- 武山あきよ
- たかだみゆき
- 立花理佐
- 田村英里子
- 島崎和歌子
- マルシア
- かとうれいこ
- ribbon
- 飯島直子
- 中江有里
- 中村綾
- 藤あや子
- Melody
- C.C.ガールズ(藤森夕子・青田典子・藤原理恵・原田徳子・本杉美香・森洋子)
- CoCo(三浦理恵子・大野幹代・羽田恵理香・宮前真樹)
- 石野陽子
- 工藤静香
- 中村あずさ
- 佐々木信也(1981年、プロ野球ニュース風天気予報のコントに本人役で出演)
- コントび〜ランチ
- コロッケ（2回ほど出演）
- 渡辺正行
- 熊倉一雄×(1986年、｢アリとキリギリス｣のコントにナレーション役で出演)
- 芥川隆行×(1981年、｢討ち入りの日｣のコントのナレーション役で出演)
- 柴田秀勝（吹き替えの出演）
- 増山江威子×(1995年、｢刀の手入れ｣と｢ハイテクハウス｣のコントに吹き替え役で出演)
- 陣内誠（当時のフジテレビアナウンサー）
- 山中秀樹（元フジテレビアナウンサー、現:フリーアナウンサー）（ナレーション、コント内の臨時ニュースアナウンサー役）
- 露木茂（元フジテレビアナウンサー、現:フリーアナウンサー）(1987年、｢七人の侍｣のコントにナレーション役で出演)
- 牧原俊幸（元フジテレビアナウンサー、現:フリーアナウンサー）（人に歴史あり・高木ブー編のナレーション）
- 大林典子（元フジテレビアナウンサー）（コント内のニュースキャスター役）
- 志生野温夫
- 池谷幸雄
- 城之内早苗
- 高橋由美子
- 飯島愛×
- 香田晋
- 矢部美穂
- 山田まりや
- さとう珠緒
- 鈴木紗理奈
- 辺見えみり
- 中山エミリ
- 新山千春
- 久本雅美
- 斉藤慶子
- 可愛かずみ×
- 藤本あき
- 堀江しのぶ×
- 川越美和×
- 中條かな子
- 佐伯伽耶

など
エキストラ
- 悪役商会
  - 八名信夫（もしものコーナーに2回出演）
  - 関山耕司×（もしものコーナーなどにてやくざ役で出演。没年不明）
- 南雲佑介
- 岡田正典（もしものコーナーなどにてやくざ役で出演）
- 丹古母鬼馬二（電車内で絡むチンピラ役などで出演）
- ストロング小林×（カツラをかぶって志村、加藤がはずみで取ってしまう役柄で2回とも出演）
- 大前均×
- ピーピングトム
- 井上京子
- 渡辺智子（コントのプロレスシーンにて出演）
- アレクサンダー大塚（コントのプロレスシーンにて出演）
- くじら
- 山崎方也
- 坂井寿美江
- 井上貴子
- TIM
- 矢吹まりな
- 川上みく
- 山崎智弘
- 若駒（殺陣）
- 俳協
- 劇団ひまわり
- 稲川素子事務所

など
ドリフ大爆笑に出演した専門家
- 山中クリニックの医師・山中先生（1977年、「健康」、アドバイス）

コントに出演しなかったが歌のコーナーに出演したゲスト
- 高岡健二（現：建治）
- 渡真介
- 近藤真彦
- BORO
- 桑江知子
- 渋谷哲平
- ポップコーン
- トライアングル
- おかわりシスターズ
- 伊藤智恵理
- BRAND NEW MONKEYS(1995年当時、加藤がラップに挑戦した際に彼らと組んだユニット、Cha!K.A.T.O.with BRAND NEW MONKEYSとして出演)

雷様のコントに出演したスペシャルゲスト
- 谷村新司×
- デーモン小暮
- 松崎しげる
- 森公美子（少年少女合唱隊にも出演）
- 尾崎紀世彦×
- デューク・エイセス（※注 出演当時のメンバー飯野知彦と、吉田一彦は×）
- マイク真木
- 野口五郎
- 五木ひろし
- 田原俊彦
- 堀内孝雄
- 瀬川瑛子
- 安田祥子（由紀さおりと一緒に出演して歌を歌った）

少年少女合唱隊のゲスト
- サーカス
- 加瀬邦彦×とザ・ワイルドワンズ（※注 渡辺茂樹は×）
- 白鳥英美子
- ゴスペラーズ
- 斉藤ノヴ
- 神崎ゆう子
- 岸千恵子×
- ネーネーズ
- HIROSHI
- ブラザー・コーン
- GAKU-MC
- DJ FUMIYA
- 近藤サト（出演当時・フジテレビアナウンサー）

総集編時のスタジオの司会・進行
- 愛川欽也×（1993年春）
- 小島奈津子（1993年春、当時・フジテレビアナウンサー）
- 福井謙二（1995年春、当時・フジテレビアナウンサー）
- 西山喜久恵（1999年、フジテレビアナウンサー）
- 中野美奈子（2009年、当時・フジテレビアナウンサー）

総集編時のリポーター
- 定岡正二（1994年12月27日、野球評論家）[注 5]

総集編時のナレーター
- 生島ヒロシ
- 武居“M”征吾（1997年）
- 中井和哉（2000年3月14日）
- 山田真一（2001年3月21日）
- ダチョウ倶楽部(寺門ジモン、肥後克広、上島竜兵×)（2002年3月19日）
- みのもんた×（1994年、2004年4月2日）
- 藤村俊二×（2005年3月15日）
- 斉藤舞子（2007年2月11日、フジテレビアナウンサー）
- 平井理央（2007年6月26日、当時・フジテレビアナウンサー）
- 古川登志夫（2013年11月12日）
- 松元真一郎（2021年5月3日）

## オープニング・エンディング
初期のオープニングテーマは、「夜だ8時だ ドリフの時間」という歌詞で始まる軍歌『月月火水木金金』の替え歌であった。1978年1月31日の放送分から、後に続く「ド・ド・ドリフの大爆笑」の歌詞で始まる『隣組』の替え歌となった。なお、『隣組』の替え歌が作られた時は既に原曲作詞の著作権は消滅していた。
ドリフのアルバム『軍歌だョ!全員集合』に『月月火水木金金』は収録されているが、テーマソング自体は2017年現在音源化されていない。
エンディングテーマ『さよならするのはつらいけど』は、『8時だョ!全員集合』のエンディングテーマ『ドリフのビバノン音頭』と同じくデューク・エイセスの楽曲でドリフもカバーした『いい湯だな』の替え歌である（全員集合とは歌詞が異なる）。ごくまれに歌詞が2フレーズ続く回もあった。77年の番組開始当初は一部を『全員集合』と同じ振り付けで踊っていた。その後は音楽に合わせ手拍子を打ったり軽く揺れる程度になったが、03年の新収録では振り付けが復活している。

### クレジット映像
ポンポンを持って、Tシャツ、またはレオタードで着飾ったスクールメイツ（1977年、1979年、1980年は男性も含まれていた）がバックで踊る中、濃紺のスーツ を着た5人もダンスを披露する。オープニングでは間奏の間にその回に流される全コントの予告が流れ（1979年には3番演奏中に流したこともある）、コント内でも多用される「中年女性の笑い声」（年末最後の放送では笑い声が無かったり、代わりにいかりやの挨拶が入っていた）が入る。
エンディングでいかりやが「次の回も一生懸命頑張ります。ごきげんよう!」（このセリフは収録年によって若干の異なり がある）というセリフで締めくくられていた。毎年12月に放送される年末スペシャルでは、エンディングをワンフレーズ放送後にスタジオからいかりやが1年を振り返り、最後にスタジオからその場で「よいお年を」と言ったあとエンディングの最後のシーンに映像が変わって終わったため、いかりやの挨拶がない場合があった。1980年の総集編では、通常の『さよならするのはつらいけど』に代わって「ドリフの早口ことば」の音楽を流した。
番組初期はスタッフ紹介のクレジットの字幕は放送時に付加されたため、アーカイブ映像には残されていない場合があった。

### オープニング・エンディングタイトル遍歴
| 代     | 初回放送       | チアガールの衣装                        | ポンポンの色 | OP音楽             | ED音楽                   | 備考 |
| ------ | -------------- | --------------------------------------- | --- | ------------------ | ------------------------ | --- |
| 初代   | 1977年2月8日   | 英文で「School Mates」と書かれたTシャツ | 両手とも服の色に合わせる 赤の人=赤、白の人=白                                                                   | 月月火水木金金     | いい湯だな（アレンジ1）  | EDは第5回までコントの現場で収録していたが、第6回からOP同様ステージセットでの収録に固定され、スクールメイツとは共演せずドリフの5人のみで歌う。「ハービバノンノン」の合いの手は加藤がその場で歌っていた（後の版ではスタジオ収録）。また、第3回からEDは手拍子が入る。 |
| 2代目  | 1978年1月31日  | 英文で「School Mates」と書かれたTシャツ | 右手=赤、左手=白                                                                                                | 隣組（アレンジ1）  | いい湯だな（アレンジ1）  | 『月月火水木金金』から『隣組』の替え歌に変更。 OPのみステージセットも一新された（以降、曲アレンジ変更ごとにセットも変更されるようになる）。 EDは77年のものを引き続き使用。                                                                                         |
| 3代目  | 1979年1月30日  | 英文で「School Mates」と書かれたTシャツ | 両手とも赤 | 隣組（アレンジ1a） | いい湯だな（アレンジ1）  | OPは曲のアレンジは2代目と同じだが、新たにイントロが追加。EDは撮り直したが曲は初代と同じ。 ステージセットを一新、OP・ED両方で使用。 |
| 4代目  | 1980年2月5日   | 英文で「School Mates」と書かれたTシャツ | 両手とも赤 | 隣組（アレンジ1b） | いい湯だな（アレンジ1）  | OPは曲のアレンジは2代目と同じだが、2番と3番の中間部分にエレキギターの音が追加。 OP映像は別ヴァージョンが存在する。EDでもチアガールが登場する（曲は同じ）。 この年のステージセットには「80」が装飾された。                                                          |
| 5代目  | 1981年1月27日  | 赤・黄色・青のレオタード                | 服の色により異なる 赤の人=OP/ED 両手ともに赤 黄色の人=OP 右手に赤・左手に白、ED 両手に白 青の人=OP 両手ともに白 | 隣組（アレンジ2）  | いい湯だな（アレンジ2）  | 曲はOP・EDともにアレンジ変更。 OP=1番は赤チームのみだが、3番から黄色チーム、4番から青チームが加わる。 ED=最初は赤チームのみ、後半から黄色チームが加わる（青チーム登場なし）。 4度目のステージセット変更。                                                          |
| 6代目  | 1983年2月15日  | 白のレオタード                          | 両手に白 | 隣組（アレンジ3）  | いい湯だな（アレンジ2a） | 一番長く使われたバージョン。曲はOP・EDともにアレンジ変更。EDは、手拍子が無くなる。 5度目のステージセット変更。 |
| 7代目  | 2003年12月23日 | 黄色のTシャツ・白のミニスカート         | 両手に黄緑 | 隣組（アレンジ3）  | いい湯だな（アレンジ2a） | 現段階での最新版で、かつドリフ5人全員が揃った最後の収録、曲のアレンジは6代目と同じだが、新録版はステージセットが変更されている。OP、ED映像は別ヴァージョンが存在する。                                                                                             |
| 8代目  | 2020年6月21日  |                                         | | 隣組（アレンジ3）  | いい湯だな（アレンジ2a） | 研ナオコと肥後克広が代演。 |
| 9代目  | 2020年12月28日 |                                         | | 隣組（アレンジ3）  | いい湯だな（アレンジ2a） | 千鳥が代演。 |
| 10代目 | 2021年12月27日 |                                         | | 隣組（アレンジ3）  | いい湯だな（アレンジ2a） | 山田裕貴・勝地涼・遠藤憲一・松本岳・加治将樹の5人が再現。 |

放送開始以降、オープニングとエンディングのクレジット映像は1978年、1979年、1980年、1981年と改められるが、1983年に撮影されて以降、長年に渡り同じ映像が使われた。
1990年からはクレジット映像を縮小して、1991年・1992年には当時フジテレビ社屋のあった河田町、1993年・1994年には当時着工したばかりのFCGビルのある台場の夜景の映像(目玉マーク付)を中心に据えた。その後も1994〜1996年にかけては「過去に放送されたコント映像も年代の古い順から流す」演出がなされ、1997年からは台場本社の空撮映像をオープニングに取り入れ、オープニングの曲も4フレーズから2フレーズ（テーマ設定の廃止・ゲスト枠の縮小により1番と4番のみ）に短縮するといったクレジットが使用された。
そして2003年12月23日放送の『40年だよ!ドリフ大爆笑』に合わせ、20年ぶりにオープニング・エンディング共に一新された（テーマ曲は1983年版のものをそのまま使用）。12月8日に収録されたこの映像は、いかりや長介さんにとって生涯最後・ドリフ5人全員が揃った最後のテレビ出演となった。また、オープニングに歌詞のテロップが新たに挿入されている。
この時、久しぶりに5人でコントをするプランもあったが、いかりや長介の息子・碇矢浩一の著書によると「この時のいかりやはいつ倒れてもおかしくない容態。」だったという。声もかすれてほとんど出せなくなっていたが、本人の希望でオープニングとエンディングのみ新しく撮り直しが行われた。
収録はいかりや長介の体調を見ながら時間をかけて行われたという。（OPとEDで使われたスタジオでのトークは長介を除いた4人で行われた）エンディングでは恒例だったいかりやによる「次の回も一生懸命がんばります。ごきげんよう!」のセリフはなかった。
またこのOPの撮り直し直前隣のスタジオで別の番組を収録中だったダウンタウン浜田が「いやぁ〜スタッフが、隣のスタジオでドリフがOP撮り直してるって言うんで」とドリフターズが5人揃ってスタジオ入りしているのを聞き、挨拶しに行き5人と会話をする光景も当時のカメラに収められている。
『40年だよ!ドリフ大爆笑』の放送から16年半後の2020年6月21日に放送された『志村友達 大集合スペシャル』の番組のOPで『ドリフ大爆笑』のオープニングの再現が行われた（テーマ曲は1983年版・2003年版のものをそのまま使用）。冒頭の映像は1983年版をそのまま放送し、コントのハイライト映像部分は出演者紹介となり、その後に続けて加藤・仲本・高木・研ナオコ・肥後克広（ダチョウ倶楽部）らにより新たに再現された（ただし、着用していたのは『全員集合』のオープニングで着用していた衣装である）。また、エンディングはセットに着席した状態で行われた（テーマ曲は1983年版のものをそのまま使用。この際「フィナーレ さよならするのはつらいけど…」のタイトルはつかなかった）が、「次の回も…」の台詞は無く、代わりに、曲の終盤に加藤の合いの手「うがいしろよ」「手洗いしろよ」「あんまり外出歩くな」「又、お会いしましょう」が入った（『全員集合』エンディングと同じ）。それから半年後の同年12月28日に放送された『ドリフ・バカ殿・志村友達大集合スペシャル』でOPは今回も研ナオコと肥後克広が参加したが志村けんといかりや長介の代役は千鳥（大悟・ノブ）研ナオコと肥後克広は上島竜兵（ダチョウ倶楽部）とバックでスクールメイツの役で踊った。そしてEDは前回と同じ状態で行われその回も終盤は加藤の合いの手「風邪ひくなよ」「風呂入ったか」「コロナに気をつけろ」「また来年お会いしましょう。よいお年をどうぞ」が入って放送が終わった（「風邪〜」と「風呂〜」は『8時だよ!全員集合』から流用）。同系列で放送されたドラマ『志村けんとドリフの大爆笑物語』では1983年版のOPとEDの完全再現版が放送された。

## 番組の歴史
1977年2月8日放送開始。開始からしばらくは20:00からの放送であったが、1981年秋の番組改編で『火曜ワイドスペシャル』枠が30分前倒しされたため、大爆笑も同年10月13日放送分以降は19:30〜20:54の時間帯で放送された。
初期は著名コメディアンがゲスト出演しており、小松政夫や伊東四朗のほか、東八郎、玉川良一、左とん平らがコントに参加していた。また、放送開始時の1977年から1979年までは、各回にサブタイトルも導入されており主に「まァコノォ!〇〇〇〇ア〜ア」や、「〇〇〇〇全員集合!!」などのパターンで固定化されていた。1980年以降は廃止となったが、1990年から復活した。
スタートからしばらくは5人全員が登場する「全員コント」やその回のテーマを題材にした歌を題材にしたコント、「もしものコーナー」がメインだった。全員コントに関しては、サブタイトルが「ドリフの〇〇〇」となることが多かった。その後、1983年頃には、メンバー全員がその回のテーマを題材にしたトークなどを行うコーナーや歌を題材にしたコントが終了し、「いかりや・高木・仲本」と「加藤・志村」のそれぞれのチームに分かれての別々のコントが目立つようになった。時を同じくして、この頃から志村・加藤コンビでのコントではアドリブ重視、お色気路線の作品が増え、この路線が同局の『志村けんのバカ殿様』『志村けんのだいじょうぶだぁ』やTBS系『加トちゃんケンちゃんごきげんテレビ』に受け継がれる。
1985年はこの番組の代名詞となるコントの一つである｢長介・工事・ブー おなじみ雷様｣がスタート。その2年後である1987年は｢長介・工事のばか兄弟｣がスタートした一方で、名物コーナーだった「もしものコーナー」が終了。1988年の途中からは志村がいかりやとコント内等で共演する事が一切なくなり、結果としてドリフ内部の不和説が指摘されたこともあったが、1989年に関しては、いかりやが黒澤明監督の映画『夢』の撮影で長期ロケに行っていたことが原因でもある。
1985年に『全員集合』が終了以降はドリフターズは個別に活動するようになり、年数回放送の当番組以外はドリフとしての活動はほぼ無くなっていたが、当番組に関してもこの辺りからは個々のスケジュールの合間に個別で撮影して、それをひとつの番組として撮影していた為、5人一緒の現場で撮影していた訳では無かった。また、企画的にも、多忙ないかりやと志村をそれぞれトップとする2班体制になっていた。
前述の不和の噂が出たこともあり、1993年春のスペシャルで5年ぶりに5人全員が揃ったのをきっかけに、翌年からは久々の全員コントが復活。以降、「視聴者からのリクエストコント」のコーナーとして、かつての名作コント（サービス過剰な銭湯・消灯ラッパ・卒業式でいかりやが金品を奪われるなど）を放送。1995年には「笑いと歌の20年」というサブタイトルが付き、『全員集合』を彷彿とさせる公開放送を取り入れるようになり（「雷様」など）、『全員集合』の前半コント（会社、五軒家、山寺修行、忍者、修学旅行、商店街、剣道、コンバット、刑務所、母ちゃんコントなど）がリメイクされた。『全員集合』名物であった「少年少女合唱隊」も登場、当初は参加しなかった志村も1997年から出演して「早口言葉」を披露した。同年には10年ぶりに「もしものコーナー」も復活するなど、独特のテイストで人気を保ってきた。
1977年から1998年の間に制作されたコントの本数は4760本。

### 番組の終了とその後
長年『火曜ワイドスペシャル』の看板番組として放送していたが最末期の1997年11月に『強力!木スペ120分』として木曜日に移動。以降、メンバー個々の活動の増加や高齢化、番組自体のマンネリ化、そして視聴者の嗜好の変化もあり、1998年4月16日放送を最後に新作コントが制作されなくなり、レギュラー番組は終了。1977年2月から始まった当番組は21年2か月の歴史に幕を降ろした。以降は不定期放送での総集編という形になるが、総集編以降は放送頻度が低く、放送自体が無い年も複数年ある。
2020年の志村の逝去後は、志村の冠コント番組（志村けんのだいじょうぶだぁ、志村けんのバカ殿様）と合わせた特別番組が編成されており、その中で志村が出演している『ドリフ大爆笑』でのコントが放送されている。
2022年10月19日に、仲本が交通事故による死去を受けて、2022年10月23日の放送分については追悼テロップ表示で対応すると発表された。

## 放送リスト
ファミリー劇場放送分はこのサイトに掲載されている

### 1977年
| ドリフ大爆笑'77 | ドリフ大爆笑'77 | ドリフ大爆笑'77                            | ドリフ大爆笑'77                                                                                            | ドリフ大爆笑'77 | ドリフ大爆笑'77                                                                                         |
| 回数            | 放送日          | テーマ                                     | ゲスト | 曲目 | 備考 |
| --------------- | --------------- | ------------------------------------------ | --- | --- | --- |
| 第1回           | 2月8日          | 名勝負・珍勝負・バカ勝負！！アーア！！     | 伊東四朗 キャンディーズ 小柳ルミ子 千昌夫                                                                  | キャンディーズ（哀愁のシンフォニー） 小柳ルミ子（思い出にだかれて） 千昌夫（星影のワルツ） | |
| 第2回           | 3月1日          | お金イズマネーだもんね！！アーア！！       | 伊東四朗 桜田淳子 千昌夫 玉川良一 テレサ・テン 児島美ゆき エバ ビューティ・ペア ピンク・レディー           | 桜田淳子（あなたのすべて） テレサ・テン（ふるさとはどこですか） ビューティ・ペア（かけめぐる青春） ピンク・レディー（カルメン'77）                                                                                         | |
| 第3回           | 4月12日         | ま〜このオ〜！ブームだなア〜ア！！         | 左とん平 千昌夫 玉川良一 キャンディーズ 五十嵐夕紀 高田みづえ テレサ・テン 児島美ゆき エバ 岡田奈々 小林旭 | キャンディーズ（やさしい悪魔） 五十嵐夕紀（6年たったら） 高田みづえ（硝子坂） テレサ・テン（ふるさとはどこですか） 岡田奈々（そよ風と私） 小林旭（ギターを持った渡り鳥〜アキラのダンチョネ節〜昔の名前で出ています、北へ） | |
| 第4回           | 5月31日         | まあコのォ！スペシャルサービス全員集合！！ | 小松政夫 キャンディーズ 千昌夫 五十嵐夕紀 高田みづえ 小柳ルミ子 太田裕美 高田みづえ エバ 由利徹            | キャンディーズ（やさしい悪魔） 五十嵐夕紀（6年たったら） 高田みづえ（硝子坂） 小柳ルミ子（星の砂） 太田裕美（恋愛遊戯） | |
| 第5回           | 6月14日         | まァこのォ！！歌はたのし全員集合！！       | 沢田研二 内山田洋とクール・ファイブ 小柳ルミ子 橋幸夫 キャンディーズ 千昌夫 渡真介                         | 沢田研二（勝手にしやがれ） 内山田洋とクール・ファイブ 小柳ルミ子（星の砂） 橋幸夫（浅草人情） キャンディーズ（やさしい悪魔） 千昌夫（北国の春） 渡真介（純情派）                                                           | BSフジでは未放送                                                                                        |
| 第6回           | 7月19日         | まァこのォ！！初体験なのよ全員集合！！     | 小松政夫 研ナオコ アグネス・ラム キャンディーズ 渡真介 朝田のぼる                                          | アグネス・ラム（I'm Agnes） キャンディーズ（暑中お見舞い申し上げます） 研ナオコ（おゞ神様） 渡真介（純情派） 朝田のぼる（気がかり三年）                                                                                    | EDがセットでの収録に固定 研ナオコと志村けんの「赤まむし、生卵」のコントはドリフ大爆笑ではこの回が初登場 |
| 第7回           | 8月16日         | まァこのォ！！趣味もいろいろ全員集合！！   | 小松政夫 研ナオコ 内藤やす子 桜田淳子 由紀さおり 沢田研二 渡真介 香坂みゆき                                | 研ナオコ（オヽ神様） 内藤やす子（ターゲット） 桜田淳子（気まぐれヴィーナス） 由紀さおり（う・ふ・ふ） 沢田研二（勝手にしやがれ） 渡真介（純情派） 香坂みゆき（初恋宣言）                                                   | |
| 第8回           | 9月27日         | まァこのォ！！笑いの秋だよ全員集合！！     | 小松政夫 キャンディーズ テレサ・テン せんだみつお 湯原昌幸 細川たかし 野中小百合 渡真介                    | キャンディーズ（暑中お見舞い申し上げます） テレサ・テン（あなたと生きる） せんだみつお（高原の二人） 細川たかし（おんなの春） 野中小百合（火遊び志願） 渡真介（純情派）                                                    | 志村けんのバカ殿様がドリフ大爆笑としては初登場                                                          |
| 第9回           | 10月18日        | まァこのォ！健康第一全員集合！！           | 小松政夫 沢田研二 梓みちよ 小柳ルミ子 テレサ・テン 五十嵐夕紀 高田みづえ                                   | 沢田研二（憎みきれないろくでなし） 梓みちよ（ノクターン） 小柳ルミ子（湖の祈り） テレサ・テン（あなたと生きる） 五十嵐夕紀（私が選んだあなたです） 高田みづえ（ビードロ恋細工）                                            | |
| 第10回          | 11月1日         | まァこのォ！おかしな旅だネ全員集合！！     | 小柳ルミ子 由紀さおり ザ・リリーズ 湯原昌幸 千昌夫                                                         | 小柳ルミ子（湖の祈り） 由紀さおり（う・ふ・ふ） ザ・リリーズ（初恋スラローム） 湯原昌幸（あなたセ・ラ・ヴィ） | |
| 第11回          | 12月13日        | ヒェーッ！笑いのたたりじゃ〜全員集合！！   | | キャンディーズ（年下の男の子、やさしい悪魔、アン・ドゥ・トロワ、わな） | 総集編                                                                                                  |

### 1978年
| ドリフ大爆笑'78 | ドリフ大爆笑'78 | ドリフ大爆笑'78                                  | ドリフ大爆笑'78                                                                   | ドリフ大爆笑'78 | ドリフ大爆笑'78                                                                                |
| 回数            | 放送日          | テーマ                                           | ゲスト                                                                            | 曲目 | 備考                                                                                           |
| --------------- | --------------- | ------------------------------------------------ | --------------------------------------------------------------------------------- | --- | ---------------------------------------------------------------------------------------------- |
| 第1回           | 1月31日         | まァこのォ！宣伝第一全員集合！！                 | 伊東四朗 小松政夫 前川清 中尾ミエ 千昌夫 エバ                                     | | OPが「月月火水木金金」から「隣組」の替え歌に変更、BSフジでは未放送                             |
| 第2回           | 2月21日         | まァコノォ！男と女の㊙️ばなしだ全員集合！！       | 沢田研二 小柳ルミ子 由紀さおり 新沼謙治 西川峰子                                  | サムライ（沢田研二） ひとり歩き（小柳ルミ子） やりなおしたいの（由紀さおり） 帰ってきたよ（新沼謙治） 愛したいあなた（西川峰子）                              |                                                                                                |
| 第3回           | 3月21日         | まァこのォ！笑いころげて蛍の光だ全員集合！！     | キャンディーズ 沢田研二 由紀さおり 小松政夫 研ナオコ                              | 微笑がえし（キャンディーズ） かもめはかもめ（研ナオコ） サムライ（沢田研二） やりなおしたいの（由紀さおり）                                                   |                                                                                                |
| 第4回           | 4月25日         | 古今東西エラい人だねすごい人だよ全員集合！！     | 小柳ルミ子 桜田淳子 テレサ・テン 左とん平 小松政夫 ありま双兵 エバ トライアングル | 追いかけてヨコハマ（桜田淳子） 夢追い列車（小柳ルミ子） トライアングル・ラブレター（トライアングル） 東京夜景（テレサ・テン）                                 |                                                                                                |
| 第5回           | 5月16日         | 国際だよ!                                        |                                                                                   | | 唯一の非スタジオ放送、ファミ劇、BSフジでは未再放送、当時TBS系で放送されていた飛べ!孫悟空も登場 |
| 第6回           | 6月27日         | エッ切符の検札！キセルは逮捕だ！全員集合！！     | 沢田研二 由紀さおり 研ナオコ 高田みづえ 石野真子                                  | ダーリング（沢田研二） ガラスの日々（由紀さおり） 窓ガラス（研ナオコ） パープル・シャドウ（高田みづえ） わたしの首領（石野真子）                              |                                                                                                |
| 第7回           | 7月25日         | ボインがゆれる夏はおまかせ！全員集合！！         |                                                                                   | 負けちゃいけないよ（布施明） 未定（今陽子） ガラスの日々（由紀さおり） 0のメルヘン（トライアングル） ラスト・シーン（沖田正人）                               |                                                                                                |
| 第8回           | 9月19日         | チャップリン～ポルノまで名・珍場面だ全員集合！！ |                                                                                   | トーキョー・バビロン（由紀さおり） 泣きぬれてひとり旅（小柳ルミ子） 黒潮列車（新沼謙治） くるみ割り人形（石川ひとみ） グッバイ・サマー（香坂みゆき）          |                                                                                                |
| 第9回           | 10月3日         | さあ食いねえ！食欲の秋だよ全員集合！！           |                                                                                   | 女ともだち（高田みづえ） LOVE (抱きしめたい)（沢田研二） 北国の春（千昌夫） 信天翁（梓みちよ） キャプテンZAP（トライアングル） 横浜トゥワイライト（秋川淳子） |                                                                                                |
| 第10回          | 11月14日        | 唄うアホウに聞くアホウ！歌は楽しや全員集合！！   |                                                                                   | Do it BANG BANG（榊原郁恵） さようならの彼方へ（内山田洋とクールファイブ） トーキョー・バビロン（由紀さおり） 肥後の駒下駄（水前寺清子）                      |                                                                                                |
| 第11回          | 12月12日        | 笑いのフィーバー！全員集合！！                   |                                                                                   | | 年末総集編                                                                                     |

### 1979年
| ドリフ大爆笑'79 | ドリフ大爆笑'79 | ドリフ大爆笑'79                                    | ドリフ大爆笑'79                                         | ドリフ大爆笑'79 | ドリフ大爆笑'79                                  |
| 回数            | 放送日          | テーマ                                             | ゲスト                                                  | 曲目 | 備考                                             |
| --------------- | --------------- | -------------------------------------------------- | ------------------------------------------------------- | --- | ------------------------------------------------ |
| 第1回           | 1月30日         | お客様は神様です！商売繁盛全員集合！               | 沢田研二 小松政夫 谷啓 小柳ルミ子 由紀さおり            | カサブランカ・ダンディ（沢田研二） 雨…（小柳ルミ子） トーキョー・バビロン（由紀さおり）                                                                                            | OP、EDの映像が変更。                             |
| 第2回           | 2月27日         | 縁は異なるもの！これを御縁に全員集合！！           |                                                         | 君は薔薇より美しい（布施明） 日曜日はストレンジャー（石野真子） 雨…（小柳ルミ子） 愛を切り札にして（由紀さおり）                                                                   |                                                  |
| 第3回           | 3月27日         | おわんの舟―UFOまで！とんでる乗り物全員集合！！     |                                                         | 昔があるから（内山田洋とクールファイブ） サンタモニカの風（桜田淳子） 愛を切り札にして（由紀さおり） 私のハートはストップモーション（桑江知子） ブルーロマンス薬局（ポップコーン） |                                                  |
| 第4回           | 4月24日         | 名・珍場面！これがテレビだ全員集合！！             |                                                         | プリティー・プリティー（石野真子） カサブランカ・ダンディ（沢田研二） 北国の春（千昌夫） 愛を切り札にして（由紀さおり）                                                            |                                                  |
| 第5回           | 5月29日         | タイム・イズ時間だもんね！全員集合!!               |                                                         | MISS KISS（桜田淳子） 青春II（高田みづえ） スペインの雨（小柳ルミ子） ブルーブルーアイランド（桑江知子） ヤング・セーラーマン(IN THE NAVY)（渋谷哲平）                             |                                                  |
| 第6回           | 7月3日          | 裸～ビキニまで 着るものすべてだ！全員集合！！      | 沢田研二 前川清 研ナオコ 石野真子 谷啓                  | | ファミ劇・BSフジでの再放送はなし。               |
| 第7回           | 8月14日         | ヨイショ・ごますり出世の花道！全員集合！！         | 伊東四朗 小松政夫 角川博 由紀さおり 小柳ルミ子 石野真子 | | ファミ劇・BSフジでの再放送はなし。もしもは飲み屋 |
| 第8回           | 9月11日         | とんでけ夏バテ！健康第一全員集合！！               |                                                         | Party is Over（桜田淳子） 愛したもうことなかれ（由紀さおり） おもいで酒（小林幸子） ほほにキスして（水越けいこ） 大阪で生まれた女（BORO）                                          |                                                  |
| 第9回           | 10月9日         | 秋の夜ながにバカ笑い！全員集合！！                 |                                                         | 恋ごころ（小柳ルミ子） ジュリーがライバル（石野真子） ロンリー・ウルフ（沢田研二） 愛したもうことなかれ（由紀さおり）                                                              |                                                  |
| 第10回          | 11月6日         | 勝ってかぶとの緒をしめよ！戦闘開始だ！全員集合！！ |                                                         | ジュリーがライバル（石野真子） 愛したもうことなかれ（由紀さおり） 恋ごころ（小柳ルミ子） ひとりぽっちで踊らせて（研ナオコ）                                                        |                                                  |
| 第11回          | 12月11日        | 最後まで笑ってもらいます！                         |                                                         | | 年末総集編                                       |

### 1980年
| ドリフ大爆笑'80 | ドリフ大爆笑'80 | ドリフ大爆笑'80    | ドリフ大爆笑'80                                         | ドリフ大爆笑'80 | ドリフ大爆笑'80                                  |
| 回数            | 放送日          | テーマ             | ゲスト                                                  | 曲目 | 備考                                             |
| --------------- | --------------- | ------------------ | ------------------------------------------------------- | --- | ------------------------------------------------ |
| 第1回           | 2月5日          | 愛                 |                                                         | TOKIO（沢田研二） くちぐせ（研ナオコ） たそがれタペストリー（由紀さおり）                                                                                      |                                                  |
| 第2回           | 3月4日          | 言葉               | 内山田洋とクールファイブ 伊東四朗 由紀さおり 小柳ルミ子 | | ファミ劇・BSフジでの再放送はなし。もしもは寿司屋 |
| 第3回           | 4月22日         | 旅                 |                                                         | 風と大地と子守歌（黛ジュン） 来夢来人（小柳ルミ子） シャラップ（和田アキ子） たそがれタペストリー（由紀さおり）                                                |                                                  |
| 第4回           | 5月6日          | 学びの精神         |                                                         | 来夢来人（小柳ルミ子） 夢もよう（角川博） とまり木（小林幸子） 男ともだち（由紀さおり）                                                                        |                                                  |
| 第5回           | 6月17日         | 人生における第一歩 |                                                         | 美しい夏（桜田淳子） ふるさとの祭り（千昌夫） 男ともだち（由紀さおり） June浪漫（倉田まり子） タッチ・ユー（中山圭子）                                         |                                                  |
| 第6回           | 7月8日          | 夏                 | アグネス・ラム 伊東四朗 小柳ルミ子 沢田研二 由紀さおり  | 螢火（小柳ルミ子） 恋のバッド・チューニング（沢田研二） 男ともだち（由紀さおり）                                                                               |                                                  |
| 第7回           | 8月12日         | 規則               | 伊東四朗 由紀さおり 前川清 桜田淳子 松田聖子            | 夕暮れはラブ・ソング(桜田淳子) Last Song(内山田洋とクールファイブ) 青い珊瑚礁(松田聖子) 男ともだち(由紀さおり)                                                 | OPの映像が、別バージョンになっている。           |
| 第8回           | 9月9日          | 酒                 |                                                         | 砂の舟（研ナオコ） 蛍火（小柳ルミ子） 誘惑の熱い砂（高見知佳） 男ともだち（由紀さおり）                                                                        |                                                  |
| 第9回           | 10月21日        | 秋                 |                                                         | 酒場でDABADA（沢田研二） あれから一年たちました（小林幸子） 魅惑・シェイプアップ（内山田洋とクールファイブ） 私はピアノ（高田みづえ） 男ともだち（由紀さおり） |                                                  |
| 第10回          | 11月25日        | 住まい             | 小柳ルミ子 研ナオコ 角川清 由紀さおり                   | 夢枕(研ナオコ) 夢もよう(角川博) ジョーク(小柳ルミ子) 悲しい悪魔(由紀さおり)                                                                                    |                                                  |
| 第11回          | 12月23日        | 年末総集編         |                                                         | |                                                  |

### 1981年
| ドリフ大爆笑'81 | ドリフ大爆笑'81 | ドリフ大爆笑'81 | ドリフ大爆笑'81                                  | ドリフ大爆笑'81 | ドリフ大爆笑'81 |
| 回数            | 放送日          | テーマ          | ゲスト                                           | 曲目 | 備考 |
| --------------- | --------------- | --------------- | ------------------------------------------------ | --- | --- |
| 第1回           | 1月27日         | 武器            |                                                  | 鴎という名の酒場（石川さゆり） 第二章・くちづけ（柏原よしえ） 悲しい悪魔（由紀さおり）                                                   | |
| 第2回           | 2月24日         | 趣味            |                                                  | 愛してます（河合奈保子） 愛のめまい（秋ひとみ） うしろかげ（小林幸子） 悲しい悪魔（由紀さおり）                                          | この放送6日前の2月18日に志村と仲本のノミ行為事件が発覚、 2人は約1か月間活動を自粛。突然のことで対策が立たなかったということから 同年1月27日収録の旨のテロップを入れて予定通り放送された。 |
| 第3回           | 4月14日         | 手              |                                                  | 想い出パズル（榊原郁恵） ジャングル・ラブ（高見知佳） 悲しい悪魔（由紀さおり） 東京チーク・ガール（河合夕子）                            | |
| 第4回           | 5月26日         | 水              |                                                  | 渚のラブレター（沢田研二） なみだの宿（石川さゆり） 恋は終わったの（内山田洋とクールファイブ） 両国橋（由紀さおり） 青い嫉妬（浜田朱里） | |
| 第5回           | 6月23日         | おつきあい      |                                                  | LA WOMAN（岩崎良美） 迷い鳥（小林幸子） ガラスの夏（柏原よしえ） 両国橋（由紀さおり）                                                    | |
| 第6回           | 7月21日         | 道具            |                                                  | 恋のサマー・ダンス（石野真子） ブラームスはロックがお好き（末唯 mie） 両国橋（由紀さおり）                                               | |
| 第7回           | 8月18日         | 座席            | 小柳ルミ子 石川さゆり 河合夕子 中島はるみ 荒井注 | たそがれラブコール（小柳ルミ子） なみだの宿（石川さゆり） ジャマイカンClimax（河合夕子） シャンプー（中島はるみ）                        | |
| 第8回           | 9月8日          | 秋              |                                                  | This is a "Boogie"（桜田淳子） まちぶせ（石川ひとみ） 島めぐり（杉田愛子）                                                               | この回で20時からの放送が終わる |
| 第9回           | 10月13日        | 娯楽            |                                                  | シャイニング・ラブ（榊原郁恵） 悲しみのポエジー（倉田まり子） 両国橋（由紀さおり）                                                       | 第50回放送(総集編除く) |
| 第10回          | 11月17日        | 冬              | 小林幸子 柏原よしえ 沢田研二 由紀さおり          | ス・ト・リ・ッ・パ・ー（沢田研二） ハロー・グッバイ（柏原よしえ） 迷い鳥（小林幸子） 両国橋（由紀さおり）                                | |
| 第11回          | 12月29日        | 年末総集編      |                                                  | | |

### 1982年
| ドリフ大爆笑'82 | ドリフ大爆笑'82 | ドリフ大爆笑'82        | ドリフ大爆笑'82                                                           | ドリフ大爆笑'82 | ドリフ大爆笑'82 |
| 回数            | 放送日          | テーマ                 | ゲスト                                                                    | 曲目 | 備考            |
| --------------- | --------------- | ---------------------- | ------------------------------------------------------------------------- | --- | --------------- |
| 第1回           | 2月23日         | お金                   | 研ナオコ 由紀さおり 柏原よしえ 高見知佳                                   | ボサノバ（研ナオコ） 恋人たちのキャフェテラス（柏原よしえ） 両国橋（由紀さおり）                                                                     |                 |
| 第2回           | 3月23日         | 勉強                   | 渡辺めぐみ 香坂みゆき 和田アキ子 小林幸子                                 | 泣かせやがってこのやろう（小林幸子） 乾いた花（香坂みゆき） 待ちわびて（和田アキ子） 雨に咲く花（たかだみゆき） ときめきTouch Me（渡辺めぐみ）       |                 |
| 第3回           | 4月27日         | 旅                     | 沢田研二 内山田洋とクールファイブ 松田聖子 浜田朱里 小泉今日子 渡辺めぐみ | 渚のバルコニー（松田聖子） おまえにチェックイン（沢田研二） 夢酒場（内山田洋とクールファイブ） 思い出のセレナーデ（浜田朱里） 私の16才（小泉今日子） |                 |
| 第4回           | 5月25日         | 戦い                   | 由紀さおり 榊原郁恵 渡辺めぐみ                                            | ひき潮（榊原郁恵） アデュー（由紀さおり） |                 |
| 第5回           | 6月22日         | 職業                   | 小柳ルミ子 由紀さおり                                                     | みだれ髪（小柳ルミ子） アデュー（由紀さおり） |                 |
| 第6回           | 7月27日         | 夏                     | 松田聖子 由紀さおり 松本伊代                                              | オトナじゃないの（松本伊代） 小麦色のマーメイド（松田聖子） アデュー（由紀さおり） 雨に咲く花（たかだみゆき）                                        |                 |
| 第7回           | 8月24日         | 夏休みプレゼント傑作集 |                                                                           | |                 |
| 第8回           | 9月14日         | つきあい               | 高田みづえ 沢田研二 由紀さおり 河合奈保子                                 | 6番目のユ・ウ・ウ・ツ（沢田研二） けんかをやめて（河合奈保子） ガラスの花（高田みづえ） ストレート（由紀さおり）                                     |                 |
| 第9回           | 10月12日        | 秋                     |                                                                           | 野ばらのエチュード（松田聖子） 抱きしめたい（松本伊代） あなたの女にしてくれますか（北原由紀） アンサーソングは哀愁（早見優）                        |                 |
| 第10回          | 11月23日        | 道具                   |                                                                           | ひとり街角（小泉今日子） 雪列車（前川清） みだれ髪（小柳ルミ子） ストレート（由紀さおり）                                                            |                 |
| 第11回          | 12月14日        | 冬                     |                                                                           | 花梨（柏原芳恵） 抱きしめたい（松本伊代） ストレート（由紀さおり） ガラスの花（高田みづえ） 酒ごころ（山川豊）                                       |                 |
| 第12回          | 12月28日        | 年末特総集編           |                                                                           | |                 |

### 1983年
| ドリフ大爆笑'83 | ドリフ大爆笑'83 | ドリフ大爆笑'83        | ドリフ大爆笑'83                                | ドリフ大爆笑'83 | ドリフ大爆笑'83                  |
| 回数            | 放送日          | テーマ                 | ゲスト                                         | 曲目 | 備考                             |
| --------------- | --------------- | ---------------------- | ---------------------------------------------- | --- | -------------------------------- |
| 第1回           | 2月15日         | コミュニケーション     |                                                | 春なのに（柏原芳恵） チャイニーズ・キッス（松本伊代） あなたが港町（たかだみゆき）                                                                  | OP、EDの映像及びアレンジが変更。 |
| 第2回           | 3月22日         | 道                     | 松田聖子 小林幸子 高田みづえ 大沢逸美 藤本あき | 通りすぎた風（高田みづえ） 秘密の花園（松田聖子） ふたたびの（小林幸子） ジェームス・ディーンみたいな女の子（大沢逸美）                             |                                  |
| 第3回           | 4月19日         | 時                     |                                                | Hey! ミスター・ポリスマン（石川秀美） Lonely Way（研ナオコ） チャイニーズ・キッス（松本伊代） ストレート（由紀さおり） 脱・プラトニック（桑田靖子） |                                  |
| 第4回           | 5月17日         | 着るもの               |                                                | 恋はこりごり（和田アキ子） 晴れのちBLUE BOY（沢田研二） 天国のキッス（松田聖子） シングル・ナイト（由紀さおり）                                     |                                  |
| 第5回           | 6月28日         | 住まい                 |                                                | 太陽がいっぱい（松本伊代） まっ赤な女の子（小泉今日子） わがまま（前川清） シングル・ナイト（由紀さおり） 俺たちのストリート（竹本孝之）            |                                  |
| 第6回           | 7月26日         | 夏                     |                                                | 太陽がいっぱい（松本伊代） 渚のライオン（早見優） シングル・ナイト（由紀さおり）                                                                    |                                  |
| 第7回           | 8月30日         | 夏休みプレゼント傑作集 |                                                | |                                  |
| 第8回           | 9月27日         | 昭和の歴史             | 中原理恵 高田みづえ 松居直美 荒井注            | そんなヒロシに騙されて（高田みづえ） 銀河系まで飛んで行け!（中原理恵） あンあン渡り鳥（松居直美）                                                   |                                  |
| 第9回           | 10月25日        | 数字                   |                                                | 恋のバイオリズム（松本伊代） バイ・バイ・サマー（石川秀美） 愛、どうじゃ。恋、どうじゃ。（研ナオコ） シングル・ナイト（由紀さおり）                 |                                  |
| 第10回          | 11月22日        | 紙                     |                                                | 銀河系まで飛んで行け!（中原理恵） スターダスト・トレイン（石川秀美） 時に愛は（松本伊代） シングル・ナイト（由紀さおり）                            |                                  |
| 第11回          | 12月13日        | 冬                     | 小泉今日子 松本伊代 前川清                     | 時に愛は(松本伊代) 艶姿ナミダ娘(小泉今日子) 酒場の花(内山田洋とクール・ファイブ) 何故(奥村チヨ) チャイニーズ・ボーイ(山口由佳乃)                    |                                  |
| 第12回          | 12月27日        | 年末特別総集編         |                                                | |                                  |

### 1984年
| ドリフ大爆笑'84 | ドリフ大爆笑'84 | ドリフ大爆笑'84 | ドリフ大爆笑'84                                                             | ドリフ大爆笑'84 | ドリフ大爆笑'84 |
| 回数            | 放送日          | テーマ          | ゲスト                                                                      | 曲目 | 備考            |
| --------------- | --------------- | --------------- | --------------------------------------------------------------------------- | --- | --------------- |
| 第1回           | 2月28日         | 戦い            |                                                                             | 恋のKNOW-HOW（松本伊代） めざめ（石川秀美） 秋冬（高田みづえ） 恋をアンコール（おかわりシスターズ）                                                                                |                 |
| 第2回           | 3月27日         | はじめて        |                                                                             | さよなら冷たい人（中原理恵） めざめ（石川秀美） 誘惑光線・クラッ!（早見優） 原宿物語（佐山友香） カモメお前なら（神野美伽）                                                        |                 |
| 第3回           | 4月17日         | お金            |                                                                             | 泣かせて（研ナオコ） 渚のはいから人魚（小泉今日子） ギザギザハートの子守唄（松居直美） 春はSA・RA SA・RA（長山洋子）                                                               |                 |
| 第4回           | 5月29日         | 健康            |                                                                             | 秋冬（高田みづえ） 風のマジカル（小泉今日子） さよなら冷たい人（中原理恵） |                 |
| 第5回           | 6月26日         | 記念            | 由紀さおり 小泉今日子 森尾由美 フローレンス芳賀 おかわりシスターズ 八名信夫 | トモダチの関係（森尾由美） 迷宮のアンドローラ（小泉今日子） 心はシーズンオフ（おかわりシスターズ） このままがいいの（由紀さおり） ドゥ・ユー・リメンバー・ミー（フローレンス芳賀） |                 |
| 第6回           | 7月17日         | 夏              |                                                                             | 熱風（石川秀美） 迷宮のアンドローラ（小泉今日子） NEVER（未唯 mie） 千年接物（中原理恵） シャボン（長山洋子）                                                                      |                 |
| 第7回           | 8月28日         | 夏の総集編      |                                                                             | |                 |
| 第8回           | 9月25日         | 秋              | 松本伊代 松居直美 渡辺桂子 研ナオコ                                         | 名画座(研ナオコ) シャイネスボーイ(松本伊代) 恋は御知り合い(松居直美) 第Ⅱ少女期(渡辺桂子)                                                                                           |                 |
| 第9回           | 10月23日        | 仕事            | 内山田洋とクール・ファイブ 石川秀美 中原理恵                                | ミステリーウーマン(石川秀美) 千年接吻(中原理恵) 恋さぐり・夢さぐり(内山田洋とクール・ファイブ)                                                                                     |                 |
| 第10回          | 11月27日        | 楽しみ          |                                                                             | ヤマトナデシコ七変化（小泉今日子） ドキュメント（麻生祐未） このままがいいの（由紀さおり） 別れてあげる（奥村チヨ）                                                                |                 |
| 第11回          | 12月11日        | 冬              |                                                                             | 灰とダイヤモンド（未唯 mie） 素顔にキスして（おかわりシスターズ） ドキュメント（麻生祐未）                                                                                         |                 |
| 第12回          | 12月25日        | 年末特別総集編  |                                                                             | |                 |

### 1985年
| ドリフ大爆笑'85 | ドリフ大爆笑'85 | ドリフ大爆笑'85                    | ドリフ大爆笑'85 | ドリフ大爆笑'85 | ドリフ大爆笑'85                                    |
| 回数            | 放送日          | テーマ                             | ゲスト          | 曲目 | 備考                                               |
| --------------- | --------------- | ---------------------------------- | --------------- | --- | -------------------------------------------------- |
| 第1回           | 2月26日         | みたい!みせます!名作・珍作ケッ作集 |                 | | この年よりいかりやが座ってOPトークをするようになる |
| 第2回           | 3月26日         | 春                                 |                 | 旅路の果て（研ナオコ） TOKYOワルツ（由紀さおり） もっと接近しましょ（石川秀美） 白いバスケットシューズ（芳本美代子）                                  |                                                    |
| 第3回           | 4月30日         | 遊び                               |                 | Tonight（早見優） だからタッチ・ミー（森尾由美） ス・テ・キ（中原理恵） 噂のNEWフェイス（麻生祐未）                                                   |                                                    |
| 第4回           | 5月28日         | 衣服                               |                 | あなたとハプニング（石川秀美） 女友達代表（榊原郁恵） 殺意のバカンス（本田美奈子） 曇り、のち晴れ（志村香） 噂のNEWフェイス（麻生祐未）               |                                                    |
| 第5回           | 6月25日         | 乗りもの                           |                 | 夢待ち人（前川清） あなたとハプニング（石川秀美） TOKYOワルツ（由紀さおり） だからタッチ・ミー（森尾由美） プライベート・レッスン（芳本美代子）       |                                                    |
| 第6回           | 7月23日         | 夏                                 |                 | Sea Loves You〜キッスで殺して（石川秀美） 青い風のビーチサイド（松本典子） 99粒の涙（井森美幸） べつにシンドローム（樹本由布子）                      |                                                    |
| 第7回           | 8月20日         | 夏休みプレゼント傑作集             |                 | FU・RI・NE（増田恵子） |                                                    |
| 第8回           | 9月24日         | 道具                               |                 | FU・RI・NE（増田恵子） Sea Loves You〜キッスで殺して（石川秀美） 別れてあげる（奥村チヨ） 雨のチャペル通り（いしのようこ） 星のシンフォニー（志村香） |                                                    |
| 第9回           | 10月15日        | 秋                                 |                 | 六本木レイン（研ナオコ） 月下美人（松本伊代） 愛の呪文（石川秀美） 飛んで火にいる恋の虫（松本友里）                                                   |                                                    |
| 第10回          | 11月5日         | お金                               |                 | めぐり逢い（石野真子） 青春の忘れ物（堀ちえみ） 素顔のままで（長山洋子） 雨のハイスクール（芳本美代子）                                               |                                                    |
| 第11回          | 12月10日        | 冬                                 |                 | 夫婦しぐれ（小林幸子） サイレンの少年〜遠くで抱きしめて（石川秀美） さよならと言われて（松本典子） ハレーロマンス（少女隊）                           |                                                    |
| 第12回          | 12月24日        | 年末特別総集編                     |                 | |                                                    |

### 1986年
| ドリフ大爆笑'86 | ドリフ大爆笑'86 | ドリフ大爆笑'86 | ドリフ大爆笑'86                                       | ドリフ大爆笑'86 | ドリフ大爆笑'86                     |
| 回数            | 放送日          | テーマ          | ゲスト                                                | 曲目 | 備考                                |
| --------------- | --------------- | --------------- | ----------------------------------------------------- | --- | ----------------------------------- |
| -               | 1月2日          |                 | 増田恵子 小泉今日子 荻野目洋子                        | なんてったってアイドル（小泉今日子） ダンシング・ヒーロー (Eat You Up)（荻野目洋子） FU・RI・NE（増田恵子）                                            | 舞台公演『お正月だよ!ドリフターズ』 |
| 第1回           | 2月25日         | はじまり        | 石川秀美 堀ちえみ 松居直美 本田美奈子 陣内誠          | サイレンの少年〜遠くで抱きしめて〜（石川秀美） 1986年のマリリン（本田美奈子） 夢千秒（堀ちえみ）                                                       |                                     |
| 第2回           | 3月25日         | 総集編          |                                                       | |                                     |
| 第3回           | 4月15日         | 流行            |                                                       | 春霞恋絵巻（石川秀美） ジャックナイフの夏（堀ちえみ） Last Kissは頬にして（松本伊代） 花の精 -わたしのON-AIR-（沢田玉恵） 夢色のメッセージ（西村知美） |                                     |
| 第4回           | 5月13日         | つきあい        |                                                       | ジャックナイフの夏（堀ちえみ） 春霞恋絵巻（石川秀美） 愛愁路（前川清） Last Kissは頬にして（松本伊代） メロンのためいき（山瀬まみ）                    |                                     |
| 第5回           | 6月10日         | 時              |                                                       | Last Kissは頬にして（松本伊代） ジャックナイフの夏（堀ちえみ） 忘れないでね（奥村チヨ） 青い靴（芳本美代子） 雲にのりたい（長山洋子）                  |                                     |
| 第6回           | 7月22日         | 夏の夜          |                                                       | 夏咲き娘（堀ちえみ） SHADOW SUMMER（石川秀美） Last Kissは頬にして（松本伊代） グッバイ・ブルーサーファー（石野真子） 吐息まじりに恋をして（井森美幸） |                                     |
| 第7回           | 8月19日         | 健康            |                                                       | SHADOW SUMMER（石川秀美） 夏咲き娘（堀ちえみ） 雲にのりたい（長山洋子） 夢見るダンス・アウェイ（森恵）                                                 |                                     |
| 第8回           | 9月23日         | 勝負            | 高見知佳 松本伊代 石川秀美 松居直美 松本典子 山瀬まみ | 信じかたを教えて（松本伊代） 儀式（松本典子） LOVE COMES QUICKLY〜霧の都の異邦人〜（石川秀美） Heartbreak Cafe（山瀬まみ）                             |                                     |
| 第9回           | 10月28日        | 秋              | 高見知佳 松本伊代 石川秀美 堀ちえみ 松居直美 長山洋子 | 危ないボディ・ビート（石川秀美） 素敵な休日（堀ちえみ） 信じかたを教えて（松本伊代） ヴィーナス（長山洋子）                                            |                                     |
| 第10回          | 11月18日        | 仕事            |                                                       | 素敵な休日（堀ちえみ） 危ないボディ・ビート（石川秀美）                                                                                                |                                     |
| 第11回          | 12月9日         | 冬              |                                                       | サヨナラは私のために（松本伊代） 素敵な休日（堀ちえみ） ヴィーナス（長山洋子） Strange Pink（山瀬まみ）                                                | 100回目の放送(総集編除く)           |
| 第12回          | 12月30日        | 年末特別総集編  |                                                       | |                                     |

### 1987年
| ドリフ大爆笑'87 | ドリフ大爆笑'87 | ドリフ大爆笑'87        | ドリフ大爆笑'87                                   | ドリフ大爆笑'87 | ドリフ大爆笑'87                 |
| 回数            | 放送日          | テーマ                 | ゲスト                                            | 曲目 | 備考                            |
| --------------- | --------------- | ---------------------- | ------------------------------------------------- | --- | ------------------------------- |
| 第1回           | 2月24日         | 住まい                 | 松居直美 長山洋子 堀ちえみ 松本伊代               | 愛を今信じていたい(堀ちえみ) サヨナラは私のために(松本伊代) ユア・マイ・ラヴ(長山洋子)                                                                              |                                 |
| 第2回           | 3月24日         | 座る                   | 松本典子 松本伊代 長山洋子 畠田理恵               | 思い出をきれいにしないで(松本伊代) KEEP ME HANGIN'ON〜誘惑を抱きしめて〜(松本典子) 夢千秒(堀ちえみ) ここだけの話〜オフレコ〜(畠田理恵)                              |                                 |
| 第3回           | 4月21日         | 規則・ルール           | 由紀さおり 早見優 酒井法子 長山洋子 松居直美      | ハートは戻らない(早見優) お先にどうぞ(由紀さおり) ユア・マイ・ラヴ(長山洋子) 渚のファンタシィ(酒井法子) オネアミスの翼〜Remember Me Again〜(統乃さゆみ)             |                                 |
| 第4回           | 5月26日         | 見る                   | 松本伊代 長山洋子 松本典子 森恵 坂本冬美 伊藤美紀 | 思い出をきれいにしないで(松本伊代) パステル・ラブ(松本典子) 悲しき恋人たち(長山洋子) 東京街〜TOKIO TOWN〜(森恵) あばれ太鼓(坂本冬美) 小娘ハートブレイク(伊藤美紀)   |                                 |
| 第5回           | 7月7日          | 別れ                   | 松居直美 松本伊代 早見優 長山洋子 水谷麻里        | ハートは戻らない(早見優) 思い出をきれいにしないで(松本伊代) 悲しき恋人たち(長山洋子) バカンスの嵐(水谷麻里)                                                         |                                 |
| 第6回           | 7月28日         | 夏休みプレゼント傑作集 |                                                   | | 総集編 いかりやの新撮出演はなし |
| 第7回           | 8月25日         | 紙                     |                                                   | 思い出をきれいにしないで（松本伊代） パステル・ラブ（松本典子） お先にどうぞ（由紀さおり） 悲しき恋人たち（長山洋子）                                               |                                 |
| 第8回           | 9月22日         | 記念                   |                                                   | 失われた夏（いしのようこ） 可愛いゝひとよ（山瀬まみ） 悲しき恋人たち（長山洋子） 白鳥の歌が聴こえますか（武山あきよ）                                               |                                 |
| 第9回           | 10月27日        | お酒                   |                                                   | すてきなジェラシー（松本伊代） 夢冒険（酒井法子） 無錫旅情（尾形大作） いっぱいのかすみ草（松本典子） キミはどんとくらい（立花理佐） ハートに火をつけて（長山洋子） |                                 |
| 第10回          | 11月17日        | 数                     |                                                   | すてきなジェラシー（松本伊代） ハートに火をつけて（長山洋子） 白鳥の歌が聴こえますか（武山あきよ） あばれ太鼓（坂本冬美）                                           |                                 |
| 第11回          | 12月8日         | お金                   |                                                   | いっぱいのかすみ草（松本典子） すてきなジェラシー（松本伊代） ハートに火をつけて（長山洋子） 雨に消えたあいつ（伊藤智恵理） 熟恋淑女（愛田美樹）                    |                                 |
| 第12回          | 12月29日        | 年末特別総集編         |                                                   | |                                 |

### 1988年
| ドリフ大爆笑'88 | ドリフ大爆笑'88 | ドリフ大爆笑'88        | ドリフ大爆笑'88                                | ドリフ大爆笑'88 | ドリフ大爆笑'88                                                            |
| 回数            | 放送日          | テーマ                 | ゲスト                                         | 曲目 | 備考                                                                       |
| --------------- | --------------- | ---------------------- | ---------------------------------------------- | --- | -------------------------------------------------------------------------- |
| 第1回           | 4月5日          | 100回記念特別総集編    |                                                | | 実際には総集編を除いても前年最終回で110回目の放送(含める今回で第129回放送) |
| 第2回           | 5月3日          | 旅                     | 五月みどり 立花理佐 酒井法子 坂本冬美 北岡夢子 | | ファミ劇での再放送はなし。構成作家は田村・柊・島崎                         |
| 第3回           | 6月7日          | 衣服・ファッション     |                                                | 麦わらでダンス（生稲晃子） 幸福芝居（五月みどり） NO!（島田奈美） ロンリー グッドナイト（長山洋子） 純愛カウントダウン（相川恵里） 熟恋淑女（愛田美樹）   |                                                                            |
| 第4回           | 7月5日          | 健康                   | 五月みどり 松本伊代 工藤静香 立花理佐          | | ファミ劇での再放送はなし。「三人ジイさん」シリーズの前身コントが行われた。 |
| 第5回           | 8月2日          | 夏休みプレゼント傑作集 |                                                | |                                                                            |
| 第6回           | 9月13日         | 道具                   | 五月みどり 松本伊代 渡辺美奈代                 | | ファミ劇での再放送はなし。                                                 |
| 第7回           | 10月11日        | 総集編                 |                                                | |                                                                            |
| 第8回           | 11月1日         | 秋                     |                                                | いいじゃない（渡辺美奈代） Sonatine（松本伊代） 最高の一日〜One Day〜（立花理佐） 恋する蝶たちよ（五月みどり） モナリザ（長山洋子） SHOCK ME!（相川恵里） |                                                                            |
| 第9回           | 12月6日         | 勝負                   | 五月みどり 松本伊代 立花理佐                   | | ファミ劇での再放送はなし。                                                 |
| 第10回          | 12月27日        | 年末特別総集編         |                                                | あばれ太鼓（坂本冬美） 小娘ハートブレイク（伊藤美紀） |                                                                            |

### 1989年
| ドリフ大爆笑'89 | ドリフ大爆笑'89 | ドリフ大爆笑'89                                       | ドリフ大爆笑'89                                                               | ドリフ大爆笑'89 | ドリフ大爆笑'89                                                                              |
| 回数            | 放送日          | テーマ                                                | ゲスト                                                                        | 曲目 | 備考                                                                                         |
| --------------- | --------------- | ----------------------------------------------------- | ----------------------------------------------------------------------------- | --- | -------------------------------------------------------------------------------------------- |
| 第1回           | 4月11日         | 春・始まり                                            | 西村知美 渡辺美奈代 坂上香織 マルシア 内田あかり                              | 抱いてあげる(渡辺美奈代) さよならの学生通り(西村知美) 好色一代女(内田あかり) プラトニックつらぬいて(坂上香織) ふりむけばヨコハマ(マルシア) |                                                                                              |
| 第2回           | 5月16日         | 力・パワー                                            | 小林幸子 渡辺美奈代 本田理沙 相楽晴子                                         | 福寿草(小林幸子) 抱いてあげる(渡辺美奈代) 本気!(本田理沙) 東京マリオネット(相楽晴子)                                                       |                                                                                              |
| 第3回           | 6月13日         | からだ                                                | 内田あかり 渡辺美奈代 坂本冬美 小林千絵                                       | | ファミ劇での再放送はなし。                                                                   |
| 第4回           | 7月11日         | 楽しみ                                                | 小林幸子 松本伊代 西村知美 渡辺美奈代 田中美奈子 島崎和歌子                   | 福寿草(小林幸子) 眠り姫(西村知美) Winterスプリング、Summerフォール(渡辺美奈代) 涙の太陽(田中美奈子) 元気がソレを許さない(島崎和歌子)       |                                                                                              |
| 第5回           | 8月8日          | 夏休みプレゼント傑作集 ＜もしも・・・シリーズ決定版＞ |                                                                               | | 総集編                                                                                       |
| 第6回           | 9月19日         | 仕事                                                  | 内田あかり 松本伊代 渡辺美奈代 西村知美                                       | | ファミ劇・BSフジでの再放送はなし。                                                           |
| 第7回           | 10月17日        | 秋                                                    | 内田あかり 西村知美 渡辺美奈代 坂本冬美 本田理沙 田中美奈子 藤あや子 小林千絵 | 愛にDESPERATE(西村知美) 好色一代女(内田あかり) 容赦なく愛して(本田理沙) 男の情話(坂本冬美) Be My Baby(田中美奈子) おんな(藤あや子)         |                                                                                              |
| 第8回           | 11月28日        | 場所                                                  | 小林幸子 酒井法子 渡辺美奈代 立花理佐 マルシア 香西ゆかり 原田ゆかり          | ALL RIGHT(酒井法子) 恋愛紅一点(渡辺美奈代) DO YOU DO YOU?(立花理佐)                                                                        | ファミ劇での再放送はなし、腹話術指導に花島三郎、ピアノ演奏に小泉宏、構成作家は田村・柊・島崎 |
| 第9回           | 12月26日        | 年末特別総集編                                        |                                                                               | | 総集編                                                                                       |

### 1990年
| ドリフ大爆笑'90 | ドリフ大爆笑'90 | ドリフ大爆笑'90                            | ドリフ大爆笑'90                                                        | ドリフ大爆笑'90 | ドリフ大爆笑'90                                      |
| 回数            | 放送日          | テーマ                                     | ゲスト                                                                 | 曲目 | 備考                                                 |
| --------------- | --------------- | ------------------------------------------ | ---------------------------------------------------------------------- | --- | ---------------------------------------------------- |
| 第1回           | 4月10日         | 楽しみ                                     | 小林幸子 西村知美 渡辺美奈代 森口博子 島崎和歌子 晴山さおり            | グレイのすきま(西村知美) 故郷(小林幸子) Last, Last Dance(森口博子) 南南西(島崎和歌子) 一円玉の旅がらす(晴山さおり) |                                                      |
| 第2回           | 5月15日         | 楽しくなければ仕事じゃない 働く人全員集合! | 内田あかり 渡辺美奈代 森口博子 川越美和 香西かおり                     | ココロの鍵(川越美和) 恋舟(香西かおり)                                                                              |                                                      |
| 第3回           | 6月26日         | 住めば都だ全員集合!!                       | 小林幸子 西村知美 渡辺美奈代 本田理沙 森口博子                         | 故郷(小林幸子) グレイのすきま(西村知美) ドキュメンタリー(本田理沙)                                                 |                                                      |
| 第4回           | 7月31日         | 夏本番 これを見なけりゃ損をする!           | 内田あかり 渡辺美奈代 森口博子 西田ひかる マルシア 藤あや子 晴山さおり | 手のひらの私(西田ひかる) 抱きしめて(マルシア) 一円玉の旅がらす(晴山さおり) おんな(藤あや子)                        |                                                      |
| 第5回           | 8月21日         | 夏のプレゼント傑作集 時代劇スペシャル      |                                                                        | | 総集編                                               |
| 第6回           | 9月25日         | なにがなんでも健康第一!                    | 小林幸子 渡辺美奈代 森口博子 本田理沙 服部浩子                         | 恋はタヒチでアレアレア!(森口博子) 故郷(小林幸子) ピチカート・プリンセス(渡辺美奈代) 御神火月夜(服部浩子)           |                                                      |
| 第7回           | 10月23日        | 秋深き 隣は何をする人ぞ!                   | 内田あかり 渡辺美奈代 森口博子 桜井幸子                                | ピチカート・プリンセス(渡辺美奈代) 恋はタヒチでアレアレア!(森口博子) ともだちでいようよ(桜井幸子)                  | 雷様コーナーでは、けん玉キッズの小野邦光五段も出演。 |
| 第8回           | 11月13日        | 金は天下のまわりもの!?                     | 渡辺美奈代 森口博子 内田あかり 田中陽子 藤あや子                       | 恋はタヒチでアレアレア!(森口博子) おんな(藤あや子) 陽炎のエチュード(田中陽子)                                      |                                                      |
| 第9回           | 12月25日        |                                            |                                                                        | | 総集編                                               |

### 1991年
| ドリフ大爆笑'91 | ドリフ大爆笑'91 | ドリフ大爆笑'91                                                 | ドリフ大爆笑'91                                                   | ドリフ大爆笑'91                                                                                                 | ドリフ大爆笑'91 |
| 回数            | 放送日          | テーマ                                                          | ゲスト                                                            | 曲目 | 備考            |
| --------------- | --------------- | --------------------------------------------------------------- | ----------------------------------------------------------------- | --- | --------------- |
| 第1回           | 4月9日          | 15周年記念傑作集                                                |                                                                   | | 総集編          |
| 第2回           | 5月7日          | 道具の正しい使い方 お教え致します                               | 小林幸子 渡辺美奈代 本田理沙 西田ひかる 服部浩子                  | 天命燃ゆ(小林幸子) 心だけそばにいる(西田ひかる) a・za・mi(本田理沙) 雨の宿(服部浩子)                            |                 |
| 第3回           | 6月18日         | 時間は有効に 使いましょう。                                     | 渡辺美奈代 森口博子 はやせひとみ                                  | ETERNAL WIND〜ほほえみは光る風の中〜(森口博子) 花燃え(はやせひとみ)                                             |                 |
| 第4回           | 7月9日          | いろ〜んな色 とりそろえてみました                               | 渡辺美奈代 田村英里子 マルシア 藤あや子 胡桃沢ひろ子              | リトル・ダーリン(田村英里子) 待ちわびて哀愁(マルシア) スパーク・プラグ(胡桃沢ひろ子) 雨夜酒(藤あや子)           |                 |
| 第5回           | 8月6日          | 夏休みプレゼント傑作集 お待たせしました! 今夜は水にちなんだお話 |                                                                   | | 総集編          |
| 第6回           | 9月10日         | 人生楽あれば苦あり!!                                            | 渡辺美奈代 生稲晃子 かとうれいこ 中條かな子                       | Hanakoの結婚(渡辺美奈代) 帰らざるビーチ(かとうれいこ) 天使の罠(中條かな子)                                      |                 |
| 第7回           | 10月8日         | 秋深し となりは何をする人ぞ                                     | 渡辺美奈代 本田理沙 田村英里子 かとうれいこ 松居直美              | Hanakoの結婚(渡辺美奈代) 誘惑のチャチャ(田村英里子) Moonlight Surfer(かとうれいこ)                              |                 |
| 第8回           | 11月19日        | 大切にしましょう 人と人とのおつきあい                           | 渡辺美奈代 本田理沙 島崎和歌子 藤あや子 かとうれいこ 胡桃沢ひろ子 | Moonlight Surfer(かとうれいこ) 異邦人〜ストラニエーロ〜(島崎和歌子) 雨夜酒(藤あや子) 恋する夏の日(胡桃沢ひろ子) |                 |
| 第9回           | 12月24日        |                                                                 |                                                                   | | 総集編          |

### 1992年
| ドリフ大爆笑'92 | ドリフ大爆笑'92 | ドリフ大爆笑'92                                | ドリフ大爆笑'92 | ドリフ大爆笑'92                                                                                               | ドリフ大爆笑'92                    |
| 回数            | 放送日          | テーマ                                         | ゲスト | 曲目 | 備考                               |
| --------------- | --------------- | ---------------------------------------------- | --- | --- | ---------------------------------- |
| 第1回           | 4月14日         | 人生思いっきり楽しみましょう                   | 渡辺美奈代 城之内早苗 立花理佐 本田理沙 田村英里子雷様 デュークエイセス                                                | 最後に教えて(田村英里子)                                                                                      |                                    |
| 第2回           | 5月19日         | 仕事                                           | 渡辺美奈代 仁藤優子 中嶋美智代雷様 マイク眞木                                                                          | 日記の鍵貸します(中嶋美智代)                                                                                  | 「長介のコント入門マル珍講座」開始 |
| 第3回           | 6月9日          | 着るもの                                       | 松本明子 酒井法子 渡辺美奈代 本田理沙 城之内早苗 藤あや子 太田幸希 三浦理恵子 池谷幸雄 井上貴子雷様 松崎しげる大林典子 | 渚のピテカントロプス(酒井法子) こころ酒(藤あや子) 汽笛のように泣きながら(太田幸希)                            |                                    |
| 第4回           | 7月7日          | 健康                                           | 渡辺美奈代 城之内早苗 ribbon 飯島直子 宝ひとみ 香田晋 中江有里雷様 尾崎紀世彦                                          | 太陽に火をつけて(ribbon) 真夏の楽園(中江有里) 手酌酒(香田晋)                                                  |                                    |
| 第5回           | 8月4日          | お待たせしました! 今夜は夏休みプレゼント傑作集 | | | 総集編 いかりやの新撮出演はなし    |
| 第6回           | 9月8日          | 金は天下の回りもの                             | 渡辺美奈代 藤あや子 小田茜 高橋由美子 宮田愛雷様 森公美子                                                              | あなたがいるからここにいる(小田茜) アチチッチ〜fire version〜(高橋由美子) こころ酒(藤あや子) 青春の顔(宮田愛) |                                    |
| 第7回           | 10月20日        | 秋の夜長のお楽しみ!!                           | 渡辺美奈代 本田理沙 中村綾 沖本富美代 沖本美智代雷様 野口五郎                                                          | |                                    |
| 第8回           | 11月17日        | つきあい上手になりましょう・・・               | 西田ひかる ribbon 藤あや子 中江有里雷様 中尾ミエ                                                                       | 輝き!ください(西田ひかる) "S"ENSATIONAL WIND(ribbon) こころ酒(藤あや子)                                       |                                    |
| 第9回           | 12月29日        |                                                | | | 総集編。山形テレビでは最後の放送。 |

### 1993年
| ドリフ大爆笑'93 | ドリフ大爆笑'93 | ドリフ大爆笑'93                            | ドリフ大爆笑'93                                                                                | ドリフ大爆笑'93                                                                                        | ドリフ大爆笑'93                                                                  |
| 回数            | 放送日          | テーマ                                     | ゲスト                                                                                         | 曲目                                                                                                   | 備考                                                                             |
| --------------- | --------------- | ------------------------------------------ | ---------------------------------------------------------------------------------------------- | --- | -------------------------------------------------------------------------------- |
| 第1回           | 4月20日         | 10,000コントからドリフが選んだベストコント | 愛川欽也、小島奈津子(司会)                                                                     | | 総集編。この回で約5年ぶりにいかりやと志村が共演、久々の5人揃っての出演となった。 |
| 第2回           | 5月18日         | 人生を趣味で豊かに・・・                   | 西田ひかる 小田茜 藤あや子雷様 前川清                                                          | 別れの曲でも唄って(前川清) 涙 止まらない(西田ひかる) むらさき雨情(藤あや子) 南の国から来た手紙(小田茜) |                                                                                  |
| 第3回           | 6月29日         | 人間なんてララーラ〜                       | 長山洋子 中條かな子 大野幹代 三浦理恵子 池谷幸雄雷様 由紀さおり 安田祥子牧原俊幸(ナレーション) | いい湯だな(由紀さおり・安田祥子) 海に降る雪(長山洋子)                                                  |                                                                                  |
| 第4回           | 7月27日         | 夏・なつ・ナツを楽しく・・・               | 城之内早苗 藤あや子 三浦理恵子 大野幹代雷様 和田アキ子                                         | むらさき雨情(藤あや子) 酔わせてよ今夜だけ(城之内早苗)                                                  |                                                                                  |
| 第5回           | 8月31日         | 夏休みプレゼント傑作集 〜健康が一番〜      |                                                                                                | | 総集編                                                                           |
| 第6回           | 9月21日         | あれこれお仕事ご苦労さま!                  | C.C.ガールズ雷様 瀬川瑛子                                                                      | 夢仕度(瀬川瑛子) 恋するために生まれてきたの(C.C.ガールズ)                                              |                                                                                  |
| 第7回           | 10月26日        | 欲にもいろいろありまして・・・             | 可愛かずみ 生稲晃子 藤あや子 長山洋子 山崎亜弥子雷様 千昌夫                                    | なみだ酒(長山洋子) めおとの旅(千昌夫・阿部三登里) むらさき雨情(藤あや子) 愛されたくて(山崎亜弥子)      | 「三人ジイさん」開始                                                             |
| 第8回           | 11月23日        | 数                                         | 松本伊代 可愛かずみ 藤あや子 CoCo雷様 五木ひろし志生野温夫                                     | べにばな(五木ひろし) むらさき雨情(藤あや子) 恋のジャンクション(CoCo)                                   |                                                                                  |
| 第9回           | 12月28日        | 年末特別総集編                             |                                                                                                | | 総集編                                                                           |

### 1994年
| ドリフ大爆笑'94 | ドリフ大爆笑'94 | ドリフ大爆笑'94                                             | ドリフ大爆笑'94                                                                | ドリフ大爆笑'94                                           | ドリフ大爆笑'94 |
| 回数            | 放送日          | テーマ                                                      | ゲスト                                                                         | 曲目                                                      | 備考 |
| --------------- | --------------- | ----------------------------------------------------------- | ------------------------------------------------------------------------------ | --------------------------------------------------------- | --- |
| 第1回           | 3月15日         | 放送150回記念特集                                           | みのもんた(ナレーション)                                                       |                                                           | 総集編 いかりやの新撮出演はなし、総集編を除くと前年最終放送である1993年11月23日放送回が通算150回に当たる。                                                                       |
| 第2回           | 6月28日         | 仕事あれこれ                                                | 可愛かずみ 佐藤愛子雷様 田原俊彦                                               |                                                           | メンバー全員参加コントが復活 「雷様」が公開コントに変更 「長介・工事のしあわせ父子」開始                                                                                         |
| 第3回           | 7月26日         | 着るものあれこれ                                            | 長山洋子 西田ひかる 飯島愛雷様 野口五郎山中秀樹                                | きっと愛がある(西田ひかる) 蒼月(長山洋子)                 | 「視聴者からのリクエストコント」開始 BSフジでは、飯島愛が出演したコント2作がカットされ放送されなかった。                                                                         |
| 第4回           | 8月30日         | ＜夏休みプレゼント傑作集＞ 夏バテぶっ飛ばせ!スポーツやるぞ! |                                                                                |                                                           | 夏の総集編はこれで最後 |
| 第5回           | 9月20日         | 健康は何よりの宝物!                                         | 井上晴美 CoCo雷様 デーモン小暮                                                 | 夢いちど(香田晋) パヒュームを残せない -PV Ver.-(佐伯伽耶) | |
| 第6回           | 10月25日        | いろんな秋見つけたの巻                                      | 川上麻衣子 松本明子 長山洋子 城之内早苗 大野幹代 佐伯伽耶雷様 研ナオコ山中秀樹 | パヒュームを残せない(佐伯伽耶) めおと酒(長山洋子)         | |
| 第7回           | 11月22日        | 趣味・楽しみで生活にうるおいを!                             | 久本雅美 小松千春 藤あや子 井上晴美 大野幹代 佐伯伽耶雷様 堀内孝雄             | パヒュームを残せない(佐伯伽那) 花のワルツ(藤あや子)       | |
| 第8回           | 12月27日        | 年末特別総集編 笑い納め 年の瀬コント 超満載!                |                                                                                |                                                           | この回は、94年の傑作コントではなく、これまで放送された「年の瀬」に関するコントの傑作集だった。また、佐伯伽耶と定岡正二によるおせち料理リポートというコント以外のコーナーも登場。 |

### 1995年
| ドリフ大爆笑'95 笑いと歌の20年 | ドリフ大爆笑'95 笑いと歌の20年 | ドリフ大爆笑'95 笑いと歌の20年      | ドリフ大爆笑'95 笑いと歌の20年                                                                              | ドリフ大爆笑'95 笑いと歌の20年                                                                                            | ドリフ大爆笑'95 笑いと歌の20年 |
| 回数                           | 放送日                         | テーマ                              | ゲスト | 曲目 | 備考 |
| ------------------------------ | ------------------------------ | ----------------------------------- | --- | --- | --- |
| 第1回                          | 3月14日                        | なつかしのあのコントこの歌一挙満載! | 福井謙二、近藤サト(司会)                                                                                    | | 総集編 いかりやの新撮出演はなし |
| 第2回                          | 6月20日                        | 歴史あれこれ                        | 藤あや子 西野妙子 大野幹代 そめやゆきこ少年少女合唱隊 森公美子 L・Suger山中秀樹(ナレーション)               | RAP MIYO-CHAN(cha!K.A.T.O. with BRAND NEW MONKEYS) み・れ・ん(藤あや子)                                                   | 「少年少女合唱隊」スタート 「雷様」のオチが変更 本来は5月16日に放送予定だったが、オウム真理教事件の報道特番で中止。この日に差し替えとなった。       |
| 第3回                          | 7月18日                        | 着る物                              | 長山洋子 岩井由紀子 大野幹代 飯島愛 シェイプUPガールズ少年少女合唱隊 由紀さおり 安田祥子                    | RAP MIYO-CHAN(cha!K.A.T.O. with BRAND NEW MONKEYS) 赤い星 青い星〜天文カラットの星から〜(由紀さおり) 捨てられて(長山洋子) | |
| 第4回                          | 8月8日                         | 夏・まっ盛りだよ!                   | 西田ひかる 島崎和歌子 香田晋 Melody                                                                         | C'mon3!(西田ひかる) 雪次郎鴉(香田晋)                                                                                      | |
| 第5回                          | 9月12日                        | 道具あれこれ                        | 千昌夫 藤あや子 生稲晃子 大野幹代 シェイプUPガールズ少年少女合唱隊 白鳥英美子増山江威子(声)                 | ふるさとの四季をうたう(千昌夫) み・れ・ん(藤あや子)                                                                       | 「雷様」のテーマ音楽が変更 |
| 第6回                          | 10月17日                       | 秋あれこれ…                         | 香坂みゆき マルシア 長山洋子 藤谷美紀 大野幹代 佐伯伽耶 シェイプUPガールズ少年少女合唱隊 デューク・エイセス | しあわせになれる(マルシア) PRETTY PLEASE(佐伯伽耶) 捨てられて(長山洋子)                                                   | |
| 第7回                          | 11月21日                       | 所かわれば品かわる!?                | 久本雅美 飯島愛 藤谷美紀 大野幹代 佐伯伽耶 美山純子少年少女合唱隊 神崎ゆう子                                | PRETTY PLEASE(佐伯伽耶) 夢でいいから(美山純子)                                                                            | 「視聴者からのリクエストコント」この回から公開コント化 公開コントは剣の修行(オチのBGMは盆回りではない) いかりやの出演が、部屋から公園のベンチに変更 |
| 第8回                          | 12月19日                       |                                     | | | 総集編 いかりやの新撮出演はなし |

### 1996年
| ドリフ大爆笑'96 | ドリフ大爆笑'96 | ドリフ大爆笑'96              | ドリフ大爆笑'96 | ドリフ大爆笑'96                                             | ドリフ大爆笑'96                                                                             |
| 回数            | 放送日          | テーマ                       | ゲスト | 曲目                                                        | 備考                                                                                        |
| --------------- | --------------- | ---------------------------- | --- | ----------------------------------------------------------- | ------------------------------------------------------------------------------------------- |
| 第1回           | 1月30日         | 超!もしも…特集だよ全員集合!! | |                                                             | 総集編 いかりやの新撮出演はなし                                                             |
| 第2回           | 4月16日         | 春うらら・・・               | マルシア 長山洋子 生稲晃子 斉藤満喜子 大野幹代 C.C.ガールズ 山口リエ 川上みく少年少女合唱隊 岸千恵子                   | 倖せにしてね(長山洋子、公開) ずっと許してる(マルシア)       | 公開コントは忍者コント(オチのBGMは盆回りでこれ以降同様) BSフジでは未放送                    |
| 第3回           | 5月21日         | お仕事です!                  | 細川たかし 斉藤慶子 本田理沙 三浦理恵子 大野幹代 CAN-Dee 松原澄江少年少女合唱隊 サーカス                               | 幸せな日々(三浦理恵子) ふたり道(細川たかし)                 | [サイレント喜劇映画風コントシリーズ」開始 公開コントは剣の修行                              |
| 第4回           | 6月25日         | 着る物・ファッション         | 小柳ルミ子 島崎和歌子 藤あや子 シェイプUPガールズ 佐伯伽耶 フジヤマ・ホクト・アキラ(BANG! BANG! BANG!グラディエーター) | おばこ巡礼歌(藤あや子、公開) 愛があればね(佐伯伽耶)         | 公開コントはドリフ相撲の修行だ全員集合!! 少年少女合唱隊は中川喜弘とDIXIE DIX                |
| 第5回           | 7月23日         | ぜ〜んぶ「夏」コント大特集   | 工藤夕貴 渡辺美奈代 高橋由美子 大野幹代 佐伯伽耶 CAN-Dee少年少女合唱隊 近藤サト                                        | WILL YOU MARRY ME?(高橋由美子) 愛があればね(佐伯伽耶、公開) | 公開コントはドリフ商事                                                                      |
| 第6回           | 9月10日         | 身体(からだ)                 | 香坂みゆき 城之内早苗 島崎和歌子 辺見えみり CAN-Dee Melody 松原澄江 憂木かおる少年少女合唱隊 斉藤ノブ                  | 流れ星(辺見えみり) 都鳥(城之内早苗)                         | この回以降、ファミ劇での再放送はなし。BSフジでの再放送はあり。 公開コントは五軒家コント     |
| 第7回           | 10月29日        | 趣味                         | 森尾由美 渡辺美奈代 鈴木紗理奈                                                                                         |                                                             | 公開コントは山寺修行                                                                        |
| 第8回           | 11月19日        | 人間関係                     | 島崎和歌子 渡辺美奈代 大野幹代 CAN-Dee 中山エミリ マルシア 松原澄江                                                    | 心の結婚(マルシア) Private Eyes(中山エミリ)                 | この回までは90分枠での放送。 公開コントは母ちゃんただいまだよ全員集合。 3人ジイさん最終回。 |
| 第9回           | 12月17日        |                              | |                                                             | 年末特別総集編                                                                              |

### 1997年
| ドリフ大爆笑'97 | ドリフ大爆笑'97 | ドリフ大爆笑'97                              | ドリフ大爆笑'97 | ドリフ大爆笑'97 | ドリフ大爆笑'97 |
| 回数            | 放送日          | テーマ                                       | ゲスト | 曲目            | 備考 |
| --------------- | --------------- | -------------------------------------------- | --- | --------------- | --- |
| 第1回           | 1月21日         | 面白ネタづくし! これ見て君もコントの達人だ   | 武居“M”征吾(ナレーション)                                                                                            |                 | 総集編。 この回よりサザエさんの再放送を休止し、19時からの2時間枠での放送。 (関西テレビなどではさんまのまんまを放送するため90分の短縮放送。) |
| 第2回           | 3月11日         | 必見!絶品ネタ大辞典 これで君もコントの達人だ | 武居“M”征吾(ナレーション)                                                                                            |                 | 総集編。 2時間枠での放送。 |
| 第3回           | 5月20日         | 趣味                                         | 中村あずさ 細川ふみえ 大西結衣 シェィプUPガールズ 菊池万理江 森下涼子少年少女合唱隊 ネーネーズ山中秀樹(ナレーション) |                 | 2時間枠での放送。 少年少女合唱隊にそれまで出演していなかった志村が初参加。 もしものコーナーが復活。もしもはタクシー。これを最後にテーマ廃止。 公開コントは脱獄コント。 山形県での放送がさくらんぼテレビ開局で再開、高知県での放送が高知さんさんテレビ開局で開始。 新作コントと公開収録としてはフジテレビお台場移転後初の収録・放送。                           |
| 第4回           | 7月8日          |                                              | 中村あずさ 生稲晃子 大西結花 細川ふみえ 藤森夕子 シェイプUPガールズ 菊池万里江 森下涼子                              |                 | 2時間枠での放送。「火曜ワイドスペシャル」枠での放送はこれで最後。 テーマ制廃止によりオープニングが短縮される。 公開コントは「ドリフの修学旅行だよ！全員集合!!」と「茶とけんのCM撮影」(牛乳コント) もしもシリーズは「もしもこんな居酒屋があったら…」 少年少女合唱隊はウォルティ・ブヘリ、ヒルケ・レーダー 挨拶(合唱隊の後)はいかりやと中村あずさ                |
| 第5回           | 10月8日         | -                                            | 香坂みゆき C.C.ガールズ 矢部美穂 さとう珠緒 菊池万理江 新山千春研ナオコ少年少女合唱隊 HIROSHI                        |                 | 水曜日の2時間枠での放送。 公開コントは商店街コントと高木ブーのGood!をいかりやと仲本の三人で公開演奏 挨拶(合唱隊の後)はいかりやと香坂みゆき サイレント喜劇映画風コントシリーズは香坂みゆき。もしも…は車内販売。 BSフジでの再放送はこの回まで。 |
| 第6回           | 11月20日        | -                                            | |                 | この回より「強力!木スペ120分」枠での放送。 総集編(出血大豪華版) |
| 第7回           | 12月25日        | -                                            | 押鐘貴之 |                 | 大噴火SP 「強力!木スペ120分」枠での放送 公開コントは「大パニックコンバットだよ全員集合」と「茶とけんの爆笑CM撮影」(おでんのCM)と「テ・キュロ・ディスヒラ」(いかりや高木仲本の演奏)と「ドリフ(間に番組ロゴの走るマーク)大爆笑ミニコンサート」(ズーズー弁としてピッコロの上野隆史)」長介・工事・ブーおなじみ雷様 少年少女合唱隊はゴスペラーズで、もしも…は無し。 |

### 1998年
| ドリフ大爆笑'98 | ドリフ大爆笑'98 | ドリフ大爆笑'98 | ドリフ大爆笑'98                                                                                              | ドリフ大爆笑'98 | ドリフ大爆笑'98 |
| 回数            | 放送日          | テーマ          | ゲスト | 曲目            | 備考 |
| --------------- | --------------- | --------------- | --- | --------------- | --- |
| 第1回           | 4月16日         | -               | 研ナオコ 山田まりや 少年少女合唱隊 たかしまあきひこ C.C.ガールズ 矢部美穂 ブラザー・コーン DJ FUMIYA GAKU-MC |                 | 「強力!木スペ120分」枠での放送。 この回をもってコントの新規制作は終了となる。(総集編を除くと第171回放送、含めると215回) 公開コントはご存知母ちゃんと悪ガキだよ!全員集合 もしもシリーズは寝台車 |

### 総集編
新作コントが制作されなくなってからは総集編のみの放送となった。
いかりやの死後、約3年に渡り地上波での「ドリフ大爆笑」としての総集編は制作されていなかったが、2007年のDVD化前後より5度の総集編特番が放送されている。
| 放送日                   | 放送時間（JST）                 | 放送タイトル | 視聴率 | 備考 |
| ------------------------ | ------------------------------- | --- | ------ | --- |
| 1998年8月6日（木曜日）   | 19:00 - 20:54                   | ドリフ大爆笑'98 真夏のスーパーぶっとびスペシャル                                                                                             | 不明   | 『強力!木スペ120分』枠で放送、最後の通常OP。 |
| 1998年9月22日（火曜日）  | 19:00 - 20:54                   | 祝30周年!!全部見せます 爆笑ドリフ大全集!! | 不明   | ドリフ大爆笑の映像に加え、 『加トちゃんケンちゃん光子ちゃん』や『なるほど!ザ・ワールド』、ドリフの音楽コントの映像も放送。 ナレーションはみのもんた。 |
| 1999年4月2日（金曜日）   | 19:00 - 20:54                   | ドリフ大爆笑スペシャル'99 チョットだけよ?メンバー緊急集結 5000本コント爆笑大放出スペシャル                                                   | 不明   | 西山喜久恵を進行役に、メンバー5人も出演。 |
| 2000年3月14日（火曜日）  | 19:00 - 20:54                   | ドリフ大爆笑2000 春一番スペシャル | 不明   | 『火・曜・特・番!!』枠で放送。 この放送1ヶ月前に亡くなった荒井注が以前、ゲスト出演したコントを放送、コントの最後にメンバーからの追悼文が表示された。 |
| 2001年3月20日（火曜日）  | 19:00 - 20:54                   | ドリフ大爆笑 21世紀スペシャル | 不明   | 『火曜ワイドスペシャル』枠で放送。 ゲストとの共演コントを中心に放送。当時出演したゲストのVTRコメントもあった。 |
| 2002年3月19日（火曜日）  | 19:00 - 20:54                   | ドリフ大爆笑 25周年傑作集 | 不明   | 「もしも特集」として、もしものコーナーのコントのみ放送。 |
| 2002年12月30日（月曜日） | 18:30 - 20:54                   | ドリフ大爆笑 全員集合スペシャル | 不明   | 久しぶりにいかりやが解説役として登場。全員集合のコントVTRも放送された。 |
| 2003年12月23日（火曜日） | 19:00 - 21:24                   | 40年だよ!!ドリフ大爆笑 | 16.6%  | 前述の通りオープニングとエンディングが一新された。 メンバーが選んだ傑作コントが放送され、いかりやが選んだ傑作コントでは前身番組である「ドリフの昭和大爆進」の映像が流れた。 |
| 2004年4月2日（金曜日）   | 19:00 - 22:52 （19:00 - 20:31） | 緊急追悼特番!笑いと涙をありがとう! 伝説のコメディアンそして名優いかりや長介さん ドリフ大爆笑から映画踊る大捜査線 完全放送まで4時間スペシャル | 16.5%  | この回は本番組と映画で構成されていて、当番組は19:00 - 20:31に放送された。 いかりやの生涯最後の仕事となったオープニングとエンディングのメイキング映像が放送がされた。 残りの20:31 - 22:52は『踊る大捜査線 THE MOVIE』が放送された。コントVTR紹介のナレーションはみのもんたが務めた。 |
| 2007年2月11日（日曜日）  | 19:58 - 21:48                   | ドリフ大爆笑 30周年記念スペシャル |        | 日曜21:00台で放送されていた『発掘!あるある大事典II』（これには志村もレギュラー出演していた）が打ち切られたために、 『ドリフ大爆笑30周年』を記念する形で、19:58からの2時間特番で放送された。 過去のコント50本をランキング形式で振り返る構成となり、メンバーのコメントやナレーションは一切なかった。 この特番は急遽日曜のこの時間帯の枠に当てられたが、30周年記念としてDVDを発売するための宣伝特番として予め用意されており、 本来は『カスペ!』等の単発枠の中で放送する予定であった。 なお、毎週日曜日のこの時間は「ファミリー劇場」で再放送されている為（こちらは20:30〜22:00に放送）、 大爆笑がCS・地上波の2つのチャンネルで見られるという現象が発生している。 |
| 2007年6月26日（火曜日）  | 19:00 - 20:54                   | ドリフ大爆笑 放送30周年記念番組 | 12.4%  | 『カスペ!』枠で放送。 記念特番第2弾として、DVD未収録（とアナウンスされた）作品を中心に構成され、 DVDのPRの為に番組前半にメンバー4人が登場。 さらに当日は加藤茶が出演していたドラマ『鬼嫁日記 いい湯だな』の最終話放送日であったことから、 ドラマの主役であった観月ありさと夫役ガレッジセールゴリが宣伝を兼ねて出演した。 |
| 2009年2月10日（火曜日）  | 19:00 - 20:54                   | 2009ドリフ大爆笑!! 〜ドリフ結成45周年記念SP〜                                                                                                | 15.8%  | 『カスペ!』枠で放送。 フジテレビアナウンサー（現在はフリー）中野美奈子を進行役に、 志村・加藤の他、優香、大沢あかね、小林恵美、山本梓をゲストに迎えて放送 （女性ゲストの4人はフジテレビにおける志村の番組で共演経験がある）。 このスペシャルでは音声がステレオ放送に、スタジオ収録部分がハイビジョン制作になった他、 デジタル放送のコントVTR部分ではサイドバーを入れたピラーボックスで放送された。 |
| 2011年3月1日（火曜日）   | 19:00 - 20:54                   | ドリフ大爆笑!! 加藤茶芸能生活50周年 | 10.7%  | 『カスペ!』枠で放送。 加藤が2011年に芸能生活50周年を迎えたのを記念して放送。 いかりや以外のメンバー単独によるドリフ大爆笑総集編としては加藤が初めてとなる。 ドリフ大爆笑から加藤がメインのコントを厳選して紹介した他、 全員集合からは「ちょっとだけよ」や「ヒゲダンス」（いずれもTBSの映像提供）などの名作コントを紹介した。 番組の冒頭で加藤自らがスタジオで挨拶し、くす玉を割って祝った。 |
| 2012年10月30日（火曜日） | 19:00 - 20:54                   | ドリフ大爆笑35周年 人気スターが選んだ爆笑コント20                                                                                            | 08.9%  | 『カスペ!』枠で放送。 |
| 2013年11月12日（火曜日） | 19:00 - 20:54                   | ドリフ大爆笑 加トちゃんケンちゃん光子ちゃんスペシャル                                                                                        | 12.9%  | 『カスペ!』枠で放送。OPEDはドリフ大爆笑'81・ドリフ大爆笑'82版の映像。 |
| 2021年5月3日（月曜日）   | 19:00 - 21:00                   | ドリフ大爆笑2021 | 不明   | 志村の追悼番組などで本番組の傑作コントの総集編として特集されることはあったが、『ドリフ大爆笑』のタイトルでは約8年ぶりに放送された。 志村単独出演の『志村けんのバカ殿様』『志村けんのだいじょうぶだぁ』の傑作コントも一部放送。 ナレーションは松元真一郎。全編VTR構成の為、ゲストなし。 |
| 2024年2月12日（月曜日）  | 19:00 - 21:00                   | ザ・ドリフターズ結成60周年 ドリフ大爆笑 国民が選ぶベストコント60                                                                             |        | ザ・ドリフターズの結成60周年を記念とした特別番組。 番組スタッフ・視聴者が選んだ人気コント60本を第60位から第1位までカウントダウン形式で発表した。 一部のコントを除いて基本的に尺合わせでダイジェストで振り返った。 |

### スピンオフ番組
上記の総集編のほか、『ドリフ大爆笑』とは題していないが、下記のスピンオフ番組がいかりや・志村・仲本の逝去後に放送された。
- 追悼番組
  - 『いかりやさん一周忌特番　笑って泣いて！いかりや長介大爆笑スペシャル』

2005年3月15日（火曜日） 19:00 - 20:54
「カスペ!」枠で放送。大爆笑のコントのほか、他番組でドリフが挑戦したスポーツやいかりやの紀行番組の名場面を中心に放送された。ナレーションは藤村俊二。

  - 『ドリフの長さん懐かし大爆笑三回忌特別企画』（テレビ朝日）

2006年3月20日（日曜日） 19:00 - 20:54
今回はフジテレビではなくテレビ朝日で放送され、『ドリフ大爆笑』をベースとして「ドリフと女優の爆笑劇場」などいかりやが出演した傑作コントや、いかりやの遺作映画となった『恋人はスナイパー』の一場面などが放送された。
  - 『懐かしのいかりや長介大爆笑スペシャル！』

2010年3月18日（木曜日） 19:00 - 20:54
2010年3月20日に、いかりやの七回忌を迎えるのに合わせて放送。ドリフ大爆笑からの厳選コントに加え、全員集合からの公開コント（忍者）や、映画『踊る大捜査線 THE MOVIE 2 レインボーブリッジを封鎖せよ!』でいかりや扮する和久平八郎の傑作シーン、ホノルルマラソンに出場した当時の映像やアフリカ紀行（テレビ東京制作）の名場面も放送され、芸人であり名バイプレーヤーでもあった、いかりやの功績を振り返った。オープニングは全員集合のオープニング映像を使用し、画面右端下に「映像提供 TBS」のテロップが表示された。エンディングは全員集合の最終回（1985年9月28日放送）のフィナーレのシーンが流れ、フジテレビ系列の地上波放送局でTBSのバラエティ番組が“再放送”される形となった。ナレーションは生島ヒロシが務めた。
視聴率は12.1%
  - 『志村けんさん追悼特別番組　46年間笑いをありがとう』

2020年4月1日（水曜日） 19:00 - 21:00
フジテレビ系列で生放送された。
本番組と志村が担当した『志村けんのバカ殿様』『志村けんのだいじょうぶだぁ』といった志村出演の3つのコント番組のそれぞれの傑作コントを振り返った[15]。
番組では、上記の3番組の傑作コント以外に下記のゲスト出演者による志村とのコントでの思い出や裏側のトークも展開された。番組終盤にはザ・ドリフターズの加藤茶が志村への贈る言葉として弔辞を読んだ。エンディングではスタッフロール以外に、「志村けんの番組に出演してくださった皆様」として上記の3番組の主な歴代出演者が流れた。そして、番組の最後には「志村けんさん楽しい笑いをありがとうございました 安らかにおやすみください。」のテロップが表示されて、番組を締めた[16]。
司会はフジテレビアナウンサーの三宅正治と西山喜久恵が担当した。
ゲストにザ・ドリフターズの高木ブー・仲本工事・加藤茶、研ナオコ、いしのようこが出演。
平均視聴率は21.9%（関東地区）。瞬間最高視聴率は20:48の27.3%だった。また、関東地区以外の日本各地区でもそれぞれ高視聴率を記録した[17][18]。
  - 『ドリフ大感謝祭　ありがとう仲本工事さんスペシャル』

2022年12月15日（木曜日） 20:00 - 21:54
仲本工事の追悼番組として、仲本の傑作コントを中心に放送された。
VTRのトークで、MCを飯塚悟志（東京03）が務め、他に加藤茶、高木ブー、ももいろクローバーZが出演。

- 志村友達コラボ番組

- 『志村友達　大集合スペシャル』

2020年6月21日（日曜日） 19:00 - 21:54
- 『ドリフ・バカ殿・志村友達大集合SP』

2020年12月28日（月曜日） 18:30 - 21:00
- 『春だ！ドリフだ！みんなあつまれ全員集合！』

2021年3月28日（日曜日） 19:00 - 21:54
- 『ドリフに大挑戦スペシャル』

2021年9月26日 -

- 『爆笑コント祭り』
  - 『ドリフ＆志村けんの年末爆笑コント祭り！』

2021年12月27日（月曜日） 19:00 - 21:00（前述した『志村けんとドリフの大爆笑物語』の直前に放送）
  - 『志村けん＆ドリフの爆笑お宝コント祭り〜バカ殿変なおじさん豪華ゲストも大集合スペシャル〜』

2022年4月3日（日曜日） 19:00 - 21:54
  - 『志村けん＆ドリフの爆笑コント祭り』

2024年3月20日（水曜日） 19:00 - 21:00

## 視聴率
1977年2月の番組開始以降、すぐに20〜30%台の常連番組となり、1980年に放送された11回の平均視聴率は34.4%を記録した(この年の12月放送の年末総集編で番組最高視聴率となる40.4%を記録した)。1980年代後半〜1990年代に入ると、徐々に視聴率は下がってはいたものの、それでも10%台〜20%と安定した視聴率を獲得。月1でレギュラー放送された1977年から1998年までの22年間の平均視聴率は23.6%だった。

## 再放送

### ファミリー劇場での再放送
地上波での総集編とは別に、現在はファミリー劇場（以下、ファミ劇）が再放送を行っており、同局の看板コンテンツの一つとなっている。
放送マスターテープの激しい損傷や紛失、また一部ゲストの肖像権等の都合上、やむを得ない理由で欠番扱いとなっている回もあり、全エピソードの放送には至っていないが、通常放送分（90分版）が176本、総集編等（120分版）が18本放送されている、この194本から前記2本を抜いた上で2007年までに96年9月から2007年の特番で計21本と96年以前で欠番の9本に加え浅草国際公演1本を含めた225本が製作された。
放送時間は以下の通り（2024年4月現在）
- 放送なし

ファミリー劇場での再放送は1999年より開始され、初回から1996年7月放送分まで終えたらリピートとして第1回目から行われる（2007年1月より3周目、2010年8月より4周目となり再び第1回から放送されている。2周目までは日劇公演の模様も放送されていたが、3周目以降カットされている）。1996年後期から2003年までの回は現時点で再放送は行われていない。末期の放送は120分など放送時間がバラバラであり、現在の再放送枠では放送困難であることが一因となっている。同様の理由として、年末特別総集編などは通常の再放送枠とは別の枠で特番として放送されることがあり、2周目では90分版消化後にレギュラーの放送枠を拡大して放送、3周目では90分版消化を間近に控えた2010年6月に、日曜12:00 - 18:00の枠を利用して集中放送を行っている他、9月以降諸事情（後述）によりリピート放送を行っている。
ファミリー劇場での再放送特有の事象として、番組初期から中期までの放送ではオープニングのスタッフロールやコントのタイトル、歌コーナーの曲のタイトルや歌手名などのテロップが一切入らないまま放送されており、時には名物の中年女性の笑い声もテロップさえも入らない珍しい回もみられる。なお、1983年放送の作品からは本放送当時の枠と番組ロゴ、1984年頃放送の作品からは歌コーナーの曲のタイトル・歌手名、1988年放送の作品からはオープニングの出演者ロール、コントタイトル、エンディング時のスタッフロールが入るようになり、この時点で完全な形での放送となる（完全パッケージメディア化）。ただし、総集編の回を中心にこれ以前の物でも回によってはこれらのテロップ類が入っている場合がある。これは本放送時にテロップを生で挿入していた名残であり、ファミ劇では3周目より番組開始冒頭に番組タイトルロゴのみを追加挿入している。また一部マスターテープ（原版）の乱れがあったため、本放送時とは若干異なる画像であるという件の説明が冒頭に書かれることがある。
2008年1月からは2分間のCMが2回挿入されるようになった。また、番組開始数秒間と終了間際数秒間、画面右下にファミリー劇場のマークまたは「ファミリー劇場」と表示されていた。初期の頃の放送ではファミリー劇場のマーク、中期〜後期の放送では「ファミリー劇場」と表示されていたが2008年11月より土日の通常放送、月〜水の「大爆笑アワー23」（第3回目から）とも画面左上に常時「ファミリー劇場」のチャンネルロゴ表示が表示されるようになった（ファミリー劇場HDは右上に表示）。
2007年11月に「スカパー!大昭和祭り」キャンペーンの一環として第1回から第5回がリピート放送された。その後、2008年10月27日から「大爆笑アワー23（英称：LOL HOUR 23）」として毎週月曜日〜水曜日23:00〜24:25に改めて第1回から放送、2010年10月からは夕方枠に移行した上で「夕焼けドリフ劇場」として引き続き放送を行っている。これとは別に、同月より火曜21:00 - 23:00に「ファミ劇9 火曜ドリフ横丁」が新設され、前述の特別総集編の他、今後は大爆笑以外のドリフ関連番組がファミ劇初放送作品も含めて編成されることになっている。
2012年7月からスカパー!e2（現：スカパー!）にてすべての放送回において字幕放送を行っている。2015年9月1日からはスカパー!プレミアムサービス・スカパー!プレミアムサービス光でも字幕放送が開始された。
2024年3月末で放送が終了した。

#### ファミリー劇場での放送におけるエピソード
2009年8月25日放送の大爆笑アワー23（第115回）では、放送当時に触法行為で拘置中の酒井法子の登場する場面および歌（夢冒険）のシーンをカットなどすることなく、そのまま放送された。同年末には仲本と高木がファミリー劇場の番組収録に参加。『アニメ問わず語り』には2人それぞれ登場し、正月特番『2010ラインナップ特番』では仲本が大爆笑の収録の思い出を語った。また、2人が出演する大爆笑用のCMやクロスプログラムも制作され、期間限定で使用された。
2010年9月18日・19日の放送は、同月11日に死去した谷啓の追悼番組という形を取り、1979年に谷がゲスト出演した2回分を前倒しして放送した。11月3日の放送は、デビュー30周年を迎えた松田聖子のスペシャルという形を取り、6回分を放送した。
2011年5月2日・3日・4日・6日・7日は当初ゴールデンウィーク集中編成を予定していたが、4月21日に死去した元キャンディーズの田中好子の追悼特別編成に変更し、キャンディーズが出演した10回分を放送した。8月8日から12日までの『夕焼けドリフ劇場』及び、14日の『日曜ドリフ劇場』では、「ドキッ!水着だらけのドリフ大会」と題して、アイドルが水着姿で登場する回を放送した。なお、翌週は特別編成により番組自体が休止された。8月20日は「これでいいのだ!バカ殿&バカボン おバカパレード」の企画として、バカ殿のコントがあった回を放送した（この企画では、レギュラー版「志村けんのバカ殿様」も放送されている）。

### BSフジでの再放送
2017年10月8日から、BSフジで毎週日曜日 20:00 - 20:55（JST）の枠にて、「ドリフ大爆笑」の番組タイトルで放送を開始した。番組は、過去に制作された傑作コントを厳選・再編集した内容になる。初回の放送では、ニコニコ生放送との番組連動企画により、BSフジの放送を見ながら加藤・仲本・高木と高木の実娘の高木かおるの4人が、番組が開始された1977年当時のエピソードや裏話を披露するという、生実況企画を行った。なお、BSフジでの初回は、1977年2月8日に放送された「ドリフ大爆笑」第1回（テーマは『対決!』。ゲスト：伊東四朗・小柳ルミ子・千昌夫ほか）を再編集して放送。コントのハイライトのシーンは本放送と同じ形式だったが、笑い屋の笑い声をカットしテーマソングに変えるというもので、本放送終了後にも繰り返される。また冒頭のハイライトはゲスト紹介に変えられている。また、夏休みプレゼント傑作選と年末総集編と一部回（沢田研二やキャンディーズなどのコント）は放送されない。放送間隔は、10回放送したら、10回前から10回繰り返し放送し、繰り返しの放送が終わったら、新たに10回放送し、また10回繰り返しの放送となる。
2021年4月11日からBSフジでの放送日時が、上記の1時間繰り下げで毎週日曜日 21:00 - 21:55（JST）に変更となった。
2020年4月放送時に、志村けんの追悼テロップが表示された。
2022年10月16日放送の第103回のオープニングのテロップでザ・ドリフターズのテロップがゲストと表記されていた。
2022年10月23日放送の第104回のオープニング直前に仲本工事の追悼テロップが表示された。また、コント開始時にタイトルが表示になった。
2025年7月20日に放送を終了した。

## コントの構成
コントの種類は多種多様で、その日のテーマに合わせた内容に沿う形で進められ、5人全員総出演するものもあれば、いかりや・高木・仲本あるいは仲本・志村またはいかりや・加藤などの組み合わせ、いかりやもしくは志村を除いた残り4人でのコント、メンバーが単独（1人）(主に仲本が多い)で出演するパターンもしくはゲストとの共演などもある。
加藤・志村によるコントは大概「茶とけん」という冠タイトルが付いており、主に女性ゲスト（なかでも石川秀美・渡辺美奈代との共演は最も多い）、まれに高木と仲本がエキストラとして加わる場合がある。
「もしものコーナー」は原則、番組の最後のコントとして放送されていた。
いかりやの女房役はほとんどが由紀さおりが務めた。

## もしものコーナー

### 概要
後半コントのメインコーナーの一つで、その回の締め（大抵はエンディング20分前）として放送された。タイトルはその回によって異なり「もしも○○な○○屋さんがあったら（こんな○○さんがいたら）」というもので、司会進行役のいかりやは「お馴染みもしものコーナー」として紹介していた。
内容としては、主人公のいかりやが様々な職業の中でまともでない人間に出会ってひどい目に遭わされるというのが定番であり、オチは「だめだこりゃ」の一言で締めるのがお約束である。キャラクターの設定としては、加藤は貧乏人で泣き上戸あるいは愉快な非常識人、仲本は一見まともそうだが実は一癖も二癖もある厄介者、高木は主に一発芸やダジャレ、泣き芸、出オチのいずれかで、大抵数十秒で終わるパターン、志村はオカマもしくはとぼけた老人・老婆役が多く4人の中では比較的長めに時間が取られており（5分以上になる事が多い。一方で高木は長くて約1分程度、加藤と仲本は各2～3分程度と短め）、流れとしては例外を除き大抵は加藤→仲本→高木→志村の順となっていた。また、テーマによっては高木や加藤のパートが省かれることがある。理由として高木の場合は
①諸事情によりパート自体が設定されていない（例としては電器店・セールスマンなど）
②仲本と共演する（例としては床屋・ラーメン屋台・立食い蕎麦屋など）
のいずれかなのに対して、加藤の場合は必ず志村と共演する形になる（例としては床屋・寿司屋・取り調べ・弔問客など）ためである（なお、99年度に披露された「～もしもこんな人が検問に引っかかったら～」では仲本→高木→志村→加藤の順となり、最後の加藤のパートでは自身が過去に起こした交通違反をネタに車から降ろされるというオチとなった）。これ以外にも、コントによってはたまに仲本のパートに高木が（「風邪を引いたそば屋」など）、加藤のパートに志村が（「焼けた銭湯」など）、志村のパートに加藤が（「精力寿司屋」など）それぞれエキストラとして出演している物もある。
締めの言葉である「だめだこりゃ」は流行語になり、2001年に新潮社から発売されたいかりや自身の著書（ISBN 4101092214）のタイトルにもなっているほか、いかりやが出演していた刑事ドラマ「踊る大捜査線」でも発した事もある。また、ほぼ同様の内容のコントがもしもシリーズ以外のコントとして行われる事もあり、その場合は締めの「だめだこりゃ」がなかったり、オチの内容が変更されたりする。
このコーナーの各コントの冒頭では、独自のテーマ曲が流れる。
以下、代表的なコントを挙げる。

### 銭湯
- いわゆる「風呂コント」である。

威勢のいい銭湯（サービス過剰の銭湯）
いかりやが銭湯に入ると、店主の仲本と他のメンバー3人が演じる店員によって和太鼓のリズムに乗っていろいろなサービスを受ける。しかしそのサービスはかけ湯は体だけでなく、顔にも容赦なく湯をぶっかける、体洗い（素股洗い）と称して鈴のついた紅白のロープで股間をこする、シャンプーも乱暴に洗った後すすぐ際に満タンまで湯を入れた盥に顔を突っ込む、浴槽に入る際も後ろ向きで頭から中に放り込まれる、体を拭く際もどう見ても鞭でしばくようにタオルで全身を叩きまくる、という具合でいかりやがもみくちゃにされる物だった。太鼓を叩いているのはすわ親治（1994年のリクエストコント編では加藤が叩き、後はBGM）。
同じ設定のコントが3パターン収録（初回は1982年7月27日放送、その後は1985年と1994年に収録）されており、回によっていかりやをもみくちゃにする手順・内容や浴槽に放り込む回数、風呂屋の壁広告や浴槽の湯の色（初期は入浴剤を使用）、太鼓の叩く音や位置が微妙に異なっている(初回：すわが太鼓の縁を叩く、二回目：すわが太鼓の革面を叩く、リクエスト：加藤が太鼓の革面を叩く)。 なお、なぜかこの銭湯の中には紅白の祝賀幕や提灯が飾られ、メンバー4人は黄色の法被を着ているが、店主の仲本のみピンク色の法被を着ている回もあった。さらに初回では一連のサービスが終わった後いかりやは服も着ないまま外に出され、「こんにゃろふざけんなバカヤロー！」と激怒しながら戻ってくるとまた有無を言わせず同様のサービスを繰り返し、最後は浴槽に放り込まれたいかりやが息絶え絶えに「だめだこりゃ」と言ってオチとなった（その際、紅白のロープについた鈴で頭を軽く叩かれる)。なお初回は、仲本がもしもシリーズの最初に登場したパターンである。
後に2021年9月26日に放送された「ドリフに大挑戦スペシャル」では、客役をカンニング竹山、店員役を劇団ひとりとカミナリとガンバレルーヤ（太鼓を叩く役は竹内まなぶ（カミナリ））が演じて再現された。ここでは竹山の演じる客が口うるさい性格で、冒頭に店員が「あの口うるさい親父を盛大におもてなししよう」と共謀するシーンと、竹山が道端でラジコンカーで遊ぶ子供やイチャイチャするカップルに説教するシーンが追加された。
- いかりやは後に「（このコントでの4人から）殺意を感じた」とコメントしている[注 31]上、いかりやの孫娘が「なんでおジィちゃんをいじめるの？」と泣いた話を息子の碇矢浩一がブログで述べている。しかし、いかりやは晩年には「風呂にも入れて気持ちよかった」「セリフがなくて楽」などと一転して好意的なコメントを残していた[注 32]。
- 南原清隆がある番組で「生涯見てきたコントの中で最も面白かったコント」として採り上げていた。また藤村俊二も2005年のいかりや一周忌特番の「ドリフ大爆笑」で「一番好きなコント」とコメントしている。
- このコントは、以前同系列で放送されていた「めちゃ×2イケてるッ!」でかつて放送された「フジテレビ温泉」のモチーフになっていると考えられる。
  - このコーナーは、控え室に銭湯のセットを組んで打ち合わせをすると称して呼び出した若手芸人を待ち受け、レギュラーの女性陣たちが何も知らずに部屋に入ってきた若手芸人の体を手荒く洗うというドッキリ企画であり、同コーナーの最後のBGMも「ドリフ大爆笑」のオチのBGMと同じ物を使用していた。

低料金の銭湯
店主は高木。料金はなんと40円で、いかりやは驚きつつもその安さに喜んで浴場に入ろうとするが、浴場に見えた物は浴場の絵が描かれた壁だった。思い切りぶつかったいかりやは「絵だよあれ？」と苦情を言うが、店主に「だって40円だもん」と素っ気なく返され、呆れたいかりやが「だめだこりゃ」と言うオチ。
一見平凡に見える銭湯
これまでとんでもない銭湯でさんざんな目に遭ってきたいかりやは、番台に座るハゲオヤジの店主（加藤）の姿に警戒し「何もないの？」と質問するが、店主は「うちは平凡な風呂屋だからね？おたく他の風呂屋行ってきたでしょ。ダメだよ期待しちゃ」と応対。本当に何もないのでいかりやは安心して浴場へ行こうとするが、一歩踏み出した途端に床の落とし穴に落っこちてしまう。いかりやが「平凡じゃねーよお前！」と怒鳴ると、店主は「平凡でない？つまんない？まだ面白いのあんだわ。これだよ」と言って頭上に下がった紐を引き、番台の床が抜けて姿が消えたと思ったら次の瞬間番台の側板を突き破って転がり出てくる。そして最後はむち打ちになったらしい店主が、「もしもこんなお風呂屋があったら、痛てえだろうなあ、なんてね。痛てえのなんのって」と言い残し、バッタリ倒れて気絶してしまう。
なお、この回は加藤が珍しくコーナーの3番目に登場したパターンでもある。
焼けた銭湯
いかりやが銭湯に入ると、全焼した銭湯の建物の中に黒焦げの店主（加藤）がいた。釜に火をつけた所で飛び火して火事になったそうで、消防車のサイレンが鳴り響く中でも営業していた。いかりやが「こんなんで入れる訳ないじゃない」と驚いていると、浴場から全身真っ赤になった入浴中の客（志村）が出てきて、「おっさん、ちょっとお湯熱すぎない？」と言って再び中に戻っていった。
サービス精神旺盛な銭湯
いかりやが銭湯に入ると、店主（加藤）がいきなり「女湯覗きます？今女子高生が入ってるの」と言ってきて、いかりやが「趣味に合わない」と断っても「10分間1000円で番台に座れる」「壁に開けた覗き穴から10分間500円で女湯を覗ける」「1回500円の貸しカメラがある」などとしつこく勧めてくる。さらに、これまで他の客が貸しカメラで撮った写真のコンテストも行われており、優秀な作品には賞金が出るとの事。全ては家庭風呂の普及で客が減った事に対する増収策だそうで、そんなやり取りの末にいかりやはようやく浴場に入るが、直後に釣り竿を持った客たちが浴場に入ってくる。なんと浴槽が熱帯魚の釣り堀になっていて、ピラニアもいるとの事だった。
オカマの銭湯
色っぽい話し方の店主（志村）の営む銭湯の店内は、遠山の金さんに扮した杉良太郎のポスターや、マッチョな男性のポスターが貼られたりしており、番台の代わりにテーブルがあって応接間のような雰囲気（この店主の趣味らしい）。いかりやをテーブルに座らせ冷えたビールを勧めるなどのサービスをしてきて、いかりやが断ろうとすると突然男口調で「てめえ、俺の酒が飲めねえってのかこの野郎！」と怒鳴りつけ、すぐに「冗談よ、オカマは冗談が大好きなのさ」と笑ってごまかす。さらに店主はいかりやが服を脱ぐ時にしげしげと見ていて「ずいぶん遊んだわね、乳首真っ黒よ」などと言ってくるので、困惑したいかりやは店主に背を向けるが、突然目の前のカーテンが開いて大きな鏡が現れ仰天する（店主がこっそりテーブル上のビール瓶の後ろに隠れたスイッチを押してカーテンを開け、鏡越しに見ようとしていた）。そしていかりやは店主に席を外してもらった上で浴場に入るが、中は家族風呂で店主が先回りして入浴しており、壁のスイッチを押すと照明がピンク色に変わり、嫌がるいかりやを強引に誘い入れようとする。
もしもシリーズ以外での、志村が客役で石川さゆりが番台役のパターンもある。こちらは志村が服を脱ぐ時に石川が雑誌や底のない桶で顔を隠すふりをしながらあの手この手で覗き見してきて、恥ずかしくなった志村が帰ろうとすると「入ってってください」と言いながら頭上に下がった紐を引き、志村は頭上から降ってきた水でびしょ濡れにされる。
未亡人の経営する銭湯
夫に先立たれた後経営が傾き、生活を切り詰めるために銭湯の更衣室で暮らすハメになった女将（志村）といかりやのやり取りを描く。女将はいかりやにビールを勧めてきたり、風呂上がりにいかりやが寝られるよう布団を敷いてきたり、夫の遺品の浴衣を着るよう勧めてくる。前述の「オカマの銭湯」とほぼ同様のコントだが、こちらの方が先に制作されたほか、後述の「未亡人の経営する旅館」と共通する点もある。
露天風呂の銭湯
老婆の女将（志村）が営む銭湯は番台が岩場の上にあり、隣に植え込みがあったりと一風変わった雰囲気。露天風呂かつ女将の娘によるサービスつきという事でいかりやは「いいねー、好きだよこういうの」と入ってみるが、浴場は木製の浴槽と風呂釜が敷地外の路地に置かれているだけで、入浴中のいかりやが通行人に丸見えという状態だった。
潔癖な銭湯
銭湯に入りに来たいかりやだったが、店主（仲本）は「ダメだよ、お客さん！だって汚れた体で入ったらさ、風呂汚れるでしょ！よそのお客さんに迷惑じゃないよ！それダメダメダメ！」「この先にね風呂屋があるから、そこで風呂に入って、それからうちに来てちょうだい、ね？」と言って追い返してくる。やむなくいかりやは「あんな風呂屋絶対行かない」と言いつつ別の銭湯に行くが、そこでも女将（仲本の2役）が「お風呂入る前に、風呂に入ってきたでしょうねぇ !? 」と半笑いで訊いてくる。
衛生上に厳しい銭湯
店主は仲本で、白衣を着てマスクをつけている。いかりやが銭湯に入ると、店主は聴診器でいかりやが病気を持っていないか診察したり、いかりやが服を脱ぎ始めると、「脱衣籠が汚れるから」と長い柄の先につけた板を出して脱いだ服や持っていた石鹸をその上に置くよう指示し、置かれた服や石鹸をそのまま「汚物入れ」と書かれたゴミ箱に捨ててしまう。「石鹸で体を洗ったら風呂が汚れて他の客に迷惑がかかる」との事で、その後の流れは「潔癖な銭湯」と同じだが、いかりやが事前に風呂に入っていないと知ると農作業スタイルの店員（小松）を呼び出し、薬剤を浴びせて消毒してくる始末。
賑やかな銭湯
いかりやが銭湯に入ると、店主（伊東）と店員たちが総出で「当銭湯開業以来10000人目の客」として表彰してきて、テープカットやくす玉割りを行い、最後にガラポンを引かせてくる。いかりやが特等の「芸者多数との混浴」を当てると浴場に招待されるが、芸者は皆ブスばかりだった。
スケベな銭湯
「ドリフに大挑戦スペシャル」内で放送された新作。客役は劇団ひとり、女将役はよしこ（ガンバレルーヤ）。女将は男性客を狙う痴女で、ひとりが服を脱ぐ時にこっそりかけていたサングラスを外して覗き見しようとして、気配に気づいたひとりが振り向くとサングラスをかけ直し素知らぬ顔をする。その後の流れは「オカマの銭湯」に近く、最後はよしこが浴槽の中に隠れていて入ってきたひとりに襲いかかり、ひとりが「だめだこりゃー !! 」と絶叫する所でオチとなる。

### 健康コンサルタント
オカマの健康コンサルタント
志村がオカマのコンサルタント役で、すわはアシスタント役を演じる。「疲労回復のため」と称していかりやをパンツ一丁にして全身に泥パックを塗ってマッサージやラバーカップを吸いつけるなどしたり、顔にガムテープを貼っては剥がしたり、頭皮を剣山でマッサージしたりする。最後には顔中にホイップクリームを息ができなくなるほど盛りつけ、休憩と称してその場を離れてしまう。
ショック療法の健康コンサルタント
加藤がコンサルタント役。ストレスが溜まっているらしいいかりやのストレス解消法と称して、壊れる椅子に座らせる、いきなり大声を出す、風船を割る、底面に穴の開いた水槽を顔にかぶせて鰻や蛙を投入するなどしていかりやに大声を出させる。最後は、いかりやを箱蒸し式のサウナに入れて身動きできなくした上で頭の上に特大のお灸を沿え、それが爆発してオチとなる。あまりのひどさにいかりやは激怒して箱蒸しサウナに入ったままコンサルタントを追い回し、椅子に引っかかって転んだ後「完っ全にだめだこりゃ」と一言（1984年もしも決定版）。
亡者の健康コンサルタント
高木がコンサルタント役。いかりやがとある健康コンサルタント事務所を訪れるが、ボーッと座っていたそのコンサルタントは実は運動のやりすぎで既に死んで幽霊になっており、突然室内がお化け屋敷のような雰囲気に変わっていかりやは腰を抜かす。
体力が資本の健康コンサルタント
仲本がコンサルタント役で、いかりやは運動不足解消のために訪れた。コンサルタントは「様々な健康器具をまず自ら実演してその中から選んでもらう」として自分から進んで体を鍛えているが、バーベルを持ち上げると後ろに倒れる、ルームランナーを使うと転ぶ、シットアップ式の腹筋マシンを使うといかりやの手を借りなければ上半身を持ち上げられない、ボート漕ぎマシンを満足に漕げないなど、どう見ても体力不足な様子にいかりやは困惑する。最後は倒立椅子を使ってみせるが勢い余って壁を壊してしまい、いかりやに「入会金と月謝は免除しますから、壁の修理代35万円をお願いします」と言ってくる。

### マッサージ
整骨院が舞台のパターンと旅館が舞台のパターンがあり、共にいかりやが客、他の4人がマッサージ師を演じる。
祈祷師風のマッサージ師
白髪の巫女の格好をした店員（すわ）の呼びかけで老人の祈祷師のような出で立ちのマッサージ師（志村）が現れ、いかりやが「肩と背中が突っ張る」というと、マッサージ師が「症状がわかりました」と言い、治療のために服を脱ぐように言う。最初は先祖代々伝わる刀を前にして祈祷を行った後、パンツ一丁のいかりやを仰向けに寝かせた上で、マッサージ師は「頓馬天狗」の歌に合わせて刀でいかりやの胸元をトントン叩き、その後はいかりやの腹の上に大きな灸を据え、しかも灸の周りに柄杓で冷たい水を撒き、さらには蝋燭の蝋を垂らしてくる。最後は精力回復と称して、ミルガイをいかりやの股間に載せた上で貝が噴き出した水をいかりやの顔に浴びせた。
もしもシリーズ以外での客役が加藤のパターンもあり、このパターンでは志村は祈祷師風ではない普通のマッサージ師だが、やはり「患部を温めるため」と称して加藤の腰に蝋燭の蝋を垂らしたり、鍼治療と称して五寸釘を金槌で加藤の腰に打ちつけようとしたり、電気治療と称して加藤に電球を持たせ、尻にコードを差し込んで電気を流したりする。最後は「アフリカ流の整体治療」と称して逆エビ固めをかけ、加藤の体を海老反りに曲げてしまった（首から下の部分を造形物で表現）。
後に「志村けんのだいじょうぶだぁ」及び「けんちゃんのオーマイゴッド」でもこのネタが再現された。
「だいじょうぶだぁ」版では田代まさしが巫女姿の店員を、矢崎滋が客（犠牲者）を演じ、最初の祈祷の尺がかなり長くなっているほか、刀マッサージの時には矢崎の股間をついでに叩いたり、オチは矢崎の腹の上に据えられた大きな灸が爆発するという過激な物になっていた。
「オーマイゴッド」版では久本雅美が巫女姿の店員（さらにこの他にも巫女姿の女性数人が控えていた）を、渡辺徹が腰痛に悩む客（犠牲者）を演じ、最初に渡辺が這うようにして腰痛治療専門院にやってくるシーンから始まる。治療のために渡辺に服を脱ぐように言うとなぜか店員の方が服を脱ごうとしたり、渡辺がパンツまで脱ごうとしたり、マッサージ師がサービスと称して渡辺に性感マッサージをしたりする。刀マッサージの時には、その前の祈祷で唱える祓詞の中で渡辺の妻である榊原郁恵の名前が出てきたり、なぜか刀で渡辺の股間をなでたりする。最後の腰に灸を据えるくだりでは、まずマッサージ師が口に水を含んで渡辺の体に吹きかけたり、その後店員がやはり口に含んだ水を渡辺の体に垂らし、オチは灸の爆発の後、熱がる渡辺に手桶の水をかけていた。
超ベテランのマッサージ師
旅館のいかりやの部屋を訪ねてきたこの道80年という老婆のマッサージ師（志村）が、「80年やってるからどこが凝ってるかすぐわかる」と言いながら「で、どこが凝ってるんですか？」と訊いたり、「どこから来たんですか？」「仕事は何やってるんですか？」などの質問を繰り返し何度もしてきて、いかりやは閉口する。しまいには大声で「あー腰が痛ぇなー」と言い出し、逆にいかりやがマッサージをするハメになる。
もしもシリーズ以外での客役が加藤のパターンもあり、このパターンでは最後に加藤が仰向けに寝た志村の股間を指で弾くとなぜか「チーン」と音がして、それに志村が「あたしゃ女だよ？」と突っ込むオチだった。また後に「志村けんのだいじょうぶだぁ」でもこのネタが再現され、この時は西田敏行が客役で、最後はマッサージを受けた志村が寝入った所で、なぜか西田が部屋を退出するというオチだった。
ハリ専門のマッサージ師
マッサージ師は高木。「ハリ専門のマッサージ」というのでてっきり鍼治療だと思っていたら、なんと天井の梁を外してマッサージ台に寝かせたいかりやの頭に落としてくる。
旅館が舞台で、鍼の道具を忘れてきたらしいマッサージ師が部屋の天井の梁を落としていかりやの肩に当てるパターンもあり、そのパターンではいかりやは「効く事は効いたけど、一体なんなんだこりゃ？」と問いかける。
友達の輪のマッサージ師
マッサージ師はハゲオヤジの加藤。旅館のいかりやの部屋を訪ねてきてマッサージを始めるがマッサージ師自身も肩凝りに悩んでおり、「悪いけど付き添い呼んでいいかな」と妻（小林幸子）をその場に呼んで自分の肩を揉んでもらう。ところがその妻も肩凝りで、マッサージ師はやはり自分の父親（高木）を呼んで揉んでもらう。その父親も肩凝りで…というのを繰り返しているうちにマッサージ師の子供たちが次々と出てきて、しまいにはヤクザらしいマッサージ師の兄（仲本）まで登場。その兄も肩凝りだとわかるや、マッサージ師はいかりやに「悪いけど兄ちゃんの肩を揉んでやって」と頼んでくる。いかりやが「客だよあたしは？」と渋ると、なんと仲本は諸肌脱いで背中の刺青をいかりやに見せ、「客だってなめんじゃねーぞこの野郎」と肩を揉むように脅してくる。こうして全員が輪になってそれぞれが前の人の肩を揉む形になり、いかりやの「だめだこりゃ」に対してマッサージ師はにこやかに「世界に広げよう、肩凝りの輪」と一言。
音楽療法のマッサージ師
マッサージ師は仲本。「マッサージにはリラックスした状態が最適」といかりやをリラックスさせるべく音楽を聴かせてくるが、最初は暗く陰鬱なクラシック音楽（ショパンの「葬送行進曲」）や「昭和枯れすすき」など「悪い例」と称した音楽を聴かされ、その後マッサージ師は「選曲がとても難しいんですよね」と言いつつジャズバンドと子供コーラスを呼び寄せ、「肩たたき」の演奏を聴かせてくる。そしてオチでは、人件費込みで3万5000円という高額な代金を請求してくる。
リラックス療法のマッサージ師
マッサージ師は仲本。旅館のいかりやの部屋を訪ねてきた後「体に力が入ってるとマッサージの効果が薄くなるから」と言って、いかりやの脹脛を拳で思い切り押して痛がっている隙に肩を揉んだりする。これにいかりやが苦情を言うと、いかりやの鼻に大きな洗濯ばさみをつけてやはり痛がっている隙に脹脛を揉んだり、「おやつを食べてリラックスするといい」と称してびっくり箱を渡し、いかりやが驚いている隙に背中を揉んだりする。
マッサージ師がいかりやの頭に花火をつけて、いかりやが花火の爆発に驚いた隙にマッサージをするパターンもある。最後にいかりやが「全然よくないよ、前より悪いよ」と言うと、マッサージ師は「全身楽にして差し上げますからね」と言いつつ猟銃を持ってきて、いかりやを射殺しようとする。
中国人のマッサージ師
マッサージ師は加藤で、中国人風の出で立ち。いかりやがバニーガールの受付に惹かれて（高額コースで）入店したが、中は武術家たちの控える道場になっていて、武術家たちに両腕を押さえられて肩を思い切り揉まれたり首を思い切り捻られたり、寝かされて体に板を置いた上から木槌で叩かれたりする。最後は電気椅子による電気マッサージを受けるハメになるが、効きが悪いのでマッサージ師は自ら電気椅子マッサージを試し、結果感電死してしまう。

### 電器店
貧乏な電器店
店主（加藤）が子供を背負いふらつきながら登場（2～3日何も食べてないとの事）。1年前に店を開いたものの、これまでに来た客はたったの2人で売れたのは電球一つ。そして妻に逃げられ、さらには近所のサラ金から借金したところ300万円にも膨れ上がってしまったという。このため、客（いかりや）が友人の結婚祝いのために電気スタンドを買おうとすると、その売り上げで借金を完済しようと300万円もの値をつけてくる。また12000円の扇風機を買おうとするとおまけとしてトースターをつけてくるが、こちらも代金として300万円を要求する（トースターの値段が約298万円）。呆れたいかりやが「他の店行くんですよ。（値段が）高いですよ」と店を出ようとすると、店主は「あ～あ～、薄情者。（子供に向かって）いいか、あのおじさんの顔よーく見とくんだぞ。いいか、2人でな、お腹空いてな、死んだらこのおじさんのせいだからな！薄情者！人殺し !! 」と騒ぎ出し、「うちに人殺しが来てんですよ」と警察に電話しようとする。そしていかりやが「この声です！」と突きつけられた受話器に向かって「だめだこりゃ！」と言ってオチとなる。
夫婦喧嘩の絶えない電器店
店主（仲本）は風邪をこじらせて床についており、その妻（由紀）が代わりに店番をしているが、外出中に友人の結婚祝いのために電化製品を買いに来た客（いかりや）が来たため店主が起きてきて応対。そこに妻が帰ってきて、「この野郎、どこウロウロしてんだよー？お前はー !? 」と店主が怒った事から夫婦喧嘩が始まり、いかりやそっちのけで激しい取っ組み合いの喧嘩を繰り返す。しまいには柱に縛りつけられた店主が暴れてその弾みで店が倒壊してしまい、店主は落ちてきた梁の下敷きになってしまう。そしてボロボロになった妻がそれを見ながらいかりやに「あたしお買い上げにならない？」と言ってオチとなる。
欠陥の多い電器店
店主（志村）が誰かと電話で話している状態で登場。客（いかりや）が友人の結婚祝いのために少なめの予算で買える電化製品を探しに来て、それに気づいた店主は「はいちょっと待ってね、バカ来たから」と電話を切る。応対した店主は最初にトースターを勧めてきたが、1分もすれば焼けるというものの試しにセットした食パンがすぐに勢いよく飛び出してしまい、もう1つの2000円のトースターは食パンをセットした直後に火花と煙を吹き出してバラバラに壊れてしまう。次に店主は少し高額の商品を勧めてくるが、扇風機はスイッチを入れると次々と部品が外れてバラバラに壊れる物や送風ファンの部分が離れて飛んでいってしまう物で、クーラーはスイッチを入れるとシャワーのように水が吹き出し、全自動洗濯機（この時志村はなぜか何度も『扇風機』と言い間違えている）はスイッチを入れるとやはり火花と煙を吹き出し、ドラム部分を残してバラバラに壊れてしまうなど欠陥品の電化製品ばかり。最後には店主は中古で2万円のカラーテレビを勧めてくるが、スイッチを入れた数秒後に突然爆発して店内はメチャクチャに大破し、2人ともボロボロになってしまう。この時店主の体には爆発によって電気が流れており、いかりやが「だめだこりゃ～」と言いつつ体に触ると頭頂部からバチッと火花と煙が噴き上がり、驚くいかりやに店主が「触るな、電気来てるから」と言ってオチとなる。
もしもシリーズ以外での、加藤と志村によるパターンもある（店主役が加藤、客役が新婚夫婦という設定の志村と石川秀美）。こちらはトースターがオーブントースターだったり、掃除機を実演すると排気口から小道具の蜘蛛糸が噴き出てきたり、洗濯機はスイッチを入れると噴水のように水が噴き出したりして、欠陥品に怒った志村が店を出ようとするたびに店主が必死に引き留めるやり取りがある。オチは炊飯器で、スイッチを入れると数回ほど勝手に蓋が開閉した後に爆発し、やはり店内はメチャクチャに大破して全員ボロボロになってしまう。

### 居酒屋
焼けた居酒屋
いかりやが暖簾をくぐると店内は火事で全焼しており、やはり黒焦げの店主（加藤）がいる。しかもその店は昨日開店したばかりだった。泣きながらも気丈に接客をするが「ビールならあったまってますよ」と火事の熱で焼けて熱々になった瓶ビールなどを出してくる。いかりやが「だめだこりゃ…」と言うと、最後は店主が「皆さん、マッチ一本火事の元…かわいそうなカトちゃん…昨日開店したのに…」と泣き崩れる。
黒焦げの店主が「いや、うちの中燃えちゃってさー。消防自動車いたでしょ？そこに」「今日開店なのにさ、お店の中燃えちゃったからどうしようかなと思って」「（火事の熱で焼けて熱々になった缶ビールを出しつつ）ホンットにビール燗したんだこれ」などと終始陽気に振る舞い、「なんで店閉めないの？」と戸惑ういかりやに対して「いや、閉めようかと思ったけどおたくさん入ってきたからね」と返すパターンもある。オチでは、まだ店内が燻っているのに対していかりやが「これは言いやすいよ。『だめだこりゃ』って」と言い、それに店主が「カトちゃんペッ」をやって締めていた。
脱サラして始めた居酒屋
店主は加藤だが店が電車の高架下にあって立地条件が悪く、電車が通過するたびに振動で店が揺れたり頭上から物が落ち、さらに近くに道路のカーブがあるためトラックもよく突っ込んでくるような場所だった。そのため吊り革やヘルメット（揺れと落下物対策）、さらには位牌（トラック事故死対策）をおススメの一品として売ってくる始末。
家庭的な居酒屋
店主（加藤）は脱サラで居酒屋を始めたはいいが資金難のため、自宅の茶の間をそのまま居酒屋として使っている。メニューは店主の娘が描いた絵などを壁に貼った物（なお冷奴はただの白紙だった）で、室内のベビーベッドには赤ちゃんが寝ていて、店主がおつまみを作っている間にいかりやが赤ちゃんのおむつ替えをするハメになったりする。娘のカラオケサービス（タンバリンを鳴らしながら童謡を歌うだけ）も行うが、いかりやがこれに不満を漏らしたところ今度は店主の妻（奥村チヨ）が歌を歌い出し、これにいかりやが「バカにしてんのか！」と怒ると「ごめんね…ジロー♪（奥村の持ち歌である）」と歌ってくる。
安普請の居酒屋（その1）
店主は加藤だが、いかりやが椅子に座ろうとすると壊れる、カウンターに手をかけると倒れる、頭上から物が落ちてくるなどでことごとくひどい目に遭う。そして「俺は酒飲みに来たんだよ、ケガしに来た訳じゃねーんだよ！」と怒ったいかりやが帰ろうと戸を開けた途端に店が倒壊してしまい、店主は「うちの壊し賃7500万お願いします」と言ってくる。
下戸の居酒屋
店主（加藤）は居酒屋をやっているのに下戸で、いかりやが「一緒に飲もう」と勧めても断るが、いかりやは「飲み屋の主人が下戸じゃ話にならない、慣れれば飲めるようになるから」と説得し、大きな湯飲みで飲ませると「おつき合いします」とグイグイ飲んでしまう。そして一升瓶1本分の酒を飲んで酔っ払った店主は、いかりやにタバコを頼まれるがあいにく切らしていて、買いに行こうとするとよろけて入り口の壁にぶつかり、店を倒壊させてしまう。
借金取りが来る居酒屋
居酒屋の店主（仲本）は開店に当たって多額の借金をしているらしく、いかりやが店主と話していると突然ヤクザの借金取り（八名信夫など悪役商会の面々が多い）が入れ替わり立ち替わり店を訪れては店内を荒らしていき（この際、借金取りはなぜか必ず最後にバック宙を決める）、なぜか客のいかりやも巻き添えで殴られる。そしていかりやは「こういうコントはやめましょう、ケガでもしたら大変だから」「もう終わりますこれは」と訴えて一旦「だめだこりゃ」を言う。しかし直後にまた借金取りが訪れ、店主といかりやを殴り倒した後なぜか店主と一緒にバック宙を決め、いかりやは「一体何やってんの？」と困惑する。そこに、「意味わかんないんですけどね、（バック宙が）揃ってなかったらもう一回やりましょうか？」と言ってくる店主にいかりやが「口の中切れちゃった」などと呆れ果てていると、店主が代わりに「だめだいかりや」と言って締める。舞台を新装開店のスナックにした同様のコントもある（詳細は後述）。
夫婦喧嘩ばかりしている居酒屋
いかりやが店に入るなり、店主（仲本）と妻（由紀）が激しい夫婦喧嘩を繰り広げており、やりとりの一つ一つがきっかけで物を投げ合ったり、店の奥に引っ込んでは殴り合う事態に。挙げ句の果てにはケガの治療費と喧嘩でボロボロに破れた着物の代金（5万6千円）までいかりやに請求してくる。
自分勝手な居酒屋
店主（仲本）が、いかりやに酒を注いだと思ったら味見と称してグラスに口をつけて飲んだり、おつまみとして焼き鳥やきゅうりや鮎の塩焼きを出した際もことごとく味見と称してつまみ食いをする。呆れたいかりやが締めのお茶漬けを頼むと、店主は茶碗に盛ったお茶漬けをこれまで出したおつまみをおかずにして自分でほとんど食べてしまい、わずかな残りをいかりやに出してくる。
せわしない居酒屋
居酒屋の店主（仲本）はお節介焼きらしく、野良犬や酔っ払いの喧嘩を止めに行こうとせわしなく店を出ていっては戻ってくるたびにボロボロになっている。しまいには近所で火事が起きたらしく、店を飛び出した所を消防車に撥ねられてさらにボロボロの状態になって戻ってくる。そこにパトカーのサイレンが聞こえてきたので再度飛び出そうとして入り口の壁にぶつかり、落ちてきた梁の下敷きになってしまう。
子供の居酒屋
店主が留守なので9歳の息子（仲本）が店番をしている居酒屋。息子はいかりやが「9つでお留守番なんて偉いなー」などと褒めるとそのたびに怒って無言で皿などを投げ捨て、「子供扱いするな！」と文句を言ってくる。さらにいかりやが酒燗を頼むと鮭缶、おつまみを頼むとラジオのダイヤル、おにぎりを頼むと炊飯器から手でつかんだだけのご飯、味噌汁を頼むとお椀に直接味噌を入れてお湯を注いだだけの物を出してきたりして、いかりやが苦情を言うたびに「僕間違った事した !? 」と泣いて逆ギレする。閉口したいかりやがお澄ましを頼むと、眼鏡を外して澄まし顔をする。
店番をしている店主の息子が、お通しを頼むと年を訊かれたと勘違いして「9歳」と答えたり、燗をつけている間暇なのでしょうもないなぞなぞを出してきていかりやを閉口させるパターンもある。そして店主（仲本の2役）が戻ってくると交代するが、いかりやがなぜ子供に店番をさせているのか訊くと、店主は今妻と倦怠期で、気晴らしに外食に行っていた事を語った上で「どこ行ってたと思います？ケンタイキー（ケンタッキー）・フライドチキン」とオヤジギャグを披露する。
具合の悪い居酒屋
老人の店主（志村）は足が動かないため、天井にベルトを吊り下げて輪を作り、それに体を引っ掛けて接客する。またこの店主はアル中でいつも手が震えているが、酒を飲むと一瞬だけ回復して声も凜々しくなる。最初はおつまみにピーナッツを出すが手が震えてこぼしてしまい、次は湯豆腐を持ってきたがやはり手が震えてお湯をいかりやにかけてしまう。また、漬物を頼むときゅうりを切ろうとするが、手が震える店主が吊り下げられた体の勢いで包丁を振り回したりする。最後は尿意までもよおし、用意した溲瓶を使おうとするも手が震えてうまくできず、手の震えを止めようと酒を飲んだら排尿の勢いも増してしまい、いかりやに顔面シャワーを浴びせる始末。
店主がいかりやにビールを注ごうとするも、手が震えて撒き散らしてしまうパターンもある。このパターンでは、ビールを飲むいかりやを見て飲みたそうな様子の店主にいかりやがビールを注ぐが、店主はやはり飲んだ途端に一瞬だけ回復して声も凜々しくなる。以降はほぼ同様だが、きゅうりを切る際にもビールを飲んで回復したりする。オチではやはり用意した溲瓶に排尿するが、その溲瓶を「出たよこんなにいっぱい」といかりやに見せ、やはり手が震えて中身を撒き散らしてしまい、「いいかげんにしろこの野郎！」と激怒するいかりやに「残尿」と称して顔面シャワーを浴びせる。それにさらに怒るいかりやに、店主はビールを飲んで手の震えを止めた上で再び顔面シャワーを浴びせ、いかりやが「謝れよ俺に！」と怒ると、「だめだこりゃ」と言いつつまたビールを飲んで、なぜかいかりやに対して「がんばれよお前」と一言。
未亡人の経営する居酒屋
いかりやが居酒屋に入ると店内は埃まみれで蜘蛛の巣が張っており、未亡人の女将（志村）がいた。店主だった夫が亡くなって以降店は傾く一方で、椅子がないので一斗缶を椅子の代わりに出してきたり、酒やおつまみを出すためになけなしの家財道具や、しまいには自分の服や髪の毛まで売りに行き、金に換えてはその金で買ってくる。さらに女将の子供たちが食べ物をねだって店内に入ってきたりして、女将はいかりやに出したおつまみを少し分けてやったりする。最後には「あたしを2000円で買ってもらえません？もう売る物ないんです」といかりやに身売りをしようとする。
このコントに登場する未亡人の女将の子供役は当初はいかりやの弟子が演じていたが、後にもしもシリーズ以外のコントとして客役を加藤に変更、女性ゲストが子供役を演じる形でリメイクされている。またもしもシリーズ版と比べて、店内と女将や子供たちの外見がある程度清潔感のある物になっている。
オカマの居酒屋
色っぽい話し方の店主（志村）の勧めてくるサービスの数々を、いかりやが断ろうとすると突然男口調ですごむ。店は大きめの犬小屋並みのサイズで屈まないと入れないほどで、箸や皿など出される物も何もかもミニサイズだった。店主は自分の店を出すために懸命に働いて資金を貯めたものの思うように行かず、この店は線路脇に5万円で建てた物だそうで、電車が通過するたびに振動で店が地震のごとく激しく揺れる。
安普請の居酒屋（その2）
店主は志村だが、しばしば注文を聞き間違える上に店の建てつけが悪いらしく、出入りのためにカウンターの端部分にある仕切り板を上げるたびにいかりやに激突したり、仕切り板を下ろした衝撃で壁に設置されたお品書きがいかりやの頭上に落ちてきたりする。そして2本目の燗をつけに行った際には、いかりやが必死にお品書きを押さえているとなぜか店主がその後頭部を金属製の柄杓で叩き、「何か起きないと寂しいなーと思って」と一言。最後にいかりやはトイレに行くが水が流れず、店主の指示に従って天井から下がった紐を強く引くと、頭上から水が降ってきてびしょ濡れになってしまう。
おでんダシにこだわる居酒屋
いかりやが入店すると店内には誰もおらず、カウンターに置かれていた箸でおでん鍋から具を取ろうとすると、鍋の中に潜っていた店主（高木）が顔を出してくる。なんでも自分の体でダシを取っていたらしい。
体を張った居酒屋
いかりやが入店しおでんを注文するが、店主（高木）がおでん鍋の中を見ても頼んだ具が見つからない。すると店主は水中眼鏡を取り出し、装着したかと思うとおでん鍋に頭から飛び込んで具を捜しに行く。
やる気のない居酒屋（泣き虫の居酒屋）
店内は薄暗く陰気な雰囲気で、いかりやが店主（高木）に何を頼んでも「おしぼりない～」「つまみない～」「お酒ない～」とことごとく泣きながら返してきて、いかりやは閉口する。しまいにはいかりやの「これじゃ終われないよ、どうするの？」に対して「オチがない～、終われない～」「面白くない～、いつもこれだ～！」と号泣し、オチはいかりやが「だめだこりゃ」「わがまま言うなよこの野郎！じゃお前が自分で（オチを）やってみろよ！」と店主の頭を手で叩くと、店主は「そんなにお金もらってない～！」とまた号泣して、いかりやは手でカウンターを叩きながら「本っ当にだめだ !! 一世一代の力を込めてだ・め・だ !! 」と叫ぶ。高木のパートとしては珍しく3分16秒と長めだった。
建てつけの悪い居酒屋
いかりやが入店しようと入り口の戸を開けようとするが、建てつけが悪くて開きにくい。居酒屋の中には店主（高木）がいて、店主が開けるのを手伝ってようやく店内に入れたが、最後に店主が戸を閉めるとその衝撃で店舗全体が倒壊してしまう。それでも平然と「いらっしゃいませ、何にしましょう」と言ってくる店主に呆れるいかりやだった。
やたら勘のいい居酒屋
店主（伊東四朗）が客のやる事を先読みしている（1979年もしも決定版）。
夫婦愛の強い居酒屋
いかりやが店に入ると店主（伊東）と妻（由紀）がカウンター内で仲よく食事中で、来客にもなかなか気づかず、気づいたと思ったら「いっけなーい、お客さんがいたんだ」と2人で笑い合う。その後も事あるごとにいかりやそっちのけでイチャイチャしたり、コップを出すのを忘れたりビールを注ぐ際にこぼしたりするたびに自分を責める妻を店主が慰めたりして、なかなか話が進まない。最後にはいかりやの視線が気になったらしく、2人で社交ダンスを踊りながら店の奥へ引っ込んでしまう。
もしもシリーズ以外での店主役が仲本のパターンもあり、こちらは放置されて怒るいかりやに妻が「この焼き餅焼き！」と怒って店の奥へ引っ込んでしまい、「せっかくキスができる所だったのに！」と怒る店主をいかりやが「悪かったな悪かったな！」と怒りながら捕まえ、強引にキスをするというオチだった。
店主が酔っ払ってる居酒屋（泥酔飲み屋）
2021年9月26日放送の「ドリフに大挑戦スペシャル」で放送された新作コントで、前述の「安普請の居酒屋（その2）」のリメイク作的なコント。配役は客がカンニング竹山、店主が伊達みきお（サンドウィッチマン）、店主の幼馴染みの客・トミーが富澤たけし（サンドウィッチマン）。竹山が入店すると既に2人とも酔いつぶれており、店主の伊達は熱燗と間違えてビールを持ってきたり、注文した塩辛を持ってこなかったりと注文通りに品物が来ない。しかも店は狭い上に建てつけが悪く、伊達が出入りのためにカウンターの端部分にある仕切り板を上げるたびに竹山に激突し、たまりかねて富澤と席を入れ替えたら今度は仕切り板を下ろした衝撃で壁に設置されたお品書きが頭上に落ちてくる。さらに席を替えても今度は頭上から金具や盥が落ちてきて竹山を直撃、挙げ句最後は「だめだこりゃ」も2人に取られてしまうなど踏んだり蹴ったりだった。

### ビアガーデン
いやしんぼのウェイター
いかりやの注文したビールをウェイター（加藤）がこっそり飲んでおり、ジョッキの中身が少ない事に気づいたいかりやが指摘するが、ウェイターは「目の錯覚」などと頑なに否定する。中身が少ないのでいかりやは何度もおかわりを注文するがやはりジョッキの中身が少なく、3回目でウェイターの口にビールの泡がついていた事から怪しみ出し、4回目でウェイターが泥酔状態になっていて、ついにバレる。最後には泥酔したウェイターが千鳥足になり、酔っていない事を証明しようと一本足で立つが、案の定バランスを崩して噴水池に落ち、ずぶ濡れになってしまう。
なお、同様のコントは後に「大爆笑」で複数回行われ、TBS系「加トちゃんケンちゃんごきげんテレビ」でも行っている。
落ち着きのないウェイトレス
ウェイトレス（仲本）はとてもそそっかしく、いかりやに何度も注文を聞いたり、ビールを持ってきたと思ったらことごとく途中で転んでひっくり返してしまう。最後に落ち着くよう指示されてようやく無事に持ってくる事ができたが、いかりやにお礼を言った際にお盆を傾け、載せていたジョッキをひっくり返してしまう。
爺さんのウェイター
屋上ビアガーデンにやってきたいかりやだが、出迎えた老人のウェイター（志村）に案内された店は、資金不足でちゃんとした店が開けなかった老夫婦（厨房はウェイターの妻の婆さんがやっているという設定）が、自宅（古い日本家屋）の物干し台をビアガーデンにした物だった。いかりやはメニューに書いてあるおつまみを注文するが、ウェイターは「売り切れ」などと理由をつけてことごとく断り、ようやく出したとうもろこしは物干し台で飼っている鳩の餌であり、その鳩も「長いつき合いだったな」と泣きながら謝りつつ焼き鳥にしようとするなどまともなメニューがない。そうこうするうちにウェイターが「山口百恵のショータイムが始まる」というので見てみると、ウェイターが女装して（もしくはウェイターの妻が）音楽に合わせて踊り出すという物だった。いかりやが「似てないよ」と言うと、サービスと称してしなびて垂れたオッパイを見せてくる。

### 床屋
威勢のいい床屋
法被姿の店員たちが和太鼓のリズムに合わせていかりやにシャンプーをして、すすぎの際はお湯を張った盥に顔を突っ込む。小松版と高木・仲本共演版の2パターンがある。
小松版では太鼓は登場せず、粗かけもせず乾いた髪にシャンプーをふりかけ、すすぎの際は盥に顔を突っ込ませ、最後のすすぎは小松がいかりやの頭を押さえ込んで数秒間盥につけ続ける。やっと顔を出させてもらったと思ったら直後に上からバケツいっぱいの水を豪快にぶっかけられる。勢いがよすぎてつけていたエプロンも外れてしまうほどで、ずぶ濡れのいかりやは「バカヤロー！どうしてくれるんだこれよ !? 」と激怒するが、最後に小松はドライヤーと称して火のついた薪を振り回して乾かそうとする（1977年もしも決定版）。
高木・仲本共演版では、最初に粗かけもせず乾いた髪にいきなりシャンプーを塗りたくり、盥に数回ほど顔を突っ込ませてすすぐ。最後のすすぎは仲本がいかりやの頭を押さえ込んで数秒間盥につけ続ける。やっと顔を出させてもらったと思ったら直後に上からバケツいっぱいの水を豪快にぶっかけられ、頭を雑に拭かれた挙げ句、セットは手で中途半端に角を立たせた状態で「ありがとうございましたー！」と有無を言わせず終わらせてしまう。オチにいかりやが「だめだこりゃ、目が開かねぇバカヤロー！」と激怒した。
このコントは後の「威勢のいい銭湯」に応用されているが、こちらは「威勢のいい銭湯」と違い志村と加藤は登場しない。
ラーメン屋になった床屋
来店したいかりやの注文に、なんだかんだ理由をつけた挙げ句「いい加減にしてもらいてぇな！」と一切応じない店主（仲本）。いかりやが「おめぇのとこの商売何なんだ !? 床屋だろおめぇのとこの商売は !? 」と激怒すると、店主は「ああそうだよ、昨日まではな !! 」と逆ギレ。実はこの店は仲本が床屋の店舗を居抜き物件で買い取ってラーメン屋に改装する途中で、「明日には丼来るからね」と洗面台を丼の代わりにしていた。最後にいかりやは洗面台でラーメンを食べる客に「（本気で）食うんじゃねーよお前はよー！」と言っていた。
低料金の床屋
理髪料500円という安さ（一般には1,000～2,000円が相場）にいかりやは喜んで入るが、店主（高木）が顔を剃ろうとすると突然店主の妻（由紀）が出てきて「お願いだからやめて！」と涙ながらに店主を止めてくる。いかりやは唖然としながらも「僕の頭どうしてくれんの？」と訊くと、妻は「うちの人の味方するんですか？それならそれで結構ですけど」と言って息子2人を呼びつける。見ると息子たちは顔面傷だらけで頭からも血を流していた。「こうなっても構わないのならどうぞ。あなた、これから練習はお客さんだけにしてちょうだいね」という妻の言葉にいかりやは身の危険を感じて帰ろうとするが、「100円で結構ですからやらせてください！」と引き留める店主と揉み合いになってしまう。
全くやる気のない床屋
いかりやが床屋に入ると店内は埃まみれで蜘蛛の巣まで張っている。店主（志村）はものすごく面倒くさがりかつ不機嫌で、自分の髪や髭は伸び放題な上「面倒だから」と普通の椅子を使わず待合室のベンチで散髪を始め、いかりやに道具を持ってこさせたりいかりやの注文を「坊主しかやった事ないから」と断ったりする。最終的には別の床屋に来てもらい、そこの店主（仲本）に自分の散髪をしてもらう。
トリートメント専門の床屋
店主（志村）は来店したいかりやに「ストレスなどで頭皮の状態が悪いから」と言って大きなブラシで頭を叩いてマッサージしたり、トリートメントとしてシャンプーハットをかぶせ、牛乳、生卵、納豆、練りからし、胡椒、唐辛子、タバスコ、ウォッカとテキーラを混ぜ合わせた物などを頭にかけた上、最後に火をつけたら爆発していかりやの髪はチリチリになってしまう。これを見た店主は焦って「お金はいらないからね」と言った上、最後に「3年後か」とボソッと言っていた。
弱気な床屋
店主（加藤）がいかりやの髭を電気シェーバーで剃ろうとする。それにいかりやが苦情を言うと、今度は毛抜きでいかりやの髭を抜いてくる。いかりやが「床屋なんだからカミソリ使ってよ」と促すが、店主は今風邪を引いていてクシャミで手元が狂うおそれがあった上カミソリを持つと手が震えるらしく、そのためまず風船を顔に見立てて髭剃りの練習をする事に。しかしことごとく風船を割りまくり、焦りまくった店主は「もう1回理容学校で勉強してきます」と言い残して店を飛び出してしまう。
このコントは後にもしもシリーズ以外のコントとしてリメイクされ、風船のシーンでは1度だけ成功し加藤や現場のスタッフも驚いていた。
経験不足の床屋
店主（加藤）がいかりやの髭を剃った後もみあげを整えようとするが、いかりやに「職業は芸能界関係でテレビに映るから」と言われて緊張してしまったらしく、やればやるほどおかしな髪型になっていく。最後は前頭部と右側頭部を大きく剃り上げた上生え際もいびつなデコボコにしてしまい、「どうすんだよこれー！明日本番があるんだよ、俺はー！」と怒るいかりやに、店主は「すいません、あたし田舎帰ってサラリーマンやりますから」と言い残し店を飛び出してしまう。
このコントでは加藤がいかりやの髭を「カミソリは初めて使った」「人の顔剃るのは何年ぶりかな」と言いながら実際にカミソリで剃っている。さらに、このコントではいかりやはカツラをかぶっていた。
BarBarスー
田中好子（キャンディーズ）が女将の床屋。椅子にピンク色のファーがかぶせられていたり、女将はチャイナドレス姿で色っぽい仕草で応対するが、ほとんど髪を切らずに終わらせてしまったりする。実は満足に髭剃りもできず、「お髭ってどう剃るのかしら」と訊いてくる。

### 不動産屋
オカマの不動産屋
いかりやが入ってきた不動産屋はなぜかキャバレーの店内のような雰囲気（客寄せの一環らしい）で、オカマの店員（すわ）が無理矢理いかりやを席に座らせ、そこに店主（志村）が登場。いかりやにビールを勧めるなど艶めかしく迫ってきて、いかりやが困惑するといきなり男口調ですごんでくる。店内にはなぜか舞台があり、店主の気まぐれで店員との「矢を切る私」や「白鳥の湖」などのショーを披露してくる。そして店主が勧める物件は「バス・トイレ・オカマつき」で、実は店主の自宅だった。最後に店主はいかりやに「一緒に住まない？安くしとくから」と股間の白鳥の首を突きつけながら迫り、いかりやは焦って「やめなさい！」と一言。
公衆便所の不動産屋
いかりやが不動産屋に入るとなぜか公衆便所で、そこに店主（志村）が入ってきて、いかりやを個室内の洋式便器に座らせる。条件などを話しているといかりやが座っていた便器の中にある電話が鳴り、店主が「社長、社長」と社長を呼ぶが、実は社長などおらず店主1人で社長と店員の1人2役をやっていただけだった。そして店主が勧めてきた物件はこの公衆便所そのもので、いかりやは店主に言われるままに換気扇のスイッチだという天井から下がった紐を引くと、間違えて水を流す紐を引いてしまったらしく頭上から水が降ってきてびしょ濡れになってしまう。
最新式の不動産屋
コンピューターを駆使した最新式のシステムが売りだという不動産屋。いかりやが提示した条件を白衣姿の店主（仲本）がコンピューターに入力すると、モニターに「親子4人では狭すぎる」「あなたは田園調布に住む顔ではない」「バカ、ドジ、マヌケ、貧乏人」など悪口・貶し文句ばかりが表示される。怒って帰ろうとするいかりやに店主が「ローンを組んではどうか」と勧めるが、コンピューターを操作すると「あなたはあと5年しか生きられない　バンザーイ　ハハハハハハハ」と表示され、これを見たいかりやは仲本と共に笑い出してしまうが、結局「だめだこりゃ」の後、小声で「バカ！」と一言。
ヤクザの不動産屋
店主（加藤）の応対や異常に多い店員（仲本ほか）が皆ヤクザな上、店内も畳敷きで障子や長火鉢があったりと日本家屋そのもので、そのためいかりやは困惑し続ける。いかりやに斬りかかろうとする店員たちを制して出てきた店主の勧める物件はどれもいかりやが納得できる物ではなく、不満を述べるいかりやに斬りかかった店員を、店主が「これも渡世の掟、悪く思うな」と斬り捨てる一幕も。そして最後にヤケクソになった店主は、自分の背中に彫った4畳半の間取りの刺青（加藤曰く「唐獅子4畳半～♪」）を見せつけてくる。
悪質な不動産屋
不動産屋の表に貼り出された張り紙の物件を気に入ったいかりやはさっそく店に入って契約しようとするが、応対した店主（加藤）に「件の物件は契約者が決まってしまった」と言われる。その後も店主の紹介する物件の中から気に入った物を見つけるが、どれも「ここも手付が入ったばかり」「入居者が相次いで不幸になる曰くつき物件」などとことごとく理由をつけて断られてしまう。これを繰り返すうちにいかりやはとうとう腹を立て「表では調子のいい事書いておきながら、あれこれ言い訳つけて、最後にはインチキ物を高く売りつけようとする気なんだろ！」と怒鳴ると、これに加藤は「おすすめ物件」として、これまでにない最高の条件の家を紹介してくる。これを気に入ったいかりやは、再三確認した上でこの家を購入する事を決意するが、契約が完了した途端に加藤は「家が売れたぞ！」と大喜びで店の奥から家族を呼びつけて、揚々と新居に引っ越していく。実はいかりやの購入した家は不動産屋の店舗そのものだった。しかも加藤曰く「築130年」で、加藤たちが出ていき入り口の扉を閉めた直後、建物が半壊する。いかりやは「だめだこりゃ」と呟いた後、「130年前に不動産屋なんてあったかな？」と首を傾げていた。
悪質な不動産屋？
いかりやが不動産屋に入ると着物姿の店主（高木）が出てくる。いかりやが予算の相談をした後実物を見せてもらおうとしたら、出てきたのはなんと家ではなく不動明王の像だった。高木は「だから『不動さん屋』なんですよ。お気に召さなかったら観音様もございますよ」と言い、いかりやは「悪質なのかバカなのかわかんない」と呆れる。

### ラーメン屋
歌舞伎風のラーメン屋
店主は加藤。店内はカウンターの所に劇場風の幕が設置されており、幕が開くと奥は舞台になっている。口調やラーメンを持ってくる際の挙動がことごとく歌舞伎風で、とにかく時間がかかるため出されたラーメンはすっかり伸びてしまっていた。
もしもシリーズ以外での、客役が志村のパターンもある。
忍者屋敷風のラーメン屋
店主は加藤で杖を持った忍術師範のような出で立ち。店員の忍者たちがどんでん返しから登場し、「スープと麺です」「メンマとナルトです」という具合で一人ずつ具を盛りつけていく。いかりやが「チャーシューがないよ」と言うと再びどんでん返しから出てきて、いかりやの顔めがけてチャーシューを手裏剣のごとく投げつける。
喪中のラーメン屋
いかりやがラーメン屋に入ると葬儀の最中で、驚いて店を出ようとすると店主（加藤）が「今父の葬儀中ですが、父の遺言で何があっても商売を休まない事にしてますので」と言ってきて、妻（由紀）と共に泣きながらラーメンを作り始める。できたラーメンに胡椒をかける際には焼香の要領で手で摘まんで入れてクシャミをしたり、箸を出す際には一膳飯のようにラーメンの丼のど真ん中に垂直に立ててくる。
手打ちにこだわるラーメン屋
店主（加藤）は手打ちにこだわりがあり、手打ちの実演を行うブースで作業に取りかかる。しかし麺の生地をこねる時に手に唾を吐きかけたりクシャミをしたりで、そばで見ていたいかりやに席で待っているよう指示した後は、無意識に鼻クソをほじって生地に混ぜ込んでしまう。できあがったラーメンは麺が大きな団子のような塊の状態で入っており、いかりやが「手打ちラーメンできないんでしょ？」と尋ねると、加藤は「2時間前に覚えたんだもん」と返答。実際に収録が始まる2時間前のリハーサルで覚えた物で、本当の手打ちラーメンはできないという結論に終わった。
新装開店の屋台ラーメン屋
店主は加藤。いかりやが新装開店して最初の客という事で、店主は喜んで「カラオケのサービスをします」と言って突然宣伝用のスピーカーをマイク代わりに「おやじの海」を歌い出す。その後、出前の注文（屋台なのに特別に電話がある）が入り自転車で配達に行こうとするが、自転車にうまく乗れずバランスを崩して側溝に落ちてしまう。
サービス精神旺盛な屋台ラーメン屋
ハゲオヤジの店主（加藤）は、来店したいかりやに「腰が冷えるといけないから」と座布団を出したり「服に汁がはねるといけないから」とナプキンを出したりとサービス精神旺盛で、いかりやは「あんた絶対成功するよ」と褒める。そして開店祝いとしてガラポンを引かせてくるが、抽選の賞品は全て割り箸で、店主は「後で絶対役に立ちますから、熱い物食べる時とか」と一言。さらに肝心のラーメンは別の店から出前で取った物を出すだけで、店主自身の料理の腕は壊滅的だった（店主が、作ったラーメンを自ら試食したところ数日寝込んだらしい）。しかも代金が500円の所を1000円払ったのにお釣りが来ないため、いかりやがそれを指摘すると実は店主も便乗して同じ物を頼んでいて、その代金をいかりやに払わせていた。
西部劇風のラーメン屋
店主（小松）は西部劇の保安官のような出で立ちで葉巻を吸っており、いかりやに「乗り物は何で来なすった？馬車かそれとも馬か？」と訊いてきて、いかりやが「地下鉄」と答えると「西部も変わったなあ」と一言。さらにいかりやにポーカー勝負を仕掛けてきたり、「ローハイド」の替え歌で「ラーメンラーメンラーメン♪」と歌いながら麺を茹でては振りざるを勢いよく振り回していかりやに熱湯のしぶきを浴びせたり、ラーメンに胡椒をかける際には腰のホルスターに納めたペッパーミルをガンスピンの要領でクルクル回したりする。そしていかりやがラーメンを食べようとすると拳銃を手にしたやはり西部劇風の強盗（仲本）が押し入ってきて、いかりやに出されたラーメンを持参した岡持ちに入れて持ち去っていき、店主はそれを追いかけていった。
子供の屋台ラーメン屋
店主が留守なので8歳の息子（仲本、眼鏡はかけていない）が店番をしているラーメン屋台。息子はいかりやが「8つでお留守番なんて偉いなー」などと褒めるとそのたびに怒って無言で丼を投げ捨て、「子供扱いするな！」と文句を言ってくる。その後ラーメンを出したがラーメンの丼に親指が入っていて、いかりやが注意すると今度は別の指を入れてきて、怒ると逃げ出してしまう。そこに店主（仲本の2役、ちなみに子供役の時に外していた眼鏡をかけている）が戻ってきたが、いかりやが丼の縁を持たないよう頼むと丼の中に手を突っ込んで底を上からつかむ形で出してきて、「熱いから早く食べて！」。オチは「だめだこりゃ！だめだこりゃ !! 」。
野球好きのラーメン屋
店主（仲本）はテレビの野球中継を見ながらラーメンを作るが、麺を茹でるため寸胴に入れるがちゃんと入らず脇に落としたり、丼に盛りつけようとした具やスープもことごとく脇に落としてしまい、いかりやと店主はそれでも気づかずに野球中継に夢中になっていた。その後何も入っていない丼を出し、いかりやもまだ気づかず胡椒を丼の脇に振ったりして、ラーメンを食べる仕草をしているうちに気づいて「何も入ってないよ！」と言うと、店主はようやく事態に気づき唖然としていた。
前金制の屋台ラーメン屋
実は店主は高木だが、屋台を空けている間に仲本が店主になりすましていた。前金制との事だが、仲本はヘラヘラ笑いながらいかりやに通常の2倍の金額をふっかけてくる。「800円？ラーメンだろ？（お品書きには）400円って書いてあるよ」と尋ねると「2杯食べるかと思って」と釈明する。他にも仲本は屁理屈をこねたりあの手この手でいかりやにぼったくりを仕掛けてきて、そうこうするうちに本当の店主（高木）が戻ってきて「なんだお前は」と言うと、仲本は「寒かったもんでちょっと立ち寄らせてもらいました」などと言いながらそそくさとその場を立ち去ってしまう。ここで仲本が店主ではない事に気づいたいかりやが「野郎、泥棒ー！」と叫ぶと高木は自分が泥棒呼ばわりされたと思い、「泥棒とはなんだよ！」といかりやの顔を殴ってしまう。すると医者に扮した仲本がひょっこり戻ってきて、鼻血を出したいかりやにやはりヘラヘラ笑いながら「私が治療しますから、治療代、600円前金でいただきます」などと吹っかけてくる。
ダシにこだわる屋台ラーメン屋
前述の「おでんダシにこだわる居酒屋」と同様のコント。いかりやがラーメン屋に入ると、そこでは店主（高木）が寸胴に入り、自分の体でスープのダシを取っていた。オチは「だめだこりゃ、脂っぽくてだめだ」。
元ヤクザの屋台ラーメン屋
店主（高木）は元ヤクザで、ヤクザの従業員が背後に控えていた。いかりやがラーメンを注文するとヤクザの従業員が突っかかってきて、高木はそれを制すると涙ながらに「客人すまねえ、あっしの所はおでん屋なんでござんす」と打ち明け、寸胴の蓋を開けると中には確かにおでんが入っていた。
立地条件の悪い屋台ラーメン屋
老人の店主（志村）は定年後に屋台ラーメン屋を始めたはいいが、どこへ行っても屋台の場所争いに巻き込まれ、自身が作るラーメンの味も悪く、たびたび客から丼をぶつけられたり殴られたりしていた。ようやく行き着いた場所は電車の高架下で、その事を泣きながら客（いかりや）に話した後ラーメンを作り始めるが、電車が通過するたびに振動で屋台が激しく揺れてスープがこぼれたりする。
オカマの屋台ラーメン屋
店主（志村）はオカマで、やはりここでも勧めたサービスをいかりやが嫌がると男口調ですごむ。「松平健ラーメン」「杉良太郎ラーメン」などのメニューがあるが、内容は全部インスタントラーメンであり、「松平健ラーメン」は「華味餐庁」「杉良太郎ラーメン」は「楊夫人」だった。しかも屋台は鉄道の高架下にあったため、電車が通過するとその振動で屋台が倒壊してしまう。すると店主は「これじゃ生活できないからあたしと結婚して」と言ってくる。
精力ラーメン屋（志村堂）
老人の店主（志村）は「うちのラーメンを食べると元気が出る」と言って、栗と鶏肉と酢（クリトリスのダジャレである）の入ったラーメンや、ヤモリや赤マムシが丸ごと入ったラーメンをいかりやに出す。その後はサイの金玉が丸ごと入ったラーメンを出し、最後にはラーメンに入れた物と同じサイの金玉を店主が自ら食べ、興奮して「母ちゃーん！」と叫びながら、店頭に置かれていた張型を手に店の奥へ駆け込んでいった。
流しそうめん風のラーメン屋

### 寿司屋
陽気な寿司屋（サービス満点の寿司屋）
中国人風の出で立ちの店主（加藤）がマジックを使って接客し、寿司を握る。なぜか店内は中華料理店風で、助手（エバもしくは松居直美）と数々のマジックを披露していく。
助手がエバの時は加藤が客（いかりや）に対し法外な代金を請求し、最後にお見送りと称して爆竹を鳴らすのに対し、助手が松居の時は店主の加藤が袋に入った状態で銃で撃たれるというマジックを披露するが、助手が間違って実弾を使ったため死んでしまうというオチになっていた。
自分勝手な寿司屋
客（いかりや）が頼んだ寿司を、店主（仲本）が握ったと思ったら全部自分で食べてしまう。いかりやが「なんであんたが食べるんだよ !? 」と抗議すると、今度は店主の家族が出てきて握った寿司を総出で食べ尽くし、店主は「あたしは食べてませんからね？」と一言。
ものすごく清潔で神経質な寿司屋
店主（仲本）はかなり神経質で、来店した客（いかりや）に手の消毒を求めたり、調理着ではなく手術着を着用していてトロを熱湯消毒しようとしたり、ビーカーに入ったシャリを握る代わりにアイスディッシャーで取ったり、注射器でわさびを盛ったり、醤油を試験管からスポイトで取って取り皿に入れたり、ピンセットでネタを載せるなどして寿司を作る。しまいにはあがりと称してうがい薬や、正露丸の握り寿司をサービスと称して出してくる。
開業前の寿司屋
いかりやが寿司屋に入ると、そこは寿司屋を開業する予定の普通の民家（家主は高木）の居間で、ちゃぶ台があったり子供たちが布団を敷いて寝ていたりしていた。
歌舞伎風の寿司屋
店内はカウンターの所に劇場風の幕が設置されており、幕が開くと奥は舞台になっている。歌舞伎役者の店主（加藤）が歌舞伎のノリで寿司を作るものの、包丁を使う時もバチで太鼓を叩くように連打するため刺身が全く切れない。
もしもシリーズ以外での、客役が志村のパターンもある。
冗談好きな寿司屋
店主（志村）はやけに明るく悪ふざけが好きで、客（いかりや）がトロを注文するがネタが相当古いらしく、店主はネタのケースを開くなり顔をしかめつつ、鼻をつまみ手で扇いで臭がった上、出したトロを「安全のため」としていきなりフライパンで炒め始めたりする。さらに冗談として海苔で巻く物ではないネタを海苔で巻いたり（「かっぱ巻き」と称してカッパのぬいぐるみ、「手巻き」と称して自分の腕など）する。最後はミルガイを生きたまま出してきて、貝が噴き出した水でいかりやがびしょ濡れにされる。
具合の悪い寿司屋
店主（志村）は他の「具合が悪いシリーズ」と同様、老体で足が動かないため、天井にベルトを吊り下げて輪を作り、それに体を引っ掛けて接客する。「若い奴に看板を汚されたくない」という店主はこの道70年の大ベテランであるため大変高齢で、店には乃木希典との2ショット写真が飾られている。吊り下げられた体がシャリの桶に届かなかったりとまともに寿司が握れず、あがり（お茶）の中には入れ歯が入っている始末。
精力寿司屋（志村堂）
前述の「精力ラーメン屋」と同様のコント。客（いかりや）が「夏バテに効く新鮮なネタを食べたい」と頼むと、店主（志村）はマムシの生き血や金玉・ヤモリ・牛のケツメド・豚の子宮など（しかも全て洗っていない）のとんでもないネタばかり出してきて（ただし本物を使っている訳ではなく、実際にはイクラや貝類などで代用している）、しまいにはサイの金玉を出してきて「ゴールデン埼玉」とダジャレを言う始末。そこにハゲオヤジの客（加藤）が来店してきて、店主と楽しそうに談笑しながらケツメドを食べたりする。最後にはいかりやが「いらない」と言ったネタを店主が自ら食べ、興奮して「母ちゃーん！」と叫びながら、店頭に置かれていた張型を手に店の奥へ駆け込んでいった。
もしもシリーズ以外での、居酒屋が舞台で客役が加藤のパターンもあり、こちらは出す物がイモリ入りの酒や処女の鯨の生き血の焼酎割り、子持ちマムシの乳首などやはりとんでもない物ばかり。最後はオットセイの金玉と子持ちマムシの乳首を加藤と店主が食べ、効果が出たらしく2人して股間からクラッカーのように蜘蛛糸を噴出させる。
イチャモンをつける寿司屋

一見平凡に見える寿司屋
これまでの寿司屋でさんざんな目に遭ったいかりやはすっかり疑心暗鬼になり、店主（加藤）の対応に警戒しながら「（出してきたビールに）飲めるの？」「（寿司のネタとシャリの間を覗き込みながら）間にバターが入っているとかね」「安心させといて、この辺でそろそろ笑わせるような事をやるんじゃないかな？」「本当に1000円でいいの？」などと問うと、加藤はそれぞれのシチュエーションに対して反論し、次第にキレ気味になる。無事に勘定が済んだ後、いかりやが安心して店を出ようとすると店が倒壊してしまい、加藤は「どうして、そうやってオチをつけたがるのよ？」「あたしはごく普通に終わりたかったの、寿司屋のドラマのように」と呆れ果てるように言った後、いかりやの代わりに「だめだこりゃ」と言って締める。
回転寿司屋（その1）
制作された80年代前半当時はまだ珍しかった回転寿司屋であり、「いいアイデアだ」と感心するいかりやだったが、やがて作り物のカブトムシとクワガタムシや本物のウシガエルが皿に載って回ってきて、いかりやが驚いて店主を呼ぶと店主の子供がイタズラで乗せた事が判明。さらにその子供がレーンに乗って遊んでいていかりやにおもちゃの銃やスリングショットを撃ったり、店主の妻（由紀）もレーンに乗ってきてお詫びをしてきたり、捕まえた子供にお尻ペンペンをしている始末。しまいには子供の持ち物と思われるロボットのおもちゃが回ってきて、いかりやがその中の一つ（バクシンガー）を手に取って仕掛けのミサイル（ロケットパンチ）を撃つとレーンの上のおもちゃ（ロボット要塞X）が小さく爆発して両腕が吹っ飛ぶ。その衝撃でいかりやの頭上に金盥が落ちてきて「だめだこりゃ」と締めるはずだったが、オチの直前に舞台裏にいた子役が「あれ（ロボットのおもちゃ）持って帰っていい？」と言い出し、直後に仲本が「まだ（コントは）終わってねーんだよお前」と制止する様子が音声に入ってしまうハプニングが発生。その様子にいかりやも、「（ロボットのおもちゃは）やるよ！」と苦笑しながら舞台裏にいる子役に呼びかけるオチとなった。
回転寿司屋（その2）
先ほどの仲本の回転寿司屋でさんざんな目に遭ったいかりやが寄った店は、店舗自体がびっくりハウスのように回転する寿司屋だった。そこへ仲本が窓から顔を出して「やっぱりうちの回転寿司の方がずっとマシでしょ？」と言ってきて、いかりやは「どっちもだめだこりゃ。なんでこういう目に遭わなきゃなんねーの？」と締める。
焼けた寿司屋

屋根のない寿司屋
寿司を食べに来た客の仲本が、店主に扮したいかりやに対し、トロやカッパ巻きを注文するが、いかりやは「トロはのっけから食う物ではない」「カッパは存在しないからカッパ巻きではなくキュウリ巻きだな」などと屁理屈ばかりこねて、寿司を握ろうとしない。そんないかりやを仲本は何度も催促しようとするも、いかりやは仲本が「昔同棲した女との間にできた子供で、慰謝料を請求しに来た」と勝手に勘違いして慄くなど、話は堂々巡りになる。しまいに、堪忍袋の緒が切れた仲本が「お前寿司屋だろ、商売する気あるのか !? 寿司屋だったら客に寿司を食わせろよ！」と怒鳴ると、いかりやは「俺は寿司屋じゃなくてコメディアンで、コントをやるのが商売だ！」と啖呵を切って返す。そして、「久しぶりに『もしも』ってのやるんだ」と言って、実はその場がコントを収録するためのセットである事が明らかになる。「本番入りまーす」という声と共に「もしも屋根のない寿司屋があったら」というタイトルのテロップが画面に出現、セットの寿司屋には雨（もちろん水を使った演出）が降り出して、傘を差した客役の俳優が椅子に座る。「座がしらけるからコントをやれ」といういかりやに、仲本がピースサインで「だめだこりゃ」と言うと「そりゃ俺のセリフだ」とメガホンで叩き「イントネーションが違うんだ」と講釈する。また蓑笠姿で座った客役の高木に「楽な役回りばっかりやってるんじゃないよ、こんなもん着てこんなもん持って今時受けると思ってんのかよ」とダメ出しし、「何かやれお前も」と言われた高木が「だめだこりゃ」とやると「お前にできる訳ねーんだよ」とこれまたメガホンで叩き、「次行ってみよう」の一言で締める。このコントは厳密には「もしも」シリーズではなく、1992年の「大爆笑'92」の「つきあい上手は商売上手」と題するコントで、「もしも」シリーズの設定を使った一種のメタフィクションともいえる異色作である。

### 駅そば屋・そばの出前
風邪を引いた駅そば屋
いかりやが訪れたそば屋の店主（仲本）は風邪を引いており、マスクをしたまま接客するが声がこもって何を言っているかわからず、仕方なく喋る時だけマスクを外したりする。その後、そばができ上がるとちょうど医者（高木）が往診に来て、「熱いそばでも食べて、布団にくるまってあったかくしてれば一晩で治りますよ」と診断する。すると店主はいかりやに出したそばを横取りして食べ始め、いかりやに対して「布団持ってる？」と尋ねてくる。
元ヤクザの駅そば屋
ヤクザの道から足を洗った店主（仲本）の店にいかりやが来て、注文した天ぷらそばを食べようとすると、そこに店主の仲間だった3人のヤクザがやってきて「お前が足を洗ってもこっちの問題は片づいてねえんだよ」などと因縁をつけてくる。「必ず落とし前をつけますから、ちょっと待っててください」と店主がその場から離れ、店内に一人残されたいかりやは仕方なくそのままそばを食べようとする。すると3人のうち1人のヤクザが「天ぷらそばという物はな、天ぷらから先に食わなければあかんな」と言ってくるのでいかりやが天ぷらに箸をつけると、もう1人のヤクザが「おっと！そばという物はな、そばから先に食わんか」と言ってくる。そこで今度はそばに箸をつけたら、さらにもう1人のヤクザが「栄養つけなあかんで」「まずは卵からすすれよ～」とそばの丼に卵を割り入れるなどそれぞれ異なったそばの食べ方を押しつけ合ってくる。これでいかりやはすっかり板挟みになった挙げ句、ヤクザたちがカウンターに短刀を突き立てたり拳銃を天井に向けて発砲したりと脅してきた所に店主が帰ってきて、「ど、どうしました !? 」と訊くといかりやは心底困り果てたように「だめだこりゃ」と一言。
落ち着きのない駅そば屋
店主（仲本）はとてもそそっかしく、そばでなくうどんを山盛りに入れた丼を出したり、いかりやの「卵入れて」という注文に対して割っていない卵が数個入った丼を出したり、卵を割る所でよそ見をして丼の脇に落としたりする。さらに唐辛子をかけるよう頼むとよそ見をして丼の脇に振ったり容器ごと丼に入れるなどしたため、いかりやはたまりかねて「あたしが忙しいんだ、あんたが急ぐ事ないんだよ」と店主に文句を言う。すると店主は「あたしもね、この列車乗らないと間に合わないんですよ」と言い出し、「そこんとこ、シャッター閉めて掃いといてちょうだい、頼むよ」といかりやに店の片づけを押しつけて飛び出していってしまう。
具合の悪い駅そば屋
他の「具合が悪いシリーズ」同様、老人の店主（志村）は風邪をこじらせて寝込んでおり、天井にベルトを吊り下げて輪を作り、それに体を引っ掛けて接客する（この時、いかりやは店主が首を吊ろうとしていると勘違いしていた）。いかりやの注文通りにそばを作ろうとするが、吊り下げられた体の勢いで包丁や振りざるなどを振り回すので茹で上がったそばから熱湯のしぶきが飛んでいかりやにかかったり、店主が持っていた卵がいかりやの頭にぶつかって割れたりする。最後に店主はそばの丼につゆを入れようとするが、吊り下げられた身体の勢いを利用して遠い位置にある鍋に行こうとしたところ、勢い余って鍋に頭を突っ込んでしまう。
やる気のない駅そば屋
いかりやが駅そば屋に入ると、店内は埃まみれで蜘蛛の巣が張っており、髪や髭が伸び放題でホームレス風の汚らしい身なりの店主（志村）がふてぶてしく接客する。埃をかぶったそばを丼に入れたり、「動くのが面倒だから」とカウンター内で立ちションをしたり、そばのつゆを肥柄杓で掬ったり、しまいに卵をグチャグチャにして入れたそばを出す。あまりにも店主がふてぶてしいので喧嘩になり、いかりやが「こんなもん食えるか！腹減ってるんだよ！」と怒ると、店主も「食えると思ってねーよ！俺も腹減ってんだよ！」と逆ギレ。どうやら出前を待っていたらしく、そこにちょうど届いた出前のカレーライスを、やはり面倒がってスプーンを使わず直接皿に顔を突っ込んで食べ始める。
便秘の駅そば屋
いかりやが訪れた駅そば屋の店主（志村）はなぜか不機嫌そうで、訳を聞くと朝の6時から終電まで店主一人で店を切り盛りしているため、トイレにもろくに行けず便秘に悩んでいるという。そばを作る最中に何度もトイレに行くがなかなか出そうで出ず、最後はカウンター内でなんとか1個だけ出したが、同時に列車も出て（発車して）しまった。
時間がかかるそば屋
いかりやがそば屋（志村庵）に電話をして天玉そば・ざるそばとお新香を注文をするが、店主（志村）が「あの、もうすぐ出ると思うんですけど」と言ったきりいつまで経っても出前が来ない。その後5時間も待たされ、痺れを切らしたいかりやが志村庵に怒鳴り込んでみると、トイレで踏ん張っている店主の姿があった。前半部分は後述の「年寄りの出前持ち」と同様のコントで、耳が遠いため「いかりや」を「イタリア」「盛り屋」「マラリア」などと何度も聞き間違える。
スリルのある駅そば屋
店主は加藤。駅のホームに一番近い場所に店舗があり、列車が通過するたびにものすごい風が吹き込んできたり、振動で頭上から物が落ちてくる。最後に2番線に入線してきた各停の「エイト号（外見は国鉄の特急型気動車に酷似）」が、店の横の壁を突き破って店内に入り込んでくる。
一見平凡に見える駅そば屋
これまでのとんでもないそば屋でさんざんな目に遭ってきたいかりやはすっかり疑心暗鬼になり、店主（加藤）の姿に警戒して「このそば、ゴムか何かでしょ？」「丼の一番最後の方に唐辛子が入ってるでしょ？」と質問するが、店主は「うちはごく平凡なそば屋なんです」「よっぽどおたく、ひどいそば屋さん行ったんだね」と応対する。出てきたそばは至って普通で、何もないのでいかりやは安心してトッピングの卵を追加注文するが、店主が卵を割った途端に大爆発が起こり、店内はメチャクチャに大破して2人ともボロボロになってしまう。それに店主は「なかなか平凡には行かねえもんだねぇ」と一言。
逃げ腰の駅そば屋
店主（加藤）は顔中生傷や痣だらけで、いかりやが来店しても追い返してきたりしてそばを作ろうとしない。訳を聞くと自身が作るそばの味が悪く、たびたび客から丼をぶつけられたり殴られたりした事ですっかり逃げ腰になってしまったとの事で、いかりやが「絶対手は出さない」と約束した事でようやく作り始める。それでも逃げ腰の店主は暴力を恐れるあまり、いかりやが食べようとするのをたびたび制止してはトッピングの卵や天ぷらをいかりやにサービスしてきて、しまいには「あたしが食べてみて、我慢できたらおたくさん食べていいから」と言って先に味見をする。しかしやはりまずかったようで、吐き出した後厨房の鍋で自分の頭を殴って気絶してしまう。
忘れ物の多い出前持ち
いかりやが天玉そばを注文するが、出前持ち（加藤）が持ってきた（なぜか岡持ちを使わずお盆に載せて持ってきている）そばには箸がついていなかった。慌てて箸を取りに行くが、今度は肝心のそばの方を忘れてきてしまう。さらに再度取りに戻るが、薬味がないためいかりやが苦情を言うと、今度は箸と薬味だけ持ってきてそばを持ってこなかった。ようやく全部持ってきたと思ったら勢い余って玄関の戸に激突して壊してしまい、ガラス片の混ざった天玉そばを「天玉ガラス入りそば」と称して出してきた。そしていかりやに弁償を求められると「だめだこりゃ（泣）」と言い、いかりやから「俺が言うんだよそれは」と突っ込まれていた。なお加藤が演じる出前持ちは東北出身という設定だが、様々な地方の訛りがチャンポンになった怪しげな言葉を話していた。
一見普通の…？
出前持ち（高木）がいかりやの所に注文した品物を持ってくるが、なぜか中身を出さずに岡持ちごと置いていく。いかりやが「出してけよちゃんとこの野郎！サービス悪いなー」などと言いながら岡持ちを開けるとなんと出前持ちが入っていて（岡持ちの中に顔だけ出していた）、「今日休みなんです、明日お願いします、毎度あり！」と一言。
岡持ちを開けられない出前持ち
同じく番組で放送されていた「仲本工事のもどかしいひと時」の流れを汲むコント。出前持ち（仲本）が注文した品物を持ってくるが、なかなか岡持ちの蓋が開かず、あの手この手で開けようとする。最後はいかりやに岡持ちを押さえてもらい、蓋につけた紐を天井に引っかけ思い切り引っ張って開けようとするが、紐が切れた際に勢い余って窓ガラスを突き破り外へ飛び出してしまう。そこまで来て実は岡持ちの蓋が横開きだった事を思い出し、オチでこの事態にショックを受けたいかりやは「だめだこりゃ…だめだこりゃつってんだろこの野郎！本っ当にだめだ」と半分怒りながら言っていた。
年寄りの出前持ち
出前を頼むため電話をするいかりやに店主（志村）が応対。店主は耳が遠いため「いかりや」を「イタリア」「盛り屋」「マラリア」などと何度も聞き間違える。そしてようやく出前を持ってきたはいいが、腰が曲がっているため持っている岡持ちを横倒しにしてしまい中身をひっくり返してしまう。それをいかりやに指摘されると、中身が常に水平になるよう天秤棒で肥桶を担いで、その中にそばの丼を入れてくる。
もしもシリーズ以外での、出前を頼む客役が加藤で、加藤の娘役で西村知美と渡辺美奈代が出演しているパターンもある。このパターンでは「加藤」を「佐藤」「与党」「高木」などと聞き間違えている（「高木」と聞き間違えられた時にはなぜか加藤が「間違いに事欠いて『高木』はやめてくれよ！」と激怒した）。

### 薬局
焼けた薬局
いかりやが薬局に入ると店内は火事で全焼していて、やはり黒焦げの店主（高木）は1万円札をいかりやに差し出し、「お願いがあるんですけど、これで火傷の薬を買ってきてください」と頼んでくる。いかりやは「薬局どこですか？」と尋ねたが、その店以外に薬局はなく、いかりやが呆れて終わるというオチ。
体を張った薬局
ハゲオヤジの店主（加藤）が勧めた薬の効能を実証するために自ら飲んでみせるが、安眠剤は飲んだ途端立ったまま居眠りをしたり、胃腸薬は飲んだ途端猛烈に食欲が増して山と積まれた饅頭（小道具として用意された物で中は空洞になっている）を貪り食ったり、強壮剤は飲んだ途端店の柱を叩き折ったり天井や壁などを駆け回る（駆け回るシーンは特撮を使用）。
必死すぎる薬局
店主（仲本）は胃腸薬を買いに来たいかりやに対して他の薬を出したり「売り切れです」と言ってごまかすが、いかりやが入り口の脇にある棚の上の方に胃腸薬がある事に気づくと、店主は「どうしても欲しいですか？」とやむなく取りに行く。しかし棚をよじ登ると棚の板が壊れ、カウンターを足場にして取りに行こうとするとカウンターが後ろに動いて床に転落し、梯子で登ろうとすると梯子ごと横に倒れてしまう。最後はいかりやに手伝ってもらい、天井に設置した滑車からロープとハーネスでぶら下がり滑車の原理を利用して登ろうとするが、勢い余って天井を突き破ってしまう。
志村堂
加藤・仲本・高木が普通の薬局なのに対し、こちらは怪しげな漢方薬の店。夏バテに効く薬を買いに来たいかりやに対して、老人の店主（志村）はコンドームや「マンハッタン」「バックン7」などの精力剤やスッポンの生き血（イモリの金玉入り）などを勧めてくる。最後は前述の「精力ラーメン屋」「精力寿司屋」と同じく「サイの睾丸（出した際には「ゴールデン埼玉」とダジャレを言っていた）」を出してきて、効能を実証しようと店主が自らスッポンの生き血と共に食べ、興奮して「母ちゃーん！」と叫びながら、店内に置かれていた張型を手に店の奥へ駆け込んでいった。

### キャバレー
幼稚園風のキャバレー
呼び込みをするマスターの加藤が「踊れて歌えて抱ける若い子がいっぱいいるよ」と声をかけてきて、いかりやはそれに惹かれて入店するが、店内はどう見ても幼稚園そのものであり、ホステスも若すぎる幼稚園児の女児ばかりで、オルガンの演奏に合わせてお遊戯をしていた。いかりやはやけ酒として飲み物を頼むが、子供なのでもちろんアルコールはご法度であり、飲み物はミルクしか出さない上、1杯につき200円（哺乳瓶入りで乳首がつくと1700円）だった。さらにカラオケを頼むと空の桶を出してきて、「バカにしやがって！」と完全に怒ったいかりやが帰ろうとすると、保母をしているマスターの妻が女児たちに対する算数教育の要領で料金を計算した後、女児たちと一緒に「またどうぞ」と言ってくる。
店主が言うサービスの「踊れる・歌える」とは、前述の通り女児たちとの童謡「チューリップ」をオルガンの伴奏つきで歌いながらのお遊戯で、「抱ける」とは女児を抱っこできる事だった。
ちなみにこの回ではいかりやが突っ込む際に「マスター！」と加藤を怒鳴りつけるシーンがあるため、本当に喧嘩していると思われたのか女児2人に「喧嘩しないの」「仲よくして」と言われ、加藤といかりやの双方が慌てる一幕がある。
もしもシリーズ以外での、高木と仲本によるパターンもある（マスター役が高木、客役が仲本）。こちらは入店してホステスが幼稚園児の女児ばかりなのを知った仲本が、「バカタレが！何を考えてんだお前は！」とマスターをどつき倒す出オチネタだった。
家族経営のキャバレー
マスターは加藤。いかりやが店に入ると店内でマスターの子供3人が遊んでいて、マスターは急いで子供たちを立ち退かせる。それ以外の店内は至って普通だがホステスはマスターの妻（由紀）であり、マスターは妻がいかりやといい感じになると電話と称して妻を呼びつけ、妻と愛を確かめ合う。しまいには妻から「こんな生活は嫌だ」と訴えられ、マスターはいかりやを帰らせようと子供たちを呼び寄せて妻の接客の様子を見せ、「お母さんを恨んじゃいけないよ、全部あのおじさんのせいだから大きくなったらあいつに復讐するんだよ」と言い聞かせる。そしてマスターと子供たちはいかりやに「帰れー！早く帰れー！」と叫び、妻もいかりやに対して「お願い、帰ってください」と泣き落とす。
オカマのキャバレー（その1）
着物姿のマスター（志村）はそこそこまともなのだが、客のいかりやに「日本的美女がいます」「帰国子女がいます」「清純派がいます」などと誘い、いかりやが応じるとマイクで「○○さん、3番テーブルご指名どうぞ」と店内に呼びかけた後、自らが女装（それぞれ石川さゆり、アグネス・チャン、山口百恵に変装）していかりやの席にやってきて、そのたびにいかりやは仰天してマスターを呼ぶ。店内には普段はBGMとして軍艦マーチが流れているが、マスターが女装して現れる時はその対象の女性歌手の持ち歌が流れる。オチはマスターが「可愛い子がいるんでございますけど」といかりやを誘い、店の奥に連れ込んだと思ったら2人でピンク・レディーの扮装をして出てくる。
オカマのキャバレー（その2）
いかりやが地面に落ちていた1000円札を見つけ、拾おうとするとなぜかお札が店内に向けて動いていき、それにつられて入店する。お札に糸をつけて引っ張る事で客寄せしていたママ（志村）に「今日初めてのお客さんよ」と歓迎されるものの、ホステスは「なおみ」・「ひろみ」・「まゆみ」・「あきな」といるが、皆顔の大きいボーイ（コロッケ）が女装しての口パクによる歌真似で、名前と髪型が違うだけだった。最後はママが「今こういう顔が流行ってるのよ」といかりやに勧めて、3人で口に含み綿を詰め笑顔を作って乾杯するが、含み綿のためビールがうまく飲めずこぼしてしまった上、互いの顔を見て吐きそうになっていた。
女性がすぐ席を立つキャバレー
ボーイの仲本が呼び込みをするキャバレー。いかりやの相手として若いホステスが次々に呼ばれるものの、ことごとく席に着いた途端に持っていた呼び出しのアラームが鳴り、さっさと他の席に行ってしまう。最後は他の客が帰ったのでホステス全員がいかりやの席に来るものの、直後に全員アラームが鳴って去っていってしまう。たまりかねたいかりやがボーイを呼ぶと店内で火事が起きている事が判明、いかりやもボーイに連れられて避難するハメに。
規則の多いキャバレー
マスターは仲本。「女の子（ホステス）を呼んでくれ」といういかりやに対し、「この店では『お嬢様』と呼ぶように」と言う。その後ホステス（水前寺清子）が来たが、「相席はダメ」とか「アルコール類は一切置いてない」など言った後、いかりやがホステスと話そうとした途端「20時ですよー」と店主が呼びかけ、店のホステスたちは全員帰ってしまう。話を聞くとこのホステスたちは皆高貴な家柄の娘で、門限が21時だと言う。そしていかりやの相手役のホステスも銀行の頭取の娘だった。

### 旅館・ホテル
慌ただしい旅館（焼けた旅館）
旅館の主人（加藤）がバケツを手に出てきて応対するなど、何やら慌ただしい雰囲気の旅館。主人は、来訪したいかりやが風呂に入ろうとすると「ちょっと沸きすぎてましてねー」と言ってきて、水を入れて冷ますよう頼むと急いで様子を見に行ったり、「もうそろそろ電気も消えるんじゃないかと」などと意味不明な事を言ってくる。さらに出してきた料理は全て黒焦げになっていて、ビールの瓶もなぜか手で持てないほど熱くなっており、また主人もいかりやの部屋に戻ってくるたびにだんだんボロボロになっている。そうこうするうちに消防車のサイレンが聞こえてきて、実は旅館で火事が発生している事が判明。最後に全身黒焦げになった主人が「お客さん、うち火事なんです…。ごゆっくりどうぞ！」と言い残して多数の負傷者と一緒に担架で運ばれていき、それを見たいかりやは「だめだこりゃ！」と言いつつ慌てて避難していく。
ヤクザが経営する旅館
とある旅館に着いたいかりやだったが、「最近サツの目が厳しいから」という理由で仲本ら従業員総出で所持品検査をしたり、いかりやを「客人」と呼んだり、女将（由紀）が食事を出す際には丁半の壺振りの要領で茶碗を直接飯櫃のご飯に突っ込んで盛るなど、何から何までいかにもヤクザそのままの応対に面食らう。そこに小松率いる別のヤクザが殴り込みに来て大立ち回りになり、いかりやも巻き込まれてしまう。そして、斬られて虫の息になった旅館の主人兼ヤクザの親分（加藤）がいかりやに助太刀を要請するが、これをいかりやが断ると親分は「てめえ卑怯者！死んでもらうぜ !! 」と逆ギレして女将と一緒にいかりやに刀を突き刺し、茶碗と箸を持ったまま「だめだこりゃ…」とつぶやくいかりやだった。
忍者屋敷風の旅館
戸沢白雲斎の末裔と称する老人の「戸沢白雲子（うんこ）」（加藤）が経営する旅館。主人の弟子の忍者やくノ一が天井からお茶や浴衣を持って降りてきたりするため、客のいかりやは仰天する。その後いかりやは主人の案内で浴場に行くが、部屋の掛け軸の奥にある隠し通路を通るなどこれまた忍者屋敷のようで、元は座敷牢だった場所のどんでん返しになっている壁の向こうだった。そこで主人が天井から下がった紐を引くと、いかりやが立っている場所の床が抜けていかりやはその下にある浴槽に落とされ、「助けてくれ！」と絶叫する。その後主人の「いかがかな？」に対していかりやが「主人に物申したい！だめだこりゃ！」と言うと、網に入れられ引き上げられてはまた浴槽に落とされたりとひどい目に遭う。
家族意識が強い民宿
宿泊客は家族連れで、いかりやの他は妻役が由紀、息子役が高木、娘役が女性ゲスト。民宿の女将（仲本）は「ここを自分の家のように思ってください、家族の一員のつもりでお世話しますから」と言ってくるが、いかりやの上着のポケットからピンクサロンのマッチが見つかったとして「あたしという女がありながら！」と「焼き餅焼きの古女房」のように怒ったり、いかりやの子供たちに対して「少しはお母さんを手伝いなさい！」と「肝っ玉母さん」のように叱ったりする（全てサービスの一環との事）。そこに新聞の集金が来たため、女将はハンガーに掛けてあったいかりやの上着のポケットから財布を取り出して払おうとして、いかりやが慌てて止めると、女将は「お金の事で揉めちゃダメ、家族なんだから」と一言。さらにいかりやが風呂に行っている間に由紀がその事を指摘すると、女将は「あたしがお膳の支度してるんだから少しは手伝おうって気にならないの !? 」などと「口うるさい姑」になり、それに由紀が「冗談じゃない、なんですかこのもてなしは。失礼な！」と怒り出し、女将に対して夫に「駅で待ってる」と言伝るよう言い残し、子供たちを連れて帰ってしまう。その後風呂から上がってきたいかりやに、女将は「これから本格的に家族サービスさせていただきますから。もしかしたら、今夜は寝かせないかも知れないわよ」と言い寄る。
大混雑の旅館
紅葉シーズンに長くて1週間、短くて3日間だけ混雑し、後は閑古鳥が鳴くという変な旅館。通された部屋には主人（仲本）の一存で次々と相部屋にされた客が詰めかけ、寿司詰め状態になってしまう。挙げ句の果てには就寝時に客たちはピラミッド状に積み重なって寝て、自分の部屋も貸してしまった主人が相部屋を希望し、一番上に寝ていたいかりやを突き落としてそこに横になる始末。
自然的な旅館
いかりやが訪れた旅館は玄関に入るとなぜか屋外で、帳場は立ち木に「帳場」の看板が掛けてあり、主人（仲本）はなぜか木の枝につかまってぶら下がっていた。しかも、寝床（部屋）もやはり木の枝にぶら下がっている寝袋（さらに一つ一つに「牡丹の間」「桜の間」といった名前がついており、「今話題の蓑虫旅館」との事）だった。これを見たいかりやが「こんなんで寝られる訳ないよ」などと主人と言い争っていると、宿泊客の一人（高木）が「牡丹の間」の寝袋から顔を出して「静かにしてくれよ、寝られやしねーじゃねーか！」と文句を言ってくる。これにいかりやは「あれ蓑虫つったよね、豚じゃないの」と一言。
用心深い旅館
いかりやが訪れた旅館は応対に出た主人（仲本）がいきなり「泊まりに来た理由」を訊いてきたり、警察に電話して身分照会をしたりする。さらにいかりやがスリッパを履こうとすると床に釘で固定されていたり、部屋に入るや否や従業員（高木ほか）が室内の座椅子やちゃぶ台やテレビを次々と運び出す、主人が照明の電球を外して持ち去るなど不可解な行動をする。どうやら主人は旅館の備品がたびたび盗まれた事で疑心暗鬼になっているらしく、最後には部屋の押し入れに巨大な金庫がある事を理由に、泣きながらいかりやに「お願いですから他の旅館に泊まってください」と頼み込んでくる。
屋根のない旅館
いかりやが訪れた旅館は先日の台風で屋根が飛ばされてしまったらしく、大雨の中ずぶ濡れ状態の主人（高木）が出迎えてくる。そして主人は「お荷物お持ちしましょう」と玄関の土間に降りた途端滑って転び、水浸しの土間で溺れてしまう。
気味の悪い旅館
鬼婆のような気味の悪い老婆の女将（志村）が経営する創立300年の旅館。後述の「創立80年の旅館」と同様に床が抜けたりしていかりやはひどい目に遭うほか、いかりやが入った部屋の障子に女の幽霊の姿が映ったと思ったらその首がポロッと落ち（女将によると以前この部屋で女性客が首を吊って自殺したらしい）、仰天したいかりやは部屋を替えてもらおうとするが、あいにく旅館にはこの1室しかないため仕方なく留まる事にする。その後露天風呂に行ったら人魂が宙に浮いていたりカラスの群れがいて、さらに近くの地面から出てきたゾンビが露天風呂に入ってくる（女将によるとたまに入りに来るらしい）。そのゾンビがいかりやの脱いだ浴衣を勝手に着ていってしまったので、女将を呼んだらなんと露天風呂の中から出てきて、いかりやは腰を抜かす。
創立80年の旅館
隣のホテルに客を取られ続けたため、8年間も全く客が来なかったという旅館。主人（志村）は至ってまともなのだが建物の老朽化が進んでいるせいか、戸を開けるとその衝撃で入り口の庇が落ちてきたり、歩くたびに床が抜けたり、主人が床の穴に板を打ちつけて修理しようとするとその衝撃で壁や障子が倒れてきたりしていかりやはひどい目に遭う。身の危険を感じたいかりやは急いで帰ろうとするが、引き留める主人と揉み合いになった末に、廊下のガラス戸を突き破って外へ転がり落ちてしまう。
未亡人の経営する旅館
主人だった夫の亡き後、パッタリ客足が途絶えてしまった旅館を一人で経営する女将兼主人代理（志村）は、泊まりに来たいかりやの履いていた靴が妻からのプレゼントと聞くや亡き夫を思い出して泣き崩れたり、いかりやが浴衣に着替える様を見て「亡き夫にそっくり」と言い、しかもその浴衣は夫の遺品だった。そして布団を敷いたらサービスと称していかりやの隣に寝ようとして、「あの人（夫）が死んで3年…」と言ってはいかりやに迫る。
しつこいホテルのボーイ
ボーイ（加藤）の案内で部屋に入った客のいかりやがベッドで寝ようとすると突然部屋の電話が鳴る。その電話はボーイからで、「朝食のメニューはいかがなさいましょう？」「モーニングコールは何時でしたっけ？」などとしつこく何度もかけてくる。そうこうしているうちにいかりやは一睡もできないまま朝が来てしまい、そこにモーニングコールと称して部屋の額縁の中からボーイが顔を出してくる。
もしもシリーズ以外での客役が志村のパターンもあり、こちらは度重なる電話にブチキレた志村が電話のコードを引っこ抜いて投げ捨てた所で朝が来て、そこにモーニングコールと称してボーイが部屋に入ってくるというオチだった。また、新婚旅行中の夫婦という設定で志村と女性ゲストがホテルや旅館（この場合はボーイが番頭になる）に泊まる同様のパターンもあるほか、「志村けんのだいじょうぶだぁ」で似たようなコントが放送された事がある。
チップ不要のホテルのボーイ
前夜泊まったホテル（前述の「しつこいホテルのボーイ」）でさんざんな目に遭ったのはチップを渡さなかったのがいけなかったのだと感じ、いかりやはボーイ（仲本）にすかさずチップを渡そうとするがボーイは断固受け取りを拒む。「当ホテルはお客様にゆっくりくつろいでいただければそれで結構でございます」との言葉にいかりやはすっかり安心した途端、ボーイは背負っていたギターを構えて突然歌い出す。そして「私、ボーイはアルバイトでございまして、本業は流しでございます」「1曲お聴きになったので3000円、それでは続いて2曲目まいりましょう、6000円いただきます」と言ってきて、2曲目を歌おうとしたところにいかりやは「いいかげんにしろ！」とボーイをどつき倒し「だめだこりゃ！」と言ってオチとなる。
無口なホテルのボーイ
不愛想で接客態度の悪いボーイ（高木）に客のいかりやは怒ってさんざん文句を言うが、ボーイは無言のまま全く相手にしない。やがてボーイは外国人の上司を連れてきて、いかりやが上司に苦情を言うと、上司は英語でボーイに指示を出した後「彼は日本語より英語の方が得意なんです」と言ってくる。いかりやが苦し紛れに英語で質問すると、それまで黙り込んでいたボーイが突如表情を変え「Hello,I'm Mr.Boo-Takagi」と英語で得意げに自己紹介をしてきて、いかりやは「いいかげんにしろ！」とボーイをどつき倒すとさらにボーイは「Oh!～No～ !! 」とジェスチャーを交えながら声を上げる。これにいかりやは半笑いで「何が『オーノー』だバカヤロー！」と言ってもう一度どつき倒し、呆れながら「だめだこりゃ！」と言ってオチとなる。
超ベテランのホテルのボーイ
老人のボーイ（志村）は部屋に入ったいかりやの荷物を持ってこようとするが、一度に全部持ってこようとしたためうまく運べず、1つずつ部屋の中へ投げ込んだりする。さらに前述の「超ベテランのマッサージ師」などと同様に同じ質問を繰り返し何度もしてきて、いかりやは閉口する。その後いかりやは顔を洗うため洗面所に行くが、水道の水が出ないためボーイに相談し、ボーイが蛇口を捻るとなぜか浴槽のシャワーから水が出る。さらにもう一度蛇口を捻るとなぜかそばの洋式便器から噴水のように水が噴き出し、慌てたボーイがフロントに連絡しようと部屋の電話を使うとなぜか受話器からシャワーのように水が噴き出し、いかりやはびしょ濡れになってしまう。

### 列車
研修中の車内販売員
販売員（仲本）が「○○はいかがですかー？」と言ってきて、それを聞いたいかりやが買おうとすると、販売員は「売り切れです」と言って立ち去ってしまう。販売員は何回もしつこく現れ、押し売りのごとく様々な物を勧めてくるがいかりやが仕方なく買おうとするとことごとく「売り切れです」。しまいには「まだ売り切れてないお弁当はいかがですか？」と言ってくるがやはり買おうとすると「売り切れで～す！」。とうとうキレたいかりやが文句を言うと（この時いかりや自身も言う事が混乱している）、「私は研修生でございまして、今車内販売の練習中でございますんで、売ってはいけない規則になっております」。さらに正式配属は来年で同時に結婚を控えているそうで、すっかり浮かれているその販売員は最後にワゴンごと客室のドアにぶつかってしまう。
最後に頭に来てつかみかかるいかりやを、仲本が座席ごと引きずり倒して客室を出ていくパターンもある。
乗り物酔いの車内販売員
乗り物酔いでものすごく気分が悪そうな販売員（加藤）は、口を開くたびに吐きそうになるためなかなか会話が進まない。それでも身振り手振りを駆使してやっと弁当とお茶を売ったと思ったらこらえきれず持っていた紙コップに吐いてしまう。慌てた販売員は窓から顔を出して再び吐こうとするが、勢い余って列車の外へ転落してしまう。
いかりやの「だめだこりゃ」の後窓からひょっこり顔を出してオチになるパターンや、加藤が車掌役で同じ内容のパターンもある。
やたらサービスのいい車内販売員
販売員（加藤）に、いかりやがメニューに載っていた「B弁当」を注文すると、できたてのサーロインステーキなどをバニーガール姿の女性たちが運んできてシャンパンを注いでくれたり、そのうちの一人がキスしてくれたりと至れり尽くせりサービスしてくれるが、最後にいかりやが販売員に値段を尋ねると数十万円単位のべらぼうな値段を告げてくる。キャンセルしようとするとさらにキャンセル料を請求され、いかりやがオチの「だめだこりゃ」を言うと1260万円、「おまわりさーん！」と叫ぶと3億円あまりの値段を請求してくる。
お強請りをする車内販売員
悲しそうな目をした販売員（高木）が「なんか買って下さい」と訴えるように言う。いかりやは仕方なくミカンを買うのだが、高木が「ミカン買ってもらっちゃった」とうれしそうに全部食べてしまう。その後いかりやは去っていく高木を見送りつつ「あいつ本当わかってやってんのか？」と一言。
ベテランの車内販売員
老人の販売員（志村）は「冷たいお弁当に生ぬるいお茶はいかがでございましょうかー、不二家のネクター、井関トラクターはいかがですかー」「小山名物チンポコ饅頭はいかがございましょうかー」「缶ビール、缶コーヒー、肝硬変はいかがですかー？」とメチャクチャな売り込みをする上、高齢のためかなり耳が遠く計算が苦手。いかりやが呼び止めてもなかなか気づかず、しかもやっと気づいたと思ったら今したばかりの世間話を繰り返し、買った物の代金のお釣りをごまかそうとしてそのうちいかりやと口論になってしまう。しまいには車内が真っ暗になるトンネル通過中にこっそりいかりやが買った酒（ワンカップ）を飲み、おつまみを食べてしまう。最後にいかりやに見つかるとその時口に含んでいた酒をカップに戻し、「嘘つくんだー、汚いなー」などとごまかしつつ逃げていく。
最後にいかりやにお釣りを求められると、狸寝入りしてごまかすパターンもある。
なお、「志村けんのだいじょうぶだぁ」でも同様のコントが放送された事がある（乗客役は柄本明）。
運動好きな車掌
列車はやたら揺れが激しく、車掌（仲本）が検札をしようとすると一段と揺れが激しくなり、車掌はその揺れに合わせて前転や側転を繰り返し、しまいにはいかりやも巻き込む。体操が得意な仲本ならではのネタである。
お強請りをする車掌
いかりやの席に来た車掌（高木）は、検札の際になぜか香典を要求してくる。なんでも車掌の身内に不幸があったらしく、当然ながらいかりやが「あたしは関係ないよ？」と断ると、「ケチ！」と言いながら去っていく。それに続いて位牌や骨壺を手にした車掌の家族が次々と客室に入ってきて、いかりやに対して口々に「ケチ！」「バカ！」「ブス！」などと言ってくる。
ベテランの車掌
老人の車掌（志村）が車内放送で停車駅と到着時刻の案内をするが、「あー高崎（もしくは宇都宮）11時40分、11時40分でございます。えー仙台2時40分、新大阪…え～？新大阪には行きません。終点青森には6時10分…待てよ、この調子で行くと6時20分…下手すると6時30分には着くでしょう」「1号車から2号車は自由席、何をしても構いません」などとメチャクチャな上地理的にもあり得ない内容で、そのたびにいかりやがうるさがったりずっこけたりする。またなぜか車内販売も任せられていて、最後は前述の「ベテランの車内販売員」と同様に、トンネル通過中にいかりやが買った酒（ワンカップ）をこっそり飲んでしまう。
もしもシリーズ以外での乗客役が加藤のパターンもあるほか、新婚旅行中の夫婦という設定で女性ゲストが出演したりもする。このパターンでは最後になぜか車掌が自転車で列車と併走し、「先に仙台行って待ってますから！」と言い残して走り去っていく。
寝台車
いかりやが寝台列車に乗り込み、指定された寝台のカーテンを開けるとそこには位牌を抱え白目を剥いた医者（高木）が横たわっている。唖然とするいかりやに高木が一言、「これ寝台車だから、死んだ医者！なんちゃって」。
いかりやが車掌役で、乗客を指定の寝台に案内してカーテンを開けると同様の高木がいるパターンや、胸に包丁が刺さった医者の高木が寝台車に入ってくるなりバッタリ倒れ、車掌のいかりやが他の乗客の悲鳴を聞いて駆けつけるパターンもある（オチは同じ。「お前最近こういうの多いよ。もっと別のオチ考えろよお前ちょっと」っと突っ込みを入れる時もあった）。
寝台車（その後）
さらにその直後、仲本が深夜だというのに寝台に腰かけて落ち込んでいて、心配した車掌（いかりや）に「さっき高木さんがやった『死んだ医者』っていうのね、あれ、僕がやるつもりだったんです。先にやられちゃって…僕どうしたらいいんでしょう？」と泣き崩れ、いかりやに「知らねーよ！」と呆れられるネタが続くパターンもある。
運の悪い乗客
同じく番組で放送されていた「仲本工事のもどかしいひと時」の流れを汲むコント。乗客（仲本）は、寝台車に入ろうとするたびに列車の揺れで客室のドアが閉まって挟まれたりと悪戦苦闘する。頭に来てドアに体当たりするとどんでん返しのごとくドアが垂直方向に半回転し、仲本はそれに張りついて逆さ吊り状態になってしまう。必死に車掌（いかりや）を呼んで「だめだこりゃー！」と言うが、いかりやは「それあたしが言うんだよ」と突っ込んだ後、「医学的には問題ないと思いますよ、これで血圧正常ですから」などとはぐらかしてなかなか「だめだこりゃ」を言わない。
傍迷惑な乗客（その1）
加藤が酔っ払いのハゲオヤジ役で登場。自分の寝台を捜して他の乗客（仲本・高木）が寝ている寝台や女性客が着替えている寝台のカーテンを開けまくったり、ラジカセで北島三郎の「与作」を大音量で流しながら歌ったり、それを車掌（いかりや）に叱られると「皆さんのお好きな曲おかけしますから」と別の曲（「函館の女」）を流しながら歌い、そのたびに他の乗客全員を起こすなど迷惑極まりない。「尺八の音色を聞くたんびに女房を思い出すんだよなー」とか「子供（ボウズ）にはわかんねぇんだけども…うまいんだ♪」と言うと周りの乗客ばかりか男性スタッフの笑い声まで入ってしまった。最後には切符をチェックした車掌（いかりや）に「お客さん、この切符間違えてます。これは2号車なんです。この切符は3号車なんです」と言われて存在しない車両（セットの外）に連れて行かれるオチ。セットの外に来て困惑している加藤に対していかりやは「お芝居はここまででお願いします。これ、あの、業界では『見切り』と言いましてね、ここからこっちではやっちゃいけないんです。セットはここまでなんです。何年テレビやってるんですかあなた？」っと呆れ顔で言い、それに対し加藤は「え～っとかれこれ27・8年…下手すりゃ30…」と返す。オチの際にはいかりやだけでなく加藤も「だめだこりゃ」と言ってピースサインをしたりする。
傍迷惑な乗客（その2）
志村が老婆の役で登場。酔っ払ってはいないのだが上段の寝台に上がる際に「よっこらしょ」などと大声を出す、持っていた梅干しを食べてこれまた大声を出して酸っぱがる、孫へのおみやげに買った毛笛（大きな音の出る笛つき風船）を試しに鳴らす、それらにキレた他の乗客（加藤・仲本）と喧嘩するなどしてそのたびに他の乗客全員を起こしてしまったりと加藤の時よりさらにタチが悪かったりする。車掌（いかりや）の仲裁で場を収めておとなしく就寝するが寝小便をしてしまい、下段の寝台にいた高木がびしょ濡れにされてオチとなる。オチの際にはいかりやだけでなく加藤や志村も「だめだこりゃ」と言ったりする。メインは志村だが高木・仲本・加藤も他の乗客役で出ているため、もしもシリーズでは数少ないメンバー全員が登場するパターンになっている。
下段の乗客がハゲオヤジの加藤で、老婆の志村が加藤にしきりに話しかけたり加藤の寝台に一緒に寝ようとしたり、自分の寝台を捜して他の乗客（仲本・高木）が寝ている寝台や女性客が寝ている寝台に勝手に入り込み、女性客におじさんに間違えられるパターンもある。オチは、車掌（いかりや）が仲裁に入ると志村の持っていた切符は飛行機の航空券だった事が判明、乗り間違いに気づいた志村は慌てて寝台車を飛び出していくという物。
もしもシリーズ以外での、いかりやが下段の寝台の乗客役のパターンや、志村が酔っ払いの老人役で加藤が下段の寝台の乗客役のパターンもある。共に志村が寝小便をするオチは同じだが、後者のパターンではいかりやは出演せず、志村が寝台で「あー腰が痛ぇ」と大声を出したり亡き妻の供養のためにお鈴を鳴らしたりして、そのたびに他の乗客全員を起こしてしまう。また志村と研ナオコが2人組の老婆の乗客役のパターンもあり、やはり上段の寝台に上がる際や持っていた梅干しを食べて酸っぱがる際に大声を出すなどしてそのたびに他の乗客全員を起こしてしまう。最後のオチは、研が寝小便をして下段の寝台にいた加藤がびしょ濡れにされるという物。

### タクシー
使われる車両は日産・セドリック(330型)、トヨタ・クラウン(S110系)である。
暴走族出身のタクシー運転手
運転手（加藤）は金髪リーゼントにサングラスという出で立ちで、いかりやが乗り込むと車の後ろに暴走族の旗を立てるよう頼んでくる。しかもスピード狂で暴走行為を繰り返して最後は警察に逮捕され、いかりやに「その車貸しとくから好きに使っていいよ」と言い残して連行されていってしまう。
自分が目的地に行ってしまうタクシー運転手
運転手（高木）に目的地を告げると、高木がタクシーを降りて1人でその目的地に向かっていってしまう。
粗忽なタクシーの運転手
いかりやが止まっていたタクシーに乗ろうとするが運転手を呼んでも応答がなく、運転席を覗いてみると死に装束姿の運転手（高木）が運転席に座ったまま死んでいた。どういう訳かとよく見てみると屋根上の表示灯に「個人」ならぬ「故人」と書かれており、それに気づいたいかりやは「ああ…この『故人』ね…」「故人の、ご冥福をお祈りします。だめだこりゃ」と言って合掌し、タクシーの無線アンテナを指で弾いて「チーン」とお鈴の音を鳴らして締める。
もしもシリーズ以外での乗客役が仲本のパターンもあり、こちらは仲本がタクシーを呼び止めて乗り込むと運転手が死に装束姿で、その周囲を人魂が飛んでいた。驚いてタクシーを降り、屋根上の表示灯を見ると「個人」ならぬ「故人」と書かれていたというオチ。
無免許のタクシー運転手
仲本がタクシー運転手で、いかりやが乗り込み目的地を告げるが、仲本はたびたびタバコを買いに行ったり食事に行ったりしてなかなか出発しない。いかりやが問い正すとタクシーの免許を持っていないそうで、最終的にいかりやに「じゃこうしましょう。この車を貸すから、東京駅まで自分で運転してって帰ってきてちょうだい」と言ってくる。
修理好きなタクシー運転手
いかりやがタクシーに乗ろうとするが車内には誰もおらず、運転手を呼ぶとちょうど車の整備を終えた運転手（仲本）が車体の下から出てくる。出発しようとするが車のエンジンがかからず、そのたびに仲本は「あたしの車なんだからあたしが一番よくわかってる」と言いながら車のいろいろな所（ラジオ用アンテナやナンバープレートなど）を調べて回り、いかりやは「そこは関係ないでしょー」と突っ込む。それでもエンジンはかからず、配管詰まりでガソリンがエンジンまで来てないのが原因と気づいた仲本は再び車体の下を調べるが、その後エンジンをかけようとするとエンジンルームで爆発が起こって、弾みでボンネットが勢いよく開く。
お人好しなタクシー運転手
いかりやがタクシーに乗っていると、運転手（加藤）の友人たち（家族連れや幽霊や相撲取りなど）が次々と乗り込み、鮨詰め状態になってしまう。最後にはタクシーがガス欠になってしまい、加藤や他の乗客たちがいかりやにガソリン代の立て替えを求めてくる。
もしもシリーズ以外での、乗客役が仲本のパターンもある。
なお、このようないわゆる乗り合いタクシーは、韓国の一般タクシーでは実際に見られる物である（日本のようなタクシーは韓国では特別タクシーと呼び、黒に塗装されている上、運転手は英語と日本語が喋れる事が必須条件）。
超ベテランのタクシー運転手
この道50年のキャリアを持つベテラン運転手（志村）の車は、後部のドアが外れて落ちたり後部座席のクッションが磨り減ってなくなってしまっている（座席そのものがないパターンもあり）ため、いかりやは仕方なく助手席に乗る。またフロントガラスが事故で割れ、修理する金がなくガラスそのものがない状態のため、運転中にホコリや枯れ葉・古新聞などのゴミや突然降り出した雨が車内に入ったり、パン屋の近くを通るとパンが飛び込んできたり、金物屋の近くを通ると鍋や鎖鎌が飛んできたり、ケーキ屋の前を通るとケーキが飛んできて顔に当たってクリームまみれになったりする（ケーキがなかったパターンもあり）。最終的にはいかりやが「（車を）止めてよ～」と頼むが、車にブレーキがない事がわかるや否や運転手と客が揉み合いになってしまい、車はそのままコンクリート塀に激突する…。
その他、強風で車の屋根が吹き飛んだり、雨が雪に変わって車内が雪に埋もれたりして、いかりやが「だめだこりゃ」を言おうとするが、強風と志村の手に阻まれて「だめだこりゃ～」のセリフが出るのに必死だったパターン、志村が先に「だめだこりゃ～」を言ってしまうパターンもあった。
さらにもしもシリーズ以外での、乗客役が加藤のパターンもある。こちらは最後にブレーキがない事を聞かされた加藤がブチキレて「殺してやる～」と志村の首を絞める所で終わっていた。
雨宿りをする乗客
いかりやが運転手の個人タクシーにいかりやの知り合いらしい乗客（高木）が乗り込んでくるが、高木は目的地も告げない上メーターを押そうとするいかりやに「（メーターに）触るな」と一言。さらに出発しようとすると「（車を）動かすな！金がかかるじゃねえかよ」と言ってきて、最後は唖然とするいかりやに「俺はな、雨宿りしてんだよ」と逆ギレ気味にすごむ。
子連れのタクシーの乗客
乗客（加藤）はとんでもない子だくさんで、加藤に呼ばれた20人近い子供たちは車内に収まりきらずタクシーの屋根やボンネットなどにも乗ってきて、いかりやが押し出されてしまうほど。しかも、子供たちはみんな「お父さん」でなく「カトちゃん～」と呼ぶのでコントがグダグダになってしまった。
せこいタクシーの乗客
いかりやが運転手の個人タクシーに乗客（仲本）が乗り込んで出発するなり、しきりにいかりやに対して「（運賃を）負けて～」とせがむ。「メーター式だから無理」と断るとルームミラー越しにせがんできたり、いかりやが呆れてルームミラーを布で隠すと手鏡を使ってきたりとエスカレートしていく。しまいには突然タクシーの屋根に上がってせがんできたりして、これに驚いたいかりやが急ブレーキをかけた結果仲本は前方へ転がり落ちて、そのままタクシーに轢かれてしまう。それでボロボロになってもなお仲本は「あんたに轢かれちゃった。黙っててやるから、負けて…」と発言し、いかりやを呆れさせる。
酔っ払いのタクシーの乗客
酔った乗客（志村）がいかりやに目的地を告げるが、「あたしのうちまで行ってちょうだい」と要領を得ない。なんとか目的地を聞き出して出発するが、志村は世間話などをしながらしきりにいかりやに絡んできたり、吐きそうになるも一度無理矢理飲み込んだ後、自分の鞄の中に吐いてはそれを再び飲み干したりする。最後には「もしもですよ、あたしが車内でウンコ漏らしたら怒りますか？」と訊いてきて、「そりゃ怒りますよ」と答えるいかりやに「これはなんでしょう」とウンコを手に取って見せてくる。

### バスガイド
いかりやは観光バスの運転手役を演じる。
芸者と掛け持ちのバスガイド
いかりやのバスに乗り込んできたバスガイド（由紀）は、遅刻してきたと思ったらなぜかいかりやに「ご指名ありがと」と言ってきたり、いかりやの運転を「素敵、その感じいいわ」と褒めたと思ったら突然バスを停車させる。実はこのバスガイドは芸者と掛け持ちで、「今夜もう一段お座敷かかってるのよ。それじゃ皆さん、ごめんあそばせ」と言い残してさっさと降りていってしまう。
スケバンのバスガイド
いかりやのバスに、バスガイド（加藤）がなぜかビニール袋でシンナーを吸いながら乗り込んでくる。どうやら元スケバンだったらしく、乗客に対して「何ガンくれてんだよ。やる気？」と車内マイクをローラーチェーンのように振り回しながら向かっていって、いかりやに止められるとスカートをまくり上げ、太股につけた鞘に収めた短刀を見せつけて「運ちゃんなら運ちゃんらしくさっさと発車しなさいよ」と脅してくる。さらに、バスが他の車に抜かれると「死にたくなかったらさっさと抜き返しなさいよ！」といかりやに短刀を突きつけて脅し、パトカーのサイレンが聞こえてくるとバスを停車させ、「お巡りに喋ったらぶっ殺すからな」と言い残してバスから飛び降り逃げようとする。しかしその際に腰を痛めてしまったらしく、戻ってきたと思ったら「どっかいい病院知らない？」と訊いてくる。
初心者のバスガイド
いかりやのバスに乗り込んできたバスガイド（仲本）は今日が初勤務との事で、ドアの閉め方や案内放送に使う車内マイクの扱い方もろくにわからず、いかりやがいちいち教えるハメに。しかもマイクと間違えてワイパーのスイッチを入れてしまったり、勝手に運転機器を触ろうとしていかりやに止められたり、案内する名所の名前がわからず、いちいちいかりやに訊くため案内できないまま通り過ぎてしまったり、バスを急停車させたと思ったらトイレに行くためだった。そして「運転手さん、バスガイドってどうやってオシッコするのか教えて？初めてなんですものバスガイドって」と訊いてくる。
乗り物酔いのバスガイド
いかりやのバスに乗り込んできたバスガイド（志村）は乗り物酔いしやすいらしく、しばしば吐き気を催してまともに案内放送ができない。吐きそうになるといかりやの帽子を取ってそこに吐こうとしたり、無理矢理飲み込んだりした挙げ句酔い止めの薬を飲むが、その際に水を口から出してしまったりする。さらに「運転してると酔わないから」と言って次の休憩所まで運転を引き受けるが、実は乗り物酔いではなくつわりだった。しかも「（お腹の子供が）誰の子供かわかんないのよ」と泣き出した上いかりやに結婚を迫り、断られると「じゃ皆さん、あたしと一緒に死んでください」とバスを暴走させ始める。

### 病院
酒好きな医者
酔っ払って顔が真っ赤な医者（加藤）が、酒の飲みすぎで体調不良を訴える患者（いかりや）に「酒は百薬の長」などと言ってエチルアルコールを炭酸で割った「カクテル」を検尿の紙コップに入れていかりやと一緒に飲もうとする。いかりやが断るといかりやの分も医者が自ら一気飲みし、酔いつぶれて寝てしまう。
借金を抱えた医者
患者（いかりや）が診察室に入ると、そこは机と椅子以外ほとんど何もない埃まみれで蜘蛛の巣が張った部屋で、小汚い身なりの医者(加藤)がいた。どうやら多額の借金を抱えているらしく、診察中に借金取りが取り立てにやってきては診察を中断して身を隠す有様。途中で運悪く借金取りに見つかり外へ連れ出されてボコボコにされ、その後はさらにヤクザが押しかけてきて、困り果てた医者は無関係のはずのいかりやを借金の連帯保証人にしようとする。
落ち着きのない医者（その1）
患者（いかりや）が診察室に入るとなぜか医者（加藤）の姿がなく、直後に医者が何か慌ただしい様子で裏口から診察室に入ってくる。さっそく診察に入るが、どうやら医者の息子が風邪をこじらせ高熱を出してその治療に追われているらしく、外から医者の妻が「息子が痙攣してる」「息子の心臓が止まった」などと何度も呼び出してきて、医者はそのたびに診察室を飛び出して診察を中断する。そして医者は戻ってきては診察そっちのけで、息子の命を救うべくいかりやに血液型を訊いて輸血提供を求めてきたり、心臓移植の臓器提供を懇願してくるが、戻ってくる途中で階段から落ちたり裏口の扉を突き破ったりしてどんどんボロボロになっていく。その頼みをいかりやが「だめだこりゃ」と言って断ると、泣きながら「それなら給料上げてくれ、それがダメならボーナスくれ」などと楽屋オチ的な個人的感情の入った要求をしてくる。後述の「落ち着きのない芸者」と共通する点もあるコントである。
落ち着きのない医者（その2）
なぜか江戸時代の漢方医のような出で立ちの医者（加藤）は前夜飲みすぎたらしく腹を下していて、診察中に何度もトイレに行く。しかもそのたびに水を流す音や排便の音が診察室まで聞こえてきて、患者（いかりや）は露骨に嫌な顔をする。最後はトイレで転んでしまったらしく、トイレットペーパーまみれの状態で戻ってくる。
命懸けの建物の医者
「脱サラして始めた居酒屋」などと同様に、医者は加藤だが医院が電車の高架下にあって立地条件が悪く、電車が通過するたびに建物が揺れたり頭上から物が落ちてくる。そのうちに振動で倒れた柱がいかりやの頭を直撃したため手当てとして分厚く包帯を巻いたり、注射を打つ際にちょうど電車が通過したため振動でいかりやの体のあちこちに針を刺しまくる。最後は建物自体が倒壊してしまい、いかりやに建物の修理代を請求してくる。
野球好きな医者
医者（加藤）が診察室でプロ野球中継をテレビ観戦しながら診察するので、野球に気を取られて患者（いかりや）に何度も名前を尋ねる、脈を測るために取った手を握り締めてバットを振るように振り回してしまうなどまともに診察ができない。最後には「おたく巨人は好き？」と尋ねてきていかりやが「好きですよ」と返すと、急に医者が「殺してやるー！巨人が憎い巨人がー！」などと怒っていかりやにつかみかかる。
ギャンブル好きな医者
医者（加藤）が診察室で麻雀をしながら診察をするが、麻雀に夢中で診察が疎かになったり、処方する薬を取りに行く間はいかりやを代わりに自分の席に座らせて捨て牌などの指示を出したりする。最後には「お勘定ここ（診察室内）で払うんだよ」と言って診療費と一緒に自分が麻雀で負けた分の支払いまで請求し、いかりやの「だめだこりゃ」に対して「ダメじゃない、保険効かないからね」と返していた。
オカマの医者
オカマの医者（志村）は患者（いかりや）に対して、喉の痛みや発熱なのに浣腸をする、注射をなぜか自分の腕に打つなどでたらめな治療を行い、いかりやが腕を疑う発言をすると突然逆上して男口調ですごむ。最後には薬と称して自宅のマンションの鍵を無理矢理渡してくる。
具合の悪い医者（その1）
患者（いかりや）が診察室に入ると老人の医者（志村）が診察台で寝ている。聴診器の音がまともに聴こえないほど耳が遠い上、いかりやの腕と間違えて椅子の肘掛けに注射を打ったりする。またしばしば診察中に「薬が切れてきた」と具合が悪くなるが、点滴を打つと一瞬だけ回復して声も凜々しくなる。最後はいかりやの尻に注射を打つのだが、打った後注射針が注射器の本体から外れているのに気づき、必死に探すハメに。その針は残酷にもいかりやの尻に刺さったままになっており、医者に尻を叩かれたいかりやは悲鳴を上げ、さらに「大丈夫、この薬よく効くから」と医者が打っていた点滴を体のあちこちに打たれる。
レントゲンが得意な医者
胃の具合が悪い患者（いかりや）に対し、医者（志村）がレントゲンを撮る事にする。撮影のためにいかりやにバリウムを飲ませるのだが（しかも撮影の際には撮影台が回転して逆さ吊り状態になったりする）、いかりやがたびたびゲップをしてしまうのでなかなかまともな写真が撮れない。最終的にはいかりやは5杯も飲まされ、撮影終了後に医者がいかりやの心臓が止まっているのに気づき「死んじゃった…死因はバリウムの飲みすぎだな」と一言。そしていかりやに「何か遺言は？」と訊くと、なぜかいかりやは息を吹き返し「だめだこりゃ…」と呟く。
もしもシリーズ以外での患者役が加藤のパターン（健康牛乳CMコントのバリエーションともいえる）もあり、こちらは加藤が撮影終了後にその場にバッタリ倒れる。また「全員集合」でも同様のコントをやっている。
妙に明るい医者
患者（いかりや）が診察室に入ると、医者（志村）が出囃子と共に裏口から診察室に入ってくる。「ここは病院なんだから、健康には明るいのが一番」「病気だからって暗い顔してはダメ」などと言って「どれにしようかな♪」と選んだ注射をいかりやに打ちまくり、最後には「病名がわかったよ、ガンだよ」「もう手遅れなんだから笑えよ」とにこやかに言ってくる。
多角経営の医者
医者（志村）がいろんな商売をする。いかりやが指摘すると「あたしは医者ですよ？」と屁理屈を言う。
妙に親切な医者
患者（いかりや）が診察室に入ると老人の医者（志村）が知り合いの葬儀屋と電話をしていて、しかも「盲腸の患者の手術をしたら間違えて心臓を取っちゃった」などと恐ろしい事を無邪気に話している。ようやく電話が終わったと思ったら今度はラーメンを食べながら診察を始め、「自分の手には負えないから」といかりやに自分の師である名医の病院までの行き方を教えるのだが、途中で話が脱線しまくる。最後には道のりの途中にある八百屋の話題になり、「そこで買ったスイカの健康にいい食べ方を教える」と称して、2つに割ったスイカの中身を手でくり抜いた上、しらすと大根おろしと生卵と正露丸をたっぷりかけていかりやに食べさせる。
基礎体力にうるさい医者
「病気になるのは基礎体力がないから」と言ってベンチプレスなど体を鍛えながら診察しようとする医者（仲本）に困惑する患者（いかりや）だったが、肝心の仲本はバーベルをまともに持ち上げられず、ウェイトを減らしてもやはり持ち上げられない。挙げ句「次の方どうぞ」と呼ばれたのは往診に来た別の医者（尾形大作）で、仲本に対し「これは基礎体力がないなー」と診断する。
気合だけの医者
医者（仲本）が、患者（いかりや）の話を聞くなり「病は気から」と言って追い返そうとする。いかりやが食い下がると「それなら私が徹底的に治してあげましょう！」と言っていかりやと一緒にパンツ一丁になり、一緒に体操をしたり頭から冷水を浴びて冷水摩擦をしたりする。しかしその結果自分も風邪を引いてしまい（いかりやも熱が上がったらしい）、「近所にいい医者を知ってるから」「私の方が重そうだな」などと言って一緒に別の医者に診てもらおうとする。
深刻ぶる医者
患者（いかりや）の伝えた病状に対して医者（仲本）は深刻そうな反応をし、すかさず自分の先輩だという東大医学部の教授に電話をかけて相談する。そして相談の後「君の病気はウイルス性細胞分裂による肝機能不全症候群で、君の命はあと1週間、よく持っても1ヶ月だ」と宣告してくる。そしてその唯一の治療法は1本80万円の注射を打つ事だそうで、いかりやはそれを了承する。ところが注射を打とうとした時にいかりやが電話の回線がつながっていない事に気づき、電話の内容が全て嘘だった事がバレた医者は「80円でいいですから」と言ってくる。
直感重視の医者
医者（仲本）が「これからは直感で診断する時代」と称して、患者（いかりや）の顔を見るだけで「十二指腸潰瘍」と診断してきたり、御幣を振って祈祷の要領で占い「白内障」と診断してきたり、トランプ占いで「胃潰瘍で余命5ヶ月」と診断してきたりする。しまいにはいかりやにガラポンを引かせ、「ガン」と診断して「3泊4日の国立がん研究センター検査入院が当たった」とお祝いの鐘を鳴らしたり、精密検査と称して丁半博打をしてきて、診断検査はピンゾロの丁（腸と掛けている）との事。
ヤクザ風の医者
ヤクザ映画にハマっている医者（左とん平）がヤクザの受け答えのような診察をする。そしてパトカーのサイレンに過剰反応して逃げ出してしまう。この時患者（いかりや）は「だめだこりゃ」ではなく、「珍しいねああいうのも」とオチをつけた。
ヤクザの医者
前述のネタのリメイクで、医者兼ヤクザの親分（仲本）が多数の子分たちと共に応対しており、患者（いかりや）が症状を説明すると「ハジキかドスでやられたのか？」「一服盛られたな？」と訊いてきたり、治療法をサイコロで決めようとする。その結果「また注射だ、手術なら久しぶりにドスが振るえると思ったのに！」と憤った上、パトカーのサイレンを聞くなり「薬（ヤク）は今夜横浜の第三埠頭で渡す」と言い残して逃げ出す医者に、いかりやは「バ～カ！」と罵倒した上で「だめだこりゃ」と呆れていた。
初診料を取る医者
飲みすぎで胃の具合が悪い患者（いかりや）が待合室で診察を待っていると、他の患者たちが次々と（通常あり得ないくらいの短時間で）診察を終えては受付で初診料を払っていく。そしていかりやの番になるが、診察した医者（高木）は「そりゃあうちでは手に負えないなー」と言ってにべもなく追い返してしまう。その後受付の看護婦が初診料800円を請求してきて、いかりやが「あたしは2度目の診察だから初診料は払えない」と説明すると、医者が出てきて「うちは初診料で儲けてんだから、2回以上は来るな。わかったか！」と文句を言ってくる。
契約制の医者
患者（いかりや）が診察室に入るとなぜか雷様の扮装をした医者（高木）がいて、「言っときますけどね、うちは健康保険効きませんよ。契約制ですから」「ねえ契約しようよ、1年間で1億」と言ってくる。
こニャン子クラブ会員の医者
患者（いかりや）が診察室に入ると、なぜかパンク風ファッションの雷様の扮装をした医者（高木）がいて、おニャン子クラブのファンクラブである「こニャン子クラブ」の会員証を見せつつ「こニャン子クラブの会員しか診ませんよー。入ってますか？」と一言。
このコントの前の「雷様」のコーナーで高木が自ら「こニャン子クラブに入会した」という話をしており、事実上の続きという形になっている。
手遅れの医者
医者（高木）が、患者（いかりや）の顔を見るなり「ハッキリ申し上げましょう、ガンです」「しかも手遅れです」と言ってくるが、実は患者でなく医者自身の事で、直後に椅子に座ったままのけぞるように倒れて死んでしまう。
喪服姿
風邪を引いた患者（いかりや）が看護婦に呼ばれ診察室に入ってみると、応対に出てきたのは喪服姿の医者の妻（高木）で、目の前には葬儀の祭壇があった。医者（遺影のみ、高木の2役）はどうやら風邪をこじらせて亡くなったばかりらしく、オチにいかりやは「だめだこりゃ」と一言言った後合掌する。
妙に色っぽい医者
患者（いかりや）が来院して女医（由紀さおり）に症状を告げると、「『先生』でなく『さおり』と呼んで」と色っぽく話しかけたり「私がそばについていながらそんなにひどくしてしまって…」などと泣き崩れ、その後いかりやに休んでいくよう勧め、布団を敷いたムードたっぷりの奥の部屋に連れ込む。
加藤チャン医院
過剰サービスの歯医者で、患者（いかりや）が虫歯の治療のために訪れると、治療の前に洗髪や着ている服を脱がせてクリーニングするなどのサービスをする。いかりやが治療を催促すると、「患者の緊張を取るため」と称して紙芝居（意外に知られていない加藤の特技である）を始める。その際虫歯のいかりやにペロペロキャンディを渡すが、いかりやは加藤が鳴らす太鼓や鉦の音が歯に響いて痛がっていた。さらに、いかりやの虫歯を抜く際はやはり「患者の緊張を取るため」と称して大声で歌ったり変顔をしていた。
加藤がハゲオヤジの歯医者で、最後にいかりやに「サービス週間中」としてガラポンを引かせ、「2等賞のもう一本抜歯サービスが当たった」と言って無理矢理いかりやの歯を抜こうとするパターンもある。
虫歯嫌いな歯医者
歯医者（仲本）がなぜか不機嫌で、患者（いかりや）に「うるさいな君は！ドアぐらい静かに閉められんのかね、君は！」と怒る。さらに看護婦に診療器具を投げつけたり、いかりやの耳元で大声で怒鳴る。これにいかりやが「先生麻酔お願いしますよ」と言うと、「そうやってやる事にいちいち文句を言うならね、わしはもう君の歯は診んよ！」と診療を放棄しようとする。不機嫌な理由は歯医者自身も虫歯で、「イライラするのも当然だろうが！わしは虫歯が痛いんじゃよ !! 」と言い放った後、最後は「歯医者行ってくるわ !! 」と言い残し診察室から出ていってしまう。
仲本が内科医で、いかりやが微熱や咳や寒気など症状を訴えても「タバコの吸いすぎ」「年のせい」などとつっけんどんな返答しかしないが、熱を測るなりなぜか「虫歯」と診断。怪訝そうないかりやに「あたしが虫歯なのよ！我慢できないくらい痛いの！」と返し、「すみませんが一緒に歯医者行ってくれませんか？」といかりやを連れ出そうとするパターンもある。
便秘の歯医者
老人の歯医者（志村）は前述の「年寄りの出前持ち」と同様に、物忘れや聞き間違いが多い上うがい用のコップに入れ歯が入っていたりする。しかもひどい便秘で、しばしば診察を中断してトイレに行くが出そうで出ない。患者（いかりや）の歯を抜くために麻酔注射を打つ所で最後の手段としてイチジク浣腸をしようとするが、間違えていかりやの口の中に浣腸を注入してしまう。
陽気な看護婦
看護婦（加藤）が、重病患者（いかりや）の病室で事あるごとに大声で平野雅昭の「演歌チャンチャカチャン」を歌い踊ったり、病室の窓から向かいの病棟で勤務する同僚と「あら！（そっちの患者は）昨日亡くなったのー？ご愁傷様ー」と大声で話したりする。最後にはその同僚に対して、陽気に「ここ（の患者）ももうじき（死ぬ）よー」と縁起でもない事を言い出す。
乱暴な看護婦
看護婦（仲本）はとにかく挙動が乱暴で、病室の照明をつけようとスイッチの紐を引っ張って照明器具ごと落下させたり、窓のカーテンを開けようとしてカーテンレールから毟り取ったりする。患者（いかりや）に対しても薬を飲ませるために起き上がらせようとしてベッドごと起き上がらせたりと乱暴に扱った上、いかりやが苦情を言うと「私だって好き好んであんたの看護してる訳じゃないんですから！」と言い残し、病室のドアを突き破って出ていく。これにいかりやが「だめだこりゃ」と言うと、看護婦は「なんですか !? 」と病室の壁を突き破って戻ってくる（1979年もしも決定版）。
ドラマチックに演じる看護婦
言動が何から何まで大げさな看護婦（小柳ルミ子）は物悲しいBGMと共に病室に入ってきて、患者（いかりや）の便通の具合を訊いたり検温をするが、体温計を見るなりBGMが重苦しい物に変わり、深刻そうな表情で急いで医者（仲本）を呼び、体温計を見せる。医者の方も深刻そうな表情で「僕の口から（患者に）言おう」「いかりやさん、落ち着いて聞いてください」といかりやに病状を告げるが、「あなたはもう治りました。退院して結構です」。さらに唖然とするいかりやをよそに、2人で「2人の努力が実を結んだね」とメロドラマの世界に浸っていた。
ヤクザの入院患者
入院患者がヤクザの親分（加藤）で、回診に来た医者（いかりや）が病室に入るなり子分たち（仲本ほか）が詰め寄ってきて、「親分に手荒な真似したらただじゃおかねーぞ」などと脅してくる。それを宥めた親分は医者に退院までの目処を訊いてきて、いかりやが「あと1ヶ月はかかる」と答えるとまた子分たちが「もっと早くできねーのか !? 」と詰め寄ってくる。親分は再び子分たちを宥めると治療のための注射を打ってもらうが、実は大の注射嫌いだった。腹を括って「スッパリやってもらおうじゃないですか」と言ったものの「まず麻酔打ってもらえねーか？」と訊いてきたり、打った後は泣きながら痛がって、子分たちに救急車を呼ばせると子分の一人に担がれて病室を飛び出していってしまう。
手遅れすぎる入院患者
医者（いかりや）が回診に来て入院患者（高木）を起こすと、患者は既に息絶えていたばかりか死に装束姿で、ベッドから転がり落ちる。
退院したがらない入院患者
既に病気が治り、どこも悪くない老婆の入院患者（志村）に、回診に来た医者（いかりや）が退院を促すと「退院してもあたしには身寄りがないから」などと嫌がる。実はこの患者は自分の墓を建てる費用を稼ぐために、病院内で他の入院患者（仲本と高木）や近所の住民（由紀）相手にそば屋・雑貨屋・ちり紙交換などの商売をしており、風邪をこじらせた入院患者（加藤）が訪ねてきたのに対して医者の真似事までしてしまう（渡した薬は実は兎の糞だった）。最後にはマッサージ師として別の病室に呼ばれ、自分の病室を出ていく。これもメインは志村だが高木・仲本・加藤も他の入院患者役で出ているため、もしもシリーズでは数少ないメンバー全員が登場するパターンになっている。
元応援団の見舞い客
患者（いかりや）の病室に、いかりやが以前所属していた応援団での知り合いらしい学生服姿の男（仲本もしくは小松）が入ってくると病名を訊き、いかりやが「胃潰瘍」と答えると「胃潰瘍くらいなんだー！」と言って気合いを入れるようにいかりやの腹部を叩く。そして応援団の後輩たち（小松版では仲本ほか、仲本版では高木ほか）が入ってきて、回復祈願と称して和太鼓と旗を持ち込み応援パフォーマンスをした後、いかりやの胴上げを始めてしまう。
小松版と仲本版で、コントの締めは若干異なる。
- 小松版：いかりやの胴上げのラストが静止画像になり、いかりやがモノローグ風に「だめだこりゃ」と呟く。
- 仲本版：いかりやが胴上げされながら「だめだこりゃ～ !! 」と絶叫する。

葬式帰りの見舞い客
患者（いかりや）の病室に、酔っ払っているらしい葬式帰りで喪服姿のハゲオヤジの見舞い客（加藤）が見舞いに来て、入ってくるなり看護婦を口説こうとする。その後いかりやに病名を訊き、いかりやが「胃潰瘍」と答えると、「あたし今日お葬式行ってきたんですけどね、2組とも胃潰瘍で亡くなったんですって」と言ってくる。さらに見舞い金と称して、葬儀会場からくすねてきた香典をいかりやの枕の下に差し込んだ後、しつこく病状を訊いては「あんたは絶対に死ぬ！」と縁起でもない事を言ってくる。その後見舞い客は見舞い品の果物籠からバナナを勝手に取り出して食べようとするが、いかりやが「それ、あたしが好きな物なんですよ」と言うとバナナをいかりやの口に押し込み、自分はお茶を飲もうとしたところ熱くて吹き出し、いかりやの顔にぶっかけてしまう。最後には訪ねる病室を間違えていた事が判明し、先ほど枕の下に差し込んだ香典袋と果物籠を持ち出すと慌てて本来の見舞い相手の病室へ向かっていく。
具合の悪い見舞い客
患者（いかりや）の病室に来た老人の見舞い客（志村）は医者から絶対安静を言い渡されているにも関わらず、病身を押して看護婦の肩を借りて病室に入ってくる。さらに目もかすんでいるらしく、足元のお茶を取ろうとしたいかりやの尻を顔と見間違えて「こんな顔になっちゃって」と言ったり、持参した見舞い品（ミカンかリンゴ一つ）を入り口の所に落としていて、取りに行こうとしたはいいがまともに動けないためいかりやの肩を借りて拾いに行き、そのままいかりやのベッドで寝てしまう。最後はトイレに行きたくなっていかりやが溲瓶を使って介助するハメになり、看護婦が面会時間終了を告げるとベッドに寝たまま「また来てくださいね」といかりやを帰らせようとする。
また、舞台がいかりやの家で医者が急病の家族（すわもしくは女性ゲスト）の往診に来るパターンもある。
おっちょこちょいな医者
いかりやからの連絡を受け、いかりや宅へ往診にやってきた医者（加藤）。しかし玄関の上がり框や室内のゴミ箱に足の爪先をぶつけたり、子供の通学用の鞄を自分の往診用の鞄と間違えて持ってきたりと何度も医院に戻るハメに。最後は医院に戻る途中で交通事故を起こし、ボロボロの状態で戻ってきた後「すいません、葬儀屋さん呼んでください…」と言い残し、バッタリ倒れて死んでしまう。
商売上手な医者
いかりやからの連絡を受け、看護婦と共にいかりや宅へ往診にやってきた医者（仲本）。医者は「すぐ入院が必要」と言って病院に連絡するなど手続きを始めるが、いかりやが浴衣・スリッパ・洗面道具など入院に必要な物を用意しようとすると「うちの病院ではこれを使っていただかないと」とことごとく高額で売りつけてくる。最後はやってきた救急車の運転席にいかりやを乗せ、「お買い上げありがとうございます」と車の鍵を渡して帰ってしまう。これにいかりやは「だめだこりゃ。押し売りだ押し売り」と一言。
恐妻家の医者
いかりやからの連絡を受け、妻の看護婦（石野真子）と共にいかりや宅へ往診にやってきた医者（仲本）。だが患者が18歳の娘と聞いたり、患者の熱や脈を測ろうと体に触れるたびに顔が緩んで妻に太股をつねられる。最後には「人の心配する暇があったら私の心配してよ」と怒った妻が先に帰ってしまい、困った医者はいかりやに「こういう時どうしたらいいでしょうか？」と訊いてくる。
具合の悪い医者（その2）
いかりやからの連絡を受け、いかりや宅へ往診にやってきた老人の医者（志村）は来る途中で心臓の持病の発作を起こしたらしく、後述の「具合の悪い弔問客」と同様に家に入るなりバッタリ倒れ、いかりやの肩を借りて患者の所へ行こうとするがよろけて障子を壊したりする。そして聴診器で診察するが、当てる位置を間違えて「心臓の音が聞こえないのでもう手遅れです」と言ってきたり、注射を打とうとするが注射器のケースが開けられずいかりやに手伝ってもらい、その後はよろけて後ろに倒れ、起こしてもらった弾みでいかりやの額や股間に注射を刺してしまう。さらに自分の胸に注射を打つと一瞬だけ回復して声も凜々しくなるので、いかりやに手伝ってもらい自分の尻に特大の注射を打つが、すぐ効果が切れて苦しみ出し、自分の死期を悟った医者は自分の家族に連絡するよういかりやに頼んでくる。

### 占い師
占いを依頼するいかりやは、「事業をやれば倒産する、就職してもすぐクビになる、妻にも逃げられる、とにかく金に縁がない」が主なセリフである。
手相・人相中心の占い師（DVDでは「やりすぎな占い師」に改称）
自称「手相・人相の専門家」だという占い師（仲本）。丁寧な事に人相や手相について解説しながら占いを進めるのだが、相を見るたびに「あなた事業に失敗しましたな、当たったでしょう？」「会社をクビになった、当たったでしょう？」などと今し方いかりやが言った事をそのまま言ってくる。しかも解説しながらマジックペンで実際に顔や手に書き込みをしてくるため、しまいにはいかりやの顔がものすごい事になってしまい、最後にサービスとして石鹸とタオルと手鏡を渡してくる。そして手鏡を見たいかりやが、書き込みだらけの自分の顔に仰天する。
手品好きの占い師（DVDでは「陽気な占い師」に改称）
中国人風の出で立ちの占い師（加藤）が、まず「占いの前の精神統一」と称してトランプを使った手品を行った後いかりやにトランプを引かせるが、それは裏にパッチンガムのような仕掛けが施されたジョークグッズだったり、その後は銀色のボールを使った浮遊マジックをしたりとなかなか本題に進まない。そしてようやく本題に入ると、「落ちてこなければ運勢は凶、落ちてきたら運勢は明日（「今日」と「凶」をかけたダジャレ）」と言って、いかりやと彼の妻を表す2枚のハンカチを結び合わせて投げ上げる。するとなぜか2人の頭上から金盥が落ちてきて直撃し、いかりやが「目から星が見えました…」、占い師が「星が見えたか…あなたの運勢は吉でしたな」と言った後一緒に気絶してしまう。1989年に放送された「夏休みプレゼント傑作集 もしもシリーズ決定版」では「もしもマリック風の占い師がいたら」というタイトルだった。
ジプシー風の占い師（DVDでは「変な占い師」に改称）
ジプシー風の出で立ちの占い師（高木）がトランプを使って占うが、いかりやに引かせたトランプを手に取って両方の面をいかりやに見せつつ「こちらはトランプの表、こちらもトランプの表。このトランプ、裏がない。トランプ裏ない（占い）、なんちゃって」とオヤジギャグを披露してくる。これにいかりやはブチキレて占い師の頭を手でひっぱたき、「いいかげんにしろバカヤロー！だめだこりゃ！最悪！」と一言。
前述の「死んだ医者」「故人タクシー」の流れを汲む、高木お得意のダジャレ・出オチネタである。
不気味な占い師（DVDでは「怪しすぎる占い師」に改称）
前述の「祈祷師風のマッサージ師」と同様のコント。白髪の巫女の格好をした助手（すわ）の案内でいかりやが占い師（志村）の下に行くと、占い師は祈祷師のような出で立ちの老人でなぜか頭に蛇数匹を乗せ、琵琶を弾いていた。そして占いを始めるとなぜか握りっ屁をしてきたり、その結果「あなたには先祖の霊が取り憑いている」と言って、除霊と称していかりやをパンツ一丁にさせた後、SMプレイのごとく背中に柄杓で冷たい水をかけたり蝋燭の蝋を垂らす。最後にはなぜか浣腸をしようとしてきて、いかりやが「だめだこりゃ！」と言いながら逃げようとする。
後に「志村けんのバカ殿様」でこのネタが再現され、ナインティナイン（岡村隆史・矢部浩之）が客（犠牲者）を演じた。「大爆笑」版では「夜のヒットスタジオ」司会者・芳村真理の恒例の挨拶「どうも～！」を志村がアドリブで真似しながら登場している。

### 芸者
男嫌いの芸者
芸者（桜田淳子）は男性が苦手で、「こんな所に男と女の二人きりでは怖くてなりません」と部屋の入り口のふすまを開け放したり、いかりやが近づくと持っていた防犯ブザーを鳴らしたり、お酌を頼むと「ご自分でできません？」と尻込みした挙げ句、近づかないように手をめいっぱい伸ばしてお酌をする。そしていかりやが返杯をしようとすると「あたしを酔わせて何かするつもり？」と警戒してきて、いかりやが「返杯はお座敷の礼儀だから」と言うと、「人が口をつけた物は不潔だから」と自分で用意した杯を取り出し、やはり近づかないように手をめいっぱい伸ばして注いでもらう。最後は踊りを頼まれるが「踊ってる間に何をされるかわかりませんから」などと言って、警官2人（高木と志村）を呼び寄せいかりやを取り押さえさせる。
ファザコンの芸者
芸者（石野真子）が座敷に上がってきたと思ったら彼女の父親（伊東）が後から入ってきて、父親曰く「お遊びになる前にお断りをしておきます。娘を芸者にしたのはあくまで社会勉強のためです」との事。いかりやが踊りを頼むと「お父さん、あれしかできないけどどうしよう」と父親の判断を仰ぎ、父親の後押しで彼が歌う「ぞうさん」の歌に合わせて踊ったり、お酌をする際にも父親がやり方を細かく指示してきたりする。さらにいかりやが楽器の演奏を頼むと、やはり「お父さん、あれしかできないけどどうしよう」と父親の判断を仰ぎ、父親の後押しで「ふるさと」をハーモニカで吹こうとして「ハーモニカは耳につくから」といかりやに止められる。最後は父親が「本日は他にもお座敷があるのでここまででございます」と言い、父子揃って帰ってしまう。
保育士風の芸者
芸者（由紀）がいかりやに対し、「お手々洗いましょうね」と手拍子をしつつ洗面所に案内するなど、まるで幼児を相手するかのように接待する。「何か飲みまちゅか～？」と訊いてくるのでいかりやが「酒お願いします」と答えると、「長介くんって生意気よ～、ジュースにしよ？」などと返し、さらには「こぼすといけないからね」と涎掛けをつけさせたりする。最後は「おねんねのお時間ですよ」と言って布団を敷いた部屋に案内し、パンダのぬいぐるみを抱えさせて「眠れない時は羊さんを数えましょ」と寝かしつけてきて、いかりやは「あんたこれ全部本気？」と呆れる。
ライバル同士の芸者
2人の芸者（由紀と小柳）が、客のいかりやを間に挟んで「あたしの仕事場荒らさないで」「あんたみたいのを芸者の面汚しって言うのよ」などとライバル心剥き出しで張り合う。そのやり取りで「珍しい化け物」呼ばわりされたいかりやが怒って「悪かったな化け物で！帰れ！」と言うと、由紀は「あんたの顔見たら腰が抜けちゃったの」、小柳は「一人じゃ怖くて帰れないのよ」と言ってくる。
具合の悪い芸者
体調が悪く顔色は真っ青で今にも死にそうな芸者（志村）が、這うようにしていかりやのいる部屋に入ってくる。医者からは絶対安静を言い渡されているそうで心配したいかりやが休むように言うが、「今日が最期のお座敷になるかも知れないので…」と仕事を続行。天井から帯を吊るして輪を作り、そこに顔を引っかけて支えつつ仕事をしようとしたりする。そして踊りを踊ろうとするが何度も倒れそうになった挙げ句、助け起こそうとしたいかりやのズボンを下ろしてしまったりもする。最後には「点滴お願いします」と医者に電話をかけたり、弾みで突き倒してしまったいかりやの顔を先ほどの帯の輪に引っかけてその上に自分の顔を引っかけ、いかりやの首を絞める形にしてしまったりする（1979年もしも決定版）。
落ち着きのない芸者
梅奴（加藤）という芸者が登場。どういう理由か外から何回も呼び出され、駆けつけては戻ってくるたびに部屋の入り口のふすまに手の指や足を挟んだり、テーブルに躓いた弾みで勢い余ってふすまを突き破ったり、階段を転げ落ちたりしてボロボロになり、最後にはいかりやにお燗をつけようとした所でバッタリ倒れて気絶してしまう。

### 野球の審判
いかりやは4番バッター役を演じる。
闘牛士の審判
審判（仲本）が試合中にフラメンコのリズムに乗ってギターを弾き、歌い踊りながらジャッジのコールを行う。打者のいかりやが「だめだこりゃ」と言うと「だめだこりゃ～、だめだこりゃ～♪」と歌う。
デタラメな審判
審判（高木）が完全なボール球やデッドボールをストライクとコールする。耐えかねたいかりやが「あんたね、どこに目つけてんだよ！」と怒鳴ると、高木がマスクを外して「文句あっか？」と返す。よく見ると左目が本来の位置より下に大きくずれていた。
妙にノリのいい審判
審判（志村）がマイケル・ジャクソンの姿で登場し「BAD」をBGMにマイクを持ちノリノリでジャッジをコール。打者のいかりやに向かって「バブルス？（マイケルのペットのチンパンジー）」と言い、いかりやが戸惑っていると「センキュー。ニホンダイスキィ」などと言いながら帰ってしまう。
歌舞伎役者の審判
審判（加藤）がジャッジのたびに「ス、ス、ス、ス、ス、ストォ～～ラァ～イ、クゥ～～～」などと歌舞伎の舞風にコールするものだから（しかもマスクの下には歌舞伎の隈取りをメークしていた）、たまりかねた打者のいかりやから「ハッキリ言えハッキリ、どっちなんだよ」詰め寄られる。結果、「あ、だめだぁ～こぉりゃ～～」と歌舞伎風に言い、いかりやに「それはいいんだよ！」と突っ込まれる。
もしもシリーズ以外での打者役が志村のパターンも存在しており、こちらは志村に「うるせーんだよバカヤロー！」とどつかれてしまう。その志村に退場をコールする時も「たた、た、た、た、たぁ～いぃ、じょぉぉ～～～」と歌舞伎風にコールして「やかましいよお前は！」とまたどつかれ、志村ばかりかキャッチャーも帰って画面内は加藤一人に。残された加藤は「それでは皆さん、またらぁ～～いぃ、しゅぅぅ～～～」と締めようとし、画面外から「来週ねーよお前」と志村のツッコミが入る。

### 相撲取り
いかりやは行司役、対戦相手役の力士は若駒が演じた。
やる気のない相撲取り
相撲取りの加藤山（加藤）はなぜか耳が大きく、対戦相手にもあっさり押し出されるなどやる気がない。行司に「もっと頑張んなきゃ～」と言われると「あたしは今日引退します。もう肩が上がらない状態なんです。仲間のみんなには黙ってたんですが、鍼を打ったら来年は相撲取れないと言われたんですけど、敢えて打ちました。これからはコマーシャルで稼ぎたいと思います（江川卓の引退が元ネタ）」などと返し、「相撲取りゃ裸で風邪引かぬ♪」などと歌いながら土俵を降りていって行司に「何やってんだよー！」と突っ込まれる。すると行司を出し抜くように「だめだこりゃ～」と言い、行司はそれを軍配で制して改めて「だめだこりゃ～」と言う。
イメージトレーニングをする相撲取り
相撲取りの仲本山（仲本）は土俵上の構えの最中にどう攻めるかあれこれ考えるが、どう攻めても負けるイメージしか浮かばない。その挙げ句「これなら勝てる」と考えて立合いと同時に対戦相手でなく行司を押し出し、行司が落とした軍配を拾って自ら勝ち名乗りをして、怒った行司に蹴飛ばされていた。
巨大な相撲取り
相撲取りの高木山（高木）はその巨体ゆえに、歩いたり四股を踏むたびに地震のようにあたりが揺れる。そして土俵上の構えで手をつこうとしたら、その重さゆえに土俵の地面を突き破って穴を開け、その中に落ちてしまった。
高齢の相撲取り
相撲取りの志村山（志村）は相当な高齢で体のあちこちにガタが来ている上、耳が遠く呼び出しも聞こえないほど。やっと土俵に上がったと思ったら柏手をちゃんと打てなかったり待ったをしてトイレに行ったりする。そして立合いと同時に胸を押さえて「心臓が苦しい～」と訴え、対戦相手が「大丈夫ですか !? 」と手を差し伸べた瞬間、その手を取って土俵の地面につけてしまう。行司から「そういうのはダメー」と言われるが、「ずっとあたしこういう路線でやってきたから、60年間。悪いね」と釈明する。

### 流し
いかりやは居酒屋の客役、高木は居酒屋の店主役、他の3人は流しの役をそれぞれ演じる。
クラシック専門の流し
中世ヨーロッパの貴族風のカツラと衣装という出で立ちの流し（仲本）が、いかりやのいる居酒屋に現れる。なんでも流しになるためにわざわざ音大に入り、卒業後は海外のオーケストラに在籍していたとの事で、レパートリーは馴染みのないクラシックの曲（「ハンガリー舞曲第5番ト短調アレグロ」や「管弦楽組曲第3番ニ長調BWV1068（G線上のアリア）」）ばかりでいかりやは困惑する。結局その中からいかりやがリクエストしたベートーベンの「運命」に「運命～　運命～　去年は親父が死んだ　今年も女房が死んだ　どうして　どうして　なぜなんだよ♪」という独自の歌詞をつけた歌をギター片手に大声で歌い、「うるせーんだよ！あー耳痛ぇ」といかりやに呆れられる。
スーパースターの流し
エルヴィス・プレスリーのような出で立ちの流し（仲本）が、超ハイテンションの司会者（小松）と共にいかりやのいる居酒屋に現れる。司会者はノリノリで「我らがコーちゃん、路地裏のコーちゃん、赤提灯のコーちゃん」などと喋りまくって場を盛り上げるが、実はこの流しは曲のテープがないと歌えず、結局1曲も歌わずに帰ってしまう。そして帰る際も、司会者は「センキュー、センキュー、センキュー」とノリノリだった。
貧乏な流し
袢纏を着た流し（加藤）が、子守をしながらいかりやのいる居酒屋に現れる。妻に逃げられたとの事で、店の看板娘に熱燗を頼む客に乗じてミルクの入った哺乳瓶を「これついでにお願いします、ぬる燗で結構ですから」と言って温めてもらう。いかりやのリクエストで「湯の町エレジー」を弾き始めるがよほど食べるのに困っているのか、曲を弾き始めてはすぐに中断して（背負った子供が泣き出したりして中断する事も）、帰った客の残したおつまみを腰につけたポーチに入れたり、ビールの残りを漏斗で水筒に入れて持ち帰ろうとする。最後はピーナッツや焼き鳥などのおつまみを口いっぱいに頬張った状態で弾き語りをしようとして、咽せて派手に吹き出してしまう｡
暗い流し
いかりやのいる居酒屋に現れた汚らしい身なりの流し（加藤）は、カラオケのせいで仕事が激減した事を嘆きつつ、リクエストもされていないのに勝手に曲を弾き始めたり、停電で店内が真っ暗になった隙にいかりやに出されたおつまみを盗み食いしたりとやはり金に困っている様子。事態に気づいたいかりやに対して何かにつけて遠慮したり悲観的になる流しを、見かねたいかりやは「困った時はお互い様なんだからたまには人に甘えてごらん」と励まし、それに流しは「それならまず子供たちに食べさせてやってください」と外で待っていた子供4人を招き入れておでんをおごってもらう。そして最後に流しが「甘えついでにもう一つお願いしたいんですけど、終電出ちゃったから帰宅するためにタクシー代いただけますか？」と言い出すが、その額はなんと7万円で、いかりやは「なんでタクシー代7万円よあんた !? 」と驚く。実はこの流しは熱海の自宅から通ってきていたのだった。そしていかりやが「だめだこりゃ」を言うと流しは笑顔でカメラに向けてピースサインをして、「明るいんじゃない根は！」と突っ込まれていた。
指名手配中の流し
いかりやのいる居酒屋に現れた流し（志村）はなぜか焦った様子で、いかりやがふと店内に張り出された指名手配のポスターを見ると、なんと手配犯が流し当人だった。そこにパトカーのサイレンが聞こえてきたため、流しは慌てて逃げ出しては警察の追跡を撒いて戻ってきていかりやに「3曲1000円」とリクエストを求めたり曲を弾いたりするが、最後は見つかって逮捕され、「まだ1曲残ってるから（警察）署で聴いてもらおう」と言っていかりやを一緒に連れていってしまう。
超ベテランの流し
この道60年のキャリアを持つベテランの流し（志村）にいかりやは「北の宿から」をリクエストするが、流しは「喉の調子が悪い」と言い出し、取りあえず喉を潤すためにいかりやが自分に出されたビールを勧めると、「仕事中だからダメ」などと言いつつグイグイ飲んでしまう。そして「リクエストは1曲300円で3曲だと100円割引の800円、申し訳ないんだけど前金になってんですよ」と言ってきて、それにいかりやが1000円札を渡すとお釣りをごまかそうとしたため、いかりやが指摘した上で「じゃあ（お釣りの）200円はチップにする」と言うとようやく演奏に入る。しかし物忘れがひどいのかまたリクエストを訊き直した上、また「喉の調子が悪い」といかりやのビールを勝手に飲んでしまう。さすがにいかりやが止めると「誰が飲ませたんだよ最初によ？」と難癖をつけてくる。

### 葬儀屋
いかりやが故人、もしくは危篤状態に陥った男の父親か息子の役を務め、他の4人は葬儀屋役を演じる。
不謹慎な葬儀屋
危篤の情報をどこからか聞きつけ、いかりやの家に上がり込んできた葬儀屋（加藤）。最初は一家や医者（高木）と共に、風邪をこじらせその影響で心臓発作を起こしたいかりやの息子（すわ）の容態を見守っていたと思いきや、葬儀屋の職業柄か「今夜は仕事が一つ入りそうだわ」「今夜はすき焼きだな♪」と張り切って楽しそうに自分の会社に電話をかけたり、心配して寄り添うフリをしながら葬儀で使う棺のサイズを測っていく。不審な行動を見ていたいかりやの妻（由紀）が問い正すと名刺を出して葬儀屋である事を明かし、事が事なので「不謹慎だ！」「まだ生きてるのに！」と怒られるが、加藤は「確実に死にますから！」「後はあたしに任せてください！」と火に油を注ぐ発言をしたり「死にました？」と確かめたりして、さらに家族の怒りを買って家から叩き出されるがすぐに戻ってくる。そして息子は結局亡くなってしまい家族が悲しみに暮れる中、加藤は「あたしの言う事当たったでしょ？」と一人はしゃいでいた。
他にもしもシリーズ以外でのパターンもある（詳細は後述）。
葬儀が必要な葬儀屋
息子（すわ）が亡くなったいかりやの家に、車で訪ねてきた葬儀屋（高木）。しかし来るや否や交通事故を起こしてしまい、ボロボロの状態で家に入ってくる。そして一言、「葬儀屋ですけど、葬儀屋さん呼んでください…」と言い残して死んでしまう。
このコントと後述の「サービス過剰な葬儀屋」「年寄りな葬儀屋」では、いかりやを含む一家は喪服姿で登場する。
サービス過剰な葬儀屋
息子（すわ）が亡くなったいかりやの家に、依頼を受けて訪ねてきた葬儀屋（仲本）。葬儀は初めてといういかりやに雰囲気を出すための様々なサービスを提案する（ラジカセで読経を流す、息子の大学時代の友達役やいかりやの代わりの父親役を自ら演じる、息子の許嫁役の女性を用意するなど）が、いかりやの妻（由紀）に対して「子供は死んでもまた産めばいいから今すぐ作りに行こう」と持ちかけるなどあまりに演技がオーバーなため、いかりやが「いいかげんにしなさいよ」と仲本を何度もどつき倒してオチとなる。
年寄りな葬儀屋
父親（すわ）が亡くなったいかりやの家に、その情報をどこからか聞きつけ訪ねてきた葬儀屋（志村）。さっそく葬儀の準備をしようとするが、年が年なために前述の「年寄りの出前持ち」と同様に、聞き間違いに加え自分の会社に電話をかけるが耳が遠くて話が進まない、隣の部屋へ行こうとして間違って押し入れを開けて中の物を撒き散らすなどトラブルを繰り返してなかなか先に進まない。最後にいかりやと協力して、ちょうど届いた棺桶に遺体を入れようとするが、よろけて棺桶の上に尻餅をついて壊してしまう。そして「すいませんけどね、あたしの葬式もここでやってくださいな…」と言い残してバッタリ倒れてしまう。
加藤葬儀社
主人（高木）が急に倒れて危篤状態になったとある家に、ハゲオヤジの加藤が上がり込んでくる。主人の妻（いかりや）から「今夜が峠」と聞かされると、泣きじゃくり「あんなに元気だったのに…」と呟きながら、必死に回復を祈る妻や家族をよそに、心配して寄り添うフリをしながらこっそり祭壇の大きさや棺の大きさを測る。測り終えると電話を借りて自分の会社に何食わぬ顔で「ああ、あたしだ。…確実に死ぬな」などと連絡し、話しているうちに「今夜は子供たち連れて外食でもするか、デニーズあたりで。…え？エビが食べたい？あれか！レッドロブスター♪ってか！」と浮かれまくる。
しかし遺影に使う写真を撮るため超至近距離でストロボを焚いたところ、強い光のショックで主人が息を吹き返し起き上がってきてしまう。家族全員や医者（仲本）に大喜びで感謝される加藤だが、「死んでくださいよ！」「旦那さん生き返ったらあたしの生活どうするんですか !? 」と強引に寝かせようとして家族に詰め寄られ、そこで自分が葬儀屋である事を明かしてしまう。するといかりやが「なんで葬儀屋さんがまだ生きてるうちに入ってくるのよ !? 」と激怒、責め立てられた加藤が弱り果て「だって…もうレッドロブスター予約しちゃったんだもん」と泣きながら訴えてオチとなる。
前述の「不謹慎な葬儀屋」のリメイク作的なコント。もしもシリーズ以外でも「気の早い葬儀屋」などのタイトルで何度かリメイクされた。
最初のパターンは「葬儀屋さんの営業活動」というタイトルで、不審な行動を見ていた主人の妻（いかりや）が問い正すと名刺を出して葬儀屋である事を明かす。当然「まだ死んじゃいないんですよ！」と怒られるが、臆する事なく「『善は急げ』と申しますし」とパンフレットやサービスと称した線香や「5枚集めるとハワイペア旅行に行けるクーポン券」を配っていく。そして怒ったいかりやに「帰ってください！」と責められると、「この商売もなかなか難しいんですよこれが」と苦笑する。
リメイク版では、まず最初に主人の親類が次々と駆けつけるくだりがある。自分の会社に電話するくだりでは楽しそうに子供と外食へ行こうと提案するが、行こうとしている店の名前が「デニーズ」から「すかいらーく」に変更されていて、オチも「だって…もうレッドロブスター予約しちゃったんだもん」と訴えるが、激怒したいかりやと親類一同から袋叩きにされながら自分の会社に電話をかけて「母ちゃーん、レッドロブスター食べられない～！」と泣き崩れる形になっている。
いかりやが医者役で仲本が危篤の主人役、由紀が主人の妻役の、似たようなコントもある。このパターンの加藤はハゲオヤジの葬儀屋ではなく仲本の知り合いという設定で、訪ねてくるなりなぜかカメラで仲本や医者らを撮影しまくる。最後は呆れた医者に「静かにしなさいよ！」と金盥で叩かれ、バッタリ倒れて死んでしまう。
後に2022年5月8日に放送された「ドリフに大挑戦スペシャル」では葬儀屋の社員を飯尾和樹（ずん）、危篤の主人をカンニング竹山、主人の妻を柴田英嗣（アンタッチャブル）、医者を飯塚悟志（東京03）が演じて再現された。このパターンでは、葬儀屋が自分の会社に電話をかける際に電話口の社長に「指先の冷え具合が真冬のガードレール並み」と容態を細かく報告したり、主人が息を吹き返した際に「天国に行ってくれないと困るんですよ」と蹴倒したりしていた。オチは、主人が息を吹き返したため社長にキャンセルの連絡を入れようとするが電話が通じない状態で、「あ、これ午後イチで（葬儀が）始まっちゃったな」と言う葬儀屋を主人の妻が「知らないわよそんな事！」とどつき倒す物だった。

### 葬式
いかりやは喪主もしくは葬儀委員長役を務め、後の4人は弔問客やお坊さんの役を演じる。または通夜で食べる寿司を届けに来た寿司屋の出前持ちのパターンもある。
落ち着きのない弔問客
弔問客の一人（加藤）が葬儀会場内にいる蚊を退治しようとするが、そのたびに蚊が止まっていた他の弔問客や読経中のお坊さん（仲本）の頭を叩いてしまう。その行為はだんだんエスカレートしていき（丸めた雑誌やスリッパや缶蓋や一斗缶で頭を叩くなど）、最後は自分に蚊が止まった所でお坊さんや他の弔問客全員の袋叩きに遭い、目を回してその場にバッタリ倒れてしまう。それにお坊さんが「御愁傷様です」と声をかけ、読経を行う。
もしもシリーズ以外でのパターンもあり、こちらはいかりやが出ていない代わりに志村が弔問客役で出ている。最後はお坊さん（仲本）が「仏の前ですよ、静かに！」と怒って手で床を叩くと祭壇が倒壊し、その上に置かれた棺桶から遺体（高木）が転がり出てきて「静かに死なせろよ～」と愚痴るというオチだった。
2022年5月8日に放送された「ドリフに大挑戦スペシャル」では弔問客を小峠英二（バイきんぐ）と長谷川雅紀（錦鯉）と石田たくみ（カミナリ）と飯尾和樹（ずん）、お坊さんを竹内まなぶ（カミナリ）、遺体をカンニング竹山が演じて再現され、オチでは転がり出てきた遺体が「蚊じゃなくて早く俺を殺せよ！」と言っていた。
喪服がない弔問客
弔問客（加藤）が葬式にはふさわしくない格好（赤のチェックの上着とピンクのワイシャツ→甚兵衛→ヨーロッパの衛兵スタイル→パンツ一丁の上にマジシャン風のシルクハットと黒マント→パンツ一丁→パンツ一丁に喪章をつけただけ）でやってきて、追い返されるたびに衣装を替えてくる。最後はパンツ一丁で素肌にペンで喪服を描いただけの姿で登場し、「喪服がないの（泣）」と一言。
酔っ払いの弔問客
ハゲオヤジの弔問客（加藤）は弔問の前に結婚式に出て飲みすぎたため、酔っ払っていて読経の最中に居眠りしては大きないびきをかいたり前や横に倒れそうになったりする。妻（志村）があの手この手で起こしたり天井や柱からロープを吊して頭や首に巻きつけたりしてなんとか姿勢を保とうとするが、焼香の際には居眠りして前へ倒れた弾みで頭が木魚に当たって音を出すなど次第にエスカレートしていく。最後は「不謹慎だ！」と怒ったいかりやに追い出され、その際に天井や柱と結んでいるロープを思い切り引っ張ってしまい、葬儀会場の家を倒壊させてしまう。
加藤と志村が2人で登場したもしもシリーズでは珍しいパターンである。もしもシリーズ以外でのパターンもあり、こちらは最後に加藤が「静かにしなさいよ！」と妻にどつかれて思い切り前にのめった弾みで天井や柱と結んでいるロープを引っ張り、同様に家と祭壇を倒壊させるオチである。
2024年8月5日に放送された「ドリフに大挑戦スペシャル」では加藤の妻を近藤春菜（ハリセンボン）、息子を飯尾和樹（ずん）、葬儀委員長を渡辺隆（錦鯉）、お坊さんを長谷川雅紀（錦鯉）が演じて再現され、居眠りする加藤を起こすために妻が持っていた結婚式の引き出物のサボテンを使ったりしていた。オチは、あまりの騒がしさにいかりやの遺体（肥後克広（ダチョウ倶楽部））が怒って棺桶から出てきて、「みんなこっち（天国）に来てるんだからお前も来い！」と加藤を連れて行こうとして、加藤がそれに「ブーさんが先だよ」「また向こうに呼んで、俺を稼がせて稼ぎを取ろうと思ってんだから」とぼやくという物だった。また、冒頭に「結婚式に出す祝儀と葬儀に出す香典を取り違える」というシーンが追加された。
相撲取りの弔問客
弔問客である相撲取り（高木）が焼香の際にお鈴を強く叩きすぎてその衝撃で祭壇を壊してしまうが、平然とそのまま帰ろうとしたので怒ったいかりやが「いいかげんにしろ！」と蹴手繰りをかけて投げ倒す。
笑い上戸夫婦の弔問客
弔問客の夫婦（由紀もしくは伊東と仲本。仲本は由紀版では夫役、伊東版では妻役）は大変な笑い上戸で、事あるごとに（焼香の時の仕草や遺影の表情、その後はお互い「足が痺れた」などと言いながら）笑い出し、しまいにはいかりやの顔を見て「あの人顔が痺れてる」と大笑いして葬儀の雰囲気をぶち壊す。伊東版では、香典袋には「一万円」と書いてあるが中身は2000円だった。
図々しい弔問客
弔問客（仲本）がなぜか骨壺を抱えていて、話を聞くとちょうど同じ日に身内に不幸があって自分の所の葬儀の最中だった。さらに自分の所と同じ葬儀社で料金が安かったり、供物が自分の所より高級だったりするのを聞き出しては外で待っている自分の家族に報告したり、最後には「こちらから香典を5万円出すから、そちらからは10万円ください」と言い出していかりやを呆れさせる。
幼なじみの弔問客
5丁目の鈴木さんの家にやって来た老人の弔問客（志村）が「お前とよく酒飲んだっけな～」などと泣きながら持参した酒を飲んでは吐き出したり、遺影の前で故人が好きだったという安来節を踊り出すが、人違いと気づく（3丁目の田中さんの家に来たつもりだった）や否や、恐縮しながらどさくさに紛れてその場にあった香典袋を持って家を出ようとするが、いかりやにバレて捕まる。
具合の悪い弔問客
女性の弔問客（志村）は重病で入院していて医者から絶対安静を言い渡されているにも関わらず、病身を押して弔問にやってきた。まともに動けないためいかりやの肩を借りたりして焼香に行こうとするが、よろけて葬儀会場の障子を壊したりした挙げ句、最後は「すみませんが、私も一緒にお葬式やってください…」と言い残して死んでしまう。
足の痺れた弔問客
弔問客の一人（加藤）が足が痺れており、たびたび焼香の順番を他の人に譲るがついに自分の番が来てよろけながら祭壇へ向かい、案の定バランスを崩して祭壇に衝突。祭壇が倒壊してその上に置かれた棺桶から遺体（志村）が転がり落ちてきて、「静かに死なせろバカヤロー !! 」と加藤を怒る。志村はなぜか真っ赤なパンツを穿いており、加藤に「死人がなんで赤パンツ穿いてんだ？」と突っ込まれる一幕も。
もしもシリーズ以外での、加藤がハゲオヤジで志村が加藤の妻役で出演するパターンもある。
救いのない弔問客
弔問客（高木）が葬儀会場の玄関の窓から顔だけ出して覗き込んでいるところをいかりやが見つけ、入るように言う。ところが高木は金太郎の腹掛け一丁という姿で、「俺んち喪服がないの（泣）」と一言。さらにお詫びの印と称して指を鳴らすと、腹掛けの「金」の文字が電飾で光る。
スマホがうるさい弔問客
2024年8月5日放送の「ドリフに大挑戦スペシャル」で放送された新作コントで、配役はスマホがうるさい弔問客が澤部佑（ハライチ）、喪主の女性が塚地武雅（ドランクドラゴン）、他の弔問客がカンニング竹山と深澤辰哉（Snow Man）と渡辺隆（錦鯉）、お坊さんが長谷川雅紀（錦鯉）だった。澤部はスマホのマナーモードの設定方法がよくわからないらしく、読経の最中にたびたび着信音が鳴ったりしてそのたびにお坊さんや他の弔問客の顰蹙を買う。しまいには竹山が故人に「先生、まだ早いですよ先生！なんで先に逝っちゃうんですか！」と呼びかけたのにスマホの音声検索が「すみません、よく聞こえませんでした。もう一度言ってください」と反応したり、渡辺がやはり故人に「生前よく一緒に聴いたいつもの曲をもう一度聴きたい」と呼びかけると、スマホの音声検索が「いつも聴いている曲を再生します」と反応して曲を流し、それになぜか深澤が踊り出したりと葬儀の雰囲気をぶち壊す。これに慌てた澤部がなんとかスマホを止めようとするとなぜか「マツケンサンバ」が流れ出し、それに喪主が「ふざけないでよ！」と怒り出して、その場にいる全員を巻き込む喧嘩に発展してしまう。この事態にお坊さんが「お葬式をメチャクチャにしたいのか！」と怒ると、スマホはなぜか「はい、お葬式をメチャクチャにします」と反応した後爆発し、ボロボロになった澤部が「お葬式では（スマホの）電源を切りましょう」と一言言ってオチとなる。
慌て者のお坊さん
お坊さん（加藤）が葬儀会場に遅れてきたり、たびたび忘れ物を取りに行っては玄関の上がり框につまずいて弁慶の泣き所（この時加藤はしばしば「義経の泣き所」と言い間違えている）を打ったり、側溝に落ちてずぶ濡れになったりした上、しまいには葬儀の延期を頼んでくる（1979年もしも決定版）。
もしもシリーズ以外での、最後に車に撥ねられてボロボロの状態で戻ってきた後「すいませんがお坊さん呼んでちょうだい…」と言い残して死んでしまうパターンもある。
おしゃべり好きのお坊さん
お坊さん（谷啓）がやたら陽気かつおしゃべりで、葬儀会場で弔問客の一人一人にやたら話しかけたり、蘊蓄を披露したり、読経を始めてもしばしば中断して世間話を始めたりする。
恐妻家のお坊さん
お坊さん（仲本）が葬儀会場に入ってきて読経を始めるが、なぜか受付に置いてあった電話がいきなり鳴り出す。いかりやが出てみるとお坊さんの妻からで、お坊さんに代わると浮気を疑われ責められた挙げ句「実家に帰る」と言い出されたらしく、お坊さんがいかりやに「女房の実家で葬式を挙げてくれませんか？」と頼んでくる。
不幸なお坊さん
お坊さん（高木）が葬儀会場に入ってきて読経を始めようとした。ところが遺影の写真は高木自身であり、それを見た高木はその場でバッタリ倒れて死んでしまう。
大ケガをしたお坊さん
お坊さん（志村）がスキーで片手片脚を骨折しており、祭壇の前に行くのも一苦労な有様だが仕方なくそのまま葬儀を始める。お坊さんはなんとか読経をしようとするが（脚のギプスの中が蒸れて痒いので棒を突っ込んで掻いてもらったり、ギプスで固定されている手にバチをくくりつけて木魚を叩こうとするも叩くたびに骨折に響いて痛がり「回数少し減らしていいかね？」と頼んだり、正座ができないので座布団を積み上げた上に座ったり）、結局積み上げた座布団から転げ落ちてもう片手を骨折してしまい「ちょっと医者呼んで医者！早く !! 」と絶叫する。
ネアカなお通夜の出前
松寿司の店主（加藤）は故人の遊び友達だったらしく、通夜の場にも関わらず泣きながら馴染みの歌を歌ったり、一緒にソープランドへ行った思い出話を披露し、周囲の失笑を買う。挙げ句の果てには出前の岡持ちを読経中のお坊さんの頭にぶつけたり、岡持ちの底が抜けて中身の寿司を床にぶちまけ、慌ててかき集めようとする。
幼なじみのお通夜の出前
竹寿司の店主（高木）は故人の幼なじみだった。従業員（仲本）と共に出前に来たが、遅れて来たと思ったらなんと雷様の扮装でやってきて、いかりやに「雷様のコントが好評だったからまたやろうぜ」と声をかけてきた。
超ベテランのお通夜の出前
梅寿司の店主（志村）は年老いて耳が遠い上に物忘れがひどく、前述の「年寄りの出前持ち」などと同様に電話で注文を受けるが、しばしば聞き間違いをしてなかなかいかりやの注文内容が伝わらない。ところが電話が終わるなりすぐに出前を届けにやってきた。故人とも知り合いだったらしく、「幼なじみの弔問客」と同様に身内に同じ事を何度も尋ねるなどした挙げ句、なぜか出前をそのまま持ち帰ろうとする。いかりやに指摘されると岡持ちから寿司桶を取り出して持ってこようとするが、敷居につまずいた弾みで中身の寿司を葬儀会場内にぶちまけてしまう。

### 結婚披露宴
いかりやや他のメンバーは結婚披露宴の司会進行係役、もしくは仲人役や出席者役を演じる（様々なパターンがある）。
大騒ぎの結婚披露宴
とある結婚披露宴で進行係のいかりやの挨拶が終わり、続いてハゲオヤジの仲人（加藤）が挨拶をするはずだった。ところが仲人は飲みすぎで泥酔していてマイクの所まで行くのも一苦労で、席を立つなり脇のテーブルにぶつかって置かれた物をひっくり返す、他の出席者（仲本）の座っていたテーブルにぶつかってビールのグラスを倒す、それでこぼれたビールを拭こうとしてテーブルクロスを引っ張りテーブルの上の皿や料理を根こそぎひっくり返す、よろけた弾みで別の客のテーブルにぶつかってテーブルごとひっくり返すなどとんでもない失態を繰り返す。ウェディングケーキに顔を突っ込んでしまった後でようやくマイクの所に来れたが、顔面クリームまみれで前が見えない状態の上、吐きそうになるなどまともに挨拶ができない。
もしもシリーズ以外での、仲本が仲人の妻役を演じるパターンが存在する。こちらでは挨拶で加藤が所帯持ちでありながら実は花嫁に恋していた事を暴露し、いかりやにどつかれてウェディングケーキに顔を突っ込むオチになっている。
祝辞
結婚披露宴の出席者で新郎の恩師の志村が「あたくし口下手なもんですから」と、祝辞の代わりに歌を歌うがどれも結婚式にはふさわしくない歌（「二人でお酒を」「浪曲子守唄」など別れの歌）ばかりで、その都度進行係（高木）に止められる。それが次第にエスカレートして、歌っている最中に物を投げられたり水をかけられたり顔面にパイをぶつけられたりして、最後は「ありがとうございました」と変顔をしてオチとなる。

### 将棋の名人決定戦
いかりやが名人で、その他が挑戦者（段位は八段）。審判役は松居直美が演じていた。
落ち着きのない挑戦者
挑戦者（加藤）は朝食で食べた物の食い合わせが悪かったらしく腹を下していて、対局中に何度もトイレに行く。しかもそのたびに排便の音が部屋まで聞こえてきて、いかりやは露骨に嫌な顔をする。しまいには漏れないよう肛門を片手で押さえながら対局したり、慌ててトイレに行って部屋の障子を突き破ったり、戻ってきたと思ったら洋式便器に尻が嵌まったままの状態だった。仕方なく便器に腰掛けたまま対局を再開するが、即座に大量に排便と放屁をしてしまい、その臭いや音にいかりやだけでなく審判すらも顔をしかめてしまう。
もしもシリーズ以外でのパターンもあり、こちらは最後にトイレが詰まったらしく逆流した大量の水がいかりやにまともに降りかかり、「随分と（髪が）薄くなったのね？」と言う加藤にいかりやが「お前のせいだよ！」と突っ込むというオチだった。
天才少年の挑戦者
少年棋士の挑戦者（仲本）は漫画雑誌（少年マガジン）を読みながら対局し、漫画の内容に爆笑したりする。そしていかりやに駒を取られると「やだー、僕の角取ったー」「僕の1つしかない飛車取っちゃったー」などと泣いて駄々をこね、いかりやはそのたびにやむなく差し戻す。しまいには駒を取られなくてもいかりやを指さして「年取ってるー、汚い顔してるー」と号泣する。
アッと驚く挑戦者
挑戦者（高木）と早指し（時間制限を設けた対局）で勝負。途中までは残り10秒ぐらいで挑戦者が打ち返すが、最後には追い詰められた挙げ句、「3・2・1」のカウントダウンの直後にロケットのように尻から火と煙を噴いて上空へ飛んでいってしまい、読み上げの「後手、打ち上げ成功。なんだこりゃ」に対していかりやは「だめだこりゃ」と言って締める。
もしもシリーズ以外での審判役が仲本のパターンもあり、こちらは高木が上空へ飛んでいった後、仲本の「別に意味はありません。ちょっとした勘違いです」に対していかりやは「そう、よくある事」と言って締める。
妙に明るい挑戦者
挑戦者（志村）は対局中にギャグを連発し、「将棋に明るい笑いを」と大はしゃぎするのでいかりやは完全に動揺してしまう。さらにこの挑戦者は物を考えるとすぐ眠気に襲われるため、相手に隙を見せないようまぶたに目の絵を描いている。その末に挑戦者は食べていた饅頭を喉に詰まらせて死んでしまい、読み上げの「後手、2五死亡。志村八段、投了です」に対し、いかりやは「目開いてるよ？だめだこりゃ」と言って締める。
もしもシリーズ以外での、審判役が仲本で志村とハゲオヤジの加藤が対局をするが、バケツでの水のかけ合いから刀で斬る、拳銃で撃つなどエスカレートし、その都度審判が面白く読み上げる（加藤が志村の顔にクシャミを直撃させると「先手、クシャミ2回」、志村が加藤の頭を肘掛けで殴ると「後手、肘掛け」など）パターンもある。最後は志村と加藤が互いの出した手についてダメ出しをし合っていた。

### 警察
いかりやが一般人か被疑者役で、また検問中の警察官の役（ちなみに、ロケ時は大雨が降っていた）もあった。取り調べコントは後にいかりやの代表作となる「取調室シリーズ」や「踊る大捜査線」と比較して見ると、かなり面白くなるコントだと言うファンが多い。
家庭に問題のある刑事の取り調べ（総集編では「夫婦喧嘩中の刑事の取り調べ」に改称）
仲本とその妻の婦人警官（由紀もしくは五月みどり）は仲本の浮気疑惑が原因で、しばしば取り調べを中断しては殴り合いの夫婦喧嘩を始める。しまいには両者ともボロボロになって取り調べどころではなくなってしまう。オチは取調室の外から激しい物音が聞こえてくる中、いかりやの「だめだこりゃ」で締める。由紀や五月のファンから「イメージダウンになる」などの苦情が絶えなかったコントでもあった。
加藤がハゲオヤジの刑事で、由紀がその妻の主婦役のパターンもある。このパターンでは刑事が取り調べ中に妻から電話が来たりして、加藤は居留守を使ってやり過ごすが、その後妻が取調室に乗り込んできて加藤を見つけ浮気疑惑を問い詰める。そして加藤はいかりやに減刑を持ちかけるなどして自分のアリバイ証明を求めるが、最後はシャツのポケットからモーテルのマッチなどの物証が見つかった事で怒り心頭の妻に取調室から連れ出されていき、いかりやはそれを見て「だめだありゃ」と一言。
手段を選ばない刑事の取り調べ（総集編では「過酷な取り調べ」に改称）
2人の刑事（加藤・志村）が自白を引き出すためにヤカンの水をいかりやの口に注いで無理矢理飲ませたり、梱包用の幅広セロハンテープを顔に巻きつけて一気に剥がしたり、大きい風船を目の前で割ったり、加藤がリコーダーで「かあさんの歌」を吹きながら志村が「お袋さんが悲しむぞ？」と泣き落とそうとしたりなど、拷問にも等しい特高警察顔負けの過酷な手段を使ってくる。それでもいかりやが自白しないため、さらにエスカレートした結果最後は特大風船が割れた衝撃で取調室自体が倒壊してしまい、なおも「お前がやったんだろ？」と追及する志村にいかりやが「やってないけどだめだこりゃ」と言って締める。加トケン人気が高い時期にこのコントが放送されたため、前述の「酔っ払いの弔問客」と同様に加藤と志村が2人で登場し、通常このコーナーでははオカマや老人の役が多い志村が徹底的にニヒルに徹した、もしもシリーズでは珍しいパターンである。また、あまりにも過激で残酷ともいえる内容も多く、鬼気迫る勢いで演じている志村に対して加藤が「お前、（いかりやに対して）私情込めてない？」と問いかけるシーンもある。なお、視聴者に対しては放送時に時々「念入りに打ち合わせの上でおこなっています。危険ですから絶対にマネをしないで下さい」という注意を促すテロップが入れられたりもする。
情けない刑事の取り調べ（総集編では「駄々をこねる刑事の取り調べ」に改称）
刑事（高木）が取り調べ中にたびたび「戸が開かない～」「戸が閉まんない～」と泣き言を言い、いかりやが戸の開け閉めを手伝った際は一旦普通に戻るが、その後被疑者の住所を調書に書こうとして「（住所の）漢字がわかんない～」と再び泣き出す。ここでいかりやが住所を訊かれた際に「岐阜県岐阜市柳ケ瀬5-26」と答えたため、後にいかりやのファンが実際にその住所にファンレターを送ったという笑い話がある。なお実在する近似の地名は「柳ケ瀬通1～3丁目」であり、この住所は実在しない架空の物である。
器物破損をする刑事の取り調べ
刑事（仲本）が取り調べ中に「お前がやったんだろ !? 」「自白しないとどんどん罪が重くなるぞ！」と怒りながら電話機や机、椅子などを投げ捨てて壊していき、最後にはドアを蹴飛ばした衝撃で取調室自体が倒壊してしまう。その後いかりやを「器物損壊の現行犯で逮捕する」「誰か共犯者がいるんだろ」と連行しようとするが、いかりやに「あんただろ」と返されると「2人で豚箱入ろう」と言ってくる。
変装をする刑事の取り調べ
瓶底眼鏡の刑事（志村）が取り調べ中にしばしば席を外しては、七人の刑事や銭形平次や遠山の金さんに変装して戻ってきて誘導尋問のごとく「私がやりました」と言わせようとするが、いかりやは引っかからず「やってない」の一点張り。最後には一醤麺のCMの中国人に扮して「発音の勉強をいたしましょう。私がやりました」と誘導するがいかりやは「やってません」で押し通し、志村は「ちゃんと言ってよ～」と一言。
お爺さんの巡査
前述の「妙に親切な医者」と同様のコント。いかりやが市役所へ行く道を尋ねるため交番に入ると、中には老人の巡査（志村）がおり、道を尋ねるがたびたび話が脱線し「どこそこのおはぎはおいしくて今食べてるけど遠慮しないで食べな」「どこそこの八百屋のスイカがうまいよ」などといかりやに勧めてくる。しまいには2つに割ったスイカの中身を手でくり抜いた上、「夏バテに効く食べ方を教える」と称して牛乳、しらす、大根おろし、納豆、生卵、マヨネーズ、正露丸などを混ぜた物をいかりやに食べさせようとする。これに閉口したいかりやは「お巡りさんどうぞ」とまず志村に食べるよう勧め、食べた志村は当然悶絶して「気持ち悪くなったから病院連れてってくれる？市役所の隣だから」と本末転倒な事を言ってくる。
定年退職前日の巡査
いかりやが道を尋ねるために交番を訪れると、中にいたハゲオヤジの巡査（加藤）は道案内と聞くやがっかりする。話を聞くと、勤務中の35年間事件らしい事件に遭遇できず、やった仕事は迷子や遺失物の処理や道案内だけで、そのためうだつも上がらず定年間際の今でも平巡査止まりだという。装備品の拳銃や手錠は使う機会がないため錆びついてしまい、警棒は暇つぶしに毎日磨いたため磨り減って細くなっていた。そしていかりやに道案内をしながら途中の銀行に強盗に入るよう勧めたり、自分の財布を盗ませようとしたり、自分の拳銃をいかりやに持たせて自分を撃たせようとしてくるが、それは全て退職間際に手柄を立てて新聞に載り、階級を上げて退職金を増やし、家庭内での地位を高めたいがためで、いかりやを犯人に仕立てて自分がそれを逮捕して手柄にしようと考えていた。結局ことごとくいかりやに断られたため、最後は自分自身を拳銃で撃とうとするが案の定弾が出ず、いろいろいじっているうちに拳銃が暴発し、その弾が自分に当たって倒れてしまう。いかりやはそれを見て「お巡りさん、明日新聞に出ますよ」と一言。
せわしない巡査
いかりやが区役所への道を尋ねるために交番を訪れるが中には誰もおらず、そこに自転車に乗った巡査（仲本）が突っ込んでくる。さっそくいかりやに道案内をしようとするが、そこに「万引きがあった」と通報の電話がかかってきて現場に向かったり、立ちションする人を注意しに行ったり、一方通行の標識を無視した車を注意しに行ったりとせわしなく自転車で出ていっては戻ってくるたびに交番の中に突っ込んできて、そのたびに衝撃で頭上から物が落ちてきたりする。最後には勢いよく交番の奥の壁に激突して、倒れてきた壁の下敷きになってしまう。
居眠りしている巡査
いかりやが交番に入ると、中にいた巡査（高木）は高いびきで寝ている。区役所へ行こうとしていたいかりやは「地図か何かありませんか？」と尋ねると、巡査は「壁にかかってるよ」と返す。そこでいかりやが壁の地図を見てみると、町内地図ではなくスクロール式の大判の世界地図だった。
有名人の検問
運転手は加藤で、検問したいかりやは「あ、芸能人の方」と言っている。ちょうどこの時期に、加藤が実際にスピード違反で検挙され謹慎していた事実をネタにした異色作といえ、いかりやは「君の場合は、このコントに参加する資格はない」と言い放ち、さらには加藤を車から降ろして「歩いて帰って！早く！」と追い払うように言ってオチとなった。
なお、この回はいつも最初に出演していた加藤が珍しく最後に出演した回で、他には「潔すぎるセールスマン」や、前述の志村と共演した「手段を選ばない刑事の取り調べ」、初期の「ヤクザが経営する旅館」くらいである。
飲酒運転の検問
運転者は志村。高齢のため、前述の「年寄りの出前持ち」などと同様に耳が遠く何度も聞き間違いする上、いかりやに問いかけられるたびに「東京の孫に会いに行って、そこで嫁に酒を勧められた」などと同じ事を何度も言ってはぐらかそうとする。さらに無免許運転の上に車は盗難車で（志村は「近所の畦道に止めてあった物を借りた」と言い張っている）、車を降りると足元がおぼつかなくて飲酒運転だった事がバレてしまう。
「だめだこりゃ」の後で志村の酔っ払いの演技があまりにうまかったのか、いかりやが「ホントに酔ってるのお前？」と本気で訊ねると、志村は素に戻って「酔ってないよ！」と自信満々に答える。志村の高い演技力を見る事ができるコントだった。
緊急時の検問
運転者は高木。高木の乗っている車と、何かの事件で逃走した犯人の車が同じ事から緊急検問に。いかりやは隅々まで調べるが、トランクを開けた途端びっくり箱のように大きな人形が飛び出してくる。これに驚いたいかりやに、高木は「検問の方も退屈かなーと思って」と一言。
警察嫌いの検問
運転者は仲本。いかりやが免許証の提示を求めると、「最近の警察は悪い事する奴が多いから」「警察手帳を見せろ」などと難癖をつけてくる。そして検問が終わって走り出したと思ったらほどなく交通事故を起こし、ボロボロの状態で戻ってきて「実は私、無免許でした。すいません」と謝ってくる。

### 小説家
いかりやが出版社の原稿担当係役を演じる。
肉体派の小説家（その1）
いかりやが訪ねると小説家（仲本）はなぜか逆立ちをしていて、「こうすると頭に血が上るのでいいアイデアが浮かぶ」との事。その後も何度も逆立ちしてアイデアを出しては執筆を進めるが、そのたびに倒れた勢いで襖や窓ガラスを壊したり床を突き破ったりする。最後には壁ごと本棚を倒した衝撃で他の壁が倒れたり梁が落ちてきたりして、小説家は原稿料として家の修理代と自分の治療費込みで3010万円を要求してくる。
肉体派の小説家（その2）
いかりやが訪ねると小説家（仲本）はなぜか庭にいて、諸肌脱ぎでバーベルを持ち上げようとしていた。「素晴らしい小説を書くにはまず健全な肉体から」との事だが一向に持ち上がる様子がなく、「基礎体力にうるさい医者」と同様にウェイトを減らしてもやはり持ち上げられない。最後には「人間、無理をするのが一番いけない」とウェイトを全て外しシャフトだけの状態にしてやっと持ち上げられたが、直後によろけて庭の池に落ちてしまう。
ダジャレ好きな小説家（その1）
いかりやが訪ねると、小説家（高木）がなぜかサッカーのユニフォーム姿でサッカーボールを持って立っており、「わしがサッカーの高木じゃ（作家とサッカーをかけているらしい）」と一言。前述の「死んだ医者」「故人タクシー」の流れを汲む、高木お得意のダジャレ・出オチネタである。
ダジャレ好きな小説家（その2）
いかりやが訪ねると、小説家（加藤）はなぜかサッカーのユニフォーム姿でサッカーボールを持っている（作家とサッカーをかけているらしい）。いかりやが原稿を催促すると妻の元子（小柳）を呼んできて、「（いかりやが）お前をくれって言うんだよな」と訊くと、妻は「（いかりやは）私の好みじゃない」と一言。困惑したいかりやが「あたしの言ってるのは小説の方なんですよ」と言うと、今度は父親の由井正雪（高木）を呼んでくる。実は原稿は全くできていないとの事で、「遊んでる方が楽しいから」「それならこうしよう」と強引にいかりやを巻き込んでサッカーで遊び始める。呆れ果てたいかりやが「だめだこりゃ」を言うと、小説家は「おいだめだくーん…あ、うちに『だめだこりゃ』はいねーんだわ」と一言。
涙もろい小説家
小説家（加藤）が執筆中、「足が痺れた」「鉛筆の芯が折れた」「アイデアが浮かばない」などを理由に何かと涙ぐんでくじけそうになる。最後はいかりやが執筆のヒントとして他の小説家の本を見せるが、小説家は「漢字読めない～」「絵がない～」と泣き出す。
おっちょこちょいすぎる小説家
小説家（加藤）が、完成した小説の原稿をいかりやに出すべく家中を探すが（この時いかりやからは「締め切り時間までに原稿を出せないと罰金10万円」と言い渡されている）、原稿と間違えて表彰状やカラオケの歌詞カードやポルノ雑誌を持ってくる、探しに行く際にあちこちに爪先や臑をぶつける、襖を閉める際に手を挟む、階段から落ちるなどのおっちょこちょいぶりでどんどんボロボロになっていく。最後には包帯だらけで松葉杖をついた痛々しい姿になるが、結局原稿は自分の部屋の茶箪笥に置いてあった事が判明し、その直後にバッタリ倒れて気絶してしまう。
リアリティを追求する小説家
なぜか黒いマントを羽織ったオカルト小説家（志村）が、小説を書く上でリアリティを出そうと部屋の照明を蝋燭にするなどあれこれ試みるがうまくいかず、「この手が悪いんだ！」と自分の手（ただし作り物）や背後の壁を包丁で刺したり、おどろおどろしいBGMを流したり（その際に、机に置かれた生首の作り物がなぜか悲鳴を上げたりする）、殴られる人物の実感を得るためにいかりやに頼み、ビール瓶（小道具として用意された物で、割れやすい飴ガラス製である）で自分を殴らせたりする。しまいには「殺す実感をつかむんだ !! 」などと言っていかりやの首を絞め「なんか一言欲しいんだ！」と言ってきて、これにいかりやは「だめだこりゃ！」と返す。すると小説家は、「お前が悪いんだバカモノが！」と生首の作り物をビール瓶で殴ったりバケツの水をかけたりする。
不機嫌な小説家
老人の小説家（志村）はなぜか機嫌が悪く、事あるごとにいかりやの発言の揚げ足を取ったり、「リアリティを追求する小説家」と同様に「この手が悪いんだ！」と自分の手（ただし作り物）をナイフで刺したり、「出ない出ない！」と言っては原稿用紙を丸めて捨てたり自分の部屋を出てどこかに行ったりする。そして部屋の外から戻ってきたと思ったら巨大なウンコの作り物をかぶって上機嫌になっていて、実は「出ない」とはアイデアではなく便秘の事だったと判明。呆れたいかりやが「だめだこりゃ」を言うと、小説家はいかりやの頭頂部を指でいじりながら「（髪が）ダメですねこれ、ほとんどもうダメですね」と一言。

### セールスマン
いかりやはセールスマンが訪ねる家の住人、他のメンバーは保険会社のセールスマンを演じる。
新米のセールスマン
新人のセールスマン（仲本）が何度も営業マニュアルを見て、それを参考にいかりやにセールスするがそのたびに断られた上、マニュアルに従い「きれいに（家の中の）掃除が行き届いてまして、奥さんがきれい好きでございますね？」「ご主人は堂々として立派でございますね、もしかして会社の重役か社長でいらっしゃいましょう？」などと褒めると「うちの女房は3年前に男作って蒸発したんだよ」「あたしは去年からずっと失業してんだよ」などとことごとく地雷を踏んでしまう。さらに家を褒めるといかりやは「あたしはたまたま留守番で来ている隣のアパートの住人だ」と言ってきて、実は家の住人ではない事が判明。最後の手段として袖まくりをして脅しにかかろうとするも、バットを手にしたいかりやに怒鳴りつけられて玄関のドアを突き破って逃げ出し、戻ってきたと思ったら「他に（セールスの）心得があったら教えてください」と頼んでくる。
この回は仲本のパートが一番時間が長く（約3分強）、加藤と志村は短時間（高木は出演していない）という異例のもしものコーナーだった。
やたら力の強いセールスマン
セールスマン（志村）は「今時間がないから」とセールスを断られても「お手間は取らせませんから、話だけでも聞いてやってください」としつこく食い下がり、何度も玄関のドアをノックするたびに振動でいかりやのいる室内の物を落とし、それが次第にエスカレートして部屋の壁が倒れたり梁が落ちてきたりした末に家を倒壊させてしまう。たまりかねたいかりやが応対に出ると、「入っときゃよかったね、損害保険ね。惜しかったね、うちは過去の保険はやってませんから」と言い残して去っていく。
この回の志村はもしもシリーズの定番の老人役やオカマ役ではなくごく普通の中年セールスマン役で、またほとんどの回で最後に登場していた志村のパートとしては異例の中間（仲本と加藤の間）だった上、志村のパートにしては短時間（約2分30秒）で終わった珍しい回である。
気の短いセールスマン
セールスマン（加藤）が、応対に出たいかりやに「今うち間に合ってるから結構。帰っていい帰っていい」と言われると「あ、そうですか。失礼しました」と潔くそのまま帰ってしまうというコント…と思いきや、この後加藤は拗ねたように「あーそうですか、帰っていいんなら別に構わないけど」と言いつついかりやのいる部屋のセットの前を横切り、いかりやが後を追うとそのまま撮影中のスタジオを出ていく。しまいにはまだ収録が残っているにも関わらずフジテレビ社屋の玄関まで行って、（あらかじめ待たせていた）タクシーで自宅へ帰ってしまい、いかりやが「あいつ本当にうち帰っちゃったよ、まいったな」と呆れ果てる。一種のメタフィクションともいえる異色作である。
この回はもしもシリーズのほとんどの回で最初に登場していた加藤が珍しく最後に登場した回であり、他に加藤が最後に登場したもしもシリーズは、志村と共に出演した「手段を選ばない刑事の取り調べ」や自身の免停期間中に出演した「有名人の検問」、初期の「ヤクザが経営する旅館」「焼けた居酒屋」くらいである。

### 家政婦（家政夫）
いかりやは家主の放送作家役を演じる。
ピンチヒッターの家政夫
いかりやの家に来た家政夫（加藤）は子供（人形を使用）を背負っているが、実はいかりやがいつも世話になっている家政婦の夫で、妻が産休中のため代わりに来たとの事。いかりやはさっそく掃除を頼むがその矢先に子供が泣き出し、子供の世話をする羽目になる。そして家政夫は掃除に取りかかるが、家事に慣れていないのか壁に掛かった額縁にはたきをかけると勢い余って落とす、床を掃こうと箒を持ち出すと柄の先を戸棚のガラスにぶつけて割る、掃除機をかけると中に埃が詰まっていたらしく、排気口から消火器のように粉が噴き出しいかりやを粉まみれにするなど失敗ばかり。最後に家政夫は子供のおむつを替えようとするが、おむつを外した途端子供が噴水のようにオシッコを噴き出し、いかりやをびしょ濡れにしてしまう。
遠くから来た家政婦
いかりやの家に来た家政婦（高木）は、なぜかエプロンを着けたピンク色の火星人の着ぐるみを着ていた。「なんだいこりゃ？」と訝るいかりやに対し、「私は太陽系第4惑星火星から来ましたカセイフです」「わからなければ、これをご覧ください（この時の声は宇宙人っぽい音声に加工されている）」と言って示したのは「火星婦」と書かれたプラカードだった。いかりやが「意味が違うだろー」と突っ込むと、高木は着ぐるみの頭を取って顔を出し、「違うとは思わないけどなー」と一言。
挙動不審の家政婦
いかりやの家に来た家政婦（仲本）は無言のまま家の中に上がり込んだ後、何かをこらえるように自分のスカートの裾を両手で握り締める、いかりやの話に対して「はーい！」と不自然なくらいの大声で返事するなど、明らかに様子がおかしい。そして、いきなり座っていた座布団を破いて中の綿を毟り取り始めたと思ったら、プルプル震えながら襖を手で引っかいて破る、大声で叫びながら戸棚のガラスを叩き割る、ちゃぶ台をひっくり返すなど家の中の物を壊しまくり、しまいにはいかりやにつかみかかる。どうやらトイレを我慢していたらしく、「何してんのあんたは！あたし何もしませんよ」と戸惑ういかりやをよそに「もうダメ～！お便所～！」と叫びつつ、障子を突き破って居間を飛び出しトイレに駆け込んでいく。その後スッキリして戻ってきた家政婦を、いかりやが「どうしてくれるんだよこれを、何してんだあんたは！」と怒ると、家政婦はまた催したらしく再び大声で叫びながらトイレに駆け込んでいく。
年寄りの家政婦
老婆の家政婦（志村）は高齢のためか物忘れがひどい上耳が遠く、夕食の食材の買い出しを頼むとことごとく注文を聞き間違える、代金を渡しても受け取った事を忘れて何度も請求してくる、掃除を頼むと応接間に置かれた洋酒を盗み飲みするなど要領を得ない言動ばかり。その挙げ句、アイロンをかけたまま洗濯をしに行ってアイロンがけしていた服を焦がし、さらに洗濯でも洗剤を大量に洗濯機に入れて大量のシャボン玉が家の中に舞う事態にしてしまう。
もしもシリーズ以外での家主役が加藤のパターンもあり、こちらは居間が洋風の加藤の自室になっているほか、掃除中に花瓶を落として割る、執筆中の加藤のそばまで来て机に置かれたお菓子を孫へのお土産に持っていく、夕食の時間やメニューを何度も訊く、休憩しようとソファーに座ると居眠りして加藤が呼んでも起きないなど執筆の邪魔をしまくる。オチは、家政婦が起きないのを不審に思った加藤が脈を測ると脈が止まっていて、「死んでる！」と驚いて家政婦の胸を拳でドンドン叩くと「痛てーよそれ！」と言いながら起きるという物だった。

### 新築訪問
いかりやは新築の家をお祝いに来た訪問者役を演じる。
勘違い
いかりやが訪問したのは明らかに新築には見えない築年数の古い家で、いかりやが「この家はこれ…古い家？」と住人（仲本）に尋ねる。さらにいかりやが「まずいんだよ。今回のテーマは『もしもこんな新築の家があったら』だろ？家が古くちゃまずいじゃない」と言うと、仲本は「新築」と「新宿」を聞き間違えていたらしく「嘘だよー。今回のテーマは『もしもこんな新宿の家があったら』ってんでしょ？だから新宿をずーっと探し回ってやっとここ見つけたんだけど」と言ってくる。そして「『新築』と『新宿』じゃ大違いじゃねーかよ。やりようがないよこれじゃ」と文句を言ういかりやに、「だからさ、今度からもう電話で打ち合わせするのやめよ？ちゃんと原稿書いてさ、会って打ち合わせしようよ、な？頼むよそうして」と楽屋オチ的な要望をぶつけてくる。一種のメタフィクションともいえる異色作である。
動物好きの家主
いかりやは新築の家主（加藤）の豪邸を訪れる。しかし手ぶらで来たためか、玄関先のオウムが「図々しい、早く帰れ！」と言ってくる。洋間に通されるとビールを持ってくるお手伝いさんが犬で、さらに食器棚の中からはリスや兎、クローゼット内には狸やスカンク、さらに大きいクローゼットを開けると象が入っていたりと様々な動物が現れる。しまいには大きな扉を開けるとなぜか鉄格子になっていて、その向こうに通行人がいた。実はこの新築は動物園を兼ねており、オチは家主がいかりやを指差し、通行人に対して「ゴリラでないから、餌はあげないように！」と言っていた。
成金社長
いかりやが訪れた社長（志村）の新築の豪邸は、世界各地から集めた胡散臭い花瓶や「北極の鷹の剥製（わさわざ北極に持っていって剥製にしたらしい）」など高価らしい物が多く置いてあるが、「誇りがない」などと言っていかりやには一切触らせようとしない。さらにハバナの葉巻やフランスのブランデーをいかりやの目の前で嗜んでみせるが、いかりやには普通の煙草や瓶ビールしか出さない。そしてアフリカの密造酒を2人で飲みながらいかりやが「奥さんにご挨拶したい」と言うと、実はこの家は社長の趣味による一夫多妻で社長は「奥さんが余ってるから1人持ってくか？」といかりやに勧めるが、呼ばれて出てきたのは…。
もしもシリーズ以外での、志村と仲本によるパターンもある。

### 旅行代理店
サービス過剰の旅行代理店
客として旅行代理店を訪れたいかりやが入ると社長の東八郎と社員たち（仲本・高木ら数名）が一斉に出迎え、すぐにいかりやにコーヒーを出したり、靴を磨いたり、上着にアイロンをかけたり、洗髪をしたりする。さらに「動悸が激しい」との事で旅先で病気になるのを防ぐためとして予防注射をしたり、疲れている様子との事で膝の三里に灸を据えるなど、有無を言わせずありとあらゆるサービスをしてくる。もみくちゃにされたいかりやが「私ね、北海道の切符の手配だけお願いしようと思ったのに」と言うと、東は「（切符は）今当社にはございませんので明日朝10時ごろになります」と答え、いかりやはそれに愕然として「明日また来ますよ」と帰ろうとするが、仲本ら社員に「今晩ここへお泊まりくださいませ。当店は24時間営業になっております」と無理矢理引き止められてしまう。いかりやは「一晩中なんか待ってられませんよ！」と抗議するが、やはり有無を言わせず座っていた椅子ごと店の奥に連れ込まれ、音楽ショーと題して仲本のピアノ演奏と社員全員による「鉄道唱歌」の熱唱を聴かされる。歌の途中で仲本は「この歌は865番（実際の鉄道唱歌は374番）までございます。歌い終わるとちょうど朝の10時でございます」と言ってさらに歌い続け、逃げ出そうにも逃げられないいかりやは「だめだこりゃ！」と言いつつソファーにへたり込んでオチとなる。
妊娠中（？）の旅行代理店
旅行代理店を訪れたいかりやだったが、応答はするがなかなか出てこない店主。その店は老婆（志村）が1人で経営しているが、最初は恥ずかしがりながら立ち上がろうとしない。実はこの店主は妊娠（？）していてお腹もかなり大きかったため、しかも年齢を訊くと67歳という高齢である事から恥ずかしくて顔を出せなかったという。しかしいかりやの説得に開き直った店主は仕事そっちのけで接客中にも関わらずカウンターで食事をしたり、奥の座敷でマタニティ体操をしたりする。挙げ句「陣痛が来た」と言っていかりやに布団を敷くように頼み出産に挑もうとするが、やがて陣痛は治まってしまう。不審に感じた店主が産婦人科に電話で問い合わせたら実は単なる「想像妊娠」であり、大きくなったお腹は実は「ウンコの塊」で、ただのひどい便秘だった。そうとわかると店主はいかりやに「あんたの子供が欲しい」と言って詰め寄り、いかりやは声を上げながら悶絶する。
加藤観光
いかりやが訪れた旅行代理店は流行っていないのか店内は荒れ果て、椅子も埃だらけという有様。店主（加藤）はいかりやにタバコを遠巻きに催促したり、旅行しようとするいかりやを羨ましがったりする。当初は北海道旅行を考えていたいかりやだったが、店主の泣き落としを聞いているうちに花巻温泉郷、しまいには船橋ヘルスセンターと、どんどん近場に計画を変更するハメになる。店主は遠巻きに自分も連れていくよう媚びを売り始め、耐え兼ねたいかりやが「ヘルスセンターに一緒に行こう」と誘うと店の奥から店主の子供たちが大勢出てきて、最終的にいかりやが「こんなにたくさんダメだよ！」と叫ぶというオチ。

### ヤクザ（第1回目のもしも作品）
いかりやは殴り込みに来たヤクザの親分、高木はその子分を演じる。
オカマのヤクザ
あまりにナヨナヨとしている上にオネエ言葉を話す親分（加藤）と一の子分（千昌夫・ネグリジェ姿でナイトキャップをかぶっている）が、「ここに入ったら『親分』と言っちゃいけないと言ったでしょ、『ママ』って呼びなさい」「殴り込み？野蛮ね～」などと言いながらいかりや率いるヤクザの殴り込みに応じる。一の子分はオカマチックな仕草で刀を振り、また親分はいかりやを見て「あら、お仲間～？や～ね～、あの顔でなんにも化粧しないでお店出るつもりかしら」「商売敵ならさ、色気で勝負すればいいのにね～。いーだ！（子分と一緒にアカンベーをする）」などと言っていかりやを呆れさせる。
老人だらけのヤクザ
いかりや率いるヤクザが殴り込んだ志村組には老人しかおらず、しかも親分（志村）は耳が遠い上腰が曲がって杖をついている。そして「表へ出ろ」と言ういかりやを、「寒いからそこ（玄関の戸）閉めてこっち入んなさいよ」と室内に招き入れてお茶とたくあんを勧める。さらに「あ、その顔は肩が凝ってらっしゃる肩が凝ってらっしゃる」といかりやの肩に灸を据え、おもむろに「ところでなんの用事で来たんだい？」と質問していかりやを呆れさせる。
弁護士風のヤクザ
いかりや率いるヤクザの殴り込みに遭った親分（伊東）が、いちいち広辞苑や六法全書を持ち出して調べながら「（土地の）権利書お持ちですか？」「困りますなー、権利書と実印だけは持ってきてもらわないと」「法律で定める所以外の部分で闘争を起こしたいという事ですね？それなら後々のトラブルを避けるために『闘争契約書』という物を作りたいので、ちょっとお待ちください」などと理屈をこねまくる。あまりの理屈のこねぶりにキレたいかりやが殴り込みに来たいきさつ（先代の時に取られた縄張りを取り返しに来た）を説明すると、親分は「そのような事実がございましたか！いやーすみませんでした、これはなかなか厄介ですな」と言いつつ六法全書を調べて「当方の非ですなこれは。全面的に敗訴です」とあっさり自分たちの非を認め、刃物（刃渡り15cm以上の刀剣類）を持っているかどうかを尋ね、さらには死亡診断書と埋葬許可証を出してこれを提出するよう頼み、いかりやから刀を借りて切腹してしまう。
笑い上戸のヤクザ
いかりや率いるヤクザが殴り込みに来たというのに親分（仲本）とその子分たちは酒盛りをしながら笑い転げていて、応戦しようとした親分の妻は酒を口に含んで親分の刀の刃に吹きかけようとするが飲み込んでしまい、やはり全員で笑い転げる。そのうち子分の一人（すわ）が奥から出てきて奇声を上げて笑いながら応戦した結果、キレたいかりやに斬られたが「わ～、ここんとこ斬られた～」「わ～、もう死んじゃう～」と笑いながら痛がり、親分たちはそれを見て「死んじゃった～、（いかりやを指差して）強いんだもん～」と笑い転げていた。

### ヤクザの殴り込み
前述のヤクザコントのリメイクである。
おっちょこちょいなヤクザ
殴り込みに来たいかりやたちに槍を持ち出したりして応戦しようとするヤクザの親分（仲本）だが、屋敷の奥から戻ってくるたびに床で滑って転んでばかりで戦いどころではない。最後は屋敷の奥から子分を呼び出して応戦しようとするが戻ってきた途端全員が一斉に滑って転び、その衝撃で天井の梁が落ちてきて一同を直撃する。そして唖然として見ているいかりやたちに親分が「腰打っちゃったい、明日にしてくれ」と言ってきて、これにいかりやは「だめだこりゃ」と一言。
一見普通の…?
殴り込みに来たいかりやたちと敵のヤクザの一騎討ち。一見普通だが突然音楽が流れ、一旦停止した殴り込みの様子を背景に着物姿のNHKアナウンサー（当時）・鈴木健二に扮した高木が現れ「歴史の勉強をいたしましょう、これはヤクザの出入りでありますね」「真ん中にいる方、人相悪いですね。でも偉いですよー、私もあの方から給料頂いてます」と言う（実はこのコントの前に放送されたコント「武器の歴史　マル珍面白ゼミナール」でも同じ格好をしていて、事実上の続きという形になっている）。そして「なんで出てくるんだよお前はこの野郎」と怒るいかりやに対して「さて問題です。私は明日から、給料は上がるでしょうか下がるでしょうか？」と出題し、いかりやが「下がるよ」と答えると高木は「残念でした。大幅に上がります。これが正解です」と言い、その横で「だめだこりゃ」と呆れるいかりや。NHKで当時放送されていた人気番組「クイズ面白ゼミナール」の「歴史クイズ」のコーナーのパロディである。
情けないヤクザ
いかりや率いるヤクザが殴り込むと、屋敷の中は蜘蛛の巣が張るなど荒れ果てていて親分（加藤）一人しかおらず、さらに親分はいきなり首を吊ろうとする。いかりやが慌てて止めると、親分は泣きながら「井澤という悪い野郎に騙されて『ノーパン茶屋』なる商売に手を出した結果、稼ぎを全て持ち逃げされた上に自分は手入れが来てお縄になり、入牢中に子分たちや妻に逃げられた」と言う。そこから再び首を吊ろうとする親分を止めようとするいかりやだが揉み合ううちに親分の股間に踏み台が食い込む形になり、親分は「皆さん、真似しないでください」と一言。
死んだふりをするヤクザ
いかりや率いるヤクザが殴り込むと、親分（志村）以下全員が、既に別のヤクザの殴り込みに遭ったらしく斬られて死んでいた…と思いきや、実は子分が2人しかいないため全員で死んだふりをしてやり過ごす作戦だった。そしていかりやたちが仕方なく引き上げていくと、全員がおもむろに起き上がり安心して酒盛りをしたり食事を始めたりする。が、いかりやたちは「長いつき合いだったしせめて供養の一つでもしてやろう」「忘れ物をした」「まだ息がある者がいるかも」などと言って何度も戻ってきて、そのたびに全員が慌てて死んだふりをするが最後にはバレてしまう。そして親分は近づいてきたいかりやを咄嗟に斬りまくった後「ここ（自分の頭を指差す）の出来が違うんだよ」と言うが、最後に刀を鞘に収めようとしてなぜか自分の腹に刺してしまう。
2023年1月1日に放送された「ドリフに大挑戦スペシャル」では、殴り込みに行くヤクザの親分を伊達みきお（サンドウィッチマン）、その子分を石田たくみ（カミナリ）が、死んだふりをするヤクザの親分を富澤たけし（サンドウィッチマン）、その子分を竹内まなぶ（カミナリ）と飯尾和樹（ずん）が演じて再現された。
具合の悪いヤクザ
いかりや率いるヤクザが殴り込んだ先のヤクザの親分（志村）は病気で寝たきりで、他の「具合が悪いシリーズ」と同様に天井にベルトを吊り下げて輪を作り、それに体を引っ掛けて応対する。病気になった途端子分たちや妻に逃げられたらしく、しかも持っていた刀は錆びついて刃こぼれだらけだった。そして親分は「同じヤクザなら俺と同じ条件で戦え」と言ってきて、いかりやも天井から吊り下げられたベルトの輪に体を引っ掛け、吊り下げられた体の勢いで刀を振り回して戦うが、親分は同じく吊り下げられた体の勢いを利用して一斗缶で殴ったりバケツの水をかけたりしてくる。

### 送別会
いかりやは送別会の主役の社員、他のメンバーは社長や参加者の社員を演じる。
重苦しい送別会
いかりやが送別会場を訪れると、社長（高木）と社員たちが皆下を向いて重苦しい雰囲気で、酒や料理もほんの少ししかなく、社長は他の社員（仲本）に促されてようやく乾杯の音頭を取る。実は会社の経営が危機的状況で、送別会どころではないのをなんとかしている状況だった。そして乾杯した所で会場に一人の社員が入ってきて小声で仲本に何か話すが、どうやら緊急事態が発生したらしく、社長といかりや以外の社員は「宴会は一人で続けてくれたまえ」と言い残して皆会場から出ていってしまう。その後仲本が戻ってきたと思ったら、社長に頼まれたらしくなぜかいかりやに500円を貸すよう要求してくる。
騒がしい送別会
いかりやが送別会場を訪れると、会場ではなぜか社長（志村）と社員たちによる春闘の労使交渉が行われていた。社長は頃合いを見ていかりやと酒を酌み交わすが、ちょうど電話が来て応対したり、次の仕事のために着替えたり薬を飲みに行ったりとせわしない。最後に、社長は面倒くさくなったのか社員たちに要求を聞き入れる事を約束し、いかりやも巻き込んでその場にいる全員で万歳をする。
酔っ払いだらけの送別会
いかりやが送別会場を訪れると、会場では部長（小松）と社員たち全員が既にしこたま飲んで泥酔状態になっていた。酔っ払った部長がいかりやに絡んだり、他の社員（加藤）と喧嘩を始めたり、乾杯の音頭もまともにできないなどグダグダな有様で、呼ばれて出てきた芸者（由紀）もやはり酔っ払っていていかりやは呆れ果てる。

### 質屋
ぼったくりバーの質屋
店主（加藤）が営む質屋の店内はまるでキャバレーのような雰囲気で、女性の店員からビールなどの接待を受ける。ラジカセを質に出すと査定は7000円と告げられるが、アルコールや接待でもてなされた分がチャージとして差し引かれて100円しか戻らず、さらにその100円も退店時に女性の店員からの投げキッス代として取られてしまう。
ヤクザの質屋
いかりやが質屋に入るとスーツ姿でサングラスをかけた店員（小松）がいて、店内は帳場があるなど江戸時代の商店のような作り。いかりやが質に入れたい懐中時計を取り出そうと懐に手を入れると、店員は「殴り込みだ！」と叫んで他の店員たち（皆ヤクザである）を呼び、いかりやは短刀を構えた店員たちに囲まれてしまう。慌てて時計を質に入れに来た事を話すと店員は「親分！」と店主を呼び、出てきた店主（加藤）はなぜか石川五右衛門のような出で立ちで、店員に時計を査定させる。そして店員が「3000円」と査定すると店主は「みっともない事するんじゃねえ！値切ったら俺の顔が立たねえじゃねえか！」と叱りつけ、いかりやに「金はなんのために入り用なんですかい？」と質問する。いかりやが「妻が急病でその診療費を調達するため」と答えると、店主は「いい心がけだ」と3万円を出してきて、思いの外高査定なのでいかりやが戸惑うと「3万円じゃ不服ならさらに7万円、合わせて10万円、持ってけ泥棒」と言ってくる。いかりやが「こんなに出されても返済に困る」と言うとさらに40万円を追加してくるが、そこに姐さん（店主の妻）が出てきて「いいかげんにおしよ、稼ぎもないくせにそんなに貸してどうすんだい」「メイクだって朝から何時間もかけて！」と店主を叱り、すっかり気圧されている店主の「だってこの格好が好きなんだもん」との言い訳も「好きだ嫌いだで生きてんならいい身分だよ」と一蹴。店主を店の奥に引っ張っていこうとして、困った店主は「俺と一緒に逃げてくれ」といかりやに助けを求めてくる。
健康診断をする質屋
カメラを質に入れに来たいかりやに、店主（仲本）はなぜか病歴の有無などを尋ねてきて、さらにいかりやに号令をかけて店の入り口付近を歩かせたり、入り口の横にある引き戸を勢いよく開けるよう指示する。いかりやが指示通り戸を開けるとその上の窓が倒れてきて頭を直撃し、店主はそれを見て「脳波は正常」などと帳簿に書き込んでいく。不審に思ったいかりやが問い正すと、店主は「貸した相手にもしもの事があると取り立てに支障するので、健康状態を確認している」との事で、さらに腕力を確認するためとして「頭上まで持ち上げられたら査定が5000円上がる」と入り口付近に置かれた大きな花瓶をいかりやに持ち上げさせるが、その途端花瓶が置かれていた台からびっくり箱のように蛇のおもちゃが飛び出し、実はこれも心臓の検査だった。こうした診断の末に店主は15000円の貸しつけを約束するが、いかりやがカウンターの椅子に座った途端椅子が壊れ、これも座骨神経の検査だった。たまりかねたいかりやはカメラを質に入れるのをやめて持ち帰ろうとするが、引き留めようとした店主は「これを引っ張ったら2万円お貸しします！」と言いながら天井から下がった紐を引っ張り、結果落ちてきた巨大な分銅（重さは500貫らしい）の下敷きになってしまう。そして驚くいかりやに、「残念ながらお貸しできませんな、私がダメです」と言ってくる。
貧困で寝たきりの質屋
老人の店主（志村）は寝たきり状態で、店内は埃まみれで蜘蛛の巣が張っている。1週間何も食べてないとの事で、いかりやの鞄に入っている弁当の匂いを嗅ぎつけるなりそれを食べようとしたり、一人では満足に起き上がる事もできず、なかなかいかりやの用件に応じようとしない。見かねたいかりやは急いでいるので仕方なく自分の弁当とタバコを渡すが、質に出すカメラを受け取った店主は今手元に金がないらしく、それを別の質屋に持っていこうとする。
やたら勘のいい質屋
店主（伊東）は異常に察しがよく、来店したいかりやの質に入れたい物などやる事をことごとく先読みしてくる。さらに店員（高木）が帳簿に書かれたいかりやの予定を読み上げるが、もはや未来予知のレベルに達している。なんでも戸籍謄本・会社の内容証明・給料明細などことごとく調べ上げているそうで、なんといかりやがイボ痔を患っている事まで知っていた。

### 新装開店のスナック
スナックの店名は「はまゆう」である。
マスターが新人すぎる新装開店のスナック
いかりやが、新装開店のスナック（マスターは加藤）にやってくる。しかしマスターは脱サラして間もないためか「カンパリ・ソーダ」を「頑張れ源さん」と聞き間違える、ジン・フィズの作り方をいちいち調べ直すなどカクテルの種類をろくに知らない上、手が滑ってシェイカーをすっ飛ばすとなぜか天井から金盥が落ちてくる。さらにおつまみも、メニューはあるもののほとんどが品切れだったりとろくな所がない。唯一今出せるおつまみとして銀杏があり（マスター曰く、出身地・福島の特産品の銀杏らしい）、マスターはこれで銀杏炒めを作ろうとするがコンロに点火するとポップコーンのように弾け出し、慌ててフライパンに蓋をすると大爆発が起こり、店内はメチャクチャに大破して2人ともボロボロになってしまう。
借金取りが来る新装開店のスナック
いかりやが来店した新装開店のスナック（マスターは仲本）は開店に当たって多額の借金をしているらしく、マスターが店の奥に引っ込んでいる間にヤクザの借金取り（八名信夫など悪役商会の面々が多い）が入れ替わり立ち替わり店を訪れては店内を荒らしていき、なぜか客のいかりやがマスターと間違われて殴られたり、しまいには指を詰められそうになる。前述の「借金取りが来る居酒屋」とほぼ同様のコントで、店内には「出血大サービス」と書かれたポスターが貼られていて、オチでは殴られて鼻血を出したいかりやにマスターが「『出血大サービス』って書いてあるでしょ？」と一言。
工事中の新装開店のスナック
いかりやが来店した新装開店のスナック（マスターは高木）は一見普通だが、中には誰もいない。いかりやがカウンターに置かれていてたアイスバケットでカウンターを叩いてマスターを呼ぶと店が倒壊し、大工姿のマスターがどこからかやってきて「ダメだよー、明日開店なんだよ。まだ（改装工事が）できあがってないんだよ」と一言。
人手がない新装開店のスナック
いかりやが来店した新装開店のスナック（マスターは志村）は、新装開店で半額セールなのになぜか隣の居酒屋より料金が高く、いかりやから「説明の順序がいけない、先に『5000円』と隣の料金を言うからわからなくなる」と指摘される。そしてマスターと一緒に飲む事になるが、マスターは何度も喋った弾みで口に含んだ酒を吐き出し、いかりやに飲むか喋るかどちらかにするよう指摘されると酒の入ったグラスを丸ごと口に咥えて一気に飲み干そうとするが、やはり咽せて吐き出してしまう。呆れるいかりやにマスターは「女っ気がないからだ」と言い出してホステスを呼ぶが、出てきたのはバニーガール姿のマスターの妹（志村の2役）だった。マスターの妹は「私生ビールが好きなの」と店内のビール樽からグラスにビールを注ごうとするが、開栓の操作を誤ったらしくビールが噴水のように噴き出してしまう。

### 俳優
大御所俳優（もしもこんな子役がいたら）
2021年9月26日放送の「ドリフに大挑戦スペシャル」で放送された遠藤憲一考案の新作コントで、配役は大御所俳優「エンケン」が遠藤、監督がカンニング竹山、プロデューサーがよしこ（ガンバレルーヤ）、ADがまひる（ガンバレルーヤ）だった。芸歴50周年の大御所俳優のエンケンを監督は下にも置かない態度でもてなし、エンケンは小道具として自前のランドセルを取り出してどちらがいいかを尋ねてくる。そして本番の撮影では、エンケンは通学帽とランドセルを身につけた小学生の扮装で大根役者そのものとしか言いようのない子供の演技をする。これに「さすが子役歴50年、最高です」とOKを出した監督にプロデューサーは文句を言うが、実はエンケンは子役歴50年を経ても同じ演技しかできないとの事。撮り直しても変わらない演技を見て、プロデューサーは「だめだこりゃ」とつぶやく。

### その他の類似コント

#### 超迷惑携帯電話
電車内を舞台にした携帯電話を使ったコントで、レギュラー末期に放送されたショートコントである。内容は以下の4つで、加藤と志村が出演。
- 電車内に次々と乗客の携帯電話の着信音が流れるが、コンパクト型、女性が履いている靴がそのまま携帯電話になっている、加藤が大きな鞄の中からなぜか公衆電話を取り出すなどいろいろな形の電話が登場する。最後は志村の隣に座っていた女性の乗客（山田まりや）自体が電話で、志村が彼女を立たせると背中にアンテナとボタンがあり、さらに志村が彼女の股間に向かって「もしもし！」と叫んで加藤に「どこに喋ってんだよ！」と突っ込まれるというオチ。
- 着メロが流れたと思いきや、なぜか車内にいる赤いドレスの女性が電子ピアノで弾いていて、志村と加藤に突っ込まれるというオチ。
- 赤ちゃんの泣き声やお経や屁の音など、とんでもない着信音が次々と流れる。最後は着信音と思ったら志村の本物の放屁で、車内にいる乗客全員が逃げ出してオチがつく（しかも志村の座っていた席にはウンコが落ちていた）。なお、この当時はまだリアル着信音がなかった。
- 車内の座席の中に一抱えもある巨大な受話器があり、車内にベルが鳴り響いたと思ったら車掌（加藤）がやってきて、座っていた乗客全員を立たせると中から受話器を取り出して「もしもし！」と叫ぶ。

#### エレベーター
エレベーターを舞台にしたコント。内容は以下の9つで、いずれも30秒以内のショートコントである。
- 加藤がエレベーターに乗ろうとすると中が階段になっていて、驚きながら階段を上がっていく。
- 仲本がエレベーターに乗ろうとすると中に竹の登り棒があり、必死に登ろうとするが登れない。
- 高木がエレベーターに乗ると、ドアが閉まると同時に左右の壁が迫ってきてつぶされる。
- 志村がエレベーターに乗ろうとすると中がなぜかグランドキャニオンになっていて、志村は転落したと思ったら中から顔を出してくる。
- 志村がエレベーターに乗ると中になぜか巨大な女性がいて（脚だけが見える状態）志村はその股下に来る形になり、最後はオシッコをかけられる。
- 前川清がエレベーターに乗るが、なぜか中のボタンを押してもドアが閉まらない。頭に来てボタンを何度も押しまくったり、中からエレベーターの壁をひたすら叩きまくったり、蹴りを入れたりしているとエレベーターの奥の壁が開いてパジャマ姿のいかりやが出てきて、「静かにしろようるっせぇなぁ！今何時だと思ってんだ !? 」と怒鳴りつけてくる。この思いがけない事態に前川は「あれっ？」と呆然としていた。
- 加藤と志村がエレベーターに乗ろうとすると中がなぜか銭湯の女湯になっていて、入浴中の女性数名が「キャー！」と悲鳴を上げて石鹸や洗面器などを投げつけてくる。
- いかりやがエレベーターに乗ろうとすると、中はなぜか雨が降っていて傘を差した乗客（由紀）が降りてくる。そこで傘を取りに行って改めてエレベーターに乗ると、落雷が起きていかりやはボロボロになってしまう。
- ドリフ全員がエレベーターに乗ると、中にいたエレベーターガール（小柳）が「上に参ります」と言った後、自分が上空へ飛んでいってしまう。それを真下からニヤニヤしながら見上げる志村が、加藤にどつかれるというオチ。

#### 丁か！半か！つぼ振りあれこれ
丁半博打を舞台にしたコント。内容は以下の7つで、加藤と志村が出演。いずれも1分以内のショートコントである。
- 壺振りの加藤が壺にサイコロを入れて盆布の上に伏せると、そのまま床をぶち抜き中に落ちてしまう。
- 壺振りの加藤が壺にサイコロを入れて盆布の上に伏せると、なぜか周囲の床が抜けて座っていた者たちが全員床下に落ちる。
- 壺振りの女性ゲストが壺にサイコロを入れて盆布の上に伏せ、駒札が揃った後壺を開けると大量のサイコロが出てきて、「どれにする？」と一言。それにその場の全員がずっこける。
- 壺振りの志村が壺にサイコロを入れて盆布の上に伏せ、駒札が揃った後壺を開けると壺が志村の判になっていた。それにその場の全員がずっこける中、志村は「判の勝ち～、判の勝ち～、判の勝ちでしょ～、あたしの判だものこれはね～」と盆布に判を押しまくる。
- 壺振りの女性ゲストが「入ります！」と壺にサイコロを入れようとするがサイコロが大きすぎて壺に入らず、「入りません！ごめんなさ～い！」と一言。それにその場の全員がずっこける。
- 壺振りの志村が「入ります！」と言いつつなぜか隣にあるトイレのドアを開け、トイレでは加藤が用を足している最中だった。志村の「大か小？」「早くしてよ、漏っちゃうから」に対して加藤は「大だよ」「今いい所なの」と答える。
- 壺振りの志村が壺にサイコロを入れて盆布の上に伏せると、なぜか盆布から噴水のように水が噴き出し、その場の全員がパニックに陥る。志村も「何これ！何これ！」と騒ぐが、水が止まった途端「騒ぐんじゃねえバカヤロー。静かにできねえのか」と冷静になる。

#### 忠臣蔵
松の廊下
- 浅野内匠頭（加藤）が勅使の接待について教えを乞うために、吉良上野介（志村）を何度も呼び止めてはその袴の裾を引っ張り派手に転ばせる。そのやり取りの中で、志村が1979年当時まだ未婚だった加藤の身の上を貶した事で、「体的欠陥はよい…いかりや長介もまだよい…高木ブーよりまだ劣るだと !? 」と怒った加藤が刀を抜くが、これに志村が「皆の者出合え！殿中でござる！」と叫ぶものの誰も気に留めず無視され、斬られた後「歴史が変わってしまったわ…」と言い残して死んでしまう。

無念 !! 内匠頭切腹！
- 浅野（加藤）が辞世の句を詠み、介錯人（志村）が「介錯仕りまする」と刀を抜いた途端に、加藤にピンク色のスポットライトが当たって「チェリー・ピンク・チャチャ」が流れ出し、加藤がストリップの要領で肩衣を脱いで色っぽい仕草をする。これを志村がどついて「早く死ねよお前！」と突っ込んだ後、加藤が「失礼仕りました」と切腹する前に首を斬ってしまい、加藤は仕返しに短刀で志村の股間を斬りつける。
- 浅野（加藤）が、介錯人（いかりや）に「もうしないから勘弁してください（泣）」と言うが許されるはずもない。いかりやが刀を抜いて「お召し物を。いざ！」と促すと加藤は「いざ！（泣）」と肩衣を脱ぐが、脱ぐたびに様々な色の肩衣が下から現れ、しまいにはなぜかサスペンダーが出てきて、そのたびにいかりやと立会人たち（仲本と高木ほか）がずっこける。そして、最後に諸肌脱ぐと素肌に肩衣の刺青を彫っていて、加藤は「脱げないんだこら。これで助かっかな～？」と言うが直後にいかりやに首を斬られ、「辞世の句。痛てぇな～」と言い残して死んでしまう。

赤垣源蔵徳利の別れ
- 赤垣源蔵（いかりや）が兄の塩山伊左衛門の羽織に向かって別れの挨拶をしていると、たびたび女中のお杉（由紀）が邪魔してくる。何事か訊いたら塩山（加藤）は入浴中で、そこに羽織を持っていこうとしていたらしく、最後に加藤がいかりやの所に来てクシャミをしながら「（女中が）着物持ってっちゃうんだもん！」「よっ源ちゃん！」と言ってくる。

四十七士　いざ…吉良邸へ…
- ナレーションが赤穂四十七士の名前を朗々と読み上げるのに合わせて浪士たちが次々と画面を横切っていくが、実はドリフ5人がその場をグルグル周回しているだけで、横切った後はしゃがんでカメラの死角を通過して元の場所に戻る事を繰り返し、大人数に見せかけていた。最後にカメラがズームアウトした事でネタがバレてしまい、5人が「なんで全部映しちゃうんだよ！」などと怒る。

討ち入り合図は陣太鼓！
- 吉良邸の門前で、大石内蔵助（志村）が討ち入りの合図をするべく浪士（加藤）に陣太鼓を用意させるが、加藤は寄席囃子の太鼓と鉦やマーチングドラムや大太鼓を出してきて、落語の出囃子や行進曲や大ドロ（幽霊が出る時の効果音）や東京音頭をノリノリで演奏し、そのたびに志村がノリツッコミを入れる。そしてようやく陣太鼓を持ってきたと思ったら、あまりに騒がしいので吉良（いかりや）たちが門から出てきてしまい、2人は咄嗟に陣太鼓を「え～、太鼓はいかがですか」といかりやに売ろうとしたり切腹しようとしてごまかす。それをいかりやが「何すんだ人んちの前で！」とどついて突っ込む。
- 加藤が、棒に吊り下げたウンコ（の作り物）やでんでん太鼓やチンドン屋の太鼓や大太鼓を持ってきて、それに志村がノリツッコミを入れるパターンもある。こちらは最後に、加藤が大ドロを演奏するのに合わせて志村がスライドホイッスルを鳴らすと幽霊や化け猫の群れが集まってきて、2人が恐れをなして逃げ出すというオチだった。

タイトル不明
- 大石（いかりや）と浪士たち（加藤・高木・仲本ほか）が吉良の寝室を調べ、浪士の一人（加藤）が布団に手を入れて「まだ温かい。…あ !? なんか湿っておる！」と一言。布団をめくると敷き布団に黄色いシミがあって、そこへ掛け軸の奥の隠し通路から出てきた吉良（志村）が「ごめんなさい、年取ると締まりがなくなっちゃって。内緒にしといてお願いだから（泣）」と必死に訴えてくる。それに対して、浪士たちは呆れながら口々に「お～い寝小便したぞっ！」と大声で言いふらしながら去っていき、志村は「『内緒にしといて』と言ってんのに！今度パンパース買うから…（泣）」と泣き崩れる。
  - 2023年1月1日に放送された「ドリフに大挑戦スペシャル」では大石をカンニング竹山、浪士たちを長谷川忍（シソンヌ）と渡辺隆（錦鯉）、吉良をじろう（シソンヌ）が演じて再現された。オチでは、吉良が寝小便した布団を浪士たちがスマホで撮影したり、布団をバックに自撮りして「こりゃバズるな～」などと言いつつ、「吉良邸なう」「#黄色い日本地図」とのメッセージと共にSNSに投稿していた。

邸内乱入！吉良をさがせ !!
- 大石（いかりや）と浪士たち（加藤ほか）が吉良の寝室を調べるが、いかりやが布団に手を入れて「温かい！あったかいっ！すごくあったかいっ！」と言ったと思ったら「寝よう！」「寒くて寒くて…すぐ起きる！」と布団に入ってしまい、浪士たちがずっこける。

吉良はいずこに…（その1）
- 大石（いかりや）と浪士たちが吉良邸の庭の物置きを開けると、物置きから出てきた吉良（志村）が「見つかっちゃった？じゃ、あたしが鬼やるからみんな隠れていいよ」となぜかかくれんぼを始め、浪士たちもなぜか皆どこかへ隠れに行ってしまう。その後、志村がカメラに向かって「あ、見つけた。誰だこれ？」と言いつつ寄ってくる。

吉良はいずこに…（その2）
- 大石（いかりや）と浪士たちが吉良邸の庭の物置きを開けると、物置きから3人の吉良（志村・加藤・仲本）が次々と出てきた後「さて、本物は誰だ！」と言ってきて、浪士たちがずっこける。
  - 2023年1月1日に放送された「ドリフに大挑戦スペシャル」では大石をカンニング竹山、浪士たちを長谷川忍（シソンヌ）と渡辺隆（錦鯉）、吉良をじろう（シソンヌ）と長谷川雅紀（錦鯉）と飯尾和樹（ずん）が演じて再現され、浪士たちが真剣に本物を当てようとしていた。そしていよいよ正解発表…という所で3人が「正解は…CMの後！」と言い、浪士たちがずっこける。

無念を晴らし一同かちどき !!
- 討ち入りを終えた大石（いかりや）と浪士たち（加藤と志村ほか）が、吉良邸の門前で勝ち鬨を上げていると突然パトカーのサイレンが聞こえてくる。同時に数人の刑事（仲本ほか）がやってきて、いかりやは「殺人並びに死体遺棄・家屋侵入・器物破損・凶器準備集合並びに不法所持・騒乱罪の現行犯」で逮捕されてしまい、それを浪士たちは「行ってらっしゃーい」と見送る。

涙・涙の墓前報告
- 討ち入りを終えた大石（いかりや）と浪士たち（加藤と志村ほか）が、泉岳寺の浅野の墓に仇討ちを果たした事を報告に行くが、全員で墓に対して口々に「殿！」と呼びかけるとなぜか小野小町の幽霊（研）が出てきた。どうやら墓を間違えていたようで、研は「うるせーなおめえら、浅野さんの墓は隣だよ！」と文句を言ってくる。そしていかりやが問い質して小野小町だと知ると、浪士たちは「嘘ー !? 」「お岩さんかと思った」と驚き、研は「お岩さんはこんなきれいじゃねーだろこの野郎」と返す。

#### ドリフの秋祭りだよ！全員集合!!
- いかりやがお面売りの屋台に行って店主（高木）から子供のお土産にお面を買おうとすると、竹刀で面を入れてくる。
- 次に金魚すくいをしようとすると、なぜか店主（仲本）が邪魔をしてくる。いかりやが抗議すると、店主は「俺んとこの商売は金魚すくいだよ、金魚をすくうのが商売だよ」と言って看板を示し、そこには「金魚救い」と書かれていた。
- 次に風船売りの屋台に行って店主（加藤）から風船を買おうとするが、店主は不器用なのか商品の風船を触るたびに割りまくってしまう。その末にようやくいかりやに風船を渡す事ができたが、これも店主がクシャミをした途端割れてしまう。
- 最後にいかりやが来たのは叩き売りの屋台だが、いかりやが店主（志村）に「何を売ってるんですか？」と訊くと、店主はなぜか喧嘩腰でいかりやに絡んでくる。改めて何を売ってるのか訊くと、「喧嘩売ってるんだよこの野郎！500円よこせ、早く！」と言ってきて、怒ったいかりやに凄まれると逃げていく。

#### 人気深夜番組　オールナイト不死!?
- 放送当時（1984年）若者に絶大な人気を誇っていた、同局の深夜番組「オールナイトフジ」のパロディ。セットやメインパーソナリティの3人の後ろにいるスタッフは、本家本元の物を流用していた。
- 3人の老婆（志村と加藤と研）がメインパーソナリティで、観客は本家の「オールナイトフジ」が女子大生なのに対してこちらは全員老婆である。オープニングトークは加藤の「先週リポーターをしていた山田トラさんが今朝亡くなりました、お悔やみ申し上げます」という報告で始まる。
- コーナーは今週の関東地区の死亡情報（各県の死亡者数を記したフリップが出される）とアダルトビデオ紹介。
- 紹介されたアダルトビデオの内容は「正しい棺桶の入り方」「悶絶！ゲートボールでスワッピング入門」「絶倫！年寄りの冷や水」の3本で、違う意味でのアダルトビデオだったが、3番目の「絶倫！年寄りの冷や水」のみ内容のVTRが流され、女性の乳首やパンティーを脱ぐ様子や喘ぐ様子が出てくる本物のアダルトビデオだった[注 35]。
- 最後はスポンサーから差し入れられた大福を3人が喜んで食べるが、志村が大福を喉に詰まらせ、「また来週会えるかどうかわかりません！」と言いつつ悶絶する所で番組がエンディングに入り、オチとなる。

#### 番台
- 銭湯を訪れた客（志村）があの手この手で、店主（仲本）に番台を替わってもらおうとする。
- 店主に用事ができた事でようやく替わってもらった志村は、女湯の脱衣所にいる若い女性客の様子をこっそり覗いているうちに股間が尋常じゃない大きさに勃起し（膝に掛けた毛布が盛り上がる様子で表現）、勃起を隠そうとうつぶせになるとその一物が番台の床について、体が一物に支えられた状態で宙に浮く。そしてその状態の志村が「こんな豪華なモノが必要でしょうか？行革を強く訴える！産経新聞」と言いながら泳ぐ仕草をする所でオチとなる。このオチのセリフは、放送当時産経新聞が問題視していた、岡山県倉敷市の市庁舎などに対する行政改革キャンペーンのコマーシャルが元ネタである。

#### 仇討ち（合法殺人）
- 仇討ちが法律により正式に禁止になった1873年（明治6年）の東京下町が舞台。茶屋の前で父の仇の浪人（高木）に仇討ちを挑む女性（由紀）を警官（いかりや）が止め、本日限りで仇討ちが禁止になった事を説明する。
- 続いて必死に逃げる吉良上野介（伊東）とそれを追う大石内蔵助（小松）が現れ、これも警官が止める。
- さらに一人の浪人（仲本）が茶屋の縁台に腰掛けて休んでいるとそこにお岩の幽霊（志村）が現れ、持っていた人相書きと浪人の顔を見比べて「見つけた、伊右衛門様～、あたしの仇、討ちましょうぞ～」と短刀を抜いて斬りかかり、これも警官が止める。
- そんなすったもんだの末に一人の老婆（加藤）が現れ、持っていた人相書きと警官の顔を見比べて息子の仇討ちとして警官に挑もうとする。警官は「なんかの間違いだろそれは！」と立ち去ろうとするが、老婆はなおも「そなたはいかりや長介であろうが！ならば身に覚えがあろう」と食い下がる。実はこの老婆は加藤の母親で、「わしは人から恨みを買う覚えはない！」と言う警官に、「いかりや長介が我が息子（つまり加藤本人）を19歳の時に拐かしてドリフターズという悪の道に誘い、今までずーっと安月給で扱き使っている、おかげで未だに嫁の来手がない（1980年当時）し世間からは笑いの種にされている」と仇討ちを決意した理由を述べる。すると、先ほどまで出てきたメンバーとゲスト全員が助太刀として戻ってきて、「これはドリフターズの問題だ、あんた関係ないだろ！」と言う警官をお構いなしに袋叩きにした挙げ句、最後は由紀が「死んでいただきます！」と警官を短刀で一突きし、一同は崩れ落ちる警官を見ながら大喜びする。

#### 留置場
- 何らかの罪を犯した男（加藤）が留置場の雑居房へ入れられるが、そこには先客として2人組の強面のヤクザ（志村とすわ）がいた。その雰囲気に思わず気圧される加藤に対して志村は常に無言のまま睨みを利かせ続け、出された食事のパンや牛乳を喝上げしたり、睨みを利かせながら立ち上がったと思ったら体操を始めたり房内のトイレに行ったりと、事あるごとに思わせぶりな仕草で加藤を震え上がらせる。が、隣にいたヤクザの相方が、釈放が決まったらしく雑居房を出ていく否や志村の様子が一変。実はオカマだったらしく、立ち去る相方に向かい、雑居房の扉に縋りついて「ねえ…浮気しちゃやーよ！」「お手紙ちょうだい！」「一人にしないであたしを！」となどと涙ながらに呼びかける。相方が去った後、振り向いた所で後ろに立っていた加藤と目が合うや否や、自分のズボンを下ろして「名前なんていうの？大丈夫、痛くしないから！」などと言いつつ加藤に迫り、加藤は恐れをなして悲鳴を上げながら逃げ回る。最後は、「看守さん！看守さーん！」と外に助けを求めつつ雑居房の扉に縋りつく加藤に背後から志村が抱きつき、2人して変顔をするという挿入を思わせるシーンでオチとなる。
- これに似た流れのコントで、博士と（加藤）とフランケンシュタイン（志村）のパターンもある。こちらは博士が製作したフランケンを起動させるが、起動したフランケンはインプットした人物の思考のせいか（高木やいかりやなどドリフメンバーを思わせる）おかしな行動ばかりして、何度もやり直すハメになる。その末にインプットしたのはなんとオカマの思考で、起動したフランケンは博士の部屋に入ってくるや否や「あたしをどうしてこういう風にしたの？責任取って」と言いつつ背後から博士に抱きつき、2人して変顔をしながら「あ、突いて、突いて、押して、押して、練って、練って、最後に出る」と剣道コントのネタをやる挿入を思わせるシーンでオチとなる。

#### ～老人ホーム～　い・け・な・い規則やぶり
- 老人ホーム「のぞみ園」が舞台。髪をメッシュに染めた不良老人（志村）が、門限を過ぎた深夜にこっそり帰ってきたが玄関に入った所で管理人（加藤）に見つかる。この不良老人は原付のアメリカンバイク（ジャズあるいはマグナ 50）を乗り回して速度違反を犯している上、門限破りなどの数々の規則違反をしており、ゲートボール用のスティックで何度も小突きながら叱られ、「今度規則違反したら退去させる」と言いつけられてようやくその場は収まる。
- 数日後、志村が自室でゲートボールをして遊んでいると管理人がお腹の大きい老婆を連れて入ってきて、どうやら志村が彼女を妊娠させたらしい事が判明（彼女は志村の子供が産みたかったらしい）。管理人は再び志村をスティックで何度も小突きながら叱り、「この問題はおたくたち2人で解決してくださいよ！」と言い残して出ていく。
- さらにその数日後、管理人が廊下を歩いていると爆音で流れてくるディスコミュージックに気づき、その根源らしい志村の部屋に入ってみると室内はディスコに改装されていて、志村は連れ込んだらしい多数の女性たちと一緒に踊っていた。これでついにブチキレた管理人が志村に「今日という今日は出てってもらうからね！出てけー !! 」と怒鳴ってオチとなる。

#### 珍宴会　～リンリン・コロコロ・ガチャガチャ・リンリン～　秋の虫だよ！全員集合!!
- いかりやが「今年も秋が深くなってきた」と挨拶し、虫の鳴き声を聞かせる。
- キリギリス（仲本）、スズムシ（加藤）、コオロギ（高木）の鳴き声が鳴り、次の虫の鳴き声の案内をするとなんと自動車のハンドルを持った志村が虫籠に入った状態で出てきた。いかりやが「あんたなんの虫？」と聞くと志村は「信号無視」と答える。さらにいかりやが「鳴いてみろ」と言うと「酔っぱらって乗るんじゃなかった」と泣き出す。直後に加藤が「この責任を犯人はどう取るつもりだ！」と志村を脅しつけて泣かせる。
- オチは志村と加藤のやり取りを見ていたいかりやが「だめだこりゃ」と一言。

## 高木ブーが主となったコント

### 長介・工事・ブー おなじみ雷様
1985年7月23日にスタートした、通称「雷様」。全コントの中で高木がメインとして活躍した数少ないコントの一つでも知られる。元は1982年7月27日に登場した、5人でのコント「雷様の出前」で、「雷雷軒」という店（内装は帳場があるなど江戸時代の商店に近い雰囲気）の店長のいかりやが各都道府県から雷の注文の電話を受け、そこに仲本・加藤・志村が岡持ちに入れた雨や雷を配達しては地上に落とすという設定の物だった（ちなみにこの時、高木は厨房で雷を作る役割だった）。なおオチは、志村がうっかり店内で岡持ちを開けてしまい、解き放たれた雷で店内がメチャクチャになってしまうという物だった。5人が登場するバージョンはリメイクを重ね、やがて加藤と志村を除いた3人でのバージョンに改められてレギュラー化していった。3人でのスタート時も、初期は5人出演時の内容を踏襲し地上に雨や雷を落とす滑稽さを演じた物だったが、徐々に雲の上に並んで座った3人のフリートークのような内容になっていき、コーナーをやめたいいかりや・仲本と、続けたい高木の内輪揉めのような内容となる。一度は高木の妻もコーナーの中で電話出演した事がある。回が進むに連れ、高木がイカサマ手品などを披露したり、ゲストとして歌手や著名人などを招き（いかりやたちに無断で呼んだという設定）、ギターやウクレレを演奏するのがお決まりとなっていった（多くの場合童謡や児童唱歌）。ゲストからは文句をつけられた挙げ句、いかりや・仲本が呆れて席を外すと座っていた雲が傾き、高木が転がり落ちて最後に大きくぼやくのがほぼ毎回のオチ。たまに逆パターン、まれに高木と仲本、仲本だけの時もあった。
1994年6月の放送回から、観客を入れた公開コント形式に変更された。
末期は番組終了直前の1コーナーとして、テーマ曲に合わせてセットごと3人が登場、ゲストとのトークが廃止となり、時間も5分越えから3分以内に短縮され、オチの流れでそのままエンディングに移行するパターンとなった。
コントの中で毎回高木がメインで出しゃばり、それが面白くなく文句を言い続けてどうにかこのコントを打ち切りに追い込もうとするいかりや・仲本であるが、これはあくまで「演技」であり、このコントの発案者はいかりや自身である。発端はカトケン人気が高まり「加トちゃんケンちゃんごきげんテレビ」が始まった当初、いかりやが同番組に出ていない3人で「こっちもなんかやんなきゃダメだよな」と言った事であり、「俺たち、楽器を忘れてんじゃねえか？」とドリフの原点である音楽コントを志した物だった事で、さらに高木をメインに起用した理由は、「長年陰に徹していた高木をそろそろ表へ出そう」といういかりやの計算高い読みである。フリートークのように見えるがコント台本は存在し、この回で披露する楽譜は高木が書いていた。
このコントを契機に「雷様といえば高木ブー」と言われるほど知名度が上がり、高木はこれ以降「雷様」以外のコントでも雷様の扮装で「もしものコーナー（「こニャン子クラブ会員の医者」「契約制の医者」「幼なじみのお通夜の出前」など）」や、その他のコントにエキストラとして出演したり、当番組以外でも高木が出演していたCMやNHKの教養番組などにおいても雷様の扮装で出演する機会が多くなった。
トークが主体となって事実上本来の「雷様」としての設定がなくなってからも、セットには当初の名残として扇風機や大太鼓やじょうろといった小道具が置かれていた。

### 髪と服の色の雷様
- 黄緑雷：高木ブー
- 黒雷：いかりや長介（オリジナル）、肥後克広（大挑戦）
- 赤雷：仲本工事（オリジナル）、飯尾和樹（大挑戦）
- 桃雷：永尾柚乃（大挑戦）
- 黄雷：向井康二（大挑戦）
- 紫雷：高城れに（大挑戦）

### ご存知、三人ジイさん
「雷様」より派生して、1993年10月26日から同一の顔ぶれによる「ご存知、三人ジイさん」も放送されるようになった。翌年1994年6月28日よりレギュラー化。「雷様」同様、高木が主となりテーマに則って（設定上の）高木の自宅の縁側で茶飲み話から始まった後、あらゆる場所を散歩する。都内各地の場合もあればまれに海外に出向く場合もある。「雷様」と違ってオチはワンパターンではなく、公園に集まって立ち去るなど様々である。

## 長介・工事のばか兄弟
1987年スタート。前述の「もしものコーナー」が一時期打ち切られたのに代わって設けられたコーナーである。文字通りとんちんかんなやり取りが多い事からこの名称がつけられたが、一時期は「おめでた兄弟」とも称された事がある。なお、DVDのテロップでは「陽気な兄弟」と称されている。
このコーナーの特徴として、通常はこれまでツッコミ役に徹していたいかりやがボケ役に回っている事である。
内容として、兄（あんちゃん）役のいかりやが弟役の仲本が住む家に尋ねて来る所から始まり、家に入るには2人にしかわからない合言葉やクイズに答えなければならない。弟の様々な質問に対し、兄が年上ぶってでたらめな答えを言うと、弟が「あんちゃん頭いいなあ」と本気にするのがお約束のパターンである。2人はお揃いの作業服（色はいかりやが赤・仲本が黄）を着ており、共にすきっ歯で弟はツーブロックのような髪型で目の下に隈があり、兄はおかっぱ頭で口ヒゲを生やしているが、会話の内容は子供とも取れる発言が多い事から年齢の設定は不詳である。ボケにさらなるボケをかましている事から「ツッコミ不在」に終わる展開となり、オチは家の屋根が落ちてくる、あるいは2人揃って歌いながら家を出てどこかに行くというパターンで終わる。
初期はキャラ設定が固定されておらず、元々は偽札作りをする兄弟という設定であったため、弟の家が古い工場や研究所に見えるのも「ヒミツのニセ札工場」の名残ともいえる。
前述の『雷様』と並び人気コーナーとなりレギュラー化されたが、「知的障害者を侮辱している」というクレームが相次いだ事から、1990年代前半に打ち切りになったとも言われる。なお、2018年の仲本工事のインタビューでは、『ばか兄弟』は決して兄弟をバカにしているのではなく「兄弟の仲のよさと絆の強さ」をテーマにしたコントで、「その趣旨をなかなか理解してもらえなかった」と話している。
このコントの終了後、「しあわせ親子」という同じくいかりやがボケを担当するコントが制作された。設定は親子となり、舞台はおでん屋台に変わっているが、基本的な内容はこのコーナーを受け継いだといえる内容となっている。
一つのフリに対して、ボケ側が次々ボケ続けるという構成は当時画期的であるとされ、爆笑問題は本コントの構成が元となり、『爆チュー問題』が生まれた事を明かしている。
2022年12月15日の仲本の追悼特番でも、このコントが再放送された。

## リクエストコント
1994年スタート。視聴者から「もう一度見たいコント」を一般公募し、番組内でフジテレビ宛てに届いた大量のハガキの中から1枚をメンバーがランダムで引き当て、かつてのコントを再現するコーナー。当選者は番組内で発表され、メンバー全員のサイン入り色紙と豪華賞品がプレゼントされた。コントの内容としては、当時人気が高かった「消灯ラッパ」「威勢の良い銭湯」「卒業式」など5人が総出演しているものがほとんどで、時折オリジナルにはないアドリブなどを交えながら忠実に再現された。なかでも「卒業式」コントにおいては、オリジナルでは若き頃のメンバーが演じていたのに対し、リメイク版ではメンバーも初老に差し掛かっていながらも迫力としてはリメイク版の方が格段に高く、特にあらん限りの声を張り上げて演じ切る加藤に、コント後の雑談時に志村が「（加藤は）血圧高いんだからさぁ」と心配し気遣うシーンも見られた。

## 公開コント
1995年11月よりこれまでのリクエストコントに代わり（厳密にはリクエストコントの延長線上という扱い）、観客を入れて収録された「8時だョ!全員集合」の前半コントのリメイク版が放送された。収録は1996年内までは当時の旧フジテレビ河田町前本社屋最大陣容を誇る第6スタジオ（メンバーによるまれに発されるアドリブでは通称6スタ）、1997年と1998年は現在のフジテレビお台場本社屋最大陣容を誇るV4スタジオにてそれぞれの時期に実施された。「全員集合」と同じく、いかりやの｢オイッス！｣で始まり、ラストは「盆回り」のBGMで終了する（その後、ゲスト歌手による歌が披露される場合もある）。タイトルも「ドリフの〇〇〇だョ! 全員集合」と「全員集合」を意識した物がつけられていた。商店街コントはさとう珠緒も出演している。再放送時は脱獄コントの冒頭メンバー紹介や、コンバットコントの冒頭で音響の戸辺をいじる件などは省かれている。
観客は当時の20～30代が中心であり、いわゆる「全員集合」の放送を見ていた世代である。よって客席は異様なまでの盛り上がりを見せた。

### 剣道
- 「全員集合」でも行われていたコント。
- 加藤が登場した際に観客から「浮気すんなよ！」と野次を入れられ、「おめえたち（観客）が突っ込むんじゃねーよ！」と客席へ怒鳴り返すシーンがある。

## 少年少女合唱隊
1995年スタート。これもかつて「8時だョ!全員集合」で行われていた名物コーナーのリメイク版であり、ドリフターズとその回のゲストが「少年少女合唱団」風にして歌を歌いつつ教わるコーナー。その回のテーマに沿った歌を披露し、スペシャルゲストとして登場した歌の先生（主にベテラン歌手あるいは本物の合唱団のメンバーなど）が合唱隊に歌（主に童謡やゴスペルなど）を教える。早口言葉では、近藤サト（フジテレビアナウンサー（当時））が先生として登場し合唱隊を指導した回もある。実践してみせる順番としては、女性ゲスト→男性ゲスト→ドリフメンバー（主に加藤または仲本）となっていた。
「全員集合」と同様、パイプオルガンの前奏（ジャック・アルカデルトの「アヴェ・マリア」）で始まり、いかりやは神父役として指揮者を務め、合唱隊は白のベレー帽にスモックを着用しているが、こちらにおいてはスモックには「全員集合」の時にはなかった出演者の名札が取りつけてあった。
なお、このコーナーでは志村だけは初回を含め長らく出演していなかったが、末期には志村も参加している。

## 歌のコーナー
CM前にゲスト歌手が一曲（通常は最新曲）を披露するコーナーが設けられていた。さらにエンディング（「フィナーレ」）間際には2～3曲を立て続けに流すのが通例だった。原則的にワンコーラスのみの歌唱で、生歌が基本である。
基本的にはホリゾントと照明効果だけで演出する事が多いが、コントで使用したセットを利用する場合もある。
麻生祐未や佐伯伽耶など、スタジオ収録映像ではなくミュージック・ビデオを放映した特別なケースもあった。
ドリフメンバーである加藤と高木も、曲を出した際はこのコーナーで披露した。
末期は「全員集合」と同様に、公開コントの後に公開収録でこのコーナーを行ったり、ドリフ大爆笑吹奏楽団を結成して「ミニコンサート」と銘打ったコントを行ったりした。

## DVD
2007年7月7日に放送開始30周年を記念し「ドリフ大爆笑30周年記念傑作大全集」として初めてDVD-BOX（3枚組、312分収録）がポニーキャニオンから発売され、もしもシリーズや末期に放送された公開コント（「8時だョ!全員集合」の前半部分をベースにした長尺コント）などを含め（全4760コントの中から）50コントを収録。また、特典として10000セット限定で番組オープニングのフィギュアセットがついてくる[品番：PCBC-61093]。
権利関係の都合から一部のBGMがオーバー・ダビングされていたり、ゲスト出演者がはっきりと映る場面がカットされている。また、公開コント冒頭の加藤ら4人の登場場面はピンクの豹のテーマ曲が用いられていたため、これも権利関係の都合からカットされている。他にもオープニング映像が編集されて短くなっていたり、コントも中盤やオチの部分がカットされている。また、雷様コントなどの有名なコントが収録されていない。商店街コントのさとう珠緒と、階段落ちでの和歌子のシーンはカットされている。
2007年8月5日、お台場フジテレビ特設ステージにてDVD発売記念イベントが行われ、既に故人だったいかりや以外の4人が登場した 。
2014年3月19日、ドリフターズ結成50年を記念したDVD-BOXが前作と同じくポニーキャニオンから発売された。こちらは前作では完全収録されていなかった年代別のオープニングや、ゲスト参加のコントなどが収録されている[品番：PCBE-64050]。

## デジタルリマスター化
長きにわたって作られてきたが、その分保管される収録テープも多く、収録マスターテープ本体が長期保管により劣化が進むことが懸念されていた。そこでイザワオフィスが2022年より、自社で管理している同番組の収録マスターテープを順次4Kデジタルリマスター化することになった。リマスターについてはNHKエンタープライズが実作業を行う。
まず第1弾として、テレビ番組などで使用頻度の高い一部の人気のコントについて実施し、2023年1月1日放映の「ドリフに大挑戦スペシャル（第3回）」での公開および、イザワオフィス公式YouTubeチャンネルでの期間限定配信を行う。なお、デジタルリマスター化には膨大な時間と費用がかかることから、動画配信サイトの広告収益にて費用の一部の補填を行う。

## フジテレビ系列におけるその他のドリフ特番
ドリフ大爆笑がスタートする以前、前身番組として「ドリフの昭和大爆進」が1975年10月7日から1976年3月23日まで、「ドリフのバカ笑い大爆進」が同年6月8日から11月30日まで、大爆笑と同様に月1回「火曜ワイドスペシャル」で放送されていた。なお、1995年分の「笑いと歌の20年」というサブタイトルは「ドリフ大爆笑」が放送開始20周年だったわけではなく、この「昭和大爆進」と「バカ笑い大爆進」を含めた物である。
1982年〜1990年の9年間、毎年12月にはドリフ大爆笑のクリスマス版として『ドリフのクリスマスプレゼント』が放送された（放送枠は基本的に『金曜おもしろバラエティ枠』だが、クリスマス前後の曜日の都合から『火曜ワイドスペシャル』で放送した年もあった）。
ドリフターズがハワイ・ホノルルで行われるホノルルマラソンに出場していた関係で、年によっては1月は通常の「ドリフ大爆笑」を休止し「ドリフのホノルルマラソン」を放送していた。
1987年～1992年、及び1994年には志村・加藤に森光子を加えた3人がメインのコント特番「加トちゃんケンちゃん光子ちゃん」が、計9回放送された（1992年と1994年は傑作集）。これには高木もゲスト出演した回がある。

## ネット局
| 放送対象地域   | 放送局                    | 系列                                         | ネット形態 | 備考       |
| -------------- | ------------------------- | -------------------------------------------- | ---------- | ---------- |
| 関東広域圏     | フジテレビ（CX）          | フジテレビ系列                               | 【送出局】 | 【送出局】 |
| 北海道         | 北海道文化放送（uhb）     | フジテレビ系列                               | 同時ネット |            |
| 岩手県         | 岩手めんこいテレビ（mit） | フジテレビ系列                               | 同時ネット | [ 注 38 ]  |
| 宮城県         | 仙台放送（OX）            | フジテレビ系列                               | 同時ネット |            |
| 秋田県         | 秋田テレビ（AKT）         | フジテレビ系列                               | 同時ネット | [ 注 39 ]  |
| 山形県         | さくらんぼテレビ（SAY）   | フジテレビ系列                               | 同時ネット | [ 注 40 ]  |
| 福島県         | 福島テレビ（FTV）         | フジテレビ系列                               | 同時ネット | [ 注 41 ]  |
| 新潟県         | 新潟総合テレビ（NST）     | フジテレビ系列                               | 同時ネット | [ 注 42 ]  |
| 長野県         | 長野放送（NBS）           | フジテレビ系列                               | 同時ネット |            |
| 静岡県         | テレビ静岡（SUT）         | フジテレビ系列                               | 同時ネット |            |
| 富山県         | 富山テレビ（BBT）         | フジテレビ系列                               | 同時ネット |            |
| 石川県         | 石川テレビ（ITC）         | フジテレビ系列                               | 同時ネット |            |
| 福井県         | 福井テレビ（FTB）         | フジテレビ系列                               | 同時ネット |            |
| 中京広域圏     | 東海テレビ（THK）         | フジテレビ系列                               | 同時ネット |            |
| 近畿広域圏     | 関西テレビ（KTV）         | フジテレビ系列                               | 同時ネット |            |
| 島根県・鳥取県 | 山陰中央テレビ（TSK）     | フジテレビ系列                               | 同時ネット |            |
| 岡山県・香川県 | 岡山放送（OHK）           | フジテレビ系列                               | 同時ネット | [ 注 43 ]  |
| 広島県         | テレビ新広島（tss）       | フジテレビ系列                               | 同時ネット |            |
| 愛媛県         | テレビ愛媛（EBC）         | フジテレビ系列                               | 同時ネット |            |
| 高知県         | 高知さんさんテレビ（KSS） | フジテレビ系列                               | 同時ネット | [ 注 40 ]  |
| 福岡県         | テレビ西日本（TNC）       | フジテレビ系列                               | 同時ネット |            |
| 佐賀県         | サガテレビ（STS）         | フジテレビ系列                               | 同時ネット |            |
| 長崎県         | テレビ長崎（KTN）         | フジテレビ系列                               | 同時ネット | [ 注 44 ]  |
| 熊本県         | テレビ熊本（TKU）         | フジテレビ系列                               | 同時ネット | [ 注 45 ]  |
| 大分県         | テレビ大分（TOS）         | 日本テレビ系列 フジテレビ系列                | 同時ネット |            |
| 宮崎県         | テレビ宮崎（UMK）         | フジテレビ系列 日本テレビ系列 テレビ朝日系列 | 同時ネット |            |
| 鹿児島県       | 鹿児島テレビ（KTS）       | フジテレビ系列                               | 同時ネット | [ 注 47 ]  |
| 沖縄県         | 沖縄テレビ（OTV）         | フジテレビ系列                               | 同時ネット |            |
| 青森県         | 青森テレビ（ATV）         | TBS系列                                      | 遅れネット |            |
| 山梨県         | テレビ山梨（UTY）         | TBS系列                                      | 遅れネット |            |
| 山口県         | テレビ山口（tys）         | TBS系列                                      | 遅れネット | [ 注 48 ]  |
| 日本全域       | BSフジ                    | BS放送                                       | 遅れネット | [ 注 49 ]  |
| 日本全域       | ファミリー劇場            | CS放送                                       | 遅れネット |            |
| 過去           |                           |                                              |            |            |
| 岩手県         | テレビ岩手（TVI）         | 日本テレビ系列                               | 遅れネット | [ 注 50 ]  |
| 山形県         | 山形テレビ（YTS）         | テレビ朝日系列                               | 同時ネット | [ 注 51 ]  |
| 高知県         | テレビ高知（KUTV）        | TBS系列                                      | 遅れネット | [ 注 52 ]  |

関西テレビ（阪神・阪急→オリックス・近鉄・南海）・東海テレビ（中日）・テレビ新広島（広島）は、時折、地元球団主催試合のプロ野球中継に差し替えられることがあったが、原則的に週末午後枠で振替放送を行っていた。

## スタッフ
- 作・構成：鈴木哲、田村隆、前川宏司、川崎良、清水東、原すすむ、海老原靖芳、小川美篤、柊達雄、島崎伸一、乙川恒樹、野村安史、高橋周二、笹川勇、竹田康一郎
- 音楽：たかしまあきひこ
- 振付：西条満
- 音楽協力：ルゥ・カンパニー、ワールドミュージック
- 制作協力：渡辺プロダクション、ドリフターズ事務所、テレビックアート
- 演奏：豊岡豊とスイング・フェイス、ダン池田とニューブリード、小田啓義とニューブリード、三原綱木とザ・ニューブリード
- ピアノ演奏：小泉雄三、小泉宏
- 技斗：車邦秀
- 技術協力：八峯テレビ
- 技術：杉山久夫、佐藤実、山崎重信、高橋友男、佐藤五十一、下田誠、馬場直幸、大嶋隆、堀田満之
- カメラ：西尾章、加藤文也、伊佐憲一、竹越由幸
- 音声：荒井洋一、西田貞雄、大河真、野原章
- 映像：大西幸二、森田繁夫、秋山広和、皆川慶助、橋本和司、小林勇、小椋真人
- 照明：山際邦康、金澤利徳、澤田篤宏
- 音響効果：川嶋明則・戸辺豊（OCBプロ）
- VTR編集：星野正則（東洋現像所ビデオセンター→IMAGICA）、轟貞治（IMAGICA → D-Craft）
- MA：植松巌・大塚大・円城寺暁・新野真（IMAGICA）
- 美術制作：堀切清、一色隆弘、石鍋伸一朗、北林福夫
- デザイン：根本研二
- 美術進行：山根安雄、船場文雄
- 大道具：東宝舞台、樋渡一夫、高舘昭一、比嘉亘、山中修、宮越浩
- 装飾：テレフィット、丸山善之、鎌田徳夫、久保田善行、宮崎光平、関正幸、大橋軍次
- 持道具：京阪商会、栗原美智代、森知美
- 衣裳：東京衣裳、松竹衣裳、土田清、橋本幸治、佐藤孝二
- 視覚効果：東京特殊効果、高橋信一、中山信男
- 電飾：興進電化、桐ヶ谷幸雄、宇塚敏明
- アクリル装飾：ヤマモリ、ナカムラ綜美、塚田直樹、平山晃哉
- 生花装飾：京花園、佐伯孝夫
- 植木装飾：野沢園、須田信治
- メイク：山田屋、太田修、佐藤耕二、塩澤純子、水野聖子
- かつら：山田かつら、牧野勇
- タイトル：藤沢良昭、高柳義信
- AP：勝田哲夫
- 演出：中村亮介・藤森吉之・森正行・川口誠（フジテレビ）、戸上浩（エクシーズ）
- プロデューサー：井沢健
- 企画制作：渡辺プロダクション→イザワオフィス

## ドリフに大挑戦スペシャル
『ドリフに大挑戦スペシャル』（ドリフにだいちょうせんスペシャル）は、フジテレビ系列で2021年から不定期放送されているお笑いバラエティ番組。

### 概要
フジテレビでは長年に渡りザ・ドリフターズのさまざまなコントが展開されてきたが、この特番ではドリフを愛してやまない30名超の芸能人が「ドリフ・ラヴァーズ」として、「もしもシリーズ」を始めとした様々なドリフの名作コントの再演に挑む。また彼らと共に、ドリフの3人も新作コントに参加する。さらに、『ドリフ大爆笑』などの過去の番組から傑作コントの一部の総集編も織り交ぜて放送される。第3回からは仲本が急逝したため加藤と高木2人で継続。
これまで『ドリフ大爆笑』の新作の放送終了後も、同番組の総集編や『志村けんのバカ殿様』『志村けんのだいじょうぶだぁ』などの「志村けんシリーズ」は放送されてきて、志村の没後に同番組に代わるザ・ドリフターズの新番組となる。
番組ロゴは『ドリフ大爆笑』の「爆笑」の部分を「挑戦」に変更したものである。タイトル表示は『ドリフ大挑戦』（「に」はつかない）。
また、いかりや長介による当時の“前フリ”からコントが始まる。
テレビ大分は第1回～第4回まで放送されていなかったが、第5回で初めて放送されることになった。
2024年3月20日放送の『志村けん&ドリフの爆笑コント祭り』では本番組第5回の未公開コントが放送された。

### 放送データ一覧
| 放送回 | 放送日                  | 放送時間（JST） | 視聴率 | 備考 |
| ------ | ----------------------- | --------------- | ------ | --- |
| 第1回  | 2021年9月26日（日曜日） | 19:00 - 21:54   | 09.4%  | 『日バラ8』枠 |
| 第2回  | 2022年5月8日（日曜日）  | 19:00 - 21:54   | 07.0%  | [ 30 ] |
| 第3回  | 2023年1月1日（日曜日）  | 17:00 - 21:00   | 05.4%  | [ 31 ] |
| 第4回  | 2023年7月17日（月曜日） | 19:00 - 20:54   | 不明   | [ 32 ] |
| 第5回  | 2024年1月11日（木曜日） | 19:00 - 21:54   | 05.2%  | 当初は同年1月1日（月曜日）17:00 - 20:50に放送予定であったが、 同日に発生の令和6年能登半島地震に伴う報道特別番組に差し替えられたため放送延期となり、 10日後の11日に56分短縮で再編集され、改めて遅延放送され。3月20日に放送した青森テレビでは当初この元日スペシャルは放送予定がなかったが再編集による放送枠縮小により第5回、番外編も別時刻で放送。 |
| 番外編 | 2024年3月20日           |                 |        | |
| 第6回  | 2024年8月5日（月曜日）  | 19:00 - 21:00   | -      | [ 35 ] |
| 第7回  | 2025年1月1日（水曜日）  | 17:00 - 20:50   |        | [ 36 ] |

- 第5回の放送延期で、『木7◎×部』『オドオド×ハラハラ』『私のバカせまい史』は25日に延期となり、一部コントは3月20日に放送された。

### 出演者

#### レギュラー
- ザ・ドリフターズ
  - 高木ブー・加藤茶
  - 仲本工事 - 第1回と第2回は出演。第3回以降は2022年10月に急逝したため過去のコントなどのアーカイブ映像のみ。
  - 荒井注・いかりや長介・志村けん - 過去のコントなどのアーカイブ映像のみ。

#### ゲスト
第1回
- 阿佐ヶ谷姉妹（渡辺江里子・木村美穂）
- アンミカ
- IKKO
- 磯山さやか
- 飯尾和樹（ずん）
- 飯塚悟志（東京03）
- 遠藤憲一[注 59]
- カミナリ（石田たくみ・竹内まなぶ）
- カンニング竹山
- ガンバレルーヤ（よしこ・まひる）
- Crystal Kay
- 劇団ひとり
- 澤部佑（ハライチ）
- サンドウィッチマン（伊達みきお・富澤たけし）
- 柴田英嗣（アンタッチャブル）
- 渋谷凪咲（NMB48）
- 純烈（酒井一圭・白川裕二郎・小田井涼平・後上翔太）
- DJ KOO
- 天童よしみ
- 浜口京子
- 深澤辰哉・向井康二・宮舘涼太（Snow Man）
- ほしのディスコ（パーパー）
- ゆりやんレトリィバァ
- 鈴木唯・藤本万梨乃（共にフジテレビアナウンサー）

第2回
- 飯尾和樹（ずん）
- 飯塚悟志（東京03）[注 60]
- 井上咲楽
- 勝地涼[37][注 61]
- カミナリ（石田たくみ・竹内まなぶ）
- カンニング竹山
- 劇団ひとり
- 近藤春菜（ハリセンボン）
- 澤部佑（ハライチ）
- 柴田英嗣（アンタッチャブル）
- 渋谷凪咲（NMB48）[37]
- バイきんぐ（小峠英二・西村瑞樹）
- 長谷川雅紀（錦鯉）
- 肥後克広・上島竜兵（ダチョウ俱楽部） - 上島は出演した放送日から3日後にあたる同年5月11日に死去したため、当番組の出演が上島にとって生前最後のテレビ出演となった[38]。
- 深澤辰哉・向井康二・宮舘涼太（Snow Man）[37]
- 松本岳[注 62]
- まひる（ガンバレルーヤ）
- 百田夏菜子（ももいろクローバーZ）
- 山之内すず

第3回
- 飯尾和樹（ずん）
- 飯塚悟志（東京03）
- 井上咲楽
- 遠藤憲一[注 59]
- 岡田結実
- 勝地涼[注 61]
- カミナリ（石田たくみ・竹内まなぶ）
- 神田伯山
- カンニング竹山
- 貴島明日香
- 桑野信義
- 劇団ひとり
- 近藤春菜（ハリセンボン）
- 佐藤栞里
- 澤部佑（ハライチ）
- サンドウィッチマン（伊達みきお・富澤たけし）
- シソンヌ（じろう・長谷川忍）
- 柴田英嗣（アンタッチャブル）
- 白鳥紗良
- すわ親治
- 錦鯉（長谷川雅紀・渡辺隆）
- バイきんぐ（小峠英二・西村瑞樹）
- 肥後克広（ダチョウ倶楽部）
- 松本若菜
- みちょぱ（池田美優）
- ももいろクローバーZ（百田夏菜子・玉井詩織・佐々木彩夏・高城れに）
- 藤本万梨乃（フジテレビアナウンサー）

第4回
- 浅田芭路
- 飯尾和樹（ずん）
- 飯塚悟志（東京03）
- 井上咲楽
- 大友花恋
- 小沢真珠
- 柏木由紀・千葉恵里（AKB48）
- カンニング竹山
- 劇団ひとり
- 近藤春菜（ハリセンボン）
- 斉藤由貴
- ジェシー（SixTONES）
- シソンヌ（じろう・長谷川忍）
- 柴田英嗣（アンタッチャブル）
- 塚地武雅（ドランクドラゴン）
- 錦鯉（長谷川雅紀・渡辺隆）
- バイきんぐ（小峠英二・西村瑞樹）
- 肥後克広（ダチョウ倶楽部）
- 松岡茉優
- 百田夏菜子・高城れに（ももいろクローバーZ）

第5回
- 飯尾和樹（ずん）
- 飯塚悟志（東京03）
- 入山楓
- 大友花恋
- 春日俊彰（オードリー）
- 勝地涼[注 61]
- 香取慎吾[39]
- かなで（3時のヒロイン）
- カンニング竹山
- 木村昴
- 劇団ひとり
- 近藤春菜（ハリセンボン）
- 桜井日奈子
- 佐々木希
- 澤部佑（ハライチ）
- 柴田英嗣（アンタッチャブル）
- 塚地武雅（ドランクドラゴン）
- 土井悠
- 永尾柚乃
- 錦鯉（長谷川雅紀・渡辺隆）
- バイきんぐ（小峠英二・西村瑞樹）
- 肥後克広（ダチョウ倶楽部）
- 松本幸四郎
- ももいろクローバーZ（百田夏菜子・玉井詩織・佐々木彩夏・高城れに）
- やす子
- 吉村崇（平成ノブシコブシ）
- 西山喜久恵（フジテレビアナウンサー）

番外編
- 香取慎吾

第6回
- 飯尾和樹（ずん）
- 飯塚悟志（東京03）
- 入山楓
- 春日俊彰（オードリー）
- カンニング竹山
- 劇団ひとり
- 近藤春菜（ハリセンボン）
- 齊藤京子
- 澤部佑（ハライチ）
- 柴田英嗣（アンタッチャブル）
- 清水あいり
- チョコレートプラネット（長田庄平・松尾駿）
- 塚地武雅（ドランクドラゴン）
- 永尾柚乃
- 錦鯉（長谷川雅紀・渡辺隆）
- 肥後克広（ダチョウ倶楽部）
- 深澤辰哉・向井康二・宮舘涼太（Snow Man）
- 松岡茉優
- ももいろクローバーZ（百田夏菜子・玉井詩織・佐々木彩夏・高城れに）
- 吉住
- 青嶋達也（フジテレビアナウンサー）

第7回
- 飯尾和樹（ずん）
- 飯塚悟志（東京03）
- 井上順
- 入山楓
- 春日俊彰（オードリー）
- 勝地涼[注 61]
- 亀梨和也（KAT-TUN）[40]
- カンニング竹山
- 劇団ひとり
- 後藤郁
- 近藤春菜（ハリセンボン）
- さらば青春の光（森田哲矢・東ブクロ）
- 澤部佑（ハライチ）
- 柴田英嗣（アンタッチャブル）
- 大地真央
- チョコレートプラネット（長田庄平・松尾駿）
- 鎮西寿々歌（FRUITS ZIPPER）[41]
- 塚地武雅（ドランクドラゴン）
- 永尾柚乃
- 西村瑞樹（バイきんぐ）
- 野呂佳代
- 爆笑問題（太田光・田中裕二）[42]
- 長谷川雅紀（錦鯉）
- 肥後克広（ダチョウ倶楽部）
- 深澤辰哉・向井康二・宮舘涼太（Snow Man）
- ももいろクローバーZ（百田夏菜子・玉井詩織・佐々木彩夏・高城れに）
- 森香澄
- ラブレターズ（塚本直毅・溜口佑太朗）
- 渡辺直美[43]

#### VTR出演者
第1回
- 小林幸子
- 藤谷美紀
- 生稲晃子
- 大野幹代

第2回
- 石野陽子
- 松本典子

第3回
- 小林幸子
- 松居直美

第4回
- 生稲晃子
- 森下涼子
- 小松政夫

第5回
なし
番外編
なし
第6回
- 渡辺直美
- 大悟（千鳥）
- 多岐川華子
- 磯山さやか
- 香坂みゆき

第7回
- 高見知佳
- 千鳥（大悟・ノブ）

### コント
苗字重複はフルネーム表記、グループ全員が参加した場合はグループ表記。
第1回
- 「忍者の修行だ! 全員集合!!」 - ザ・ドリフターズ
- 「お父さんの定年退職」[28] - 高木、仲本、加藤、カミナリ、ひとり、竹山、ガンバレルーヤ、磯山
- 「カミナリの雷様入社面接」[28] - 高木、仲本、カミナリ
- 「親子の対立! 薬飲みなさい!」[28] - 加藤、磯山、澤部、渡辺江里子
- もしもシリーズ
  - 「もしも主人が酔っている店があったら」[44] - サンドウィッチマン、竹山
  - 「もしもだしにこだわる おでん屋さんがいたら」 - いかりや、高木
  - 「もしもスケベな銭湯があったら」 - ひとり、よしこ
  - 「もしも威勢の良い風呂屋があったら」[44] - 竹山、ひとり、ガンバレルーヤ、カミナリ
  - 本家本元「もしも威勢の良い風呂屋があったら」 - ザ・ドリフターズ
  - 「もしもこんな入院患者がいたら」[44] - ひとり、ガンバレルーヤ、カミナリ
  - 「もしもこんな大御所俳優がいたら」[44] - 遠藤、竹山、ガンバレルーヤ
- 「対立激化! 組長が…」 - 遠藤、ガンバレルーヤ、カミナリ
- コント「入院」 - 加藤、志村、小林
- 「ハチャメチャ! 算数親子」 - サンドウィッチマン
- 「先生! 体の具合どうでしょうか?」 - 加藤、志村、藤谷
- 「受験は大変! 寝ちゃダメ!」[44] - ひとり、柴田
- 「剣の修業」 - ひとり、柴田
- 「少年少女合唱隊」[44] - 澤部、天童、Crystal Kay、阿佐ヶ谷姉妹、純烈、ほしの、ゆりやん、DJ KOO
  - 「新作早口言葉に挑戦!!」
  - 「虫の鳴き声をハーモニーに挑戦!」
- 「学園ドラマ撮影〜エキストラは大忙し!〜」[44] - 澤部、カミナリ、アンミカ、IKKO、渋谷、浜口、ゆりやん、天童
- 「ヒゲダンス」[45] - 飯尾、Snow Man
- 「スーパーヒーロー イイオマン」[45] - 飯尾、Snow Man
- 「耳鳴りが止まらない」[45] - 飯塚、飯尾、深澤、向井、鈴木アナ、藤本アナ
- 「お金はいずこ?」 - 加藤、志村
- 「携帯電話は時と場所をわきまえて!」 - 加藤、志村、生稲、大野

第2回
- 「息を合わせて! お餅つき」 - 加藤、志村
- 「時代劇映画撮影」 - 柴田、澤部、カミナリ、井上、山之内
- 「新人の駕籠かき」 - 小峠、長谷川、山之内
- 「夕立ち…雨なんか大キライ!」 - 加藤、志村
- 「CM撮影」 - ひとり、柴田、カミナリ、渋谷
- 「貧乏カップル」 - 石野、志村
- 「お婿探し」 - 高木、仲本、加藤、ひとり
- 「看守と囚人たち」 - 加藤、肥後、上島、澤部、近藤
- 「モーニングサービス」 - 竹山、柴田、カミナリ
- 「とんでもない弔問客!?」 - いかりや、加藤
- 「ヒゲダンス」 - 飯尾、Snow Man
- 「人生が二度あれば」 - 志村、いしの、松本典子
- 「川の渡し」 - 飯尾、西村、百田
- 「雷様」 - 高木、仲本、肥後、Snow Man
- 「今夜泊まっていい?」 - 勝地、山之内、竹山、飯尾、松本岳、カミナリ、井上
- 「サウナでひや汗?!」 - 高木、仲本、加藤、志村
- もしもシリーズ
  - 「もしもこんな取り調べがあったら」
    - 「母さんの唄」 - 竹山、飯尾、百田
    - 「さすらい刑事」 - 西村、長谷川
    - 「4人の刑事」 - 肥後、上島、竹山、バイきんぐ、井上
    - 「ツッパリ親子」 - 加藤、竹山、柴田、百田

  - 「もしも貧乏すぎる飲み屋があったら」 - ひとり、まひる、カミナリ
- 「葬儀屋」 - 竹山、飯塚、飯尾、柴田、Snow Man
- 「琴のレッスン」 - 仲本、加藤、柴田、たくみ、百田
- 「定食屋」 - 竹山、飯塚、宮舘
- 「迷惑な蚊 あたりかまわず出現」 - 竹山、飯尾、小峠、長谷川、カミナリ、井上、山之内

第3回
- 「受験は大変! 寝ちゃダメ!」 - ひとり、柴田
- 「『母ちゃんただいま』だよ 全員集合!!」 - ザ・ドリフターズ
- 「新春恒例! 明治神宮中継」 - シソンヌ、錦鯉、飯尾、西村
- 「ズボラな奥様」 - 佐藤、柴田
- 「少年少女合唱隊」 - 高木、加藤、澤部、柴田、近藤、岡田、錦鯉、ももいろクローバーZ、桑野
  - 「新作早口言葉に挑戦!!」
  - 「カズーでアドリブ音楽を奏でよう!」
- 「神田伯山が口上披露! 忠臣蔵」 - 神田
  - 「刀傷! 松の廊下」 - 加藤、志村
  - 「白装束! 涙・ナミダの切腹」 - いかりや、高木、仲本、加藤
  - 「討入り合図 陣太鼓」 - いかりや、加藤、志村
  - 「無念をはらすぞ 吉良はいずこに その一」 - 竹山、シソンヌ、錦鯉
  - 「無念をはらすぞ 吉良はいずこに その二」 - 竹山、飯尾、シソンヌ、錦鯉
- 「初日の出」 - 仲本、加藤、志村、小林
- 「新春ファッションショー」 - 高木、加藤、飯尾、百田、井上、錦鯉、貴島、松本若菜、白鳥、藤本アナ
- 「ハリキリ過ぎ女性警官」 - 佐藤、飯塚、小峠
- 「行かないで!!」 - 遠藤、松本若菜
- もしもシリーズ
  - 「もしも…こんな殴り込みがあったら」 - サンドウィッチマン、カミナリ、飯尾、百田
  - 「もしも…こんな将棋の挑戦者がいたら」 - ザ・ドリフターズ、松居
  - 「もしも…超ベテランのお寿司屋さんがあったら」 - いかりや、志村
- 「お代わり地獄!? わんこそば」 - 澤部、みちょぱ
- 「修学旅行」 - 竹山、柴田、飯尾、西村、ひとり、松本若菜、ももいろクローバーZ
- 「旅行の楽しみ 駅弁」 - 高木、加藤、近藤、肥後、岡田、錦鯉
- 「あちらのお客様から」 - 竹山、勝地、井上
- 「ご近所トラブル ペットの騒音」 - 小峠、近藤、井上、じろう、桑野
- 「コントシリーズ 泥棒」 - 小峠、錦鯉
- 「食べ過ぎ注意! ぽっちゃり家族」 - 加藤、サンドウィッチマン、近藤
- 「タピオカミルクティーCM撮影」 - 近藤、澤部、柴田、ひとり、岡田
- 「私のこと覚えてる?」 - シソンヌ、松本若菜、佐藤
- 「サラリーマンはツラい…」 - 遠藤、白鳥、渡辺隆
- 「親分がやられた!」 - 志村、すわ
- 「助っ人登場!? 雷様」 - 高木、加藤、肥後、すわ
- 「神主と巫女」 - 加藤、勝地、すわ

第4回
- 「大学は大変! 寝ちゃダメ!」 - ひとり、柴田
- 「高所作業にご用心」 - 竹山、じろう
- 「張り込み」 - 加藤、飯塚
- 「絵本を読んで!」 - 斉藤、塚地
  - 「日本昔話シリーズ 桃太郎」 - 柴田、百田、錦鯉
  - 「日本昔話シリーズ 姥捨山」 - 加藤、志村、生稲、森下
  - 「日本昔話シリーズ かぐや姫」 - 高木、加藤、浅田、小沢
- 「もずく酢 CM撮影」 - 近藤、柴田、ひとり、塚地、大友
- 「家族旅行」 - 飯尾、竹山、ひとり、塚地、柏木、千葉
- 「秘密の取引き」 - 竹山、小峠、錦鯉
- 「大さわぎ!! 水戸黄門」 - ザ・ドリフターズ、小松
- 「クーラーが故障中!?」 - 加藤、飯尾、近藤、井上
- もしもシリーズ
  - 「もしも…気の弱すぎる医者がいたら」 - 小峠、長谷川
  - 「もしも…酒好きの医者がいたら」 - シソンヌ
- 「工事・ブー 飲み直しカウンター・バー」 - 仲本、高木
- 「イケメン登場!? 雷様」 - 高木、肥後、高城、ジェシー
- 「さよなら」 - 松岡、長谷川
- 「アニキのいない間に…」 - 竹山、バイきんぐ、小沢

第5回
- 「新人黒子が大慌て!? 新春大歌舞伎」 - 加藤、松本幸四郎
- 「みんな迷惑 ATM長時間利用」 - 澤部、西村、渡辺隆、玉井、佐々木彩夏、高城
- 「小学校の授業 算数・社会」 - 高木、加藤、飯塚、長谷川、塚地、ももいろクローバーZ
- 「東京は誘惑がいっぱい! 修学旅行」 - 竹山、柴田、飯尾、西村、ひとり、入山
- 「息をあわせてもちつき」 - 佐々木希、吉村
- 「加藤茶&志村けんの“無重力で楽しい!? ”宇宙旅行」 - ザ・ドリフターズ
- 「色即是空 寒中修業僧物語」 - ひとり、柴田、塚地
- 「夕刻の鐘」 - バイきんぐ、長谷川、春日、木村
- 「母と娘 嫁ぐ前夜の会話」 - 塚地、桜井
- 「元気すぎる新メンバー!? 雷様」 - 高木、肥後、高城、やす子
- 「冷酷無比! 家賃の取り立て」 - 柴田、土井、香取
- 「強力ミキサー CM撮影」 - 柴田、ひとり、大友、春日、かなで
- 「カラオケでストレス解消!」 - 加藤、勝地、近藤
- 「サラリーマンに因縁!? 路上のトラブル」 - 竹山、木村
- 「チンピラと居酒屋」 - 澤部、百田、ひとり、渡辺隆
- 「あなた行かないで…!!」 - 勝地、肥後、佐々木希、永尾
- 「わがままな刑事」 - 澤部、小峠、肥後

番外編
- 「先輩もう1杯!ガード下の居酒屋」 - 加藤、飯尾、近藤、香取
- 「これ買って!」 - 竹山、西村、大友、渡辺隆

第6回
- 「赤ちゃんの夜泣き」 - Snow Man、近藤
- 「理系女子は大変!寝ちゃダメ!」 - ひとり、柴田
- 「新メンバー候補が対決!?雷様」 - 高木、向井、肥後、高城、永尾
- 「茶とけんの真夏の座禅修業!」 - 加藤、志村
- 「デート終わりの公園で…」 - 志村、渡辺直美
- もしもシリーズ
  - 「もしも…お葬式にこんな弔問客がきたら…」 - 澤部、竹山、深澤、錦鯉、塚地
  - 「もしも…お葬式にこんな弔問客がきたら…その2」 - 加藤、飯尾、近藤、錦鯉、肥後
  - 「もしも…こんなサッカーの審判がいたら…」 - 飯尾、清水、チョコレートプラネット、青嶋アナ
  - 「もしも…こんなジャズダンス教室があったら…」 - 志村、香坂
- 「小学校の授業 英語・国語」 - 高木、加藤、飯塚、飯尾、近藤、ももいろクローバーZ、チョコレートプラネット
- 「それ、俺の!」 - 志村、大悟、多岐川、磯山
- 「プリン CM撮影」 - 柴田、ひとり、春日、齊藤、吉住
- 「浦島太郎」 - 高木、澤部、竹山、宮舘、長谷川、春日、入山、齊藤
- 「愛の修羅場!?」 - ひとり、近藤、松岡

第7回
- 「桃太郎のおに退治!」 - さらば青春の光、Snow Man
- 「コーヒーゼリードリンクCM撮影」 - 柴田、ひとり、近藤、春日、鎮西
- 「刑務所の面会」 - 亀梨、野呂、チョコレートプラネット
- 「田中組vs太田組 仁義なき抗争」 - 飯尾、澤部、西村、長谷川、春日、爆笑問題
- 「小学校の授業 国語・英語」 - 高木、加藤、飯塚、澤部、長谷川、塚地、ももいろクローバーZ
- 「部下には絶対バレたくない!?恐妻家」 - 澤部、亀梨、大地
- 「雷様ブーの娘が緊急帰国!?」 - 高木、飯尾、肥後、永尾、渡辺直美
- 「こだわりの強いお蕎麦屋さん」 - 志村、千鳥
- 「のぞみかなえて!神様お願い」 - 加藤、澤部、後藤、渡辺直美
- 「絶世の美女がお待ちかね!?平安貴族の歌会」 - 高木、宮舘、春日、森田
- 「モメたら大変!!遺産相続」 - 飯尾、ひとり、塚地、永尾、田中
- 「仕事の鬼」 - 高木、高見
- 「鶴の恩返し」 - 飯尾、澤部、渡辺直美
- 「結婚披露宴」 - 加藤
- もしもシリーズ
  - 「もしも…威勢のいいサウナがあったら」 - 竹山、飯尾、柴田、ひとり、西村
  - 「もしも…こんな歯医者がいたら」 - 加藤、井上
- 「相撲部屋」 - ザ・ドリフターズ
- 「荒れる男」 - 西村、入山、さらば青春の光、森
- 「安全第一!ベテランのタクシー運転手さん」 - 加藤、志村
- 「早く工事を終わらせろ!」 - 柴田、深澤、向井
- 「波止場」 - 長田、大地
- 「体で覚えるのが一番!? 算数親子」 - 勝地、ラブレターズ
- 「お友達は大スター!?囲碁」 - 加藤、百田、井上
- 「受験勉強」 - 仲本、志村
- 「先生!体の具合どうでしょうか?」 - 澤部、爆笑問題

その他、『ドリフ大爆笑』や『志村けんのだいじょうぶだぁ』の傑作コントも放送される。

### スタッフ
- 企画：井澤健（イザワオフィス）
- ナレーター：服部潤（番外編・第6回 - ）
- プロデューサー：井澤秀治（イザワオフィス）
- 監修：加藤英文、戸上浩（エクシーズ）
- 構成：酒井健作、酒井義文、中藤洋、今井太郎、上田航平（酒井〜中藤→第3回 - 、今井→第3、4、6回 - 、上田→第5回 - ）
- 振付け：カーニバル三浦（第6回）
- TP：斉藤伸介（フジテレビ、第3回 - ）
- TM：橋本雄司（第3回 - ）
- SW：上田軌行（第4回 - 、第3回はCAM）
- CAM：吉原喜久（第4回 - ）
- VE：土井理沙（第3回 - ）
- AUD：浮所哲也（第1、3、7回）
- 照明：安藤雄郎（第1 - 5、7回）
- 編集：塩原祐弥（第5回 - ）
- CG：和田真弥（第5回 - ）
- MA：鈴木久美子（第4回 - ）
- 音響効果：大久保吉久
- 美術制作：三竹寛典（フジテレビ）
- デザイン：鈴木健太（フジテレビ）
- アートコーディネーター：林勇、平山雄太
- 大道具：山本和成（第3回 - ）
- 大道具操作︰三田部義弘、永沼朋香（共に第5回 - 、三田部→第1、2、4回は大道具、永沼→以前は大道具）
- アクリル装飾：鈴木竜（第5回 - ）、村田誠司
- 装飾：菊地誠（第3回 - ）
- 植木装飾：後藤健
- アートフレーム：石井智之（第5回 - ）
- 視覚効果：菅谷守（第1、6回 - ）
- 特殊造形：光子館（第5回 - ）
- 電飾：枝茂孝（第6回 - 、第4、5回は特殊装置）
- 衣裳：木原秀佳（第6回 - ）
- 持道具：若林瑞帆（第3回 - ）
- メイク：小島百合子（第4、6回 - ）、藤田真央（第7回）
- 床山：俵木和美
- 操演︰秋山メカステージ（第7回）
- 技術協力：ニユーテレス、fmt、Eno STUDIO、casinodrive（casino→第2回 - ）
- 編成：安永英樹（フジテレビ）
- TK：水越理恵
- デスク：石川菜摘（第7回）
- 広報：麻生小百合（フジテレビ、第7回）
- AD：吉井美月、糟谷猛、新井夏美、貝塚(澤)優生、新井夏美、中川美優、船戸海惇、豊川堅ノ介、竹田明花（吉井・根本→第1回 - 、貝塚→第4回 - 、糟谷・中川→第5回 - 、新井・豊川→第6回 - 、新井・船戸・竹田→第7回）
- AP：小野美宙（第6回 - ）
- ディレクター：有川崇（アルファ・グリッド）、原武範（PLATFORM）、登内翼斗・城山海周（フジテレビ、城山→第7回）、金井克仁（イースト・ファクトリー）、勝部美帆（ガスコイン・カンパニー）／渡辺琢・鈴木善貴（フジテレビ、渡辺→第1回 - 第3回は演出、鈴木→第1回はディレクター、第2、3回は演出）
- 制作プロデューサー：児玉芳郎（フジテレビ）、瓜生夏美（ガスコイン・カンパニー）、山脇瞳（第1回 - 第3回までAP）、斉藤陽子（第3、4、7回）
- 制作チーフプロデューサー：情野誠人（フジテレビ、第3回 - ）
- 演出：北山拓（フジテレビ、第3回 - ）
- 制作：フジテレビ編成局制作センター第二制作室[注 63]
- 企画制作：イザワオフィス

#### 過去のスタッフ
- ナレーター：松元真一郎（第1、2回）、垂木勉（第3回）、屋良有作、佐野瑞樹（フジテレビアナウンサー）（共に第4回）、木村昴（第5回）
- 構成：鈴木遼（第1回）、松井洋介、福原フトシ（松井・福原→共に第1、2回）、デレクジーカー（デレクジ→第5回）、今井加賢（今井→第5回まで）
- TP：児玉洋（フジテレビ、第1回）、松本英士（フジテレビ、第2回）
- TM：高瀬義美（第1回）、鈴木達雄（第2回）
- SW：高田治（第1、2回）、河西純（第3回）
- CAM：小川利行（第1、2回）
- VE：水野博道（第1回）、武田和浩（第2、6回）
- AUD：高橋幸則（第2回）、高宮哲郎（第4 - 6回）、小清水健治（第6回）
- 照明︰堀田耕二（第2回 - 第4回）、穴田建二（第5、6回）、根本進（第6回）
- マルチ：上福更記（第3回）
- 編集：井上真一（第1、3回）、大島洋介（第4回）、屋ヶ田奏江、野殿宗一郎（屋ヶ田・野殿→第5回）
- MA：吉田肇（第1、2回）、足達健太郎（第3回）、木村亮允（第5回）
- 大道具：志賀史樹（第3回）、裏隠居徹、松本達也（裏隠居→第4回）
- 装飾：門間誠（第1、2回）
- 持道具：土屋洋子（第1、2、4回）
- 衣裳：林春来（第1回）、酒見紗佳（第2回）、佐藤孝二（第2、3回）、中川博次（第4、5回）
- 視覚効果：川上勝大、スイコウシャ（共に第4回）、仁井田真希（第2、3、5回）
- 電飾：石井誠（第1回）、日下信二（第2回 - ）
- 特殊装置︰山﨑峰生（第5回）
- 特殊造形︰千葉洋行（第5回）
- メイク：山田かつら、小野田亜美（小野田→第5回）、石本望叶彌（第5、6回）
- 技術協力：SUNPHONIX（第1、3回）、IMAGICA（第5回）
- 衣装協力：バースジャパン、KURI-ORI（2社共に第1回）
- 編成︰浅野翔太郎（フジテレビ）
- デスク：市川亜季（第2回）、川口ひと美(み)（第2回 - 第5回）、曽根京香（第6回）
- 広報：小穴浩司（フジテレビ）
- 制作進行：栗原千佳（第5、6回）
- AD：江端健人、池田梨乃、菊池奈々子、北森野乃花、對馬ひよ凜、太田貴昭、川尻百美、赤岩彩花、手塚美帆、新垣さんび、松本有未、吉田雅人、石井祐希、池田梨乃、宮田雅楽、大杉峻矢、野宮颯、小川莉央、上原拓真、川尻百美、根本麗、伊田翔吾（江端・池田→共に第1回、菊池～對馬→全員第2回、太田・赤岩～新垣以外は全員第3回、新垣→第1、3回、吉井→第1回 - 第4回、石井以降全員第4回、根本→第1回 - 第5回、川尻・伊田→第5回）
- ディレクター：石川隼（フジテレビ、第1回 - 第3回）、中陳陽太（第1回 - 第3回）、長谷吉洋（エクシーズ、第1回 - 第3回）
- AP：泉愛実（第1回 - 第3回）
- 制作プロデューサー：寺田裕（フジテレビ、第1回 - 第3回）、相馬令子（クリエイターズボックス、第4回）
- 制作チーフプロデューサー：大江菊臣（フジテレビ、第1回 - 第3回）